# Caspar David Friedrich

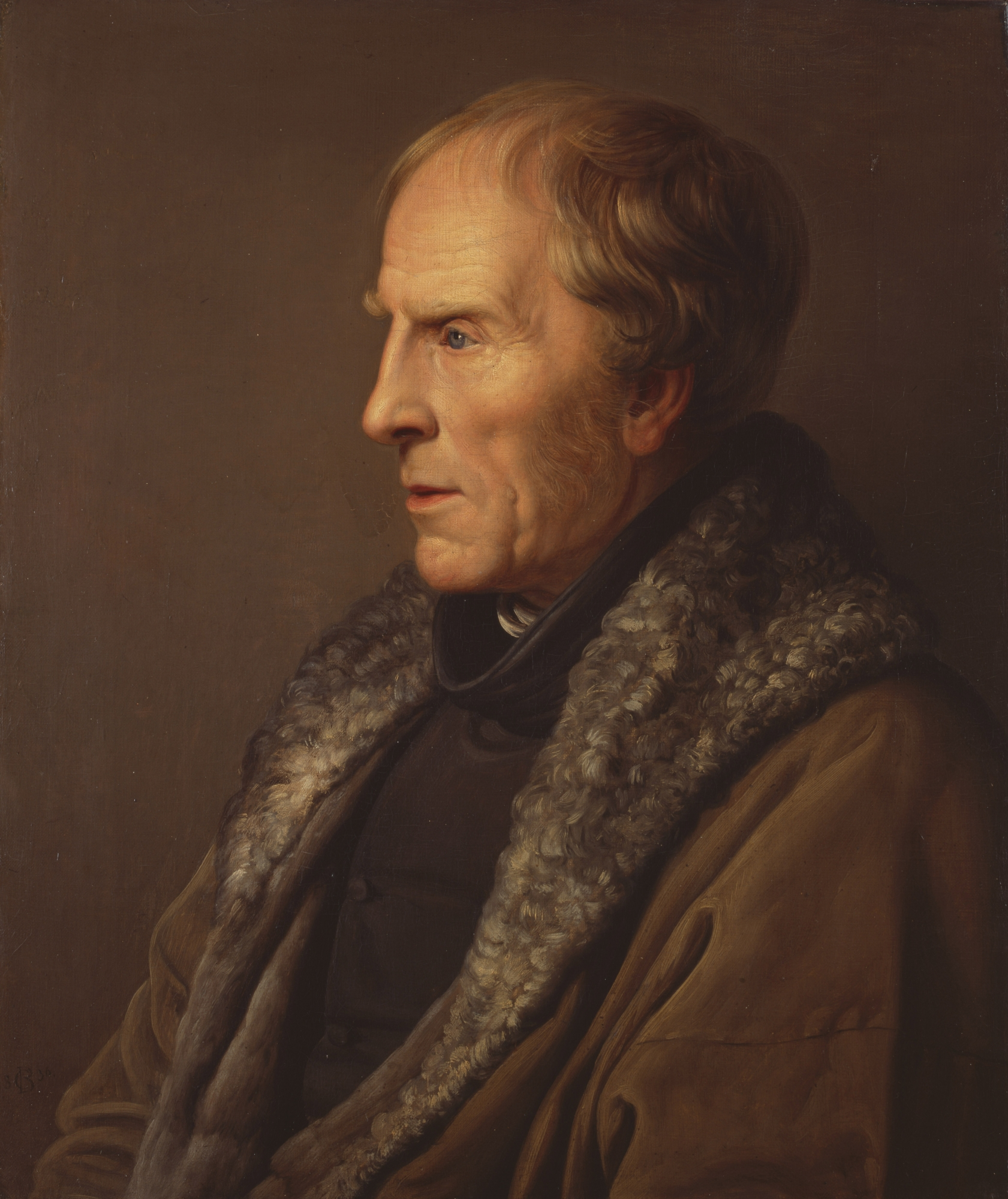
Johann Karl Ulrich Bähr, Altersbild Caspar David Friedrichs, 1836, Galerie Neue Meister, Dresden

Caspar David Friedrich (* 5. September 1774 in Greifswald, Schwedisch-Pommern; † 7. Mai 1840 in Dresden, Königreich Sachsen) war ein deutscher Maler, Grafiker und Zeichner. Er gilt heute als einer der bedeutendsten Künstler der Romantik. Mit seinen auf die Wirkungsästhetik ausgerichteten, konstruierten Bilderfindungen leistete er einen originären Beitrag zur modernen Kunst. In seinen Hauptwerken brach Friedrich in revolutionärer Weise mit den Traditionen der Landschaftsmalerei von Barock und Klassizismus. Der Themen- und Motivkanon dieser Bilder vereinigt Landschaft und Religion vorzugsweise zu Allegorien von Einsamkeit, Tod, Jenseitsvorstellungen und Erlösungshoffnungen. Friedrichs von Melancholie geprägtes Welt- und Selbstverständnis gilt als exemplarisch für das Künstlerbild in der Epoche der Romantik.
Der Maler macht mit seinen Werken bei weitgehend unbekannten Bildkontexten sinnoffene Angebote, die den Betrachter mit seiner angesprochenen Gefühlswelt in den Deutungsprozess einbeziehen. Die Sinnoffenheit der Bilder führte seit der Wiederentdeckung Friedrichs zu Beginn des 20. Jahrhunderts zu einer Vielzahl oft gegensätzlicher Interpretationen sowie zur Theoriebildung aus kunstwissenschaftlicher, philosophischer, literaturwissenschaftlicher, psychologischer oder theologischer Sicht.

## Leben

### Herkunft und Jugend

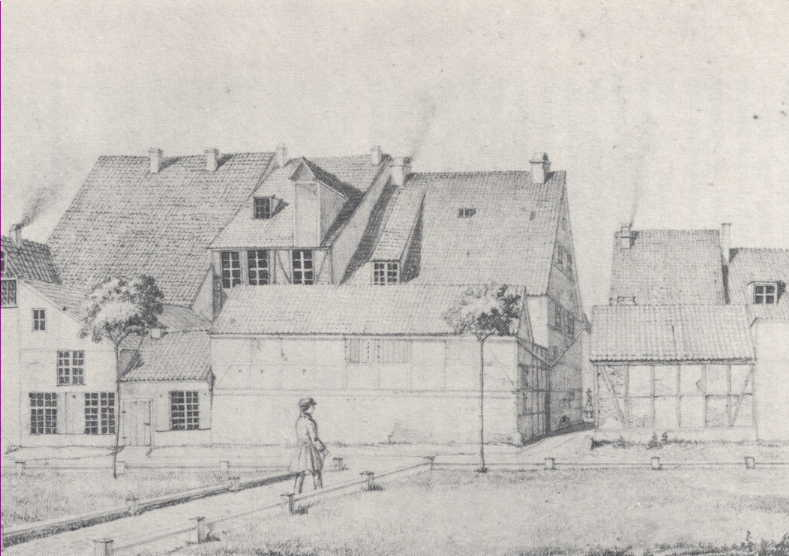
Rückansicht des Geburtshauses von Caspar David Friedrich 1844

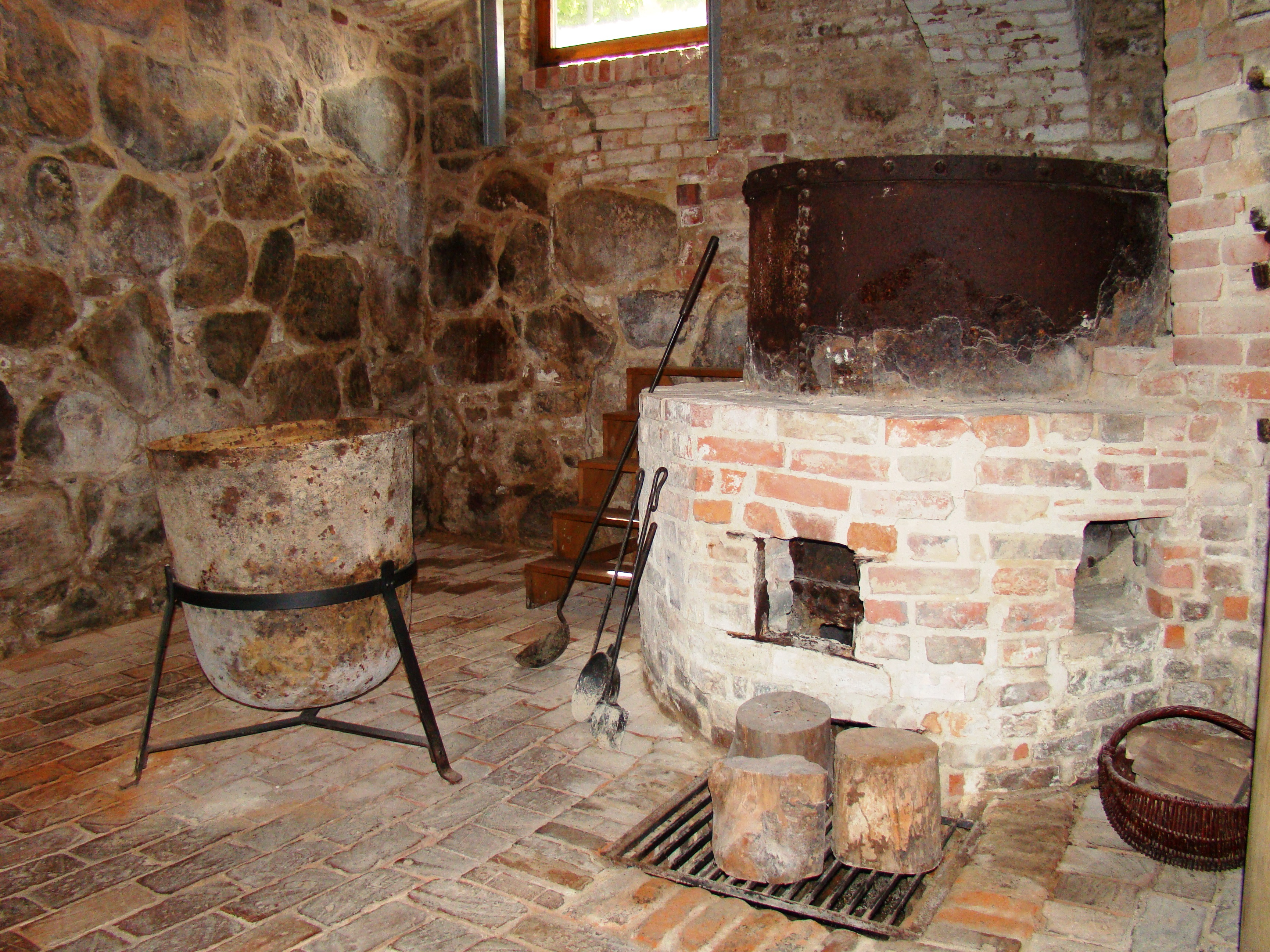
Seifensiederwerkstatt von Adolph Gottlieb Friedrich im Caspar-David-Friedrich-Zentrum

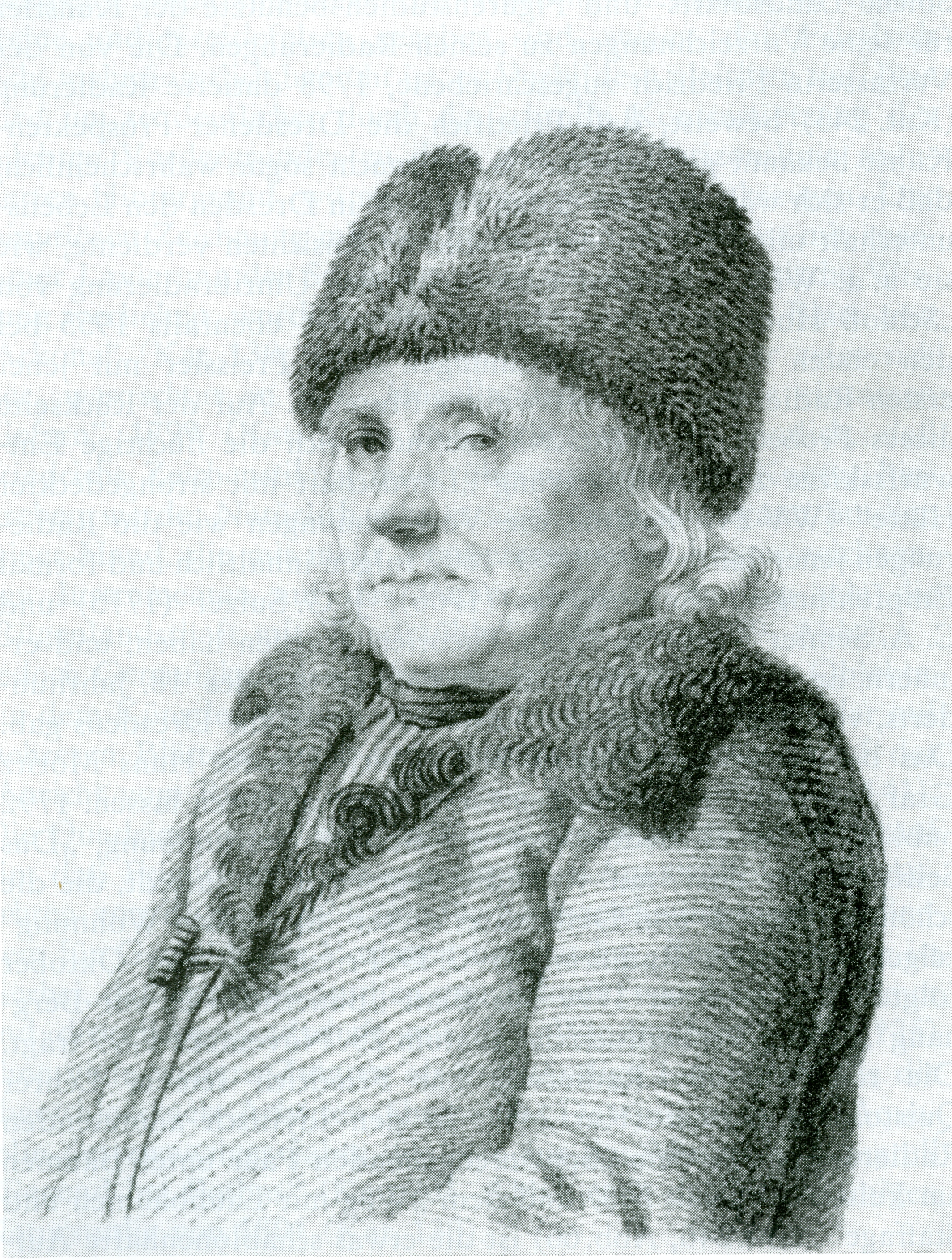
Caspar David Friedrich: Adolph Gottlieb Friedrich,
Kreidezeichnung 1798, Version im Pommerschen Landesmuseum

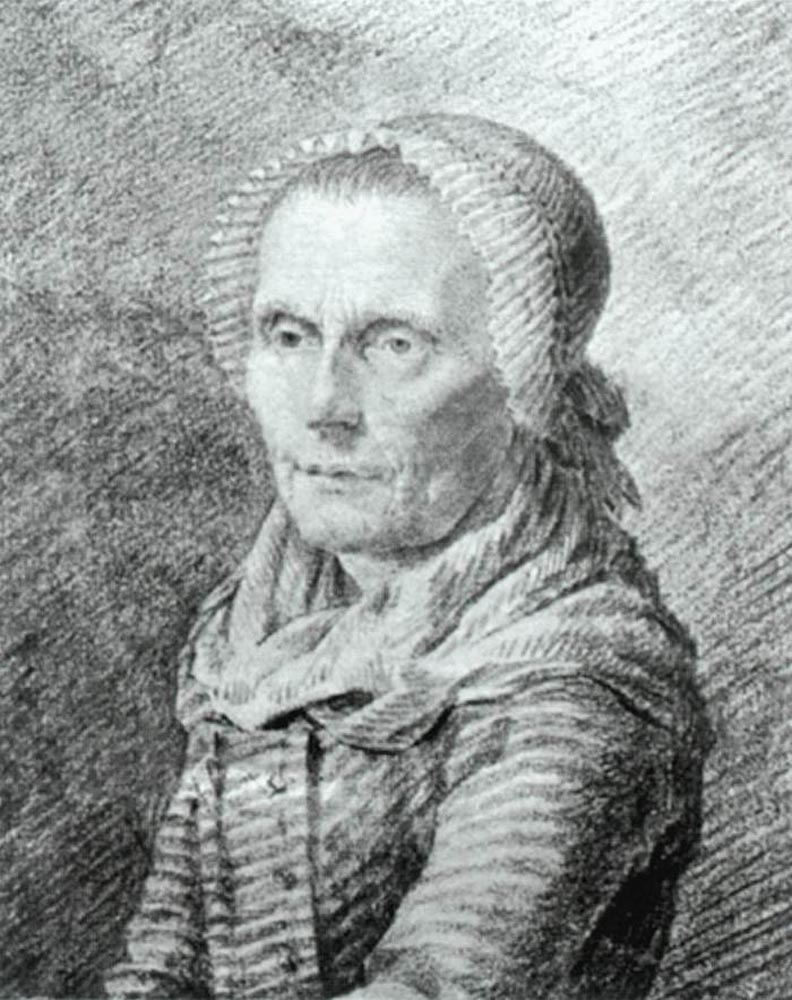
Caspar David Friedrich: Mutter Heiden, um 1798

Caspar David Friedrich wurde 1774 als sechstes von zehn Kindern des Talgseifensieders und Talgkerzengießers Adolph Gottlieb Friedrich und dessen Ehefrau, Sophie Dorothea, geborene Bechly, in der damals zu Schwedisch-Pommern gehörenden Hafenstadt Greifswald geboren. Als Einwohner einer schwedischen Provinz, die aber als deutsches Herzogtum Teil des Heiligen Römischen Reiches war, war er Deutscher. Beide Eltern stammten aus der mecklenburgischen Stadt Neubrandenburg und waren wie ihre Vorfahren Handwerker. Überlieferungen, nach denen die Familien einem schlesischen Grafengeschlecht oder dem schwedischen Adel entstammen sollen, sind nicht zu belegen. Möglicherweise war den Verwandten die Herkunft des Malers peinlich, da „Seifensieder“ als Schimpfwort in Neubrandenburg einen besonders kulturlosen Menschen bezeichnete.
Caspar David wuchs in seinem Greifswalder Elternhaus in der Langen Gasse 28 auf. Nach dem frühen Tod der Mutter war ihm seine Schwester Dorothea Mutterersatz, die Wirtschafterin „Mutter Heiden“ führte den Haushalt. In der Erziehung herrschte die puritanische Strenge des Vaters, der einen Protestantismus mit pietistischem Einfluss lebte. Über die wirtschaftlichen Verhältnisse der Familie gibt es widersprüchliche Aussagen, die zwischen täglicher Not und bescheidenem kleinbürgerlichen Wohlstand differieren. Der Vater war zumindest in späteren Jahren als Kaufmann erfolgreich und konnte 1809 mit einem erheblichen Kredit den Gutsherrn von Breesen Adolf von Engel vor dem Bankrott retten.
Über den Schulbesuch Friedrichs und die Förderung seiner künstlerischen Begabung ist nichts bekannt. Aus dieser Zeit gibt es lediglich Blätter mit kalligrafischen Übungen religiöser Texte. Um 1790 bekam er beim Greifswalder Universitätsbaumeister und akademischen Zeichenlehrer Johann Gottfried Quistorp wöchentlich einige Stunden Unterweisung im Zeichnen nach Modellen und nach der Natur sowie im Fertigen von Baurissen bzw. Architekturzeichnungen. Quistorp war mit seinen Schülern auch in der pommerschen Landschaft unterwegs und konnte mit seiner umfangreichen Sammlung Kenntnisse zur barocken Kunst des 17. und 18. Jahrhunderts vermitteln. Er soll Friedrich auch mit der ossianisch geprägten Poesie Ludwig Gotthard Kosegartens bekannt gemacht haben.

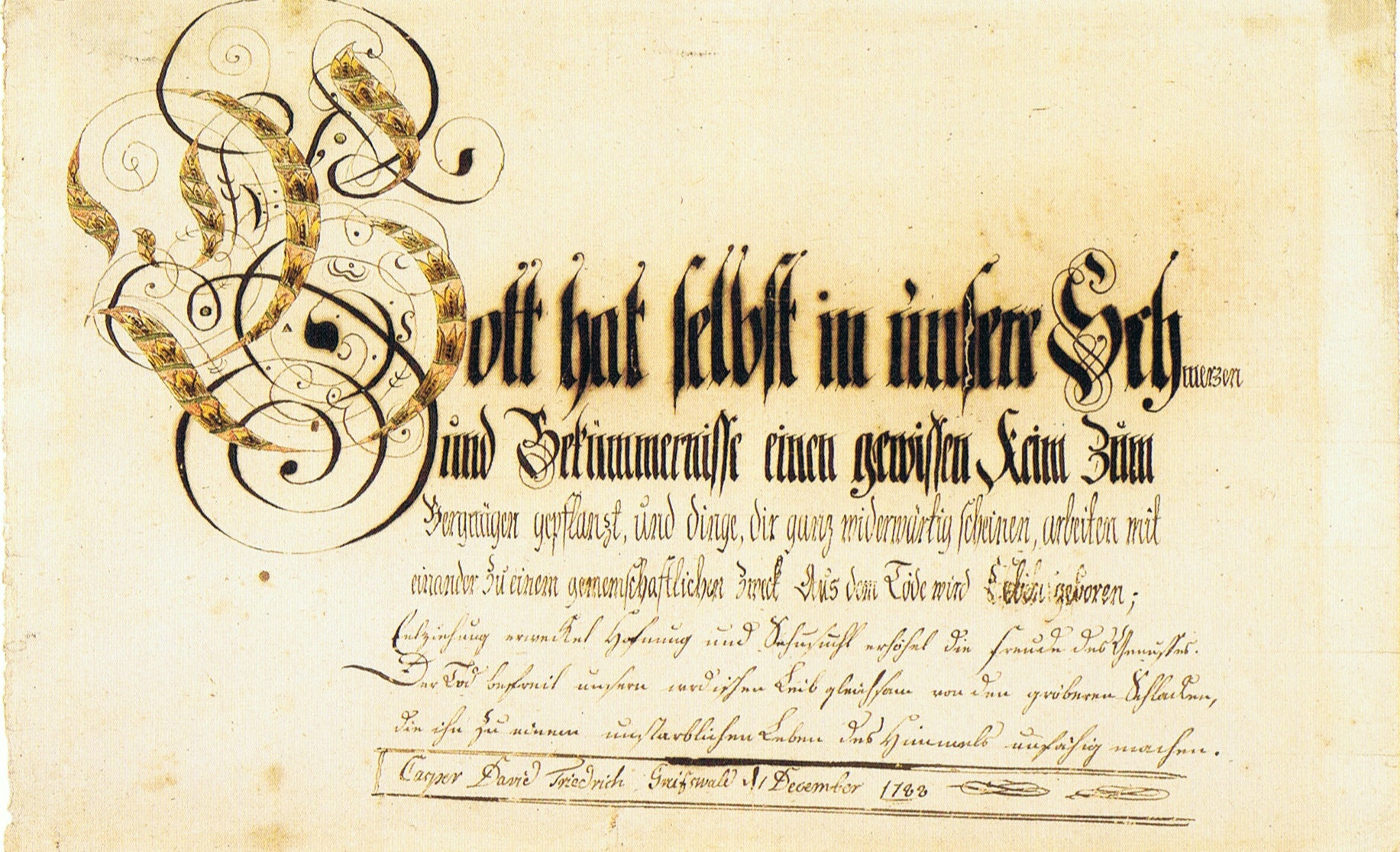
Caspar David Friedrich: Schriftübung, 1788
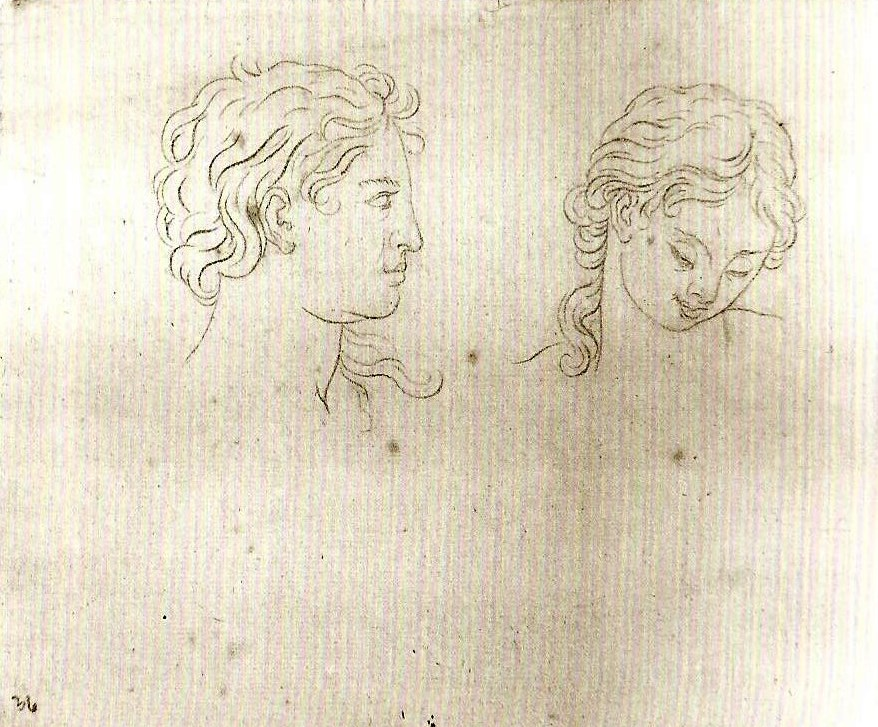
Caspar David Friedrich: Zwei Studien eines weiblichen Kopfes, um 1790/94

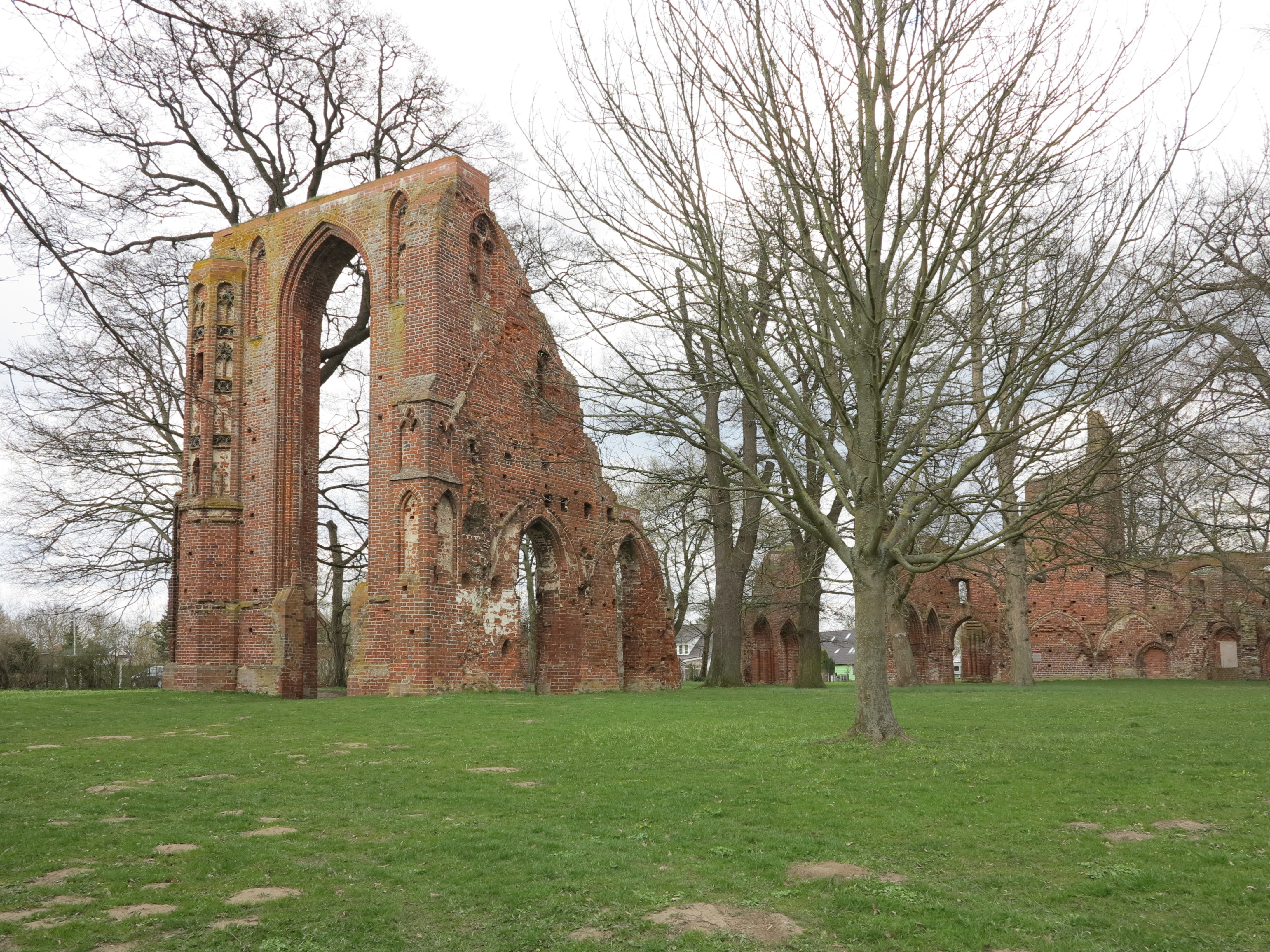
Ruine des Klosters in Eldena, ein häufig wiederkehrendes Motiv bei CDF.

Ein prägendes Kindheitserlebnis war nach Überlieferung ein tödlicher Unfall: Beim Versuch, den ins Wasser gefallenen Caspar David zu retten, ertrank 1787 sein um ein Jahr jüngerer Bruder Christoffer. Von Carl Gustav Carus, Gotthilf Heinrich von Schubert, Wilhelmine Bardua und vom Grafen Athanasius von Raczynski wurde später in dramatischer Weise berichtet, Friedrich sei beim Schlittschuhlaufen im Eis eingebrochen. In der Familie des Malers war hingegen nur die Rede davon, dass die beiden Jungen mit einem kleinen bootsähnlichen Fahrzeug auf dem Wallgraben gekentert seien. Gegen die Eis-Variante spricht ein milder Dezemberanfang 1787. Der Holzschnitt Knabe auf einem Grab schlafend von 1801 gilt als Verarbeitung vom Tod des Bruders Christoffer. In der Psychopathographie Caspar David Friedrichs wird dieses Ereignis als eine mögliche Ursache für spätere Depressionen benannt.

### Studium in Kopenhagen

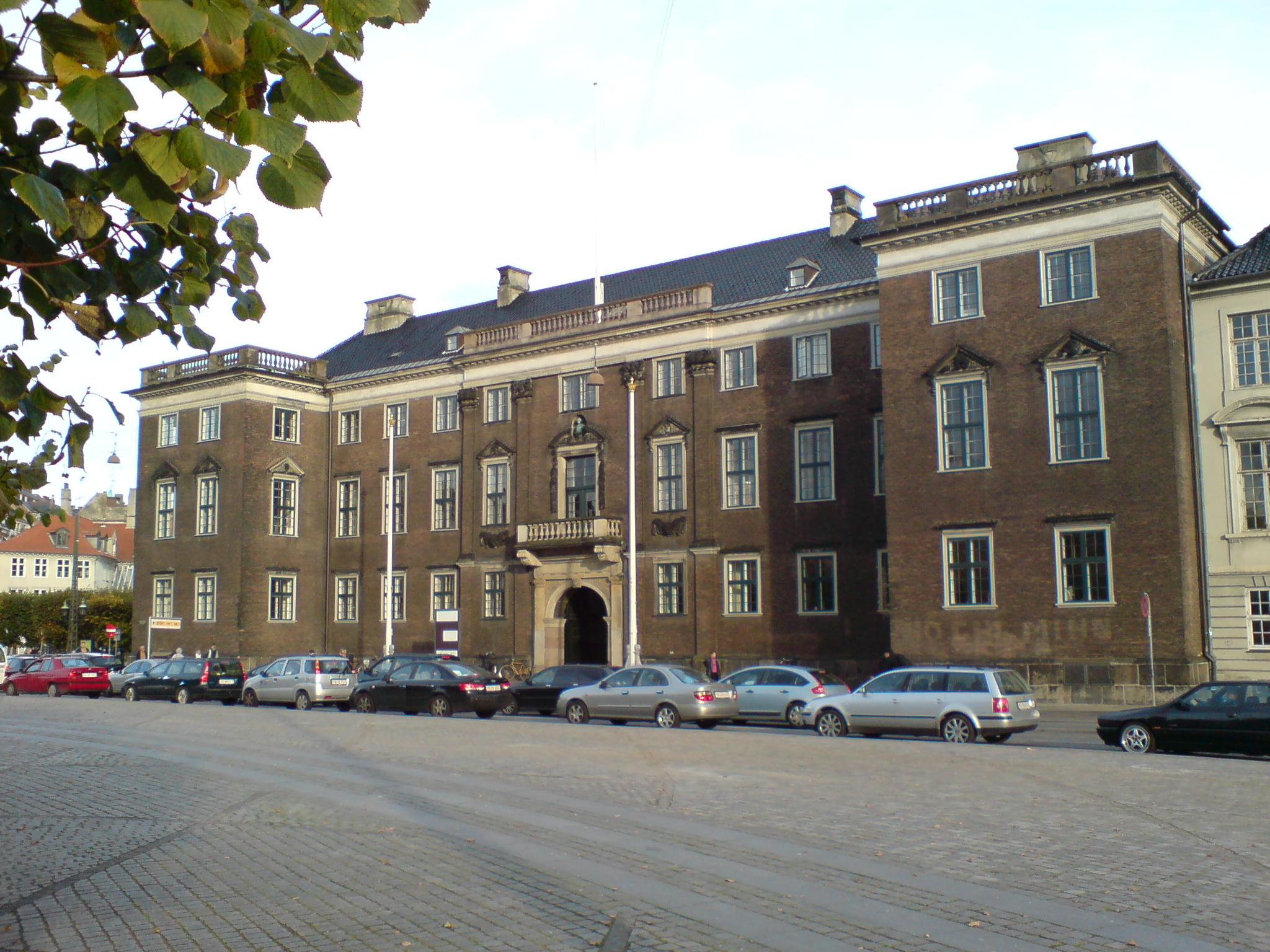
Schloss Charlottenborg in Kopenhagen, Sitz der Akademie

1794 begann Friedrich ein Studium an der Königlich Dänischen Kunstakademie in Kopenhagen, die damals als eine der liberalsten Europas galt. In der Ausbildung kopierte er Zeichnungen und Druckgrafik unter Anleitung von Jørgen Dinesen, Ernst Heinrich Löffler und Carl David Probsthayn. Nach der Versetzung in die Gipsklasse am 2. Januar 1796 stand das Zeichnen nach Abgüssen antiker Skulpturen auf dem Lehrplan. Die Arbeit nach dem lebenden Modell vermittelten ab 2. Januar 1798 die Lehrer Andreas Weidenhaupt, Johannes Wiedewelt und Nicolai Abildgaard. Einflüsse in seiner künstlerischen Entwicklung werden auch Jens Juel und Erik Pauelsen zugeschrieben. Malerei war in Kopenhagen kein Studienfach. Die Kopenhagener Gemäldesammlungen mit umfangreichen Beständen der niederländischen Malerei dienten aber als Anschauungsmaterial. Die Professoren kümmerten sich in der Regel wenig um die Studierenden.

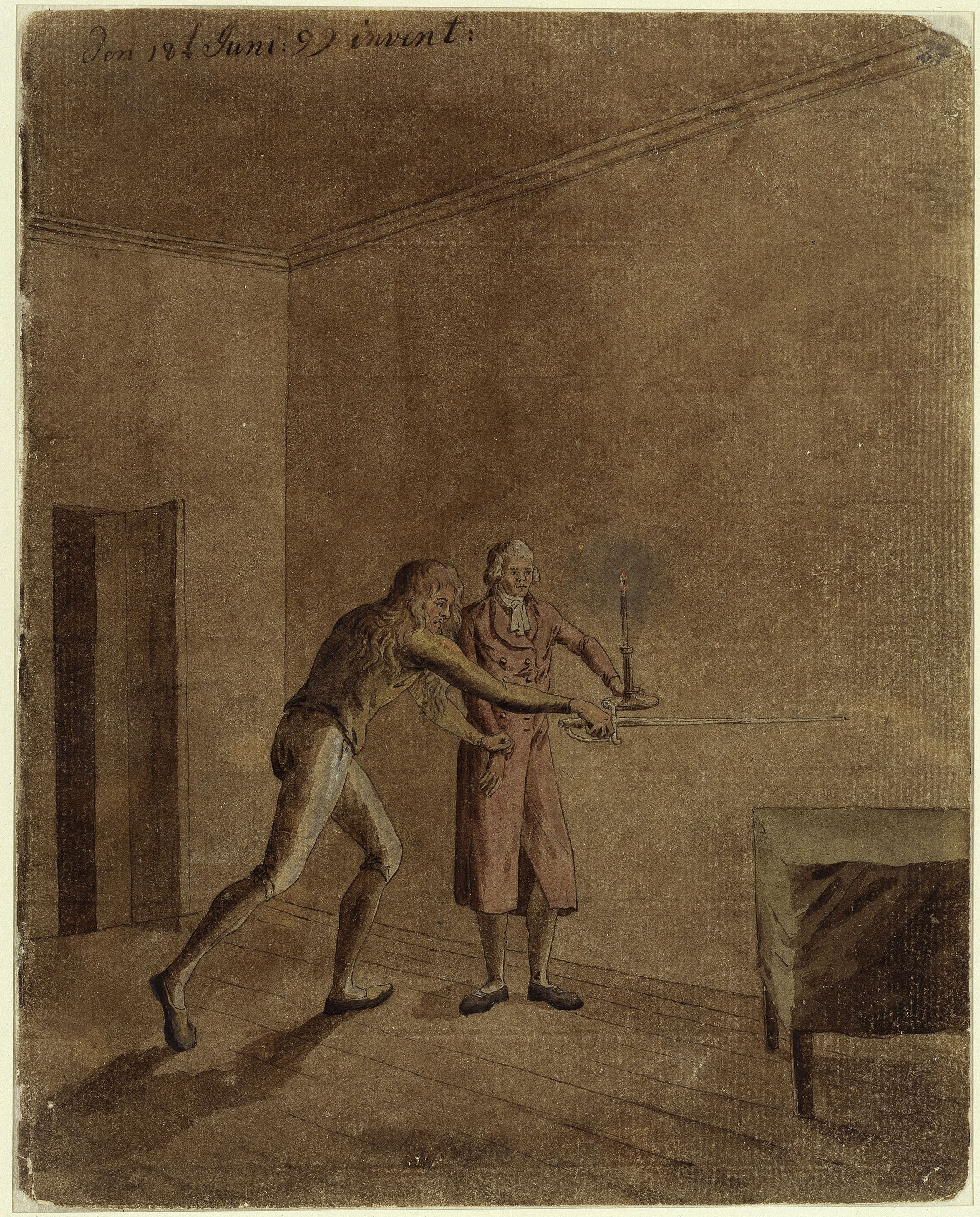
Caspar David Friedrich: Szene aus Schillers „Die Räuber“, Franz und Daniel, 1799

Der Einfluss der Lehrer auf Friedrich ist schwer abzuschätzen. Die Figuren seiner frühen Theaterbilder zu Friedrich Schillers Drama Die Räuber verraten eine Orientierung an Nicolai Abildgaard. Die nach dem Studium entstandenen Bildnisse der Verwandten sowie erste Radierversuche sind in der Technik der Kopenhagener Ausbildung verpflichtet. Landschaftszeichnungen von der Kopenhagener Umgebung entstanden außerhalb des Curriculums. Tiefgreifende Wirkung auf die Landschaftsdarstellung im Gesamtwerk hatte die 1785 erschienene, in Kopenhagen populäre Theorie der Gartenkunst des Königlich Dänischen Justizrates, Christian Cay Lorenz Hirschfeld.

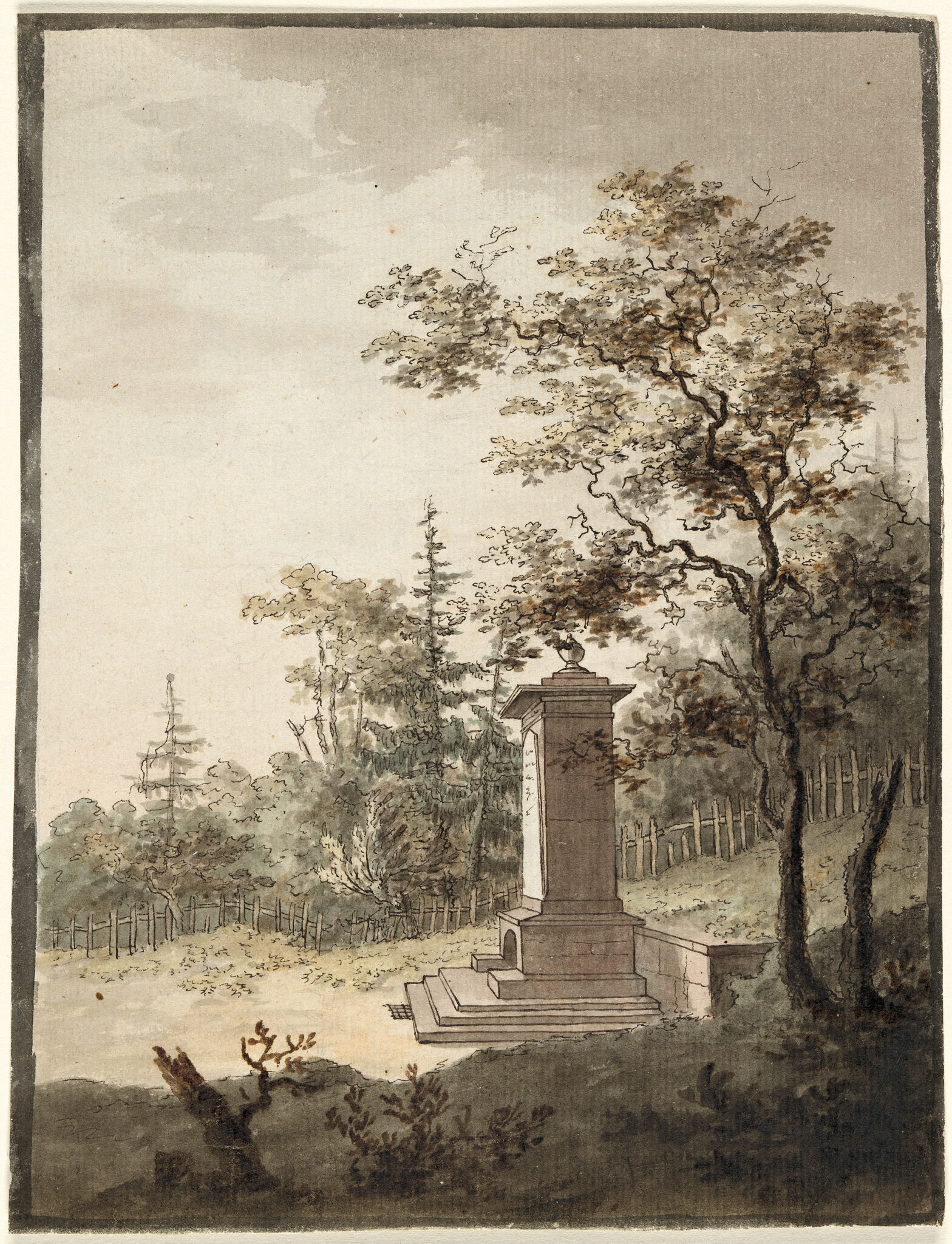
Caspar David Friedrich: Emilias Kilde, 1797
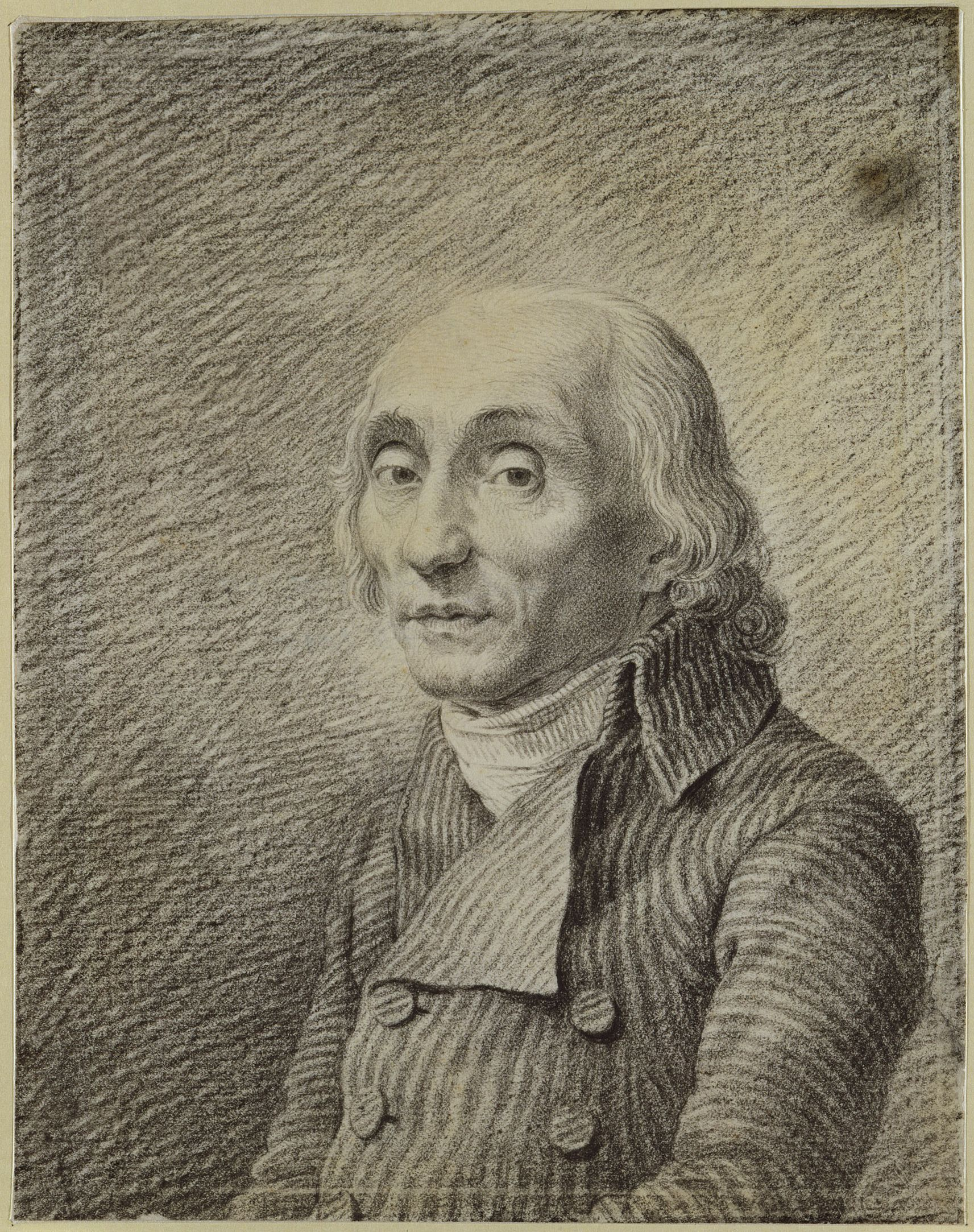
Caspar David Friedrich: Ernst Theodor Johann Brückner, um 1798
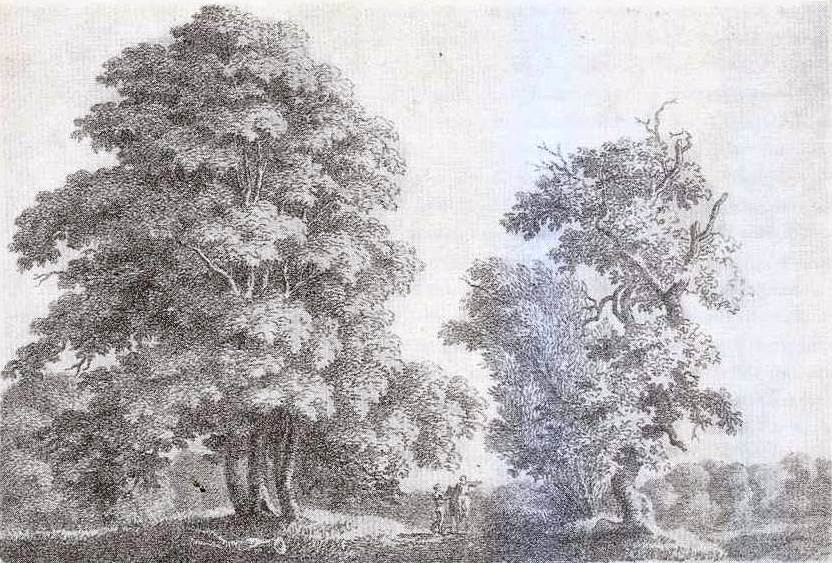
Caspar David Friedrich: Weg zwischen den Laubbäumen mit Reiter, 1800, Radierung
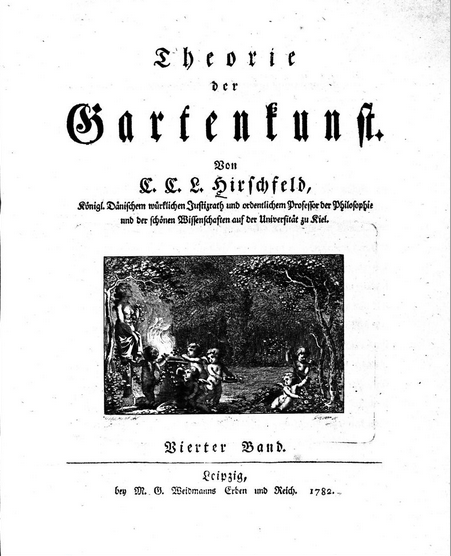
Hirschfelds Theorie der Gartenkunst

Aus der Perspektive des Jahres 1830 begehrte der Maler gegen die Autorität seiner Lehrer auf.

„Nicht alles läßt sich lehren, nicht alles erlernen und durch bloßes totes Einüben erlangen; denn was eigentlich rein geistiger Natur in der Kunst genannt werden kann, liegt über die engen Schranken des Handwerks hinaus. Darum, ihr Lehrer der Kunst, die ihr euch dünket so viel mit eurem Wissen und Können, hütet euch sehr, daß ihr nicht einem jeden tyrannisch aufbürdet eure Lehren und Regeln; denn dadurch könnt ihr leichtlich zerknicken die zarten Blumen, zerstören den Tempel der Eigentümlichkeit, ohne den der Mensch nichts Großes vermag.“

Friedrich hatte einen größeren Kreis von Studienfreunden, die sich in seinem Stammbuch verewigten. Die Freundschaft mit dem Maler Johan Ludwig Gebhard Lund reichte über die Studienzeit hinaus.

### Frühe Dresdener Jahre

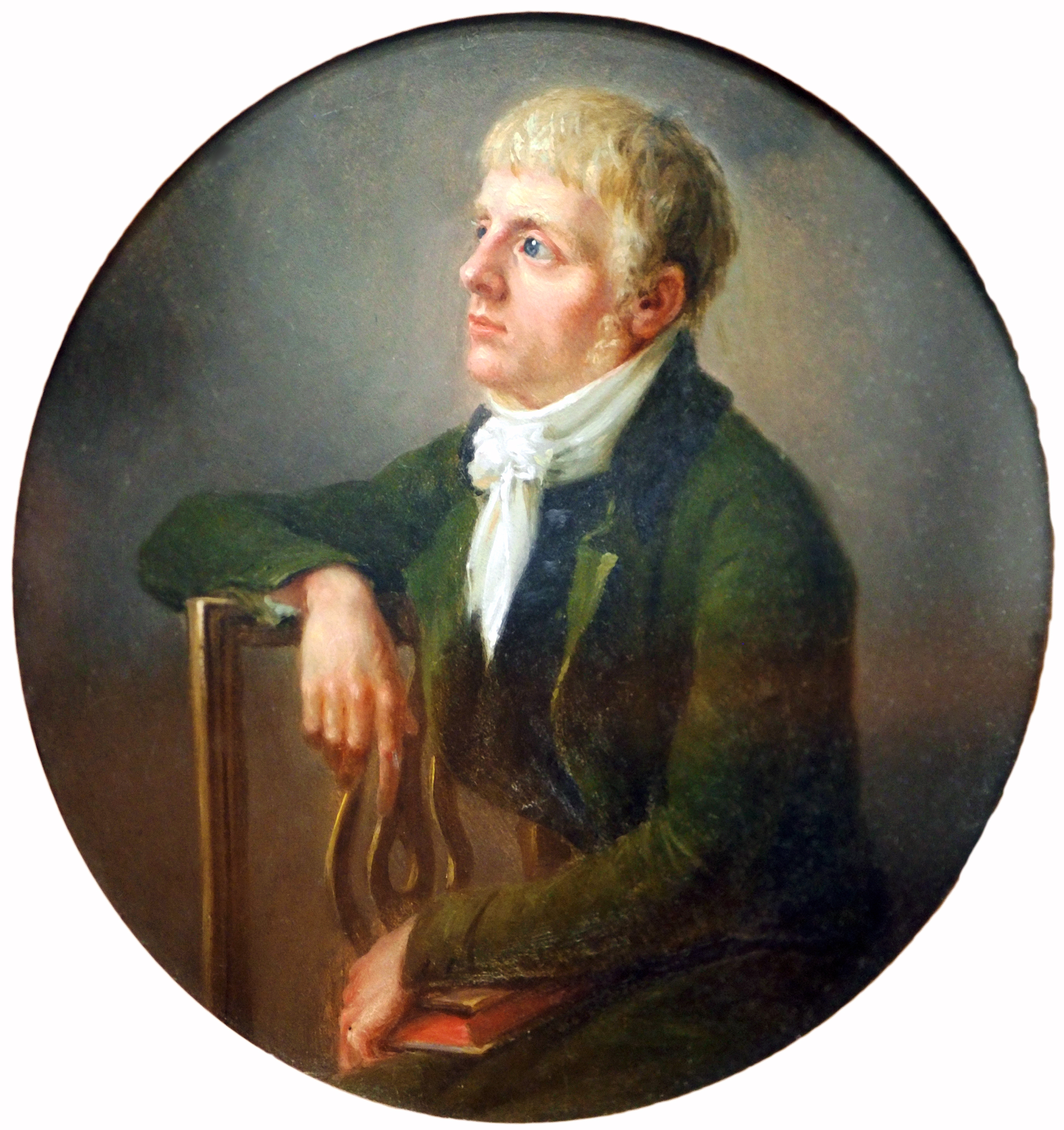
Der junge Caspar David Friedrich von J. L. Lund, 1800, Niedersächsisches Landesmuseum, Hannover

Im Frühjahr 1798 kehrte Friedrich von Kopenhagen nach Greifswald zurück und wählte, vermutlich auf Empfehlung des Zeichenlehrers Quistorp, noch im Sommer seinen Wohnsitz in Dresden, einem Zentrum der Künste. Hier nahmen Lehrer der Dresdner Akademie wie Johann Christian Klengel, Adrian Zingg, Jakob Crescenz Seydelmann und Christian Gottfried Schulze Einfluss auf seine künstlerische Entwicklung. In der Umgebung der Stadt entstand eine beachtliche Zahl von Skizzen und bildmäßigen Zeichnungen. Es kam ein Motivkanon zusammen, aus dem sich der Maler später immer wieder bediente. Er kopierte aber auch Landschaften von Künstlern der Dresdner Schule und arbeitete im Aktsaal der Akademie.

„Die ersten beiden Ackte die ich zeichnet oder anfing zu zeichnen waren unter aller Kritick, so daß ich Ihnen schon schreiben wollte ich wäre der aller schlegste unter aller Zeichner, aber das Blat hatte sich gewändet und mein dritter Ackt ist nicht so übel ausgefallen, und den ich itzt angefangen scheint nicht so übel zu werden […].“

Caspar David Friedrich: Wanderer am Meilenstein, Sepiazeichnung, 1802, Staatliche Graphische Sammlung München

Seine bevorzugten Techniken waren zunächst Federzeichnungen mit Tusche und Aquarelle. Mit Sepiablättern verdiente er ab 1800 seinen Lebensunterhalt, als einer der ersten freien Künstler, die ihre Aufträge nicht mehr aus den Fürstenhäusern erhielten. Die Käufer fanden sich vor allem in Dresden und Pommern. Das 1800 in Aussicht stehende Engagement als Zeichenlehrer bei einem polnischen Fürsten kam nicht zustande. Ab 1800 beschäftigte Friedrich das Todes-Thema. Er stellte seine eigene Beerdigung im Bild dar.
Von Dresden aus unternahm er immer wieder längere Reisen zu Fuß nach Neubrandenburg, Breesen, Greifswald und Rügen. Anlässe waren im Oktober/November 1801 u. a. die Doppelhochzeit seiner Brüder Johann Samuel in Warlin und Johann Christian Adolf in Woggersin sowie im Juni 1802 die Hochzeit von Franz Christian Boll in Neubrandenburg. Längere Aufenthalte sind in Breesen nachweisbar. In dem Dorf war die Schwester Catharina Dorothea Friedrich mit dem Pastor August Jakob Friedrich Sponholz verheiratet und Friedrich wähnte sich dort offenbar in seiner Ersatzfamilie. Bei diesen Gelegenheiten entstanden zahlreiche Zeichnungen von Motiven bäuerlichen Lebens und Bildnisse von Verwandten.

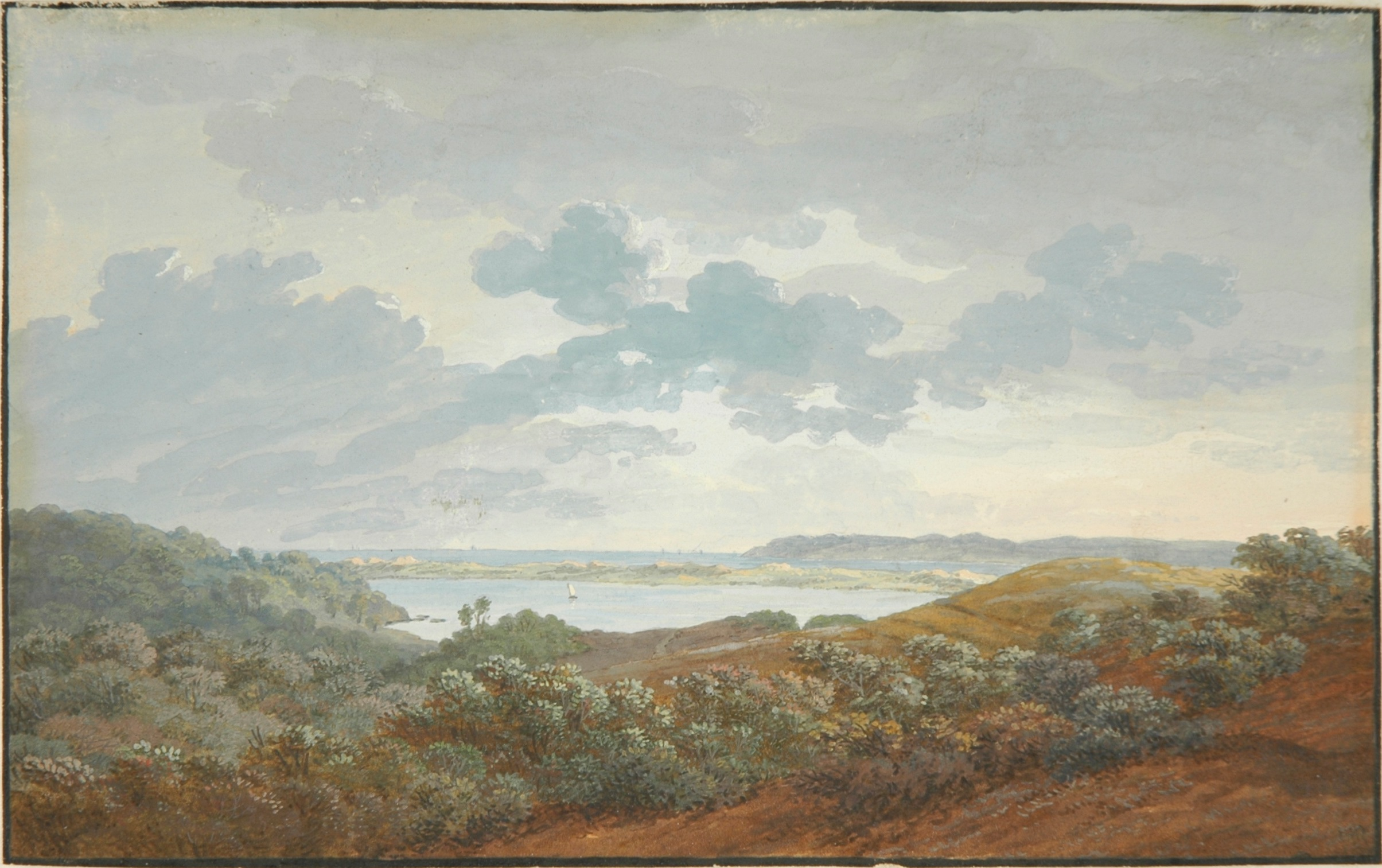
Caspar David Friedrich: Rügenlandschaft mit Meeresbucht, Gouache über Graphit, um 1802, Klassik Stiftung Weimar

In Greifswald kam es zu einer intensiven Beschäftigung mit der Klosterruine Eldena, einem zentralen Motiv des gesamten Werkes, als Symbol des Verfalls, der Todesnähe und des Untergangs eines alten Glaubens. In den Sommern 1802 und 1803 unternahm der Maler ausgedehnte Wanderungen auf der Insel Rügen mit einem umfangreichen künstlerischen Ertrag. Im Juli 1803 bezog Friedrich seine Sommerwohnung in Dresden-Loschwitz.

„Man könnte diese Periode in Friedrichs Malerleben überall die rügensche nennen, so viel und mannigfaltig hat er damals den poetischen Charakter der Insel (besonders in Sepia) dargestellt, ja wenn man Kosegarten den Sänger Rügens nennt, könnte Friedrich mit Recht der Maler Rügens heißen.“

Vermutet wird, dass Friedrich nach 1801 in eine seelische Krise mit schweren depressiven Perioden geriet, die zu einem Suizid-Versuch geführt haben soll, der sich nach unterschiedlichen Angaben 1801 oder zwischen 1803 und 1805 ereignet haben kann. Nach Mitteilung seiner Zeitgenossen war der Maler 1803/04 länger krank gewesen und seine künstlerische Produktion nahezu zum Erliegen gekommen. Die Lebenskrise könnte durch eine unglückliche Liebesbeziehung verschärft worden sein, möglicherweise zu Julia Stoye, der Schwägerin seines Bruders Johann, die Friedrich 1804 in einem Hochzeitskleid zeichnete.

### Zeit künstlerischer Erfolge

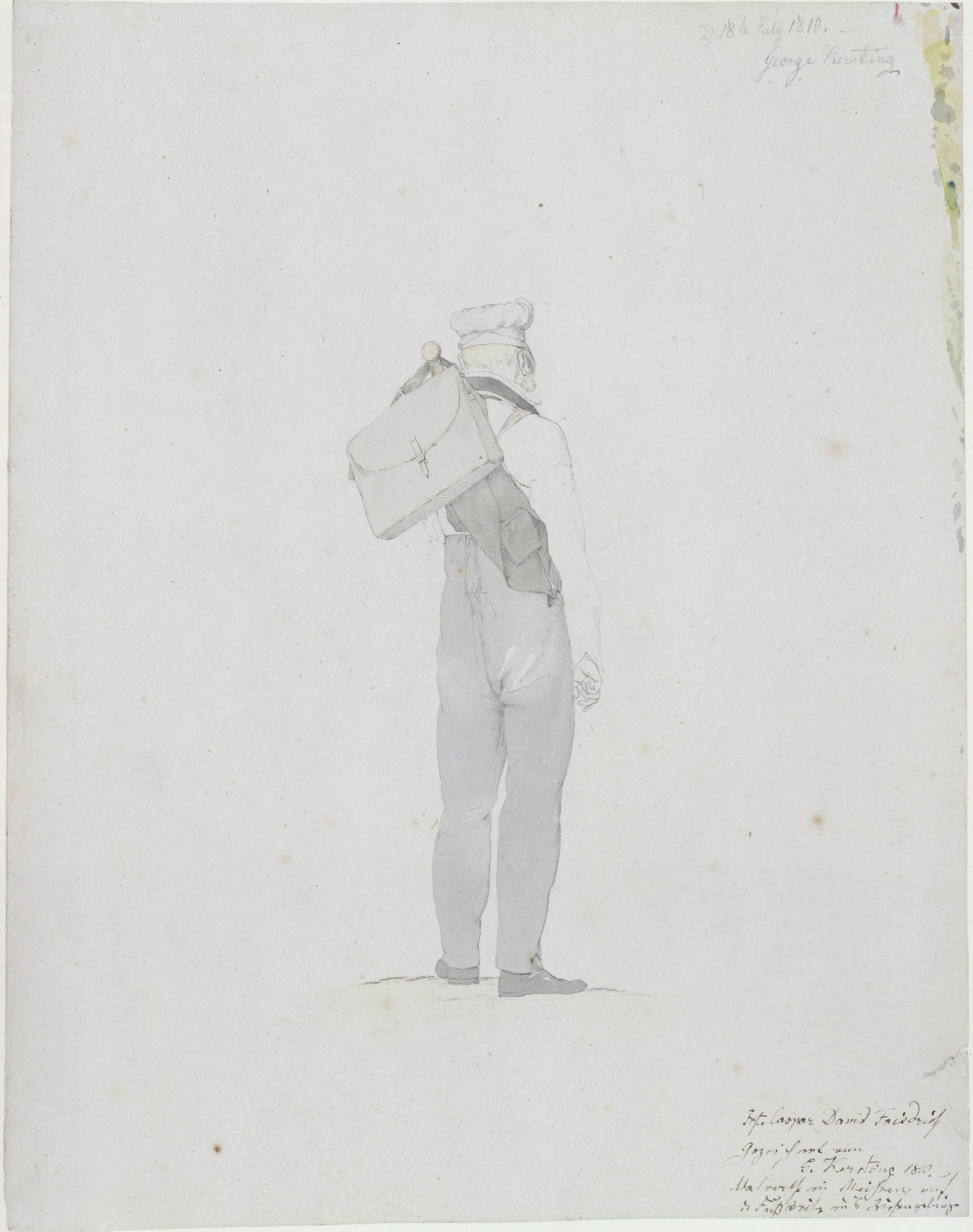
G. F. Kersting: Caspar David Friedrich auf der Wanderung im Riesengebirge, 1810, Kupferstichkabinett Berlin

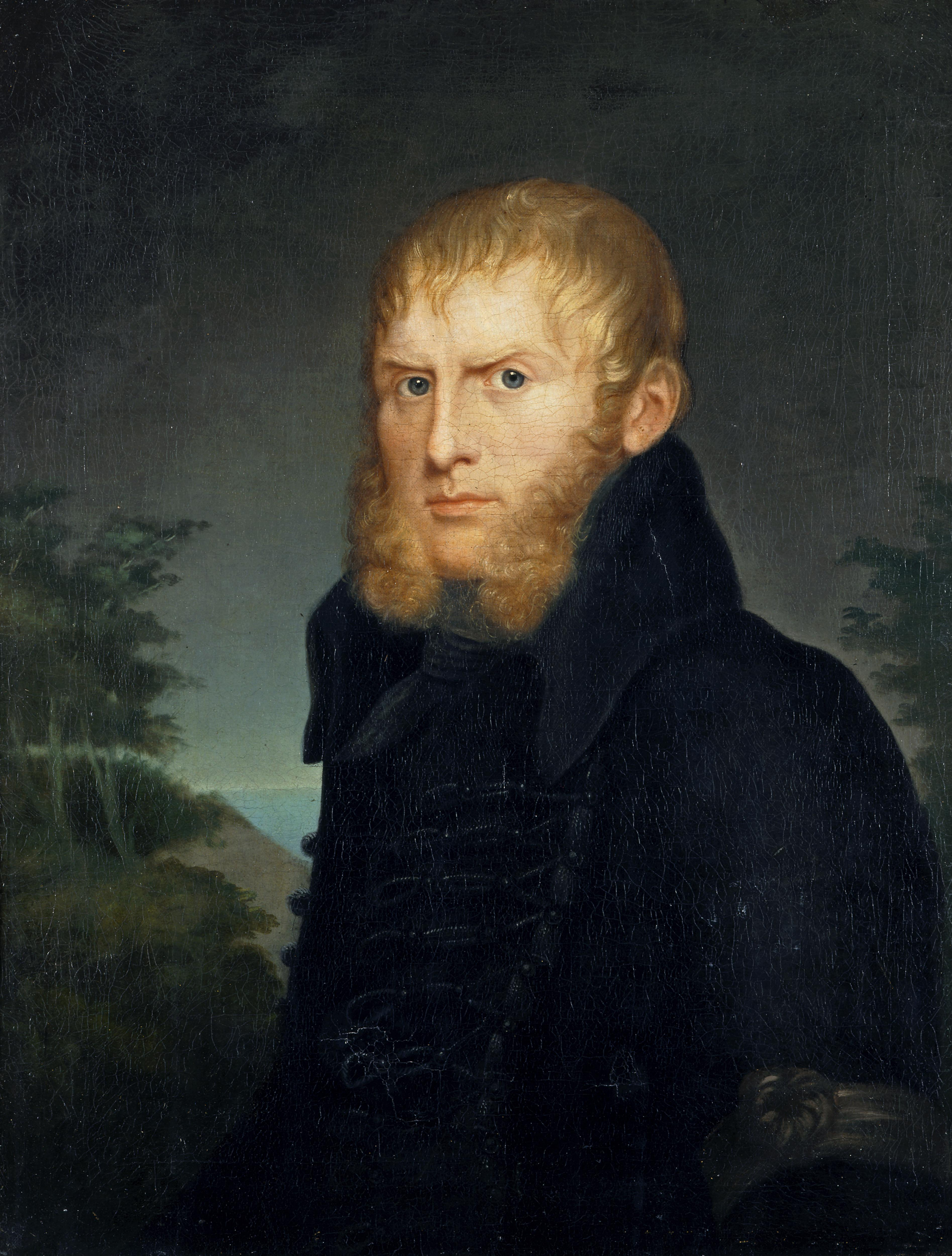
Caroline Bardua:
Caspar David Friedrich mit Trauerbinde, 1810, Alte Nationalgalerie

Aus seiner offensichtlichen Lebenskrise heraus gelang Friedrich 1805 ein erster bedeutender künstlerischer Erfolg. 1805 wurde ihm die Hälfte des ersten Preises der Weimarer Kunstfreunde zugesprochen. Obwohl die beiden eingereichten Landschaften Wallfahrt bei Sonnenuntergang und Herbstabend am See den Vorgaben, eine antike Sage zu illustrieren, nicht entsprachen, verfügte Goethe die Auszeichnung. Der begehrte Preis schloss die Präsentation in einer Ausstellung und eine Besprechung durch Heinrich Meyer in den Propyläen ein.

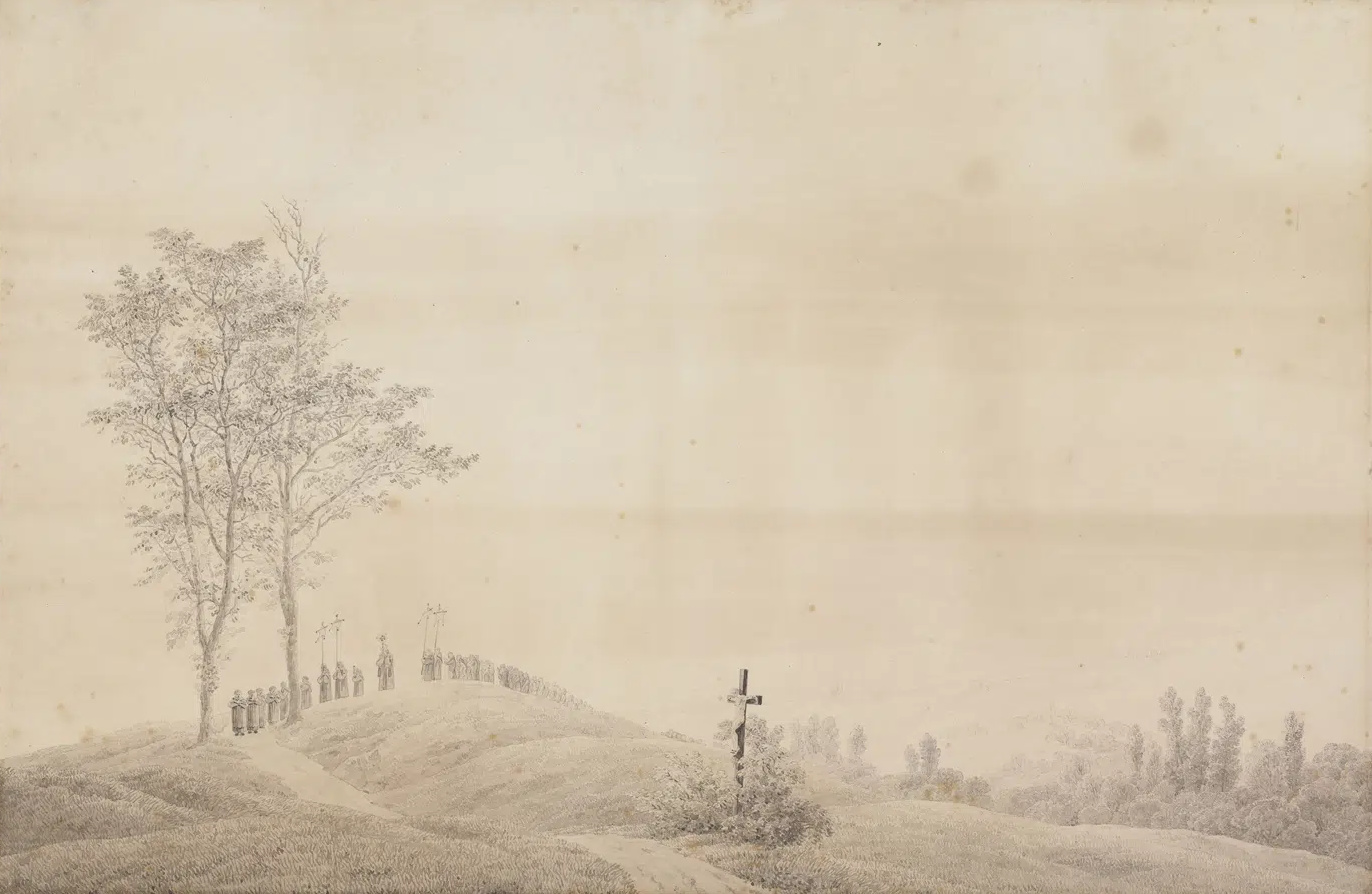
C. D. Friedrich: Wallfahrt bei Sonnenuntergang, 1805, Klassik Stiftung Weimar
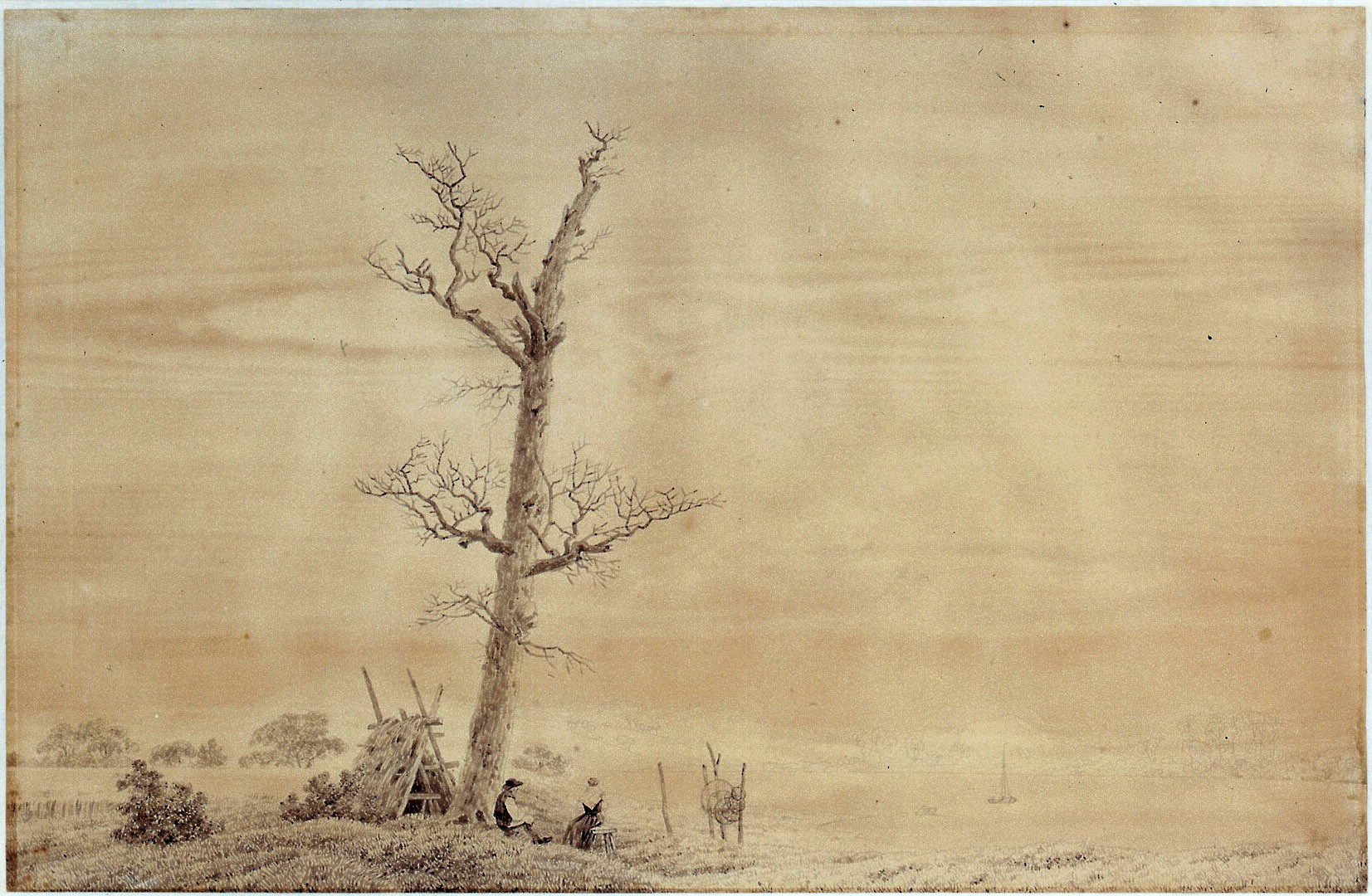
C. D. Friedrich: Herbstabend am See, 1805, Klassik Stiftung Weimar

1807 entstanden die ersten Ölbilder, die gegenüber den Sepien die gestalterischen Möglichkeiten erweiterten. Mit dem Tetschener Altar oder Das Kreuz im Gebirge gelang 1808 der Durchbruch in der Öltechnik, verbunden mit einem Bruch der Konventionen. In dem 1809 entfachten „Ramdohr-Streit“ erkannten Kritiker und Verteidiger des Kunstwerks die stilistische Neuorientierung in der Landschaftsdarstellung und verhalfen dem Maler zu einer ersten Berühmtheit.
In Dresden kam es zu Freundschaften mit dem Maler Gerhard von Kügelgen, dem Naturphilosophen der Romantik Gotthilf Heinrich von Schubert und der Malerin Caroline Bardua. Mit Georg Friedrich Kersting unternahm Friedrich 1810 eine Wanderung in das Riesengebirge. Weitere Wanderungen fanden 1806–1811 nach Neubrandenburg, Breesen, Greifswald, Rügen, Nordböhmen und in den Harz statt.
Der Tod seiner Schwester Dorothea am 22. Dezember 1808 und der des Vaters am 6. November 1809 trafen Friedrich schwer. Offenbar unter diesem Eindruck entstand das Bildpaar Der Mönch am Meer und Abtei im Eichwald. Eine euphorische Besprechung durch Heinrich von Kleist anlässlich der Berliner Akademieausstellung im Oktober 1810 machte die beiden Gemälde umgehend einem größeren Publikum bekannt. Sie wurden auf Veranlassung des 15-jährigen Kronprinzen Friedrich Wilhelm von Preußen durch den preußischen König erworben. Vor dem Hintergrund dieser Reputation wählte die Berliner Akademie den Maler am 12. November 1810 zu ihrem Mitglied.

### Patriotismus gegen Napoleon
Nach dem Sieg Napoleons in der Schlacht bei Jena und Auerstedt 1806 lebte Friedrich in Sachsen, in einem mit Frankreich verbündeten Land. Dresden war mehrfach Schauplatz kriegerischer Ereignisse, durch Franzosen, Preußen und Russen besetzt. Der Maler wohnte in der Pirnaischen Vorstadt in einem Haus am heutigen Terrassenufer (damals: An der Elbe) in einfachen Verhältnissen. Er war Anhänger einer nationalen Befreiungsbewegung und steigerte seine nationale freiheitliche Gesinnung zu einem chauvinistischen Franzosenhass, den er in Dresden mit Gleichgesinnten teilte, zu denen Heinrich von Kleist, Ernst Moritz Arndt und Theodor Körner zählten. Sein bescheidenes Atelier wurde zu einem Zentrum patriotischer Männer. Bekannten sich Körner mit Liedern und Gedichten oder Kleist mit der Hermannsschlacht, positionierte sich Friedrich mit Bildern wie Grabmale alter Helden oder Chasseur im Walde. Für den Kampf in der Befreiungsarmee fühlte sich der Maler zu alt, wich den Kriegswirren aus. Aus Furcht vor ansteckenden Krankheiten ließ er sich 1813 einige Zeit in Krippen in der Sächsischen Schweiz nieder. Ihn lähmten diese Umstände immer wieder in der Arbeit.
Friedrich beteiligte sich 1813 an der Finanzierung der Ausrüstung seines Freundes, des Malers Georg Friedrich Kersting für den Dienst bei den Lützowschen Jägern, verschuldete sich existenziell und schrieb an seinen Bruder Heinrich:

„Die Ursache meiner gegenwärtigen bedeutenden Schuld so sich auf 300 Thlr. beläuft ist dir nicht unbekannt; es gereut mich keineswegs, dient im Gegentheil zu meiner Beruhigung.“

Im Ergebnis der Verhandlungen auf dem Wiener Kongress wurde Friedrichs Heimat Greifswald, bis dahin Schwedisch-Pommern zugehörig, im Oktober 1815 preußische Provinz Pommern. Die Einführung der schwedischen Verfassung in Pommern war zwar 1806 geplant, aber wegen der Napoleonischen Kriege und der Absetzung des schwedischen Königs Gustav IV. Adolf 1809 nicht verwirklicht worden. Auch danach fühlte sich der Maler Schweden verbunden, wie ein schwedisches Fähnchen in dem Gemälde Die Lebensstufen vermuten lässt.

### Hochzeit, Trauer, Restauration

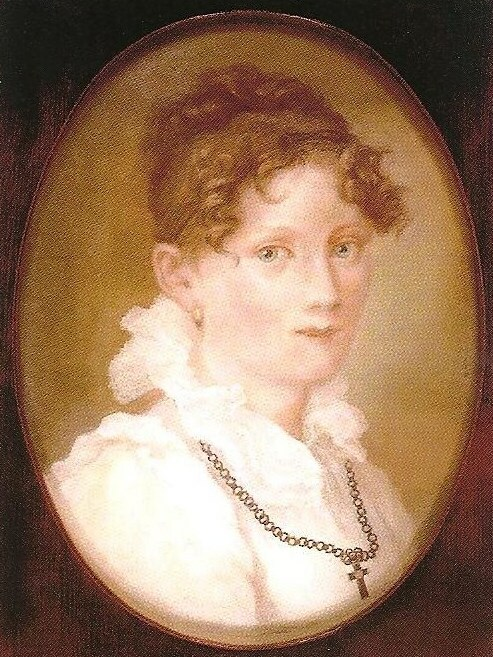
Caroline Friedrich geb. Bommer, um 1824

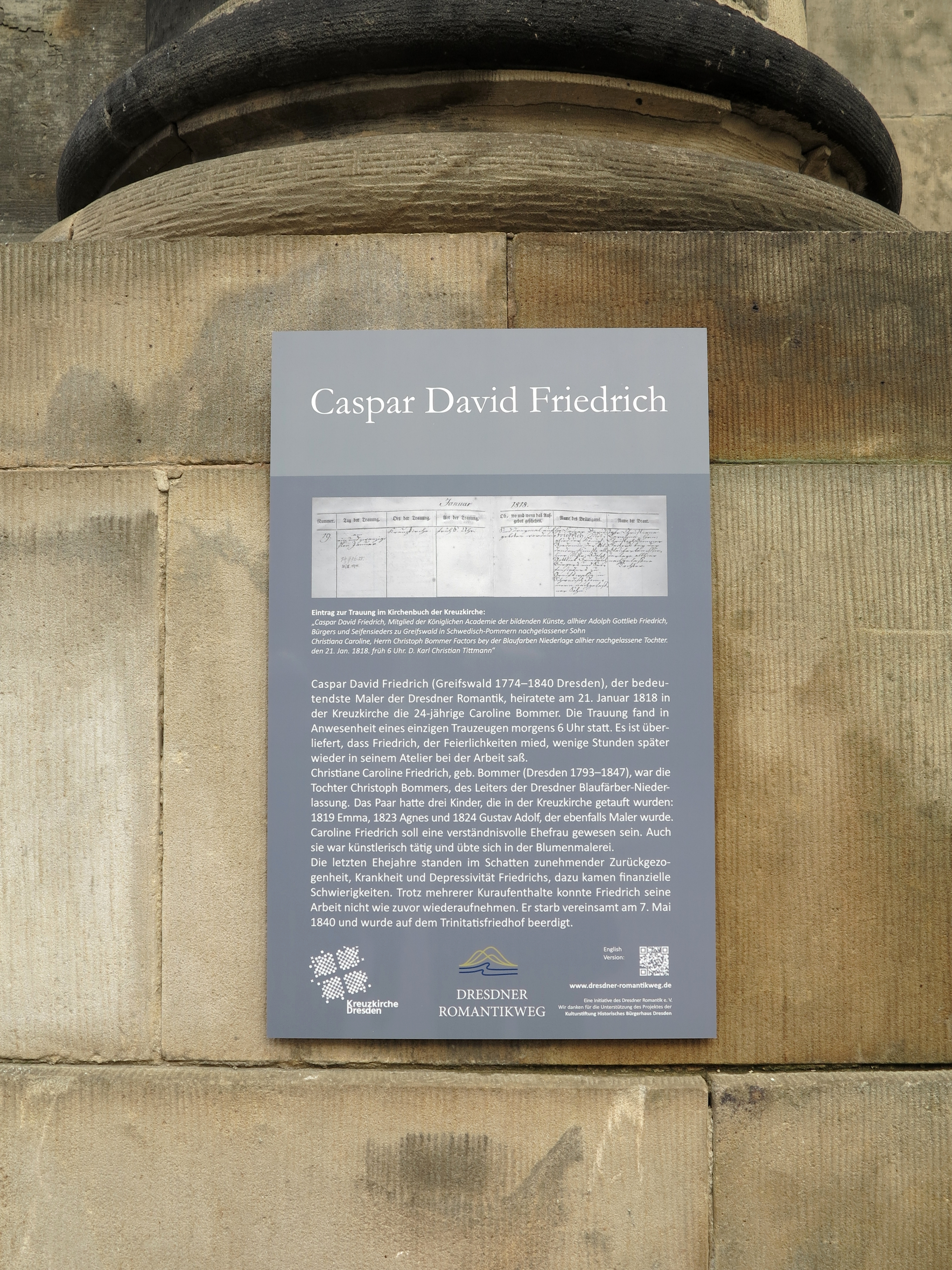
Tafel an der Kreuzkirche in Dresden: Erinnerung an die Eheschließung von CDF und Caroline Bommer

Zur Ehe hatte der Maler ein eher sachliches Verhältnis. Als er ab 4. Dezember 1816 als Mitglied der Dresdner Akademie ein Gehalt von 150 Talern bezog, wollte er sich eine Familie leisten, obwohl er von Helene von Kügelgen, der Frau seines Freundes Gerhard von Kügelgen, als der „Unpaarste aller Unpaaren“ gesehen wurde. Am 21. Januar 1818 heiratete Caspar David Friedrich die 19 Jahre jüngere Caroline Bommer, Tochter des Blaufärbers Christoph Bommer, in der Dresdner Kreuzkirche. Im Sommer 1818 unternahmen die Eheleute ihre Hochzeitsreise nach Neubrandenburg, Greifswald und Rügen. In der Ehe wuchsen drei gemeinsame Kinder auf: die beiden Töchter Emma Johanna und Agnes Adelheid sowie der Sohn Gustav Adolf. Ein Kind wurde tot geboren. Die Familie bezog 1820 eine größere Wohnung in Dresden an der Elbe 33. Auch die berufliche Situation verbesserte sich. Johan Christian Clausen Dahl, mit dem Friedrich eine lebenslange Freundschaft verband, mietete eine Wohnung im selben Haus.
Am 12. Februar 1818 starb Franz Christian Boll in Neubrandenburg. Friedrich entwarf umgehend ein Denkmal für den Pastor, das von seinem Freund, dem Bildhauer Christian Gottlieb Kühn, ausgeführt wurde. Dieses einzige realisierte Denkmal nach Entwürfen des Malers steht an der Südseite der Neubrandenburger Marienkirche. In den Jahren 1818 und 1819 entstand eine Reihe von Gemälden, die als Gedächtnisbilder für Boll gelesen werden können, wie Der Wanderer über dem Nebelmeer oder die Gartenlaube. Der Maler hatte 1818 mit dem Universalgelehrten, Maler und späteren Leibarzt des sächsischen Königshauses Carl Gustav Carus einen gesellschaftlich einflussreichen Freund gewonnen, der ihn später immer wieder auch finanziell unterstützte. Auch Christian Clausen Dahl wurde zum Freund und Mitbewohner, an der Kunst des Dänen schätzte Friedrich vor allem seine ausgeprägte Wolkenmalerei. Eine familiäre Freundschaft bestand mit der Familie des Freundes Georg Friedrich Kersting, der Malervorsteher der Königlich-Sächsischen Porzellanmanufaktur in Meißen war.
1820 wurde sein Malerfreund Gerhard von Kügelgen von einem Raubmörder erschlagen, dem Soldaten Johann Gottfried Kaltofen. Der Verlust traf Friedrich schwer. 1822 entstand das Gemälde Kügelgens Grab. Als ein Glücksfall erwies sich der Besuch Wassili Andrejewitsch Schukowskis 1821 im Atelier. Der russische Dichter zeigte großes Interesse an Friedrichs Arbeiten, kaufte für die eigene Sammlung und für die des russischen Zaren zahlreiche Sepien und Gemälde an. Schukowskis Erwerbungen sicherten für die kommenden Jahre zu einem guten Teil Friedrichs wirtschaftliche Existenz und machten den Maler in Moskauer und Petersburger Künstlerkreisen bekannt.
Die politischen Enttäuschungen in der Zeit der Restauration, Bespitzelungen, Intrigen an der Akademie und Zensur verbitterten Friedrich. Seine Kunst blieb als ein Raum, in dem er seine politische Haltung zum Ausdruck bringen konnte. Das Gemälde Huttens Grab ist ein deutliches Bekenntnisbild, in dem er Namen auf den Sarkophag schrieb, deren Ideale er verraten sah: Friedrich Ludwig Jahn, Heinrich Friedrich Karl vom und zum Stein, Ernst Moritz Arndt und Josef Görres.

„Seit einiger Zeit fühle ich mich unwohl jedoch scheint meine Krankheit seit gestern auf dem Rückzug begriffen zu seyn. Ich habe mich soeben im Pelze gehüllt am Pulte gesetzt um mich den heutigen Tag mit euch lieben zu unterhalten. Es ist mir Bedürfniß euch, meine Brüder, wiederholt von Zeit zu Zeit zu sagen wie sehr ich euch liebe und wie unbegränzt mein Zutrauen zu euch ist; je mehr ich mich durch gemachte bittere Erfahrungen in mich selbst zurückziehe. Lasset aber durch die Aeußerungen keine Sorge in euch aufkommen denn dies sind ja Erfahrungen die mehr oder weniger jeder Mensch gemacht hat wenn er sich einige Zeit in die Welt umher gesehen.“

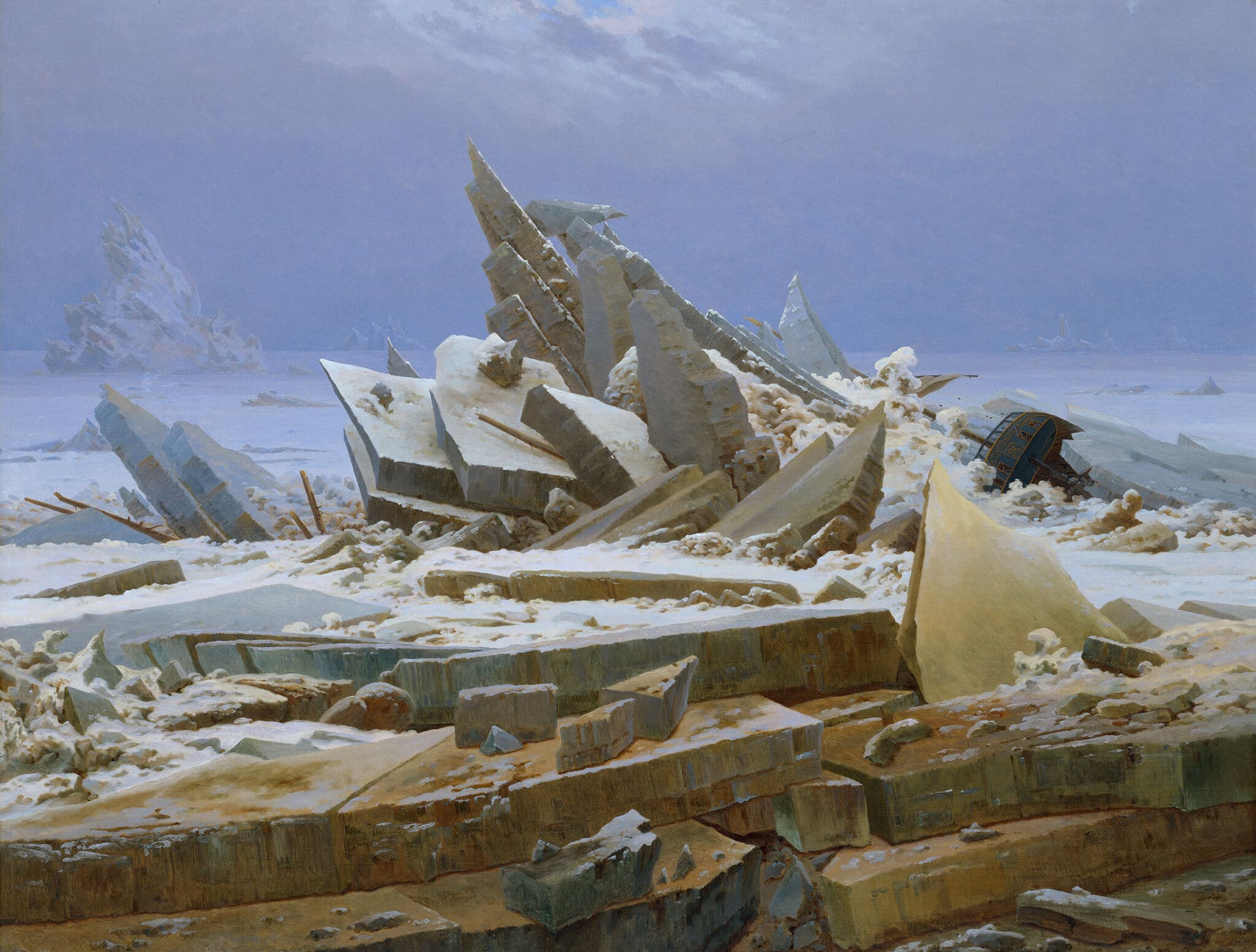
Caspar David Friedrich: Das Eismeer, 1823/24

Am 17. Januar 1824 wurde der Maler zum außerordentlichen Professor an der Dresdner Akademie ernannt. Allerdings hatte er gehofft, die Nachfolge des Akademie-Lehrers Johann Christian Klengel antreten zu können, was vermutlich an seiner politischen Einstellung scheiterte. Auch wenn Friedrich nicht an der Akademie lehren konnte, so unterrichtete er doch eine Zeit lang Schüler wie Wilhelm Bommer, Georg Heinrich Crola, Ernst Ferdinand Oehme, Johann August Heinrich, Carl Wilhelm Götzloff, Carl Wilhelm Lieber, August Heinrich, Albert Kirchner, Carl Blechen, Gustav Grunewald und Robert Kummer.
Im Sommer 1826 reiste der Maler zur Kur nach Rügen, um nicht näher zu bezeichnende Beschwerden zu lindern. Wanderungen waren nur noch eingeschränkt möglich. Diese Reise milderte nebenbei sein nie ganz verschwundenes Heimweh, wie er auch seine pommersche Aussprache pflegte und mit Landsleuten pommersches Platt sprach. In der ersten Ausstellung des Hamburger Kunstvereins werden drei seiner Werke ausgestellt, darunter Das Eismeer. 1828 wurde Friedrich Mitglied des neu gegründeten Sächsischen Kunstvereins. Im Mai unternahm er eine Kur in Teplitz (Böhmen).

### Alter und Krankheit

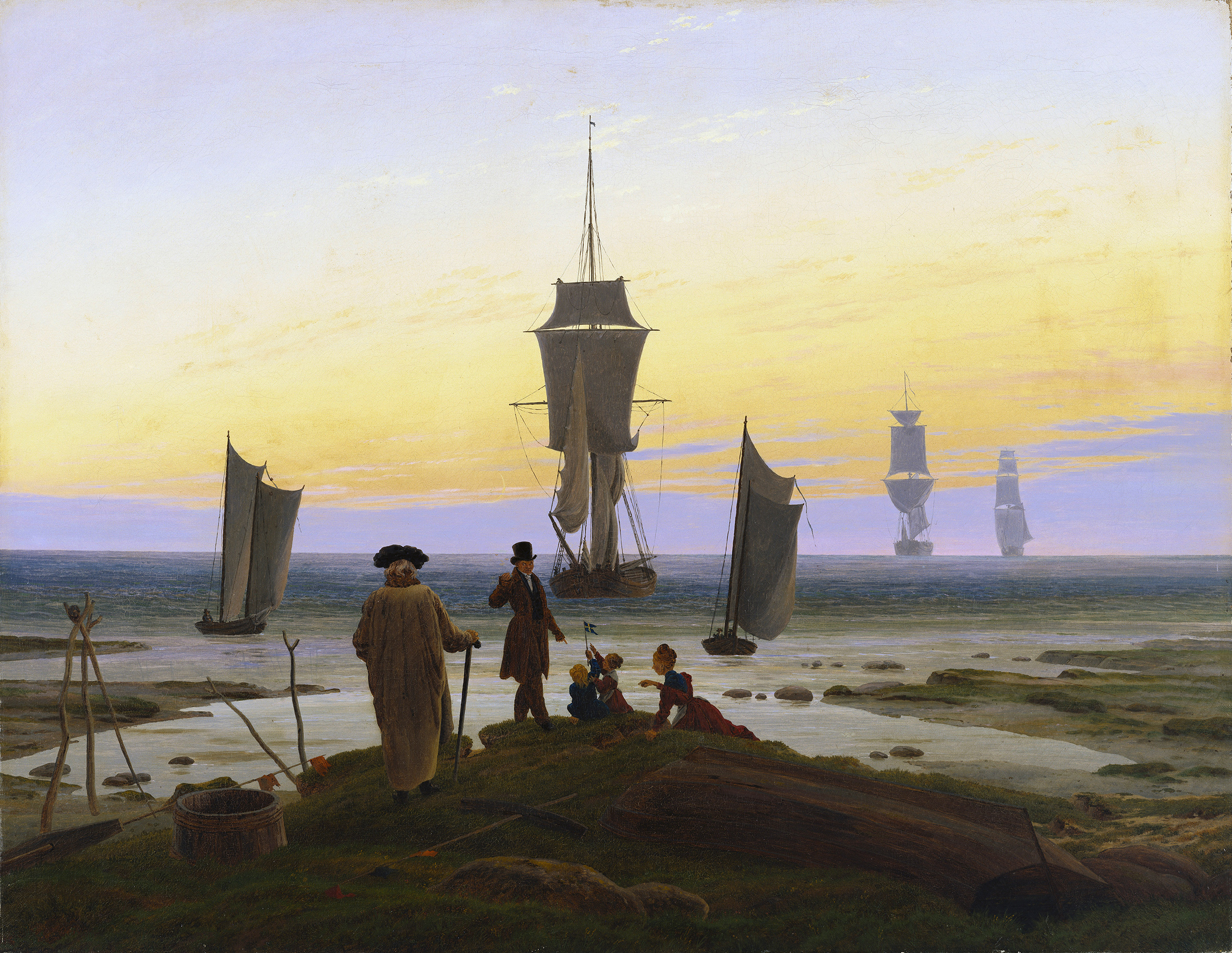
Caspar David Friedrich: Die Lebensstufen, um 1835, Museum der bildenden Künste Leipzig

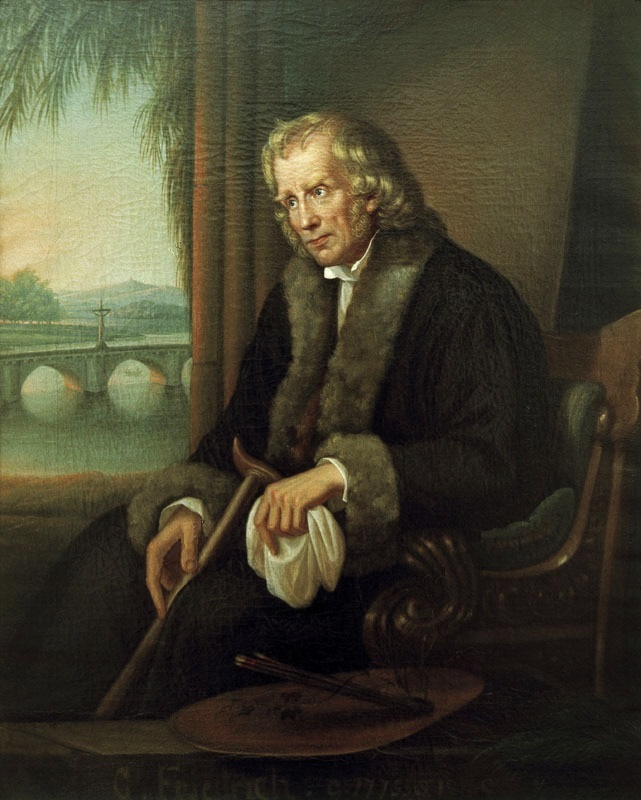
Caroline Bardua:
Caspar David Friedrich, 1840, Georgium

Mit dem Jahr 1830 begann noch einmal eine Zeit zunehmender künstlerischer Produktivität, in der bedeutende Gemälde von hoher Meisterschaft entstanden wie Das Große Gehege oder Die Lebensstufen. In den Transparentbildern ist der Versuch von technischer und ästhetischer Innovation zu erkennen. Es gab aber auch die Selbstverständigung zu eigenen Positionen im Kunstbetrieb mit den kunsttheoretischen Fragmenten Äußerung bei Betrachtung einer Sammlung von Gemälden von größtenteils noch lebenden und unlängst verstorbenen Künstlern. Friedrich dokumentiert darin seine Verwurzelung in der frühen Romantik und die Ablehnung des neuen Realismus in der Landschaftsmalerei, vor allem dem der Düsseldorfer Schule.
Die späten Werke standen außerhalb der aktuellen Kunstentwicklung, von der Kritik und dem Publikum immer weniger beachtet. Der Verkauf der Bilder war schwierig geworden. Die Familie lebte in finanzieller Not.
Am 26. Juni 1835 erlitt der Maler einen Schlaganfall mit Lähmungserscheinungen. Er machte eine Kur in Teplitz, die er sich nur durch den Verkauf einiger Bilder über den Dichter Schukowski an den russischen Zarenhof leisten konnte.

„In Teplitz habe ich mich auf Anrathen des Arztes beinahe 6 Wochen aufgehalten aus den Dir bekannten Ursachen. Seit vorgestern bin ich wieder zurück. Ich bin jetzt ziemlich gut auf den Füßn und hoffe das die Nachwirkungen des Bades auch meine Hand wieder fähig machen werden zur Arbeit. Die ganze Badezeit hindurch das schönste Wetter gewesen und die schöne Umgebung von Teplitz und das Wenige was ich der halb lahmen Hand wegen haben machen können, kann dennoch für mich wenn anders ich je die Fähigkeit wieder erlangen werde mahlen zu können dennoch von Nutzen sein kann.“

Nach der Kur fing Friedrich wieder an zu malen, was ihm Schwierigkeiten bereitete. Dennoch entstand 1835/36 noch das Ölgemälde Meeresufer bei Mondschein. Meist entstanden nun bis 1839 Sepiazeichnungen und Aquarelle, weniger Landschaften und mehr Todesallegorien. Zu den Dresdner Kunstausstellungen 1836 und 1838 schickte Friedrich einige Sepiazeichnungen.

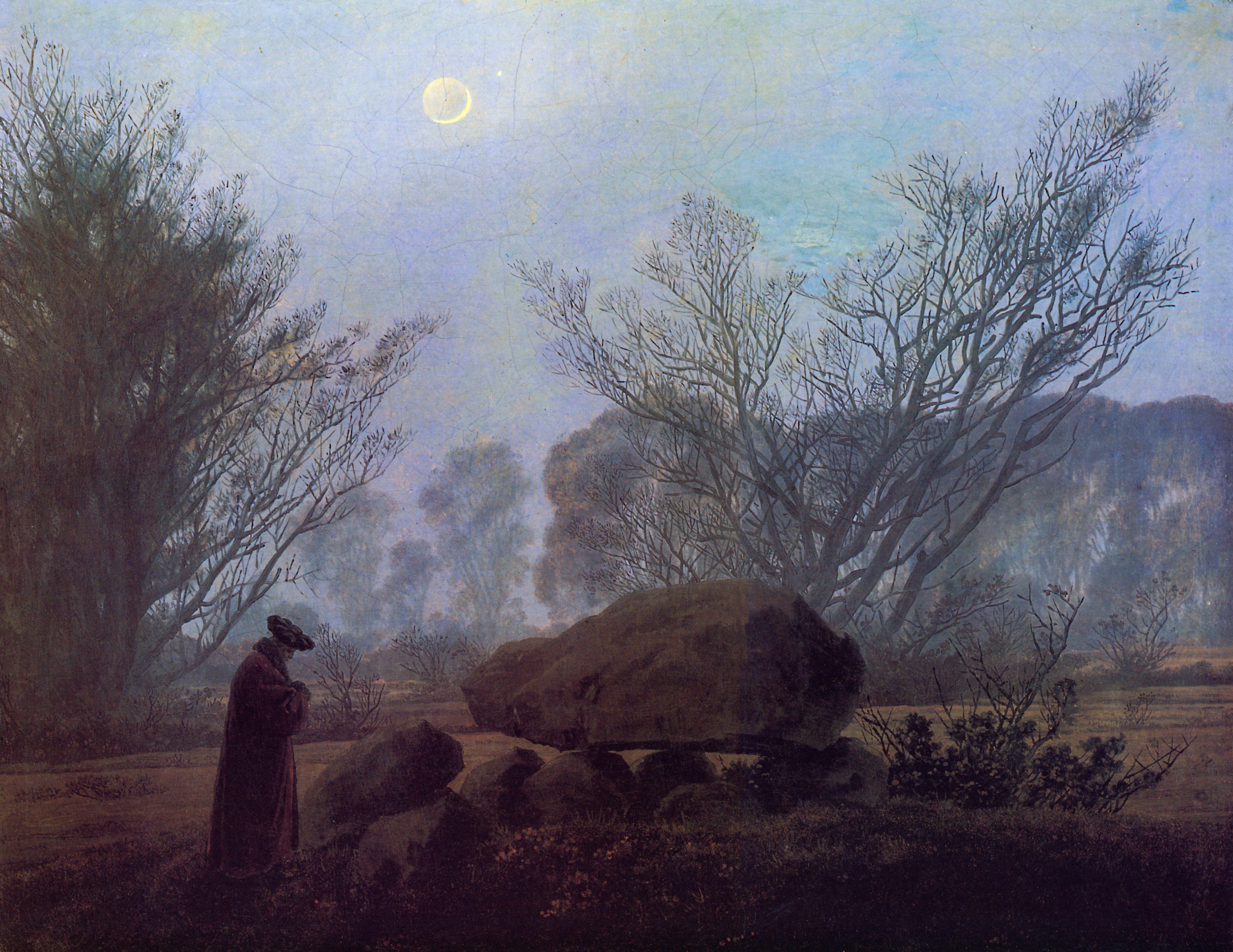
Caspar David Friedrich: Spaziergang in der Abenddämmerung, um 1835
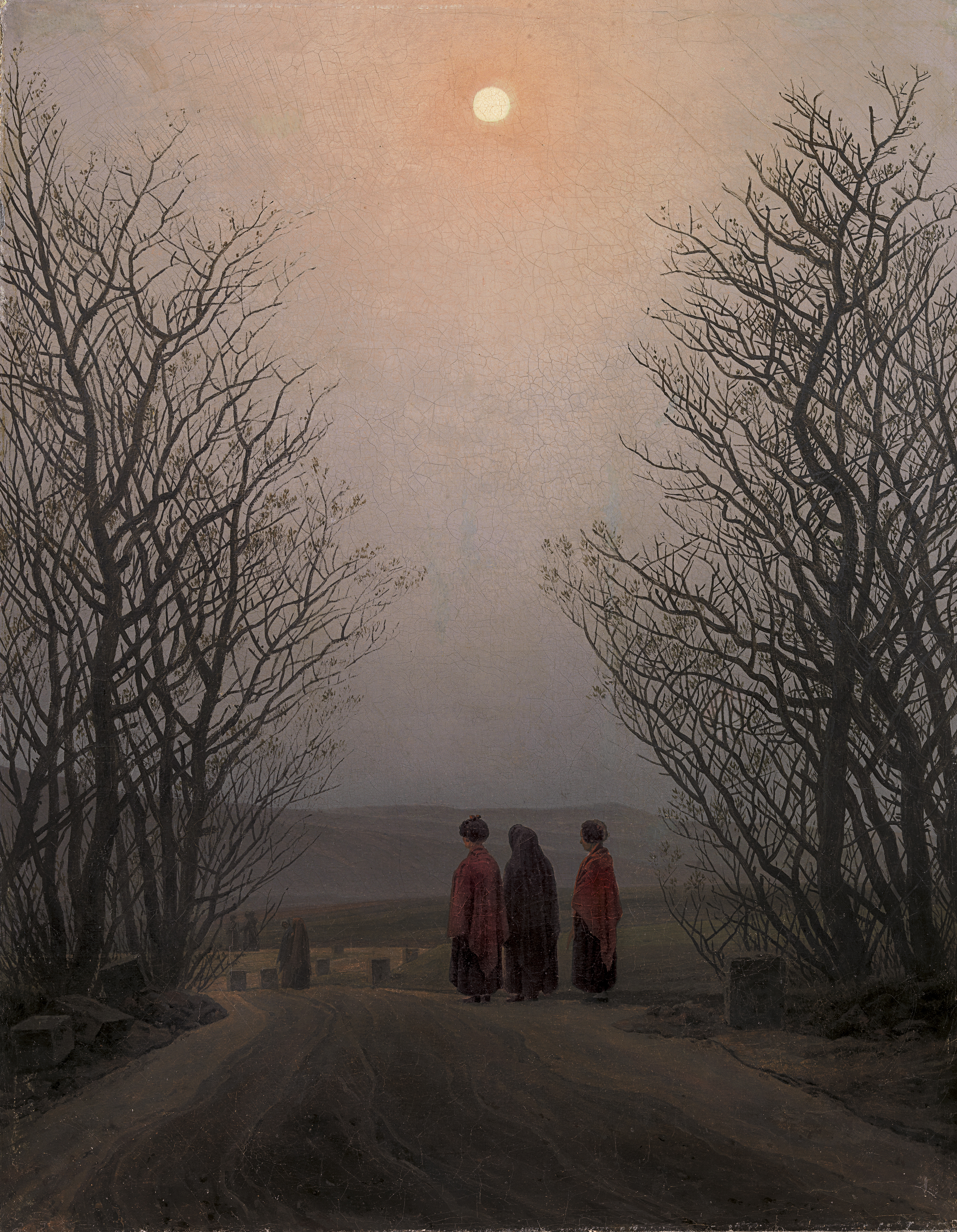
Caspar David Friedrich: Ostermorgen, um 1835
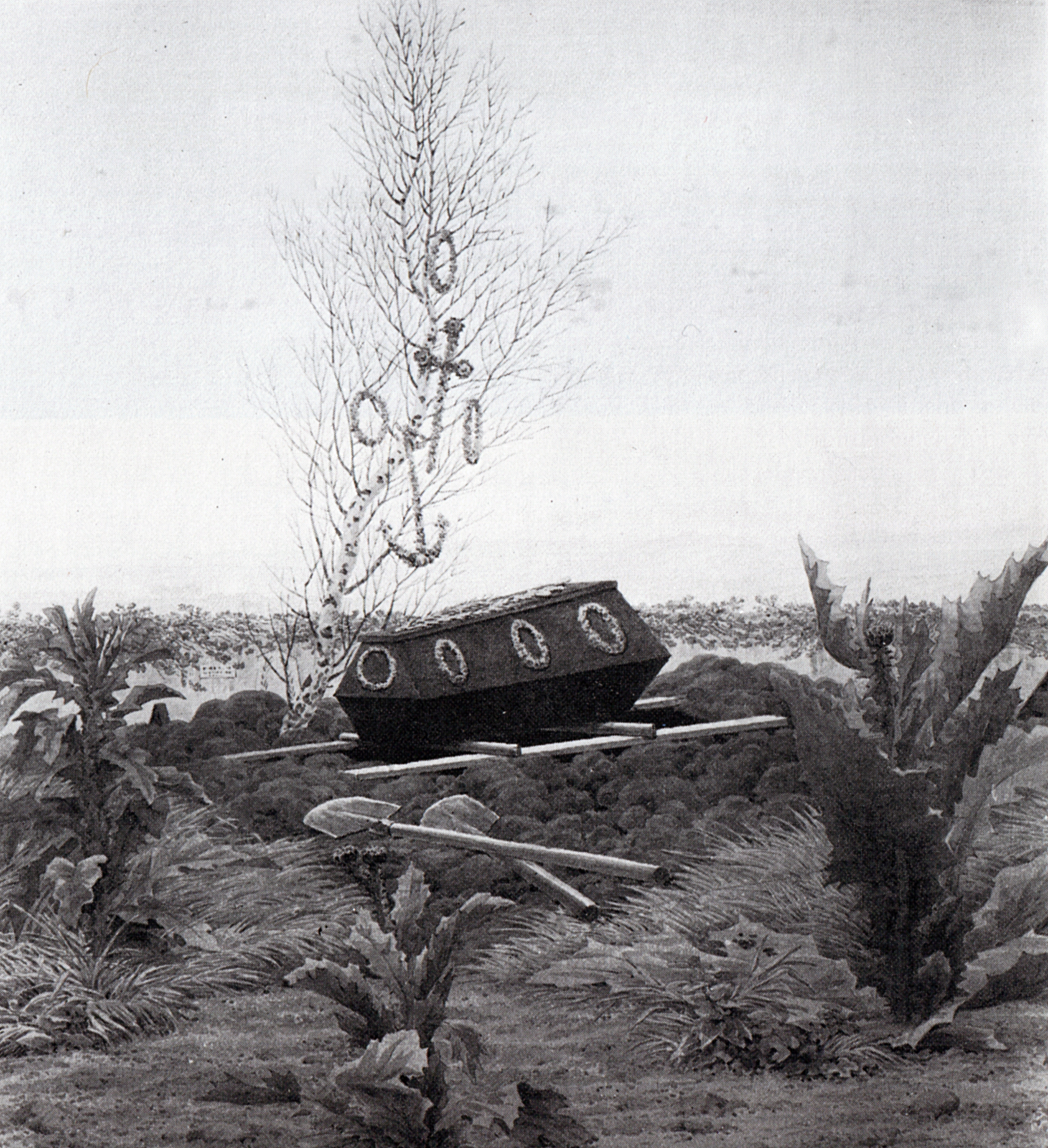
Caspar David Friedrich: Sarg am Grab, 1836
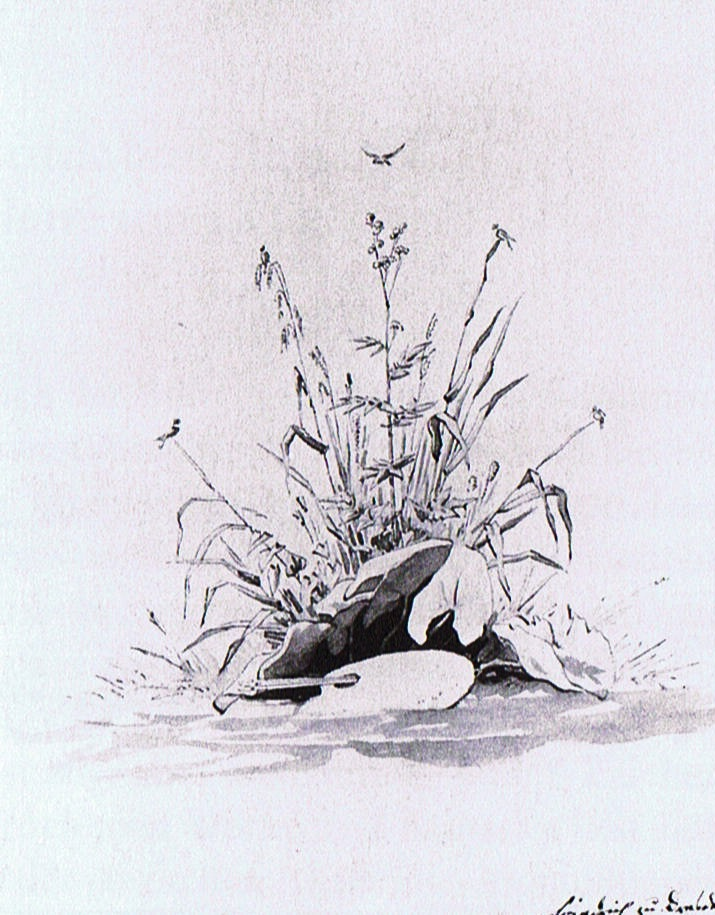
Caspar David Friedrich: Gräser und Palette, um 1838

Im letzten Lebensjahr kam die Arbeit zum Erliegen. Carl Gustav Carus und Caroline Bardua kümmerten sich um den Freund. Bei einem Besuch von Schukowski bat der Maler um finanzielle Unterstützung durch den russischen Zaren, die aber erst nach seinem Tod eintraf. Friedrich starb mit 65 Jahren am 7. Mai 1840 in Dresden und wurde auf dem Trinitatisfriedhof beigesetzt. Anlässlich des 250. Geburtstages von Caspar David Friedrich wurde seine Grabstelle auf dem Trinitatisfriedhof neu gestaltet. Initiator und Spender ist der Schauspieler und Kabarettist Tom Pauls. Im Vordergrund eine Bank, die an die vielen Wanderungen Friedrichs erinnert. Das Grabmal deutet ein gotisches Kirchenfenster an. Die Eule im Fenster ist in der für Friedrich charakteristischen Rückenansicht dargestellt.
Am 22. November 2024 wurde an der Stelle des ehemaligen Wohnhauses, in dem Caspar David Friederich und Frau und Johann Christian Clausen Dahl wohnten, am heutigen Terrassenufer 15 eine zweisprachige Doppelgedenktafel als Beginn eines neuen geplanten Romantik-Wanderweges enthüllt.

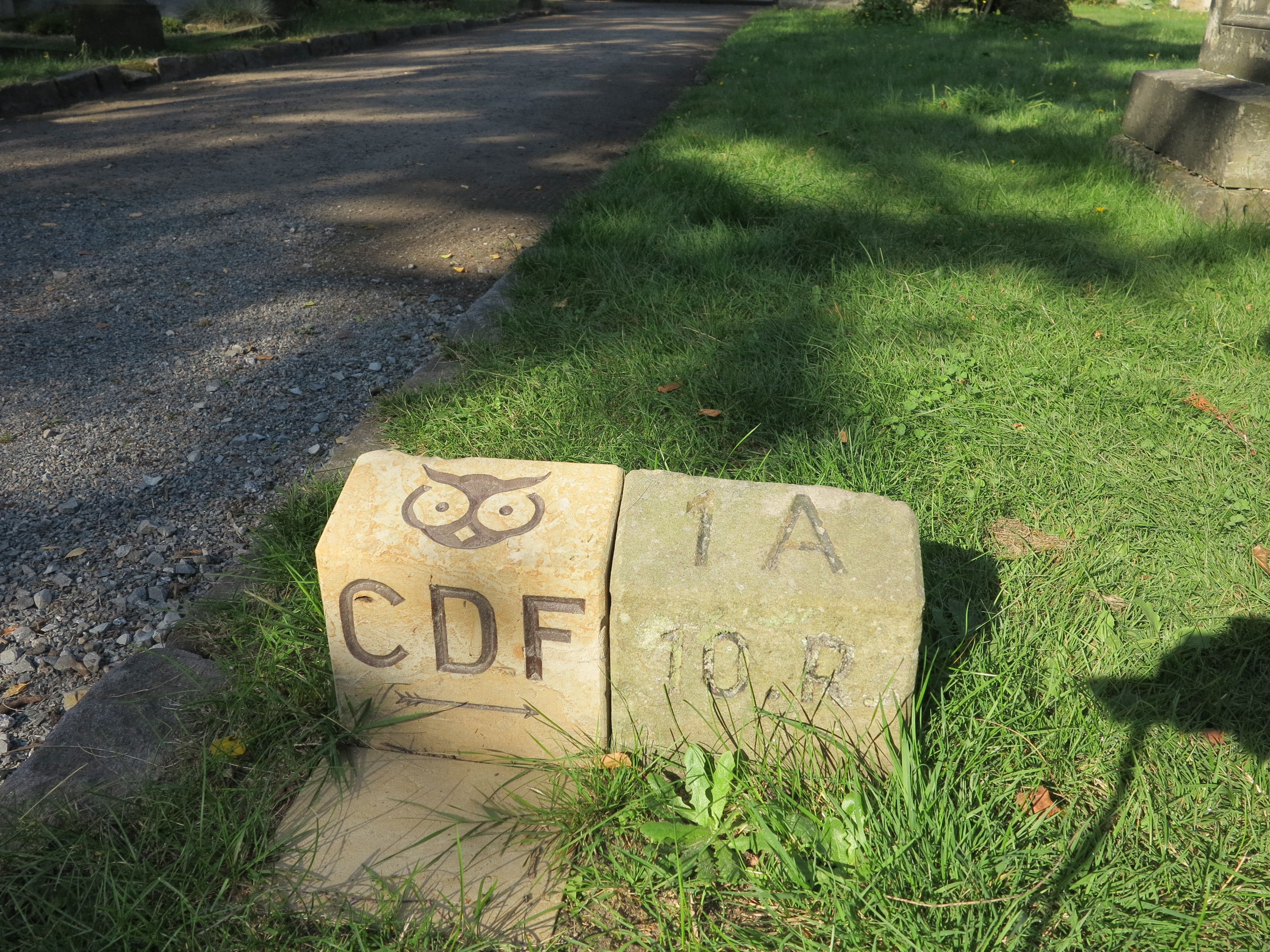
Neue Wegweiser helfen, das Grab von Caspar David Friedrich zu finden.
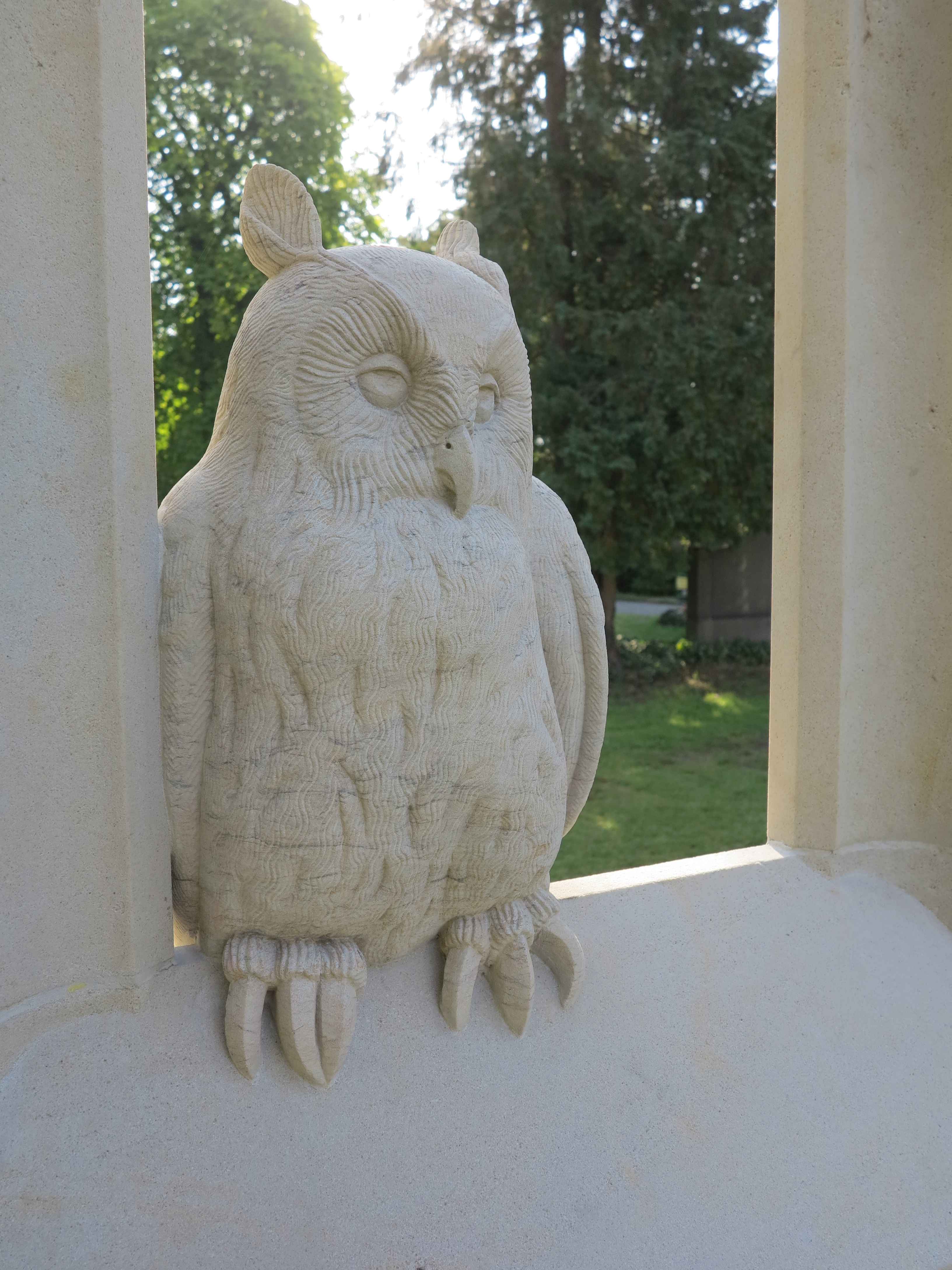
Die Eule im gotischen Kirchenfenster lässt viele Deutungen zu. Das Fenster nimmt Bezug zur Klosterruine in Oybin, ein beliebtes Motiv für Caspar David Friedrich und die Romantiker aus Dresden.
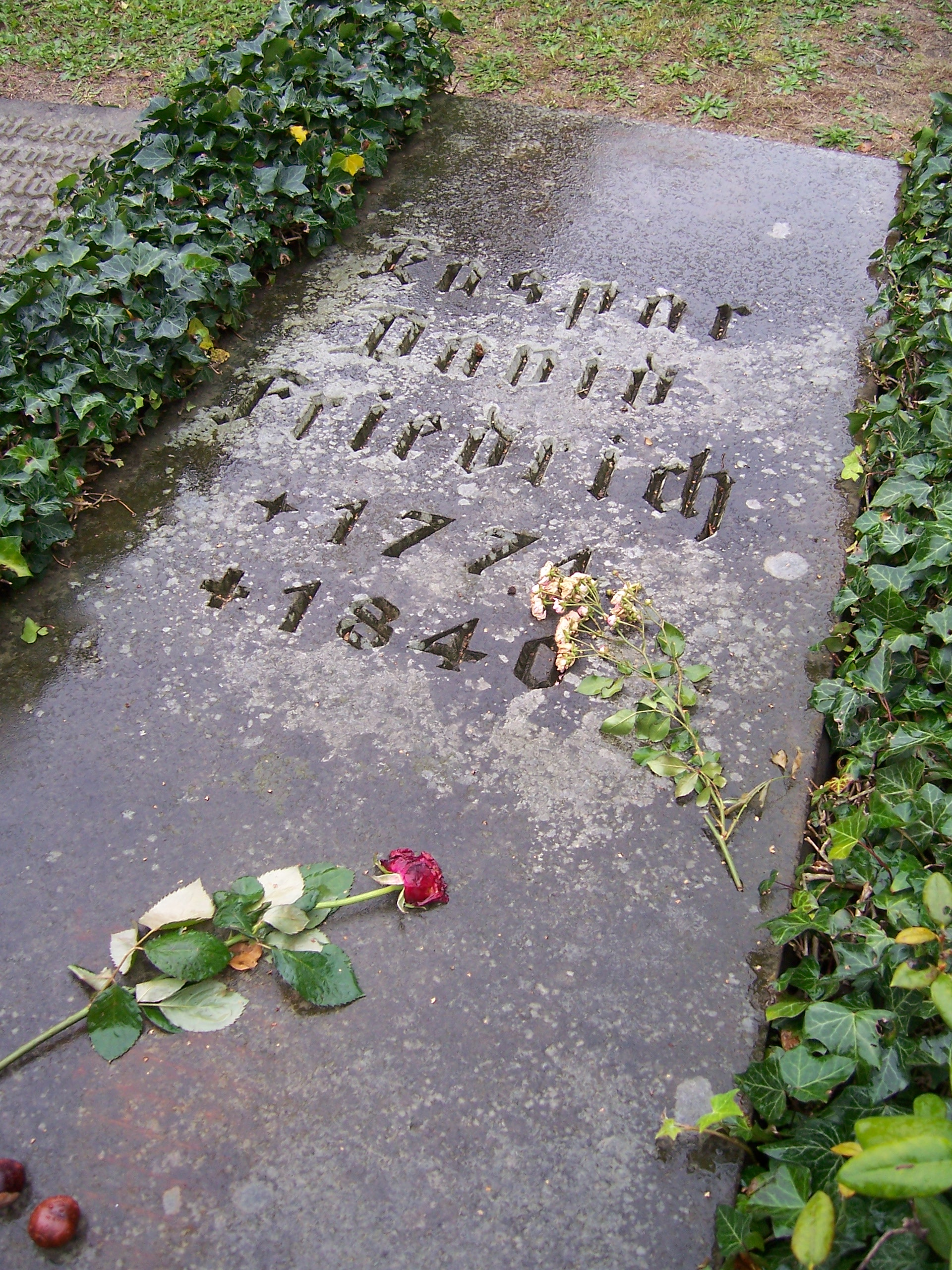
Caspar David Friedrichs Grab auf dem Trinitatisfriedhof in Dresden.
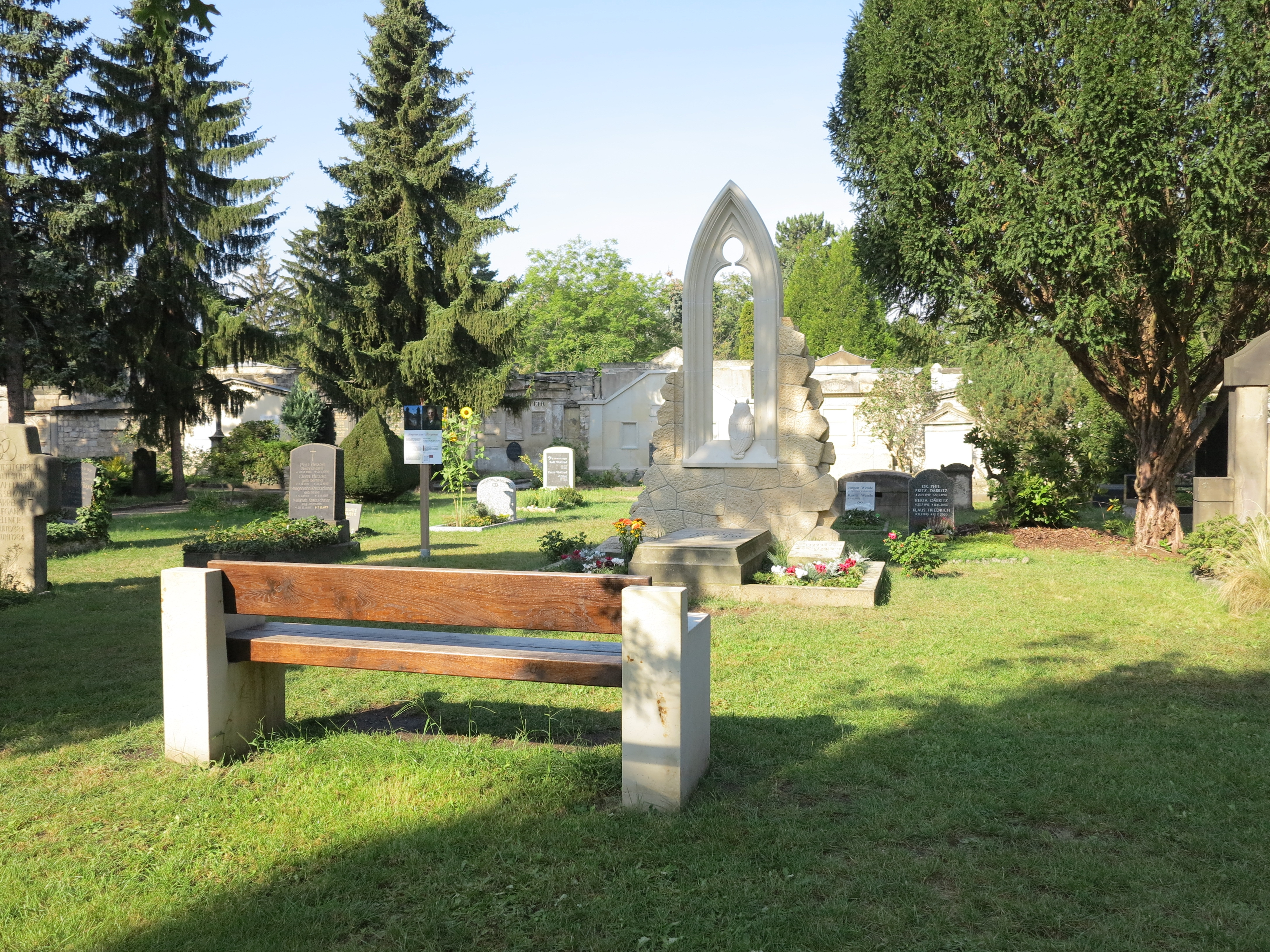
Anlässlich des 250. Geburtstages neu gestaltete Grabstelle.

## Familie

### Eltern
Adolph Gottlieb Friedrich (1730–1809), Sohn eines Schneiders und Bürgers aus Neubrandenburg, Talgkerzengießer und Talgseifensieder in Greifswald, verheiratet seit dem 14. Januar 1765 mit Sophie Dorothea Bechly (1747–1781), Tochter eines Bohrschmieds und Bürgers aus Neubrandenburg. 10 Kinder.

### Geschwister

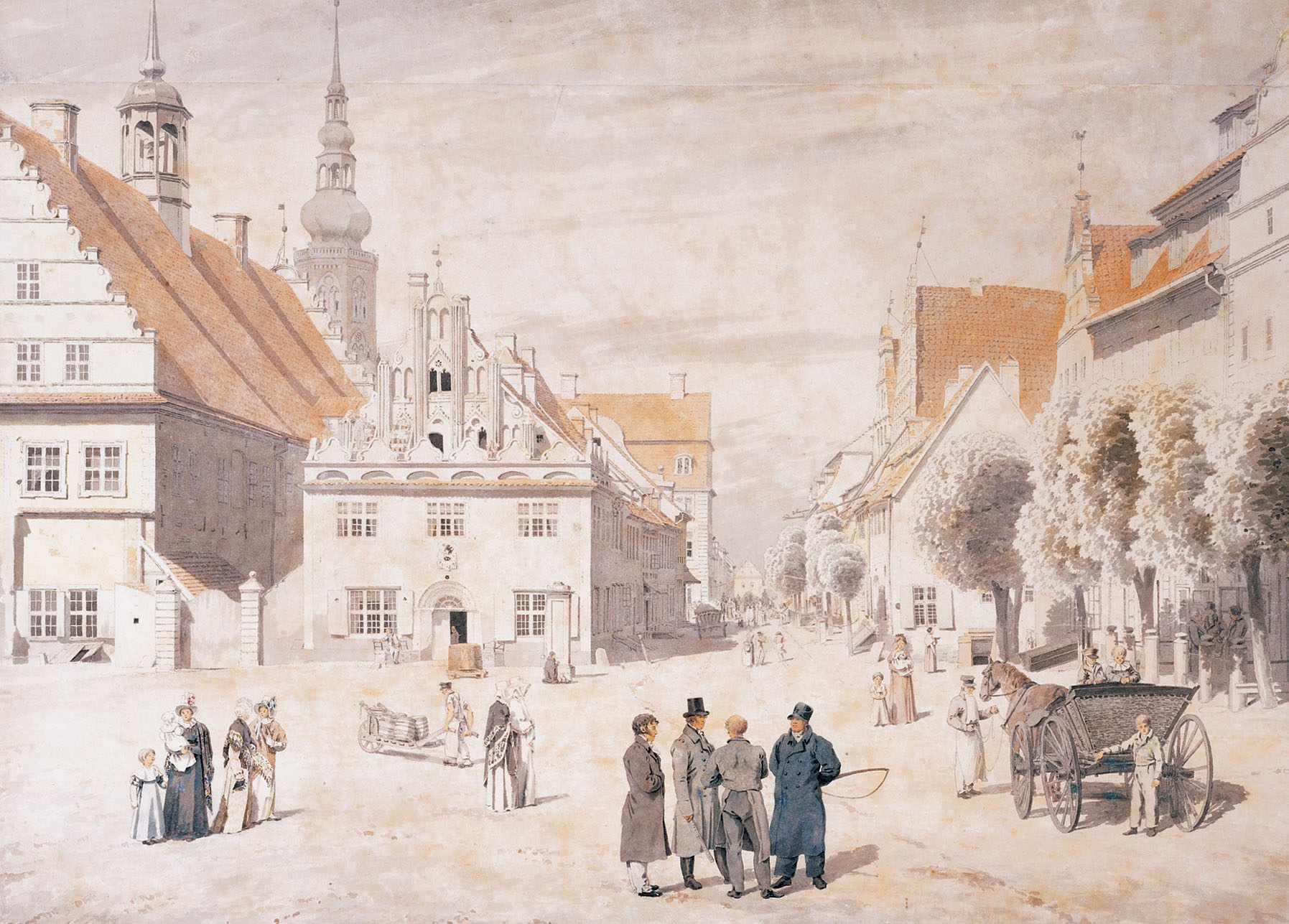
Caspar David Friedrich: Greifswalder Marktplatz mit der Familie Friedrich, 1818, Pommersches Landesmuseum

1. Catharina Dorothea (* 19. Juli 1766; † 22. Dezember 1808). Ab Dezember 1791 verheiratet mit (August Jacob) Friedrich Sponholtz (1762–1819), Pastor in Breesen[32] bei Neubrandenburg. 12 Kinder.
2. Maria (Dorothea) (* 5. April 1768; † 27. Mai 1791 am Fleckfieber). Verheiratet mit Joachim Praefke (* 1773), Kaufmann in Greifswald.
3. (Johann Christian) Adolf (* 10. März 1770; † 23. Juni 1838), Kaufmann in Neubrandenburg. Seit 1801 verheiratet mit Margarethe (Friederika Magdalene) Brückner (1772–1820), Tochter des Pastors und Literaten Ernst Theodor Johann Brückner aus Groß Vielen. Er übernahm im Herbst 1808 als Seifensieder das väterliche Stammhaus in Greifswald, Lange Straße 57.
4. Johann David (* 27. März 1772; † 18. April 1772)
5. Johann (Samuel) (* 18. Mai 1773; † 25. August 1844), Huf- und Waffenschmiede-Amtsmeister in Neubrandenburg. Seit 1801 verheiratet mit Wilhelmina Stoy (1783–1858) aus Neubrandenburg. Bei dem 1810 geborenen Sohn Caspar Heinrich ist Caspar David Friedrich als Pate eingetragen.
6. Johann Christoffer (* 8. Oktober 1775; † 8. Dezember 1787). Er ertrank, als er seinen ein Jahr älteren Bruder Caspar David beim Eislaufen auf dem Greifswalder Wallgraben vor dem Ertrinken rettete.
7. (Johann) Heinrich (* 19. Januar 1777; † 28. Februar 1844), Lichtgießer und Seifensieder in Greifswald. Bis 1808 verwaltete er das väterliche Geschäft. Seit 1809 verheiratet mit Erdmute Amalie Henriette Hube (1791–1814), 2 Kinder. Der Sohn Karl Heinrich Wilhelm Friedrich (1811–1896) war Patenkind von Caspar David Friedrich und besuchte den Onkel während des Schlaganfalls im Juni 1835.
8. (Joachim) Christian (Adolf) (* 22. Februar 1779; † 8. Mai 1843), Kunsttischler und Tischler-Altermann in Greifswald. Er fertigte Druckstöcke für Caspar David Friedrich. Seit 1813 verheiratet mit Elisabeth Westphal (1795–1866), 6 Kinder. Bei der Tochter (Marie) Caroline (Luise) ist Caspar David Friedrich 1814 als Pate eingetragen.
9. (Barbara) Elisabeth (Johanna) (* 7. Juni 1780; † 18. Februar 1782 an den Blattern)

Anlässlich der Vorstellung seiner Ehefrau bei der Verwandtschaft in Greifswald schuf der Künstler im Juli oder August 1818 das Aquarell Greifswalder Marktplatz mit der Familie Friedrich. Das Erinnerungsbild mit einer Darstellung der drei lebenden Brüder und ihren Familien sowie einem Cousin verblieb bei dem am Markt wohnenden Heinrich.

### Kinder
1. Emma (Johanna) (* 30. August 1819; † 6. April 1845), verheiratet 1838 in Dresden mit Johann Andreas Robert Krüger (1810–1862).
2. 1821 ist ein totgeborenes Kind in den Unterlagen der Dresdner Kreuzkirche verzeichnet.
3. Agnes Adelheid (* 2. Dezember 1823; † 19. Oktober 1889[33]), verheiratet 1846 in Dresden mit dem Mann ihrer verstorbenen Schwester Johann Andreas Robert Krüger (1810–1862).
4. (Gustav) Adolf (* 23. Dezember 1824; † 4. Januar 1889), verheiratet 1856 in Dresden mit Caroline (Therese) Lehmann (1828–1914). Sohn Harald (1858–1933) war Professor für Malerei an der Technischen Hochschule Hannover und der letzte Namensträger als direkter männlicher Nachkomme Caspar David Friedrichs.

## Werke
Friedrichs Werke umfassen Gemälde, Holzschnitte, Radierungen, Aquarelle, Transparente, bildhafte Zeichnungen, Naturstudien, Entwürfe und Zeichenübungen. Die Zahl der Gemälde ist auf 300 geschätzt, 60 davon wurden auf den Dresdner Akademieausstellungen gezeigt, erhalten oder in Abbildungen überliefert sind noch 36. Etwas über 1000 von einer unbekannten Zahl von Zeichnungen sind im Werkverzeichnis nachgewiesen. Einige der Werk-Zuschreibungen gelten als strittig. Die meisten der Zeichnungen gehörten zu etwa 20 nicht mehr zusammenhängend vorhandenen Skizzenbüchern, ausgenommen das vollständig erhaltene Osloer Skizzenbuch von 1807. Neun bekannte Ölgemälde auf Leinwand wurden durch den Brand des Münchner Glaspalastes 1931 zerstört, weitere Werke gingen 1945 bei den Luftangriffen auf Dresden verloren oder gelten als ungeklärte Kriegsverluste.

### Gemälde

#### Arbeitsweise des Malers

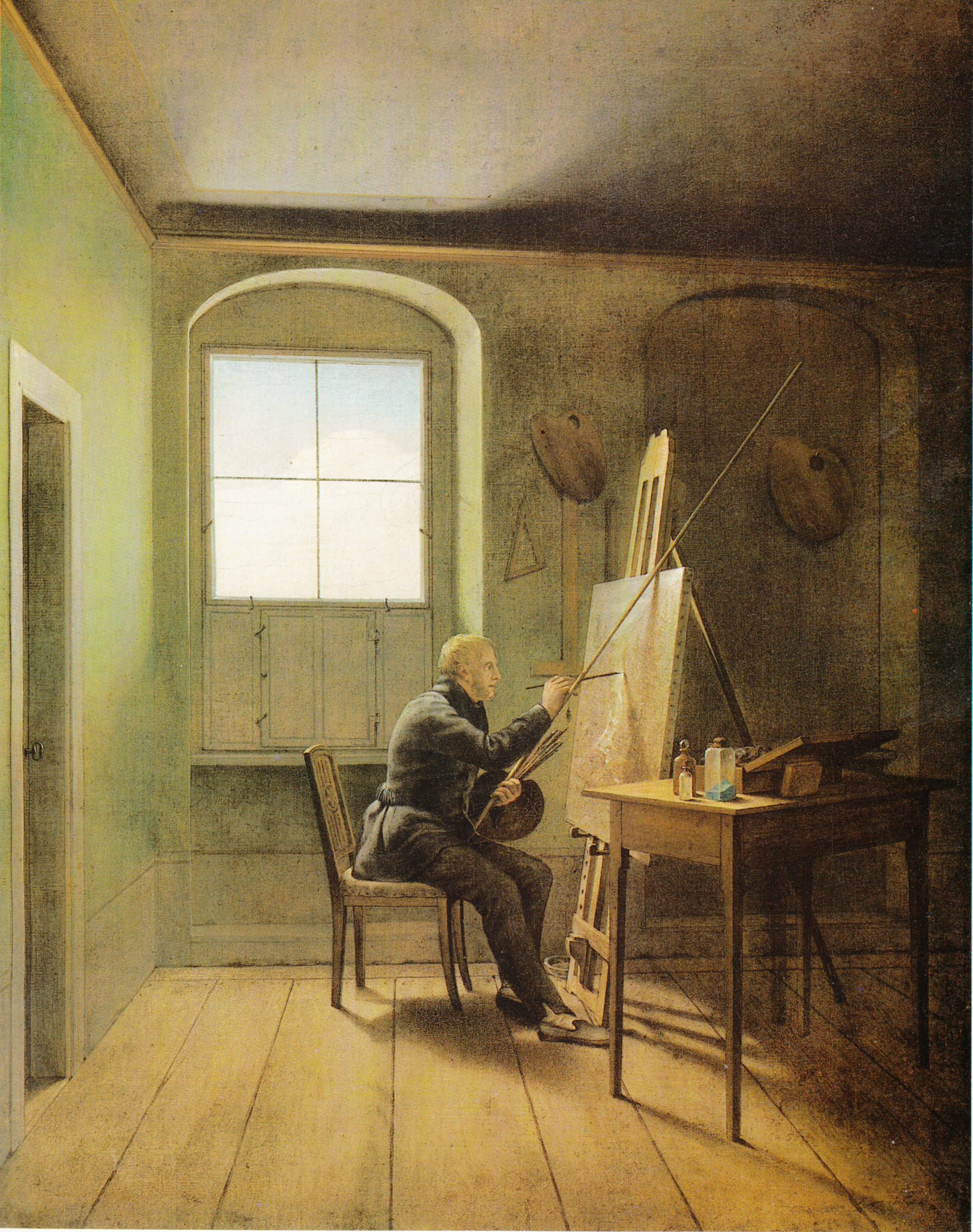
Georg Friedrich Kersting: Caspar David Friedrich in seinem Atelier, 1811, Hamburger Kunsthalle

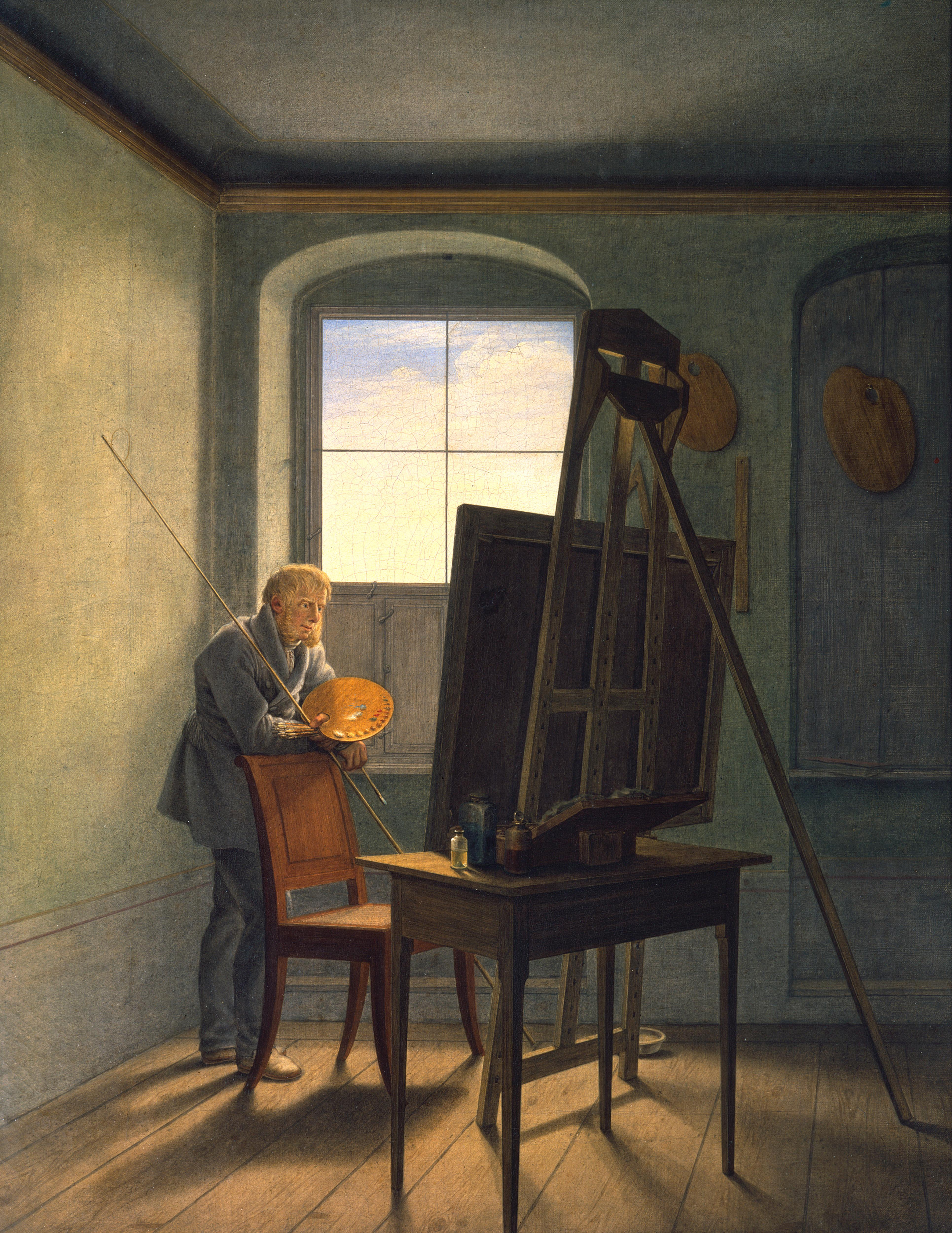
Georg Friedrich Kersting: Caspar David Friedrich in seinem Atelier, ca. 1812, Alte Nationalgalerie

Friedrich setzte Format und Seitenverhältnis seiner Bilder im Sinne der Wirkungsästhetik und des Themas ein. Die Größe reicht von der Miniatur bis zu den Ausmaßen von 200 × 144 cm und bekommt auch eine Zuordnung durch die Bedeutung des Motivs.

„Groß ist dies Bild, und dennoch wünscht man es immer noch größer; denn die Erhabenheit in der Auffassung des Gegenstandes ist groß empfunden und fordert immer noch größere Ausdehnung im Raume.“

Unabhängig von der Größe sind die Bilder sehr detailgenau ausgeführt und im Aufbau weitgehend konstruiert. Die naturgetreue Wiedergabe der einzelnen Bildgegenstände hat hohe Priorität. Die Malweise, die sich Friedrich um 1806 aneignete und auch nie grundsätzlich veränderte, legt von Beginn an das Gesamtkonzept des Bildes fest.

„Er machte nie Skizzen, Kartons, Farbentwürfe zu seinen Gemälden, denn er behauptete (und gewiß nicht ganz mit Unrecht), die Phantasie erkalte immer etwas durch diese Hilfsmittel. Er fing das Bild nicht an, bis es lebendig vor seiner Seele stand […].“

Auf einer feinen, vorgrundierten Leinwand ist so genau wie möglich die Vorzeichnung ausgeführt, mit dünnem Pinsel oder Rohrfeder akzentuiert. Geometrische Figuren entstanden mit Lineal, Winkel und Reißschiene. Dann folgt eine braungetönte Untermalung, auf die lasurartig Farbschicht um Farbschicht aufgetragen wird, von oben nach unten dünner werdend und das Unterzeichnungsgerüst mit dem Lokalton anfärbend. Gemälde haben so in der Nahsicht auf die Details zeichnerischen Charakter. Der Autodidakt aus Überzeugung entwickelte dieses Verfahren aus der Sepiatechnik, das auch bei dunklen Lasuren ein Durchscheinen bis auf den Bildgrund ermöglicht. Es entsteht aus der Entfernung und in geringer Distanz ein unterschiedliches Seherlebnis.
Variiert hat der Maler über die Zeit den Farbauftrag. In den ersten Ölgemälden (Meeresstrand mit Fischer, 1807) wirken die Farben trocken und nahezu monochrom. Später wurden die Farben lichter und auch pastos eingesetzt (Hünengrab im Herbst, 1819). Oft sind Vorder- und Hintergrund eines Gemäldes unterschiedlich behandelt. Im Spätwerk experimentierte Friedrich mit der neuen Technik der Transparentmalerei unter Verwendung lichtdurchlässiger Farben auf Papier. Zeitgenossen berichten von Friedrichs ungewöhnlich spartanisch eingerichtetem Atelier, in dem nur wenige handwerkliche Hilfsmittel vorhanden waren.

„Nichts ist Nebensache in einem Bilde, alles gehöret unumgänglich zu einem Ganzen, darf also nicht vernachlässigt werden.“

#### Komposition
Friedrichs Grundsätze der Bildkomposition stehen ganz im Dienst von Wirkungsästhetik und Bildidee. Um Wahrnehmungsinhalte gleichnishaft zum Ausdruck zu bringen, setzte der Maler die Mittel der Konstruktion und Kompilation sowie ein ganzes Reservoir von Kunstgriffen ein. Er folgte der herkömmlichen Landschaftsmalerei, wenn sich ein Bildkonzept umsetzen ließ, brach aber mit den Traditionen, wenn sie ihn auf diesem Weg einengten und kam so zu einer am Beginn des 19. Jahrhunderts revolutionären Bildauffassung. Wenngleich sich der Maler in einer erheblichen Breite von Gestaltungsmöglichkeiten bewegte, ist ein deutlicher Kanon von Gestaltungsgrundsätzen erkennbar:
- strukturierte Bildordnung durch Symmetrien, Reihungen, Parallelverschiebungen, Geometrie von Dreieck, Winkel, Hyperbel, Diagonale, Betonung von vertikal und horizontal[42]
- Trennung von Vorder- und Hintergrund durch eine Raumsperre. (Mauer der Gartenterrasse, Gartenlaube)
- Konfrontation von Vorder- und Hintergrund durch silhouettierte Flächen, bei fehlender in die Tiefe führende Perspektivachse (Der Wanderer über dem Nebelmeer)
- Arbeit mit Raumschichten als Mittel der Distanzierung vom Motiv
- Anwendung des Goldenen Schnitts mit der Einschränkung, dass Friedrich die Bezeichnung für das mathematische Verfahren nicht kannte, weil diese erst 1850 geprägt wurde.

#### Bild und Natur
In Friedrichs Bildern sind die Körper, Dinge und Erscheinungen der Natur aus ihren natürlichen Zusammenhängen gelöst, im Bildraum organisiert und in Variationen zu immer neuen Bildkompositionen geführt. Zeichnungen dienen als Vorarbeiten für ein Gemälde oder als Vorlage für die Bildgestalt des Gemäldes. Landschaften unterschiedlicher Topografien werden oft auf einer Bildfläche zusammengesetzt. Ebenso montiert der Maler Architekturen verschiedener Stile. Bei Bäumen aus Naturstudien setzt er aus kompositorischen Gründen nicht vorhandene Äste an. Gebirgszüge im Hintergrund norddeutscher Landschaften werden meist zum Zweck der Hintergrundgestaltung platziert. Flache Landschaften sind oft aufmodelliert, so dass die Bestimmung der zweifelsfrei zugrunde liegenden realen Orte schwierig ist.
Friedrichs Gemälde sind kaum einfache Naturnachahmung, sondern entstanden als ein vielschichtiger Prozess von verarbeitetem Naturerlebnis und gedanklicher Reflexion. Trotz der Zusammensetzung von Landschaften entsteht im Gemälde der Eindruck großer Naturnähe.

„Die Kunst tritt als Mittlerin zwischen die Natur und den Menschen. Das Urbild ist der Menge zu groß zu erhaben um es erfassen zu können.“

#### Transparentgemälde

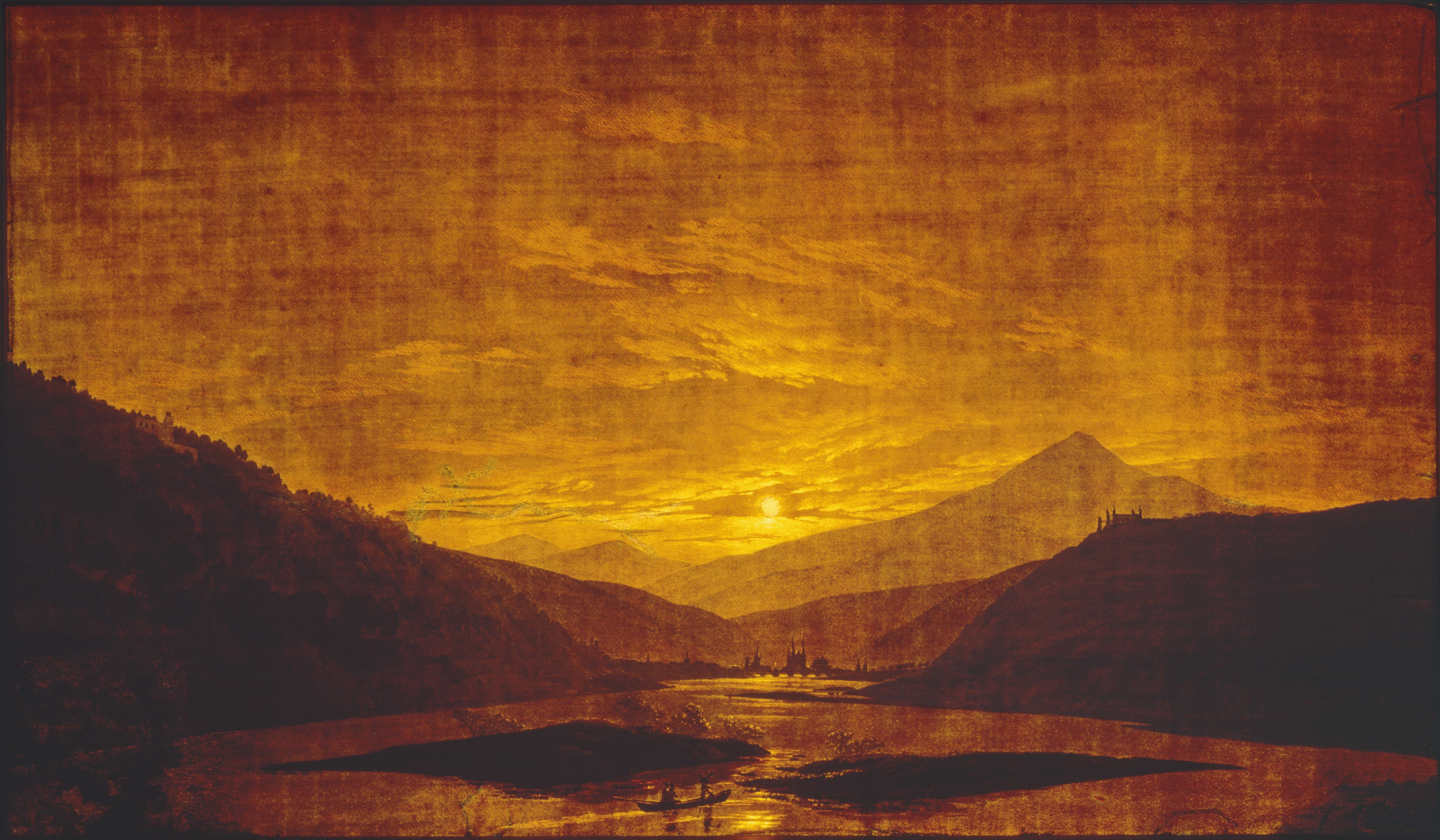
Caspar David Friedrich: Gebirgige Flusslandschaft, 1830–1835

Um 1830 entdeckte Friedrich für sich das seit den 1780er Jahren in Europa verbreitete Transparentbild. Bei diesem Medium wurden auf lichtdurchlässigen Materialien gemalte und hinterleuchtete Bilder bei Dunkelheit vorgeführt. Der pommersche Landsmann Jacob Philipp Hackert gilt seit 1800 als Schöpfer einer so erzeugten Mondscheinlandschaft.
Auf Anregung von Wassili Andrejewitsch Schukowski fertigte Friedrich vier Transparenzbilder für den jungen russischen Thronfolger Alexander. Der Maler plante einen musikallegorischen Zyklus, der neben einer Lichtinstallation auch Musikbegleitung vorsah. Die für die Allegorie der himmlischen Musik ausgewählten Motive sind eine märchenhafte Beschwörungsszene, Lautenspielerin und Gitarristin in einer gotischen Ruine, Die Harfenspielerin an einer Kirche und Der Traum des Musikers. Nach Hackerts Vorbild entstanden eine Mondscheinlandschaft und die Ruine Oybin bei Mondschein. Die Gebirgige Flusslandschaft ist je nach Beleuchtung in einer Tag- und einer Nachtvariante zu besichtigen.

### Zeichnungen

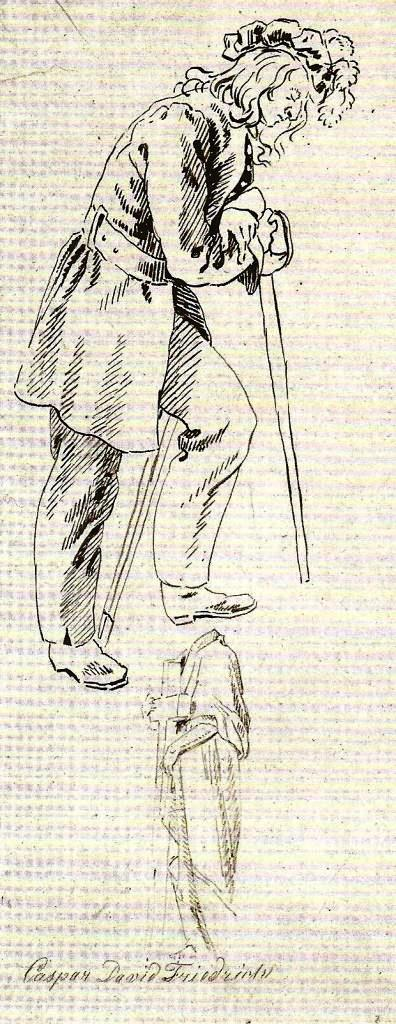
Caspar David Friedrich: Studie zum Gemälde Huttens Grab, 1823

Friedrichs Zeichnungen sind mit Bleistift, Feder sowie Tusche gefertigt und finden sich überwiegend in Skizzenbüchern. Er zeigte eine besondere Begabung in der Verwendung des gerade von Nicolas-Jacques Conté erfundenen Bleistifts in mehreren Härtegraden. Seine Zeichnungen bekommen bei einer sehr differenzierten Binnenzeichnung sogar malerische Qualität. Das vorrangige Interesse des Malers galt Naturmotiven. In der Dresdner Umgebung, auf Reisen nach Mecklenburg, Pommern, in den Harz oder das Riesengebirge entstanden Darstellungen von Pflanzen, Bäumen, Felsen, Wolken, Dorfansichten, Ruinen, Küsten- und Gebirgslandschaften. Nach den Skizzen lässt sich der Verlauf von Friedrichs Wanderungen rekonstruieren. Die Zeichnungen dienten als Grundlage für Elemente von Gemälden, Sepien und Aquarellen, haben aber in ihrer Mischung aus Sorgfalt und Lebendigkeit einen künstlerischen Eigenwert.

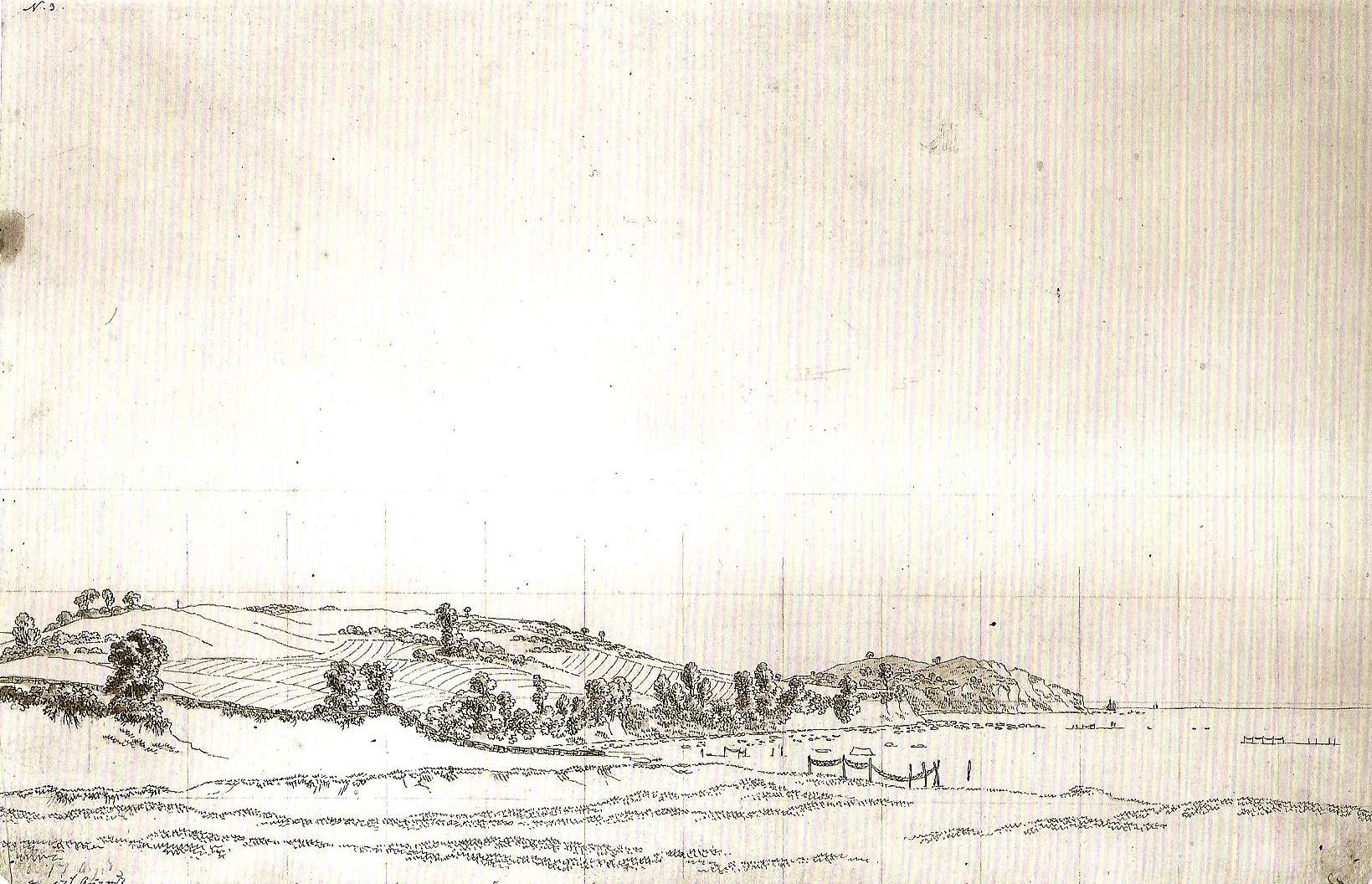
Caspar David Friedrich: Südküste von Rügen (Mönchgut), 1801
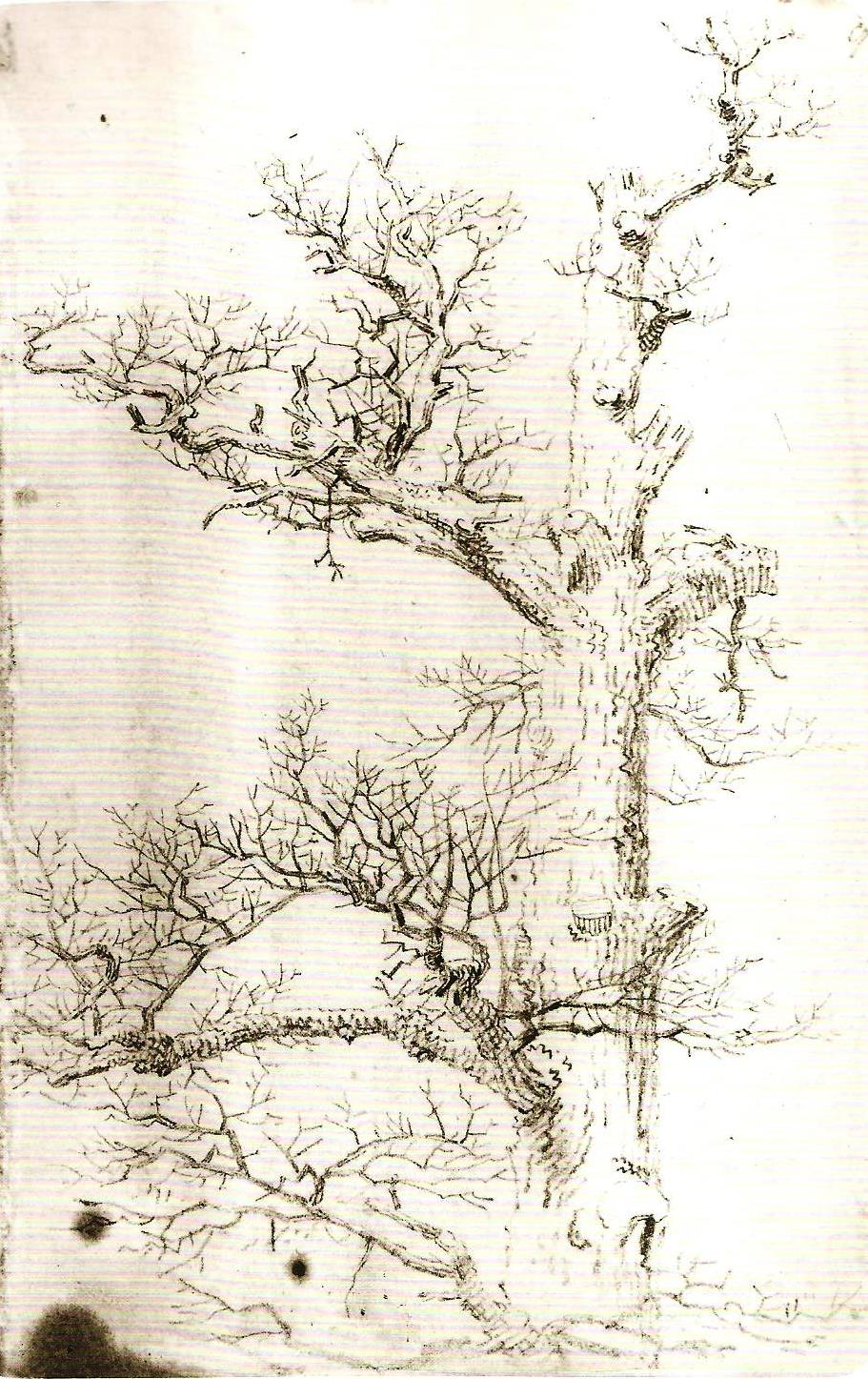
Caspar David Friedrich: Eiche, um 1804
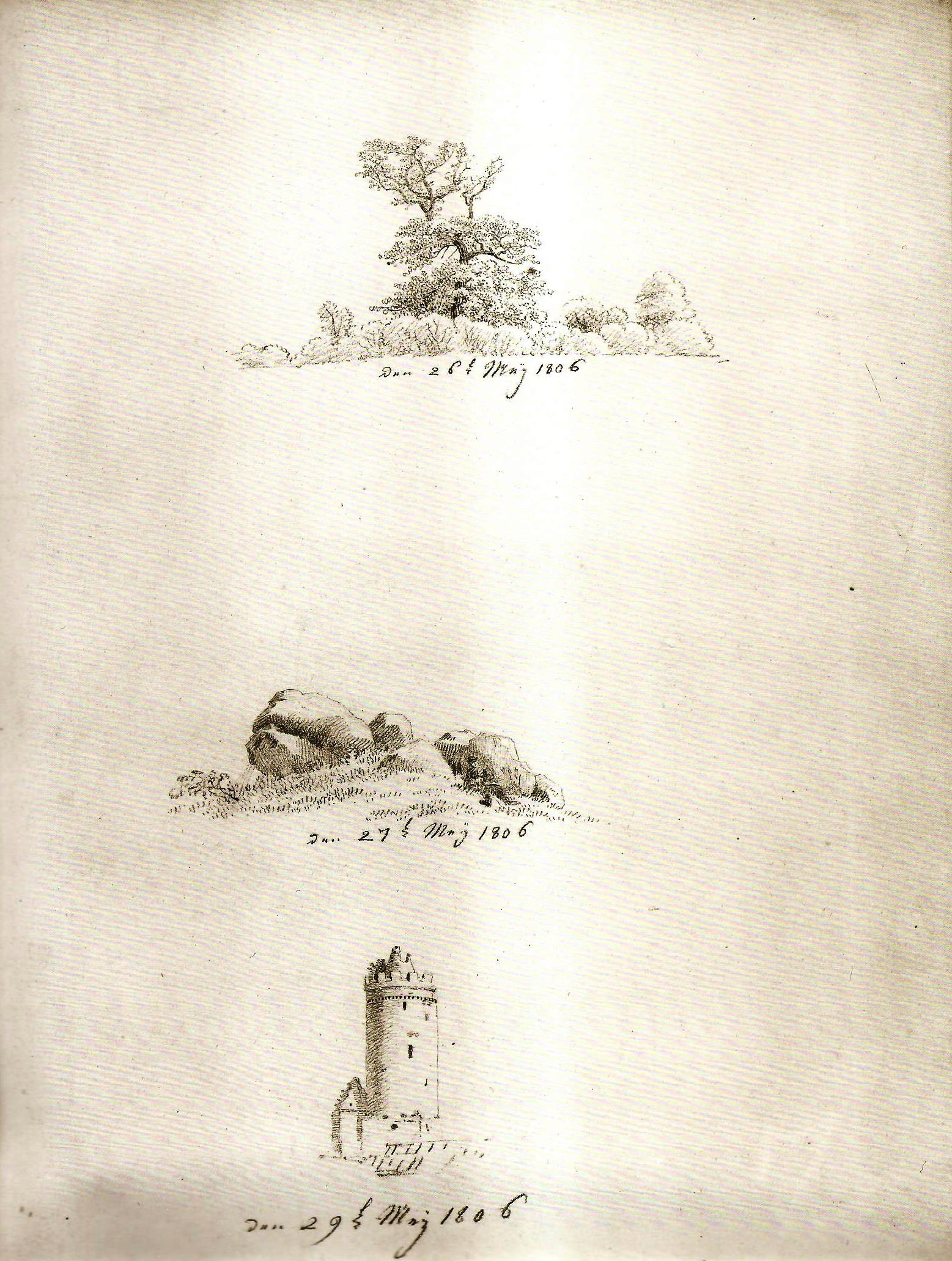
Caspar David Friedrich: Baum, Hünengrab und Turm, 1806
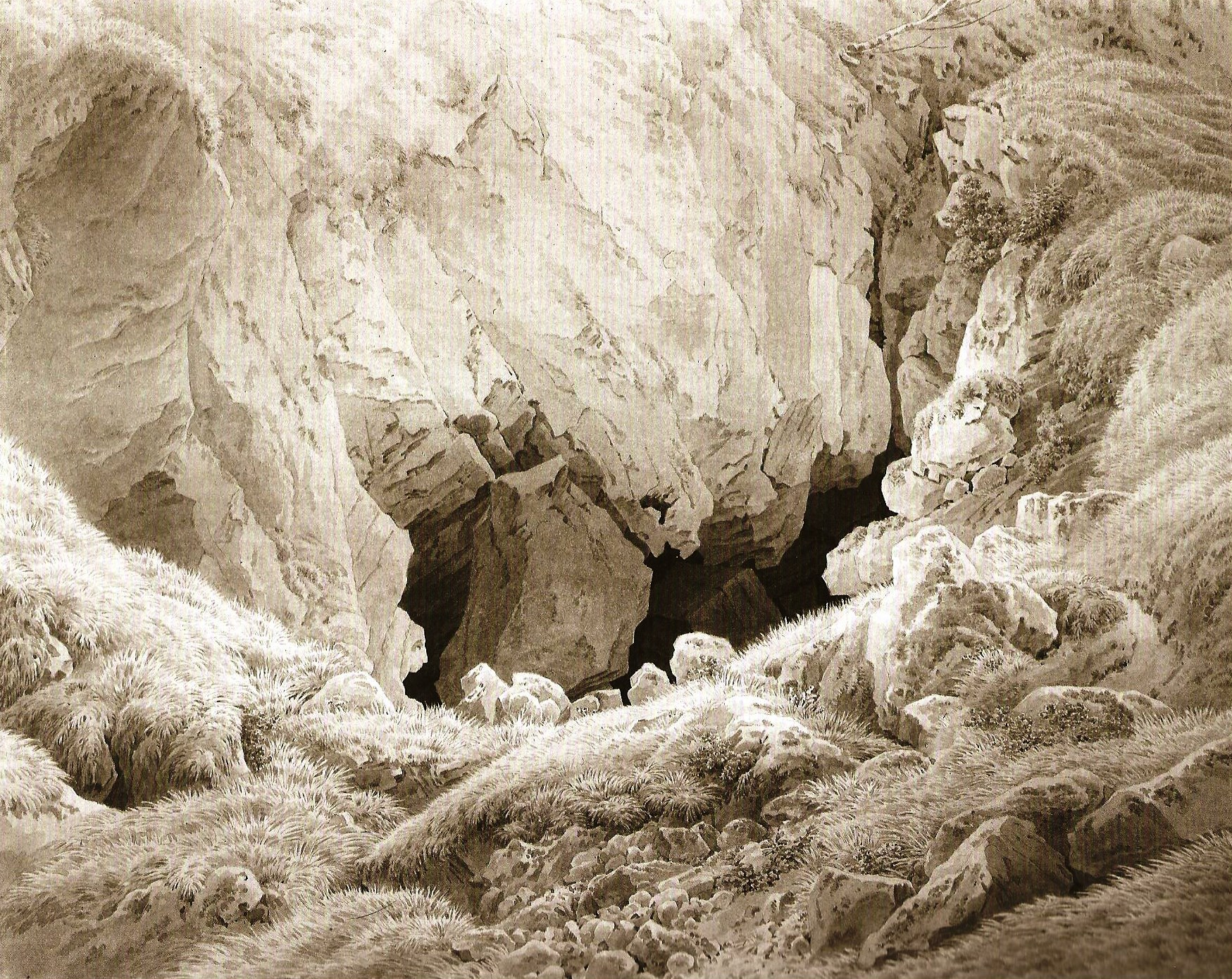
Caspar David Friedrich: Harzhöhle, um 1811
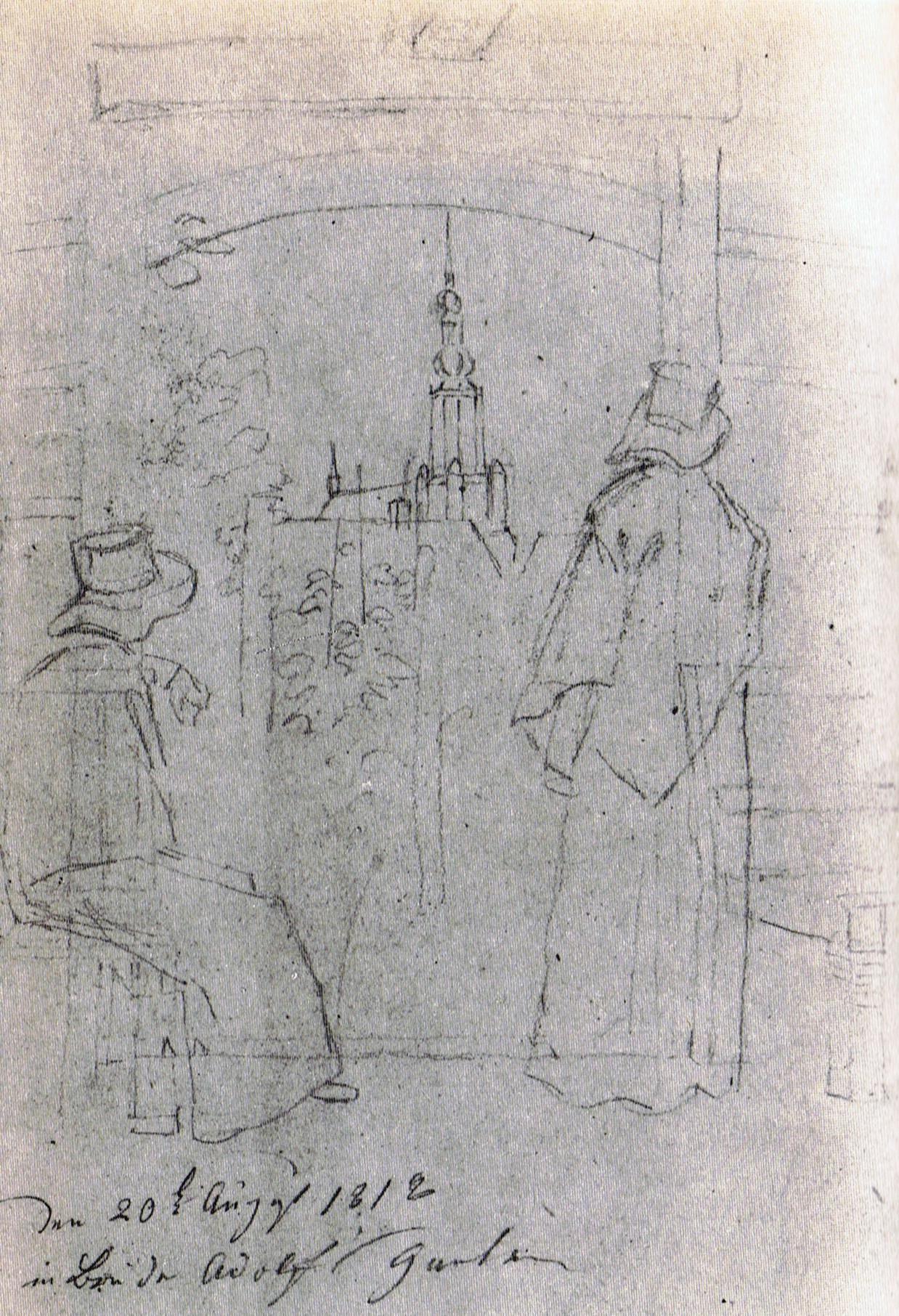
Caspar David Friedrich: Blick aus einer Laube auf die Nikolaikirche in Greifswald, 1818

Wegen seines geringen Talentes im Figurenzeichnen machen Figurendarstellungen und Porträts nur einen geringen Teil des Gesamtwerkes aus. Kolportiert wird, dass Georg Friedrich Kersting in einigen Fällen die Figuren in Friedrichs Gemälden ausführte. Erhalten sind einige durchgepauste Figurenzeichnungen, die bei der Figurendarstellungen in den Ölbildern hilfreich waren, etwa die Zwei sitzende Frauen (1818) verwendet bei dem Gemälde Rast bei der Heuernte (1815). Für die Studie zu Huttens Grab wurde August Milarch sehr wahrscheinlich mittels einer Camera obscura auf das Papier gebracht.

### Sepien und Aquarelle

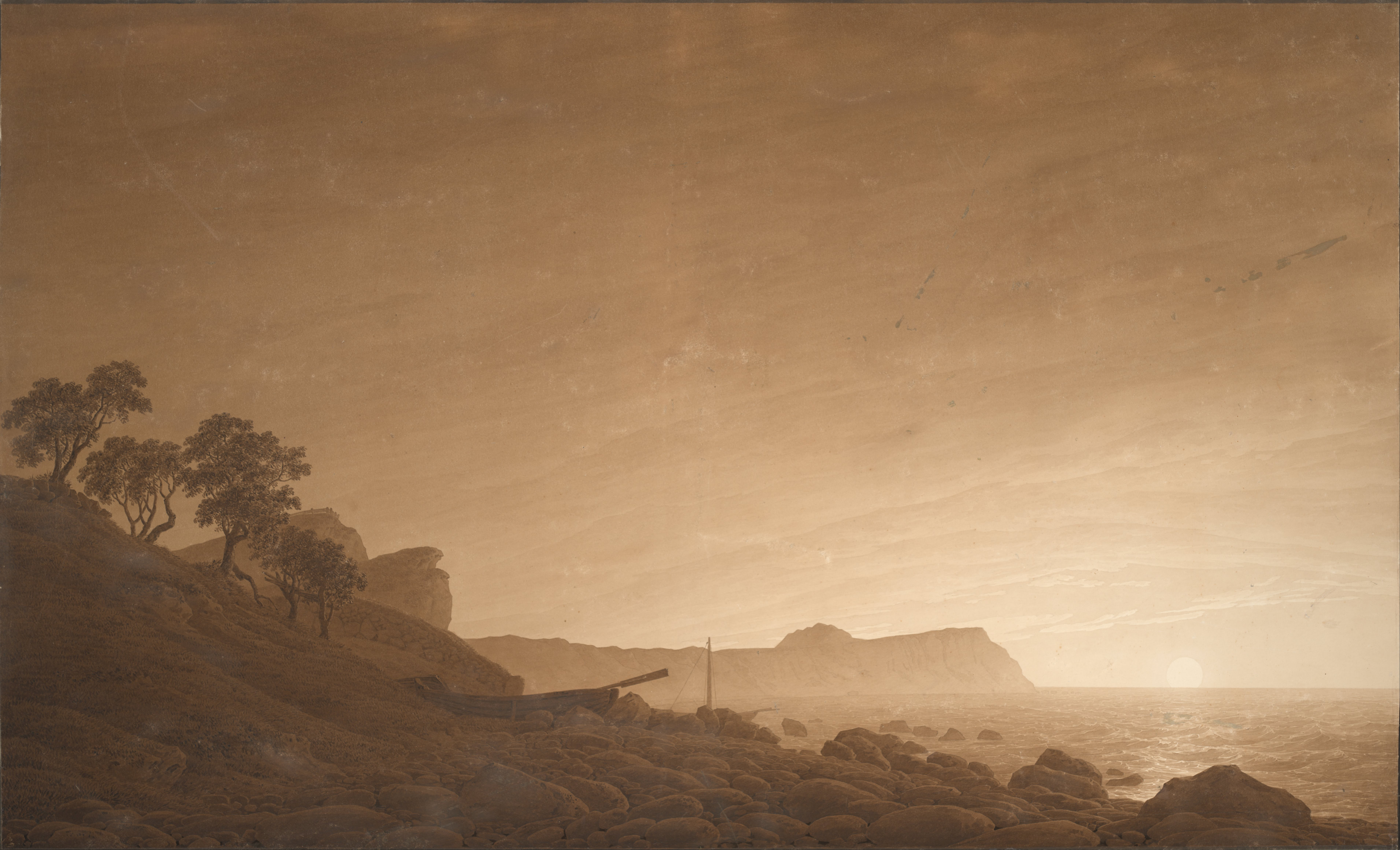
Caspar David Friedrich: Blick auf Arkona mit aufgehendem Mond, 1805

In seinen Sepien erlangte Friedrich bereits früh eine hohe Meisterschaft. Mit den Rügenlandschaften wie der Blick auf Arkona (1803) erntete er beim Publikum und von den Rezensenten viel Beifall und hatte damit erheblichen Anteil an der um 1800 einsetzenden Rügenbegeisterung sowie des anfänglichen Rügentourismus'. Mit der Sepiamalerei, die sich großer Beliebtheit erfreute, vermochte der Maler zarte Tonabstufungen und feine Farbübergänge zu erreichen, konnte damit auch beobachtete Lichtphänomene der Natur erfassen.
Ebenso vertreten im gesamten künstlerischen Werk ist das Aquarell. Die ersten Arbeiten in dieser Technik entstanden bereits in der Akademiezeit, große Formate jedoch ab 1810 und meisterhafte Stücke erst im Spätwerk. Neben den Aquarell-Studien gibt es eine ganze Reihe bildmäßige Aquarelle. Ab 1817 sind die Aquarelle mit Federzeichnungen kombiniert.

### Werkgruppen nach Themen und Motiven

#### Porträts

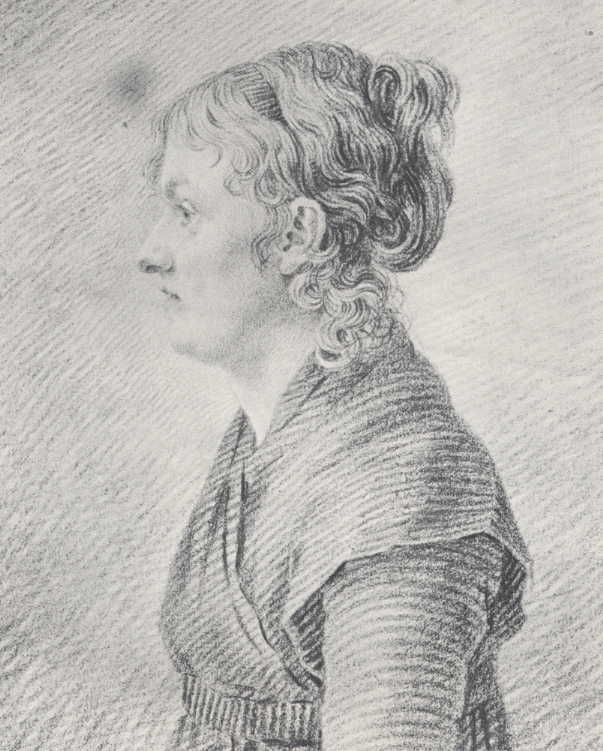
Caspar David Friedrich: Porträt der Schwester Dorothea Sponholz, um 1798

Friedrich wollte selbst kein Porträtmaler sein und schätzte damit sein künstlerisches Talent auf diesem Gebiet realistisch ein. Somit beschränken sich die von seiner Hand stammenden Bildnisse auf Selbstporträts oder Darstellungen von Verwandten und Freunden. Die meisten dieser Porträts sind Zeichnungen und entstanden in der Zeit nach der Kopenhagener Akademie 1798. In formaler Auffassung stehen diese Zeichnungen in der Tradition der konventionellen Porträtkunst. Es ist das Bemühen des Malers zu erkennen, die größtmögliche Individualität des Dargestellten festzuhalten. Im Verhältnis zu den Naturstudien bleibt die Anzahl der Porträts verschwindend gering.

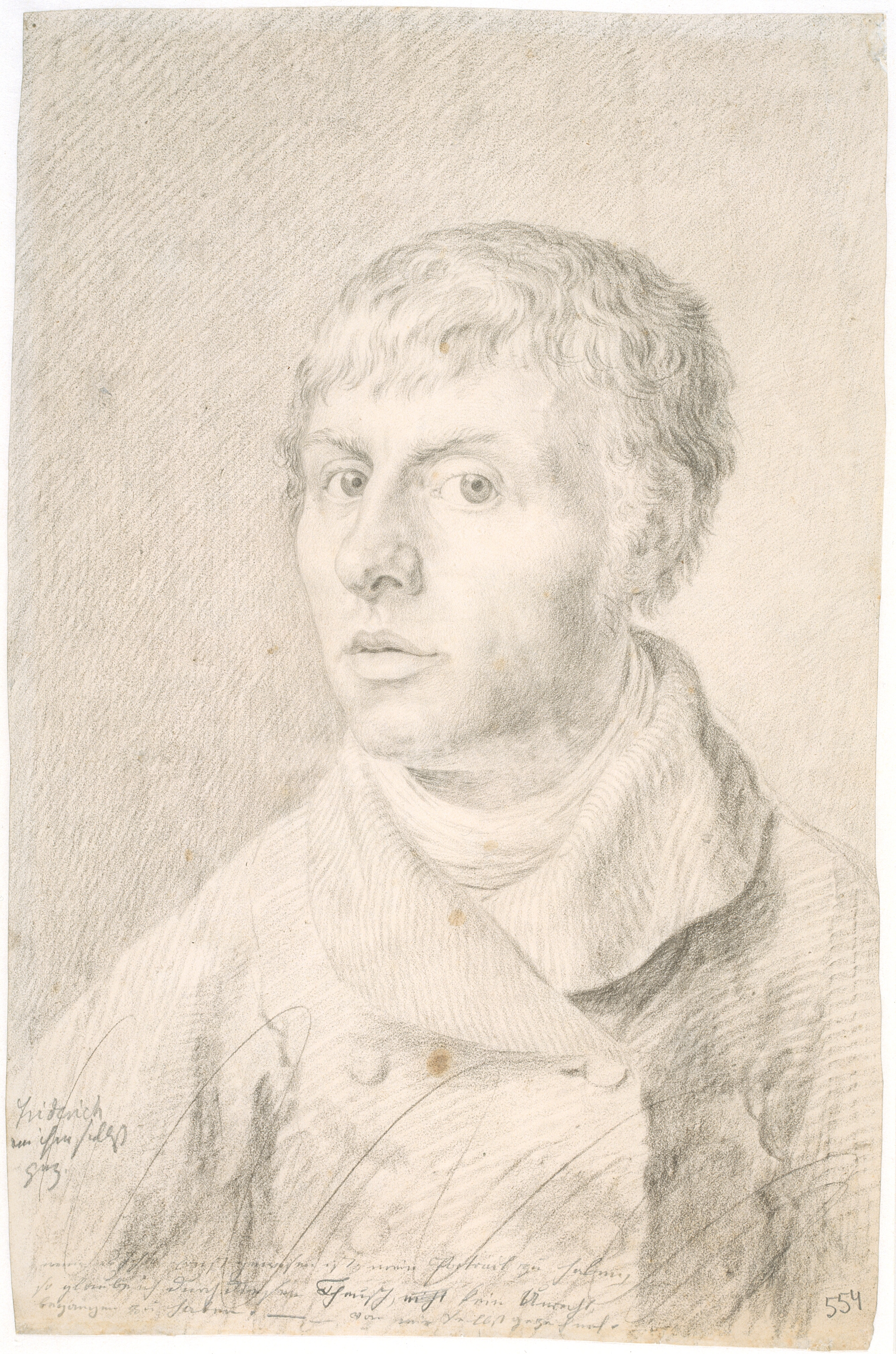
Caspar David Friedrich: Selbstporträt, um 1800
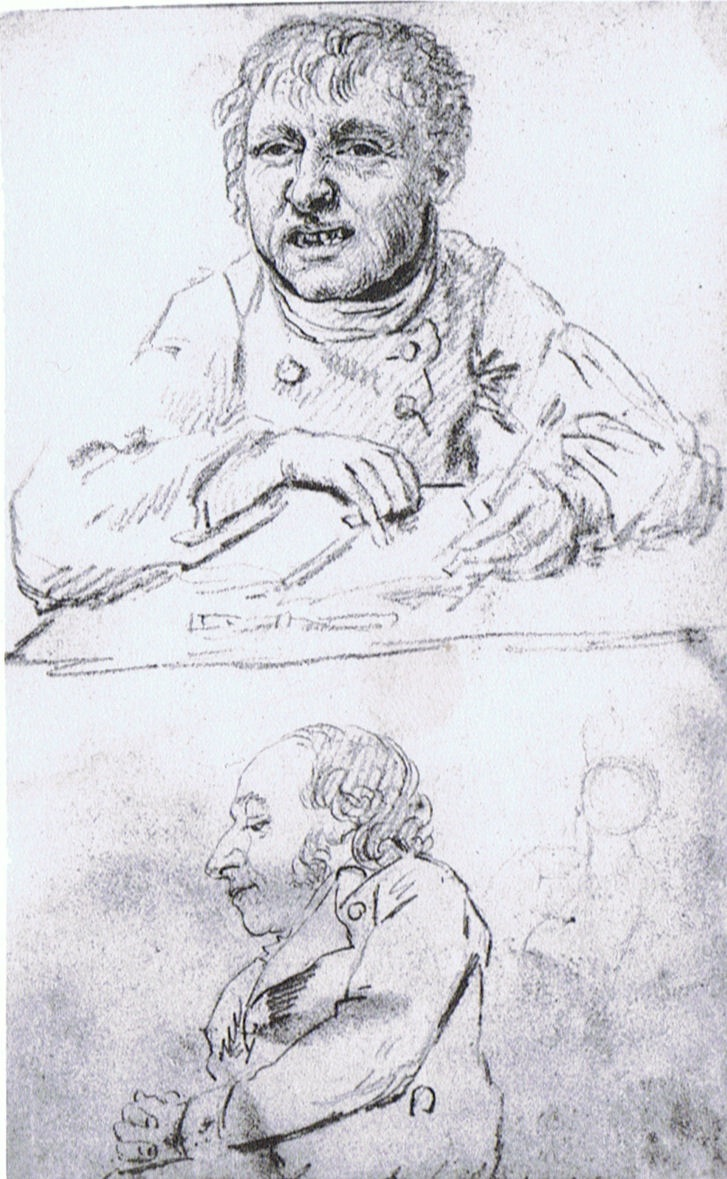
Caspar David Friedrich: Selbstbildnis und Herr im Profil nach links, 1800
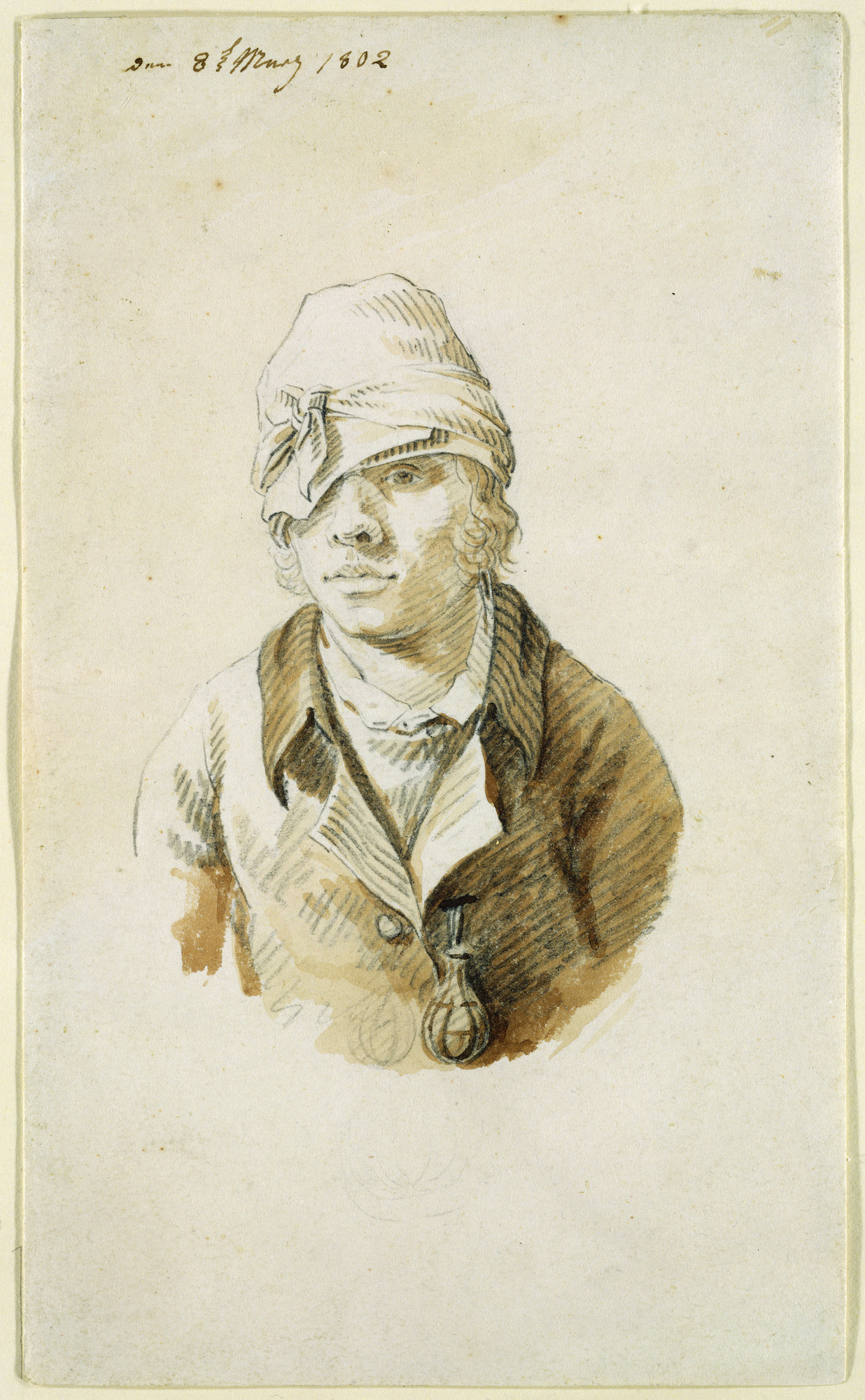
Caspar David Friedrich: Selbstbildnis mit Mütze und Visierklappe, 1802
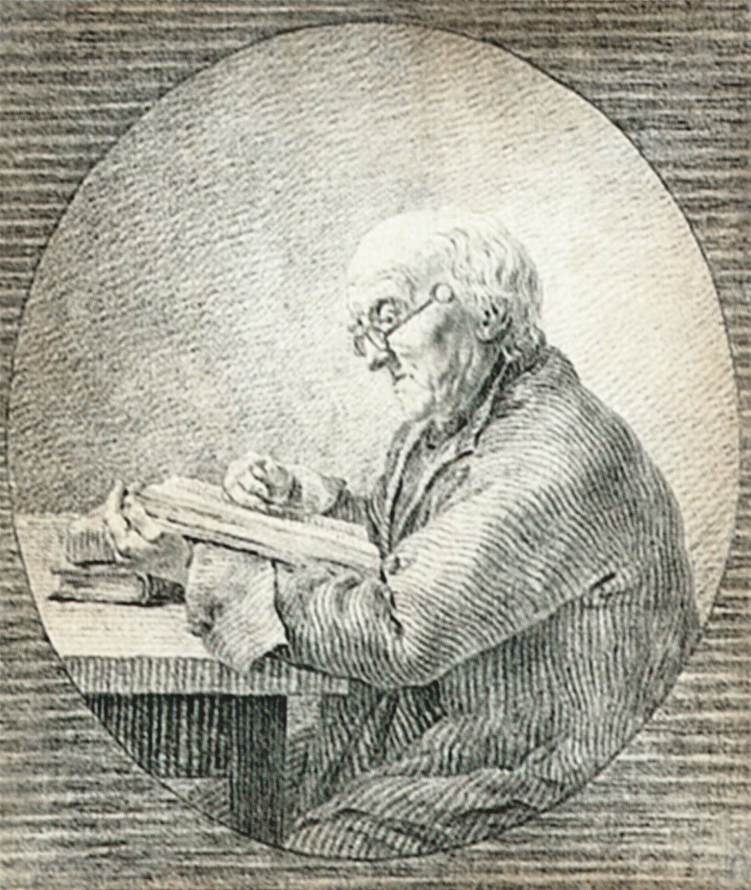
Caspar David Friedrich: Porträt des Vaters, 1802
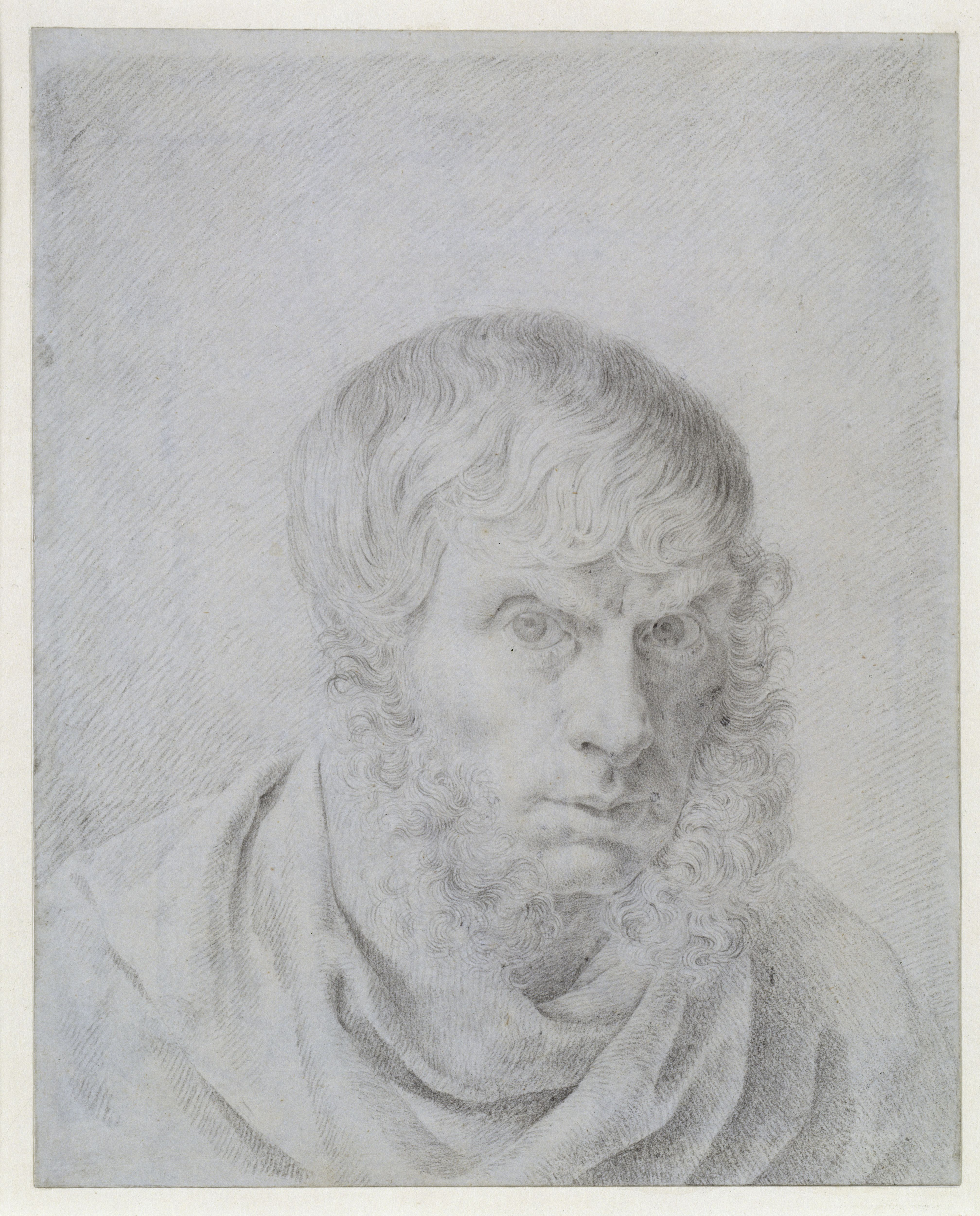
Caspar David Friedrich: Selbstporträt, 1810

#### Manifestbilder

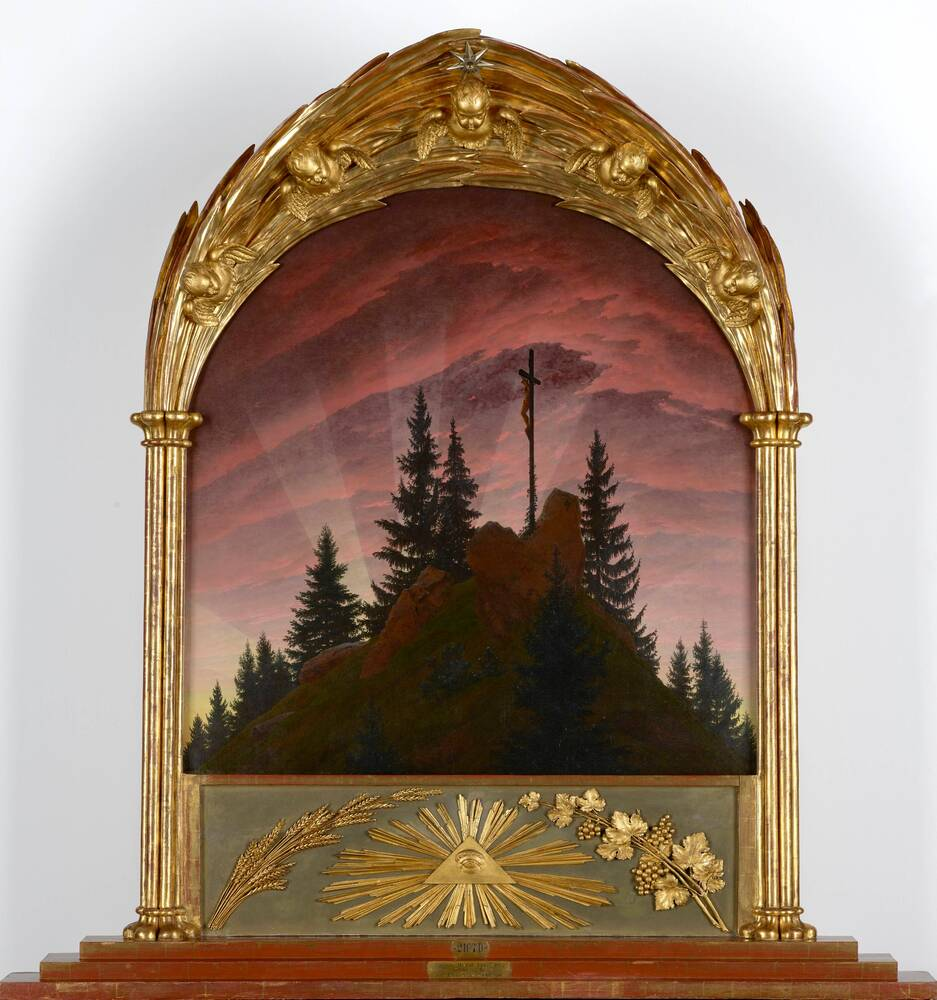
Caspar David Friedrich: Tetschener Altar, 1808

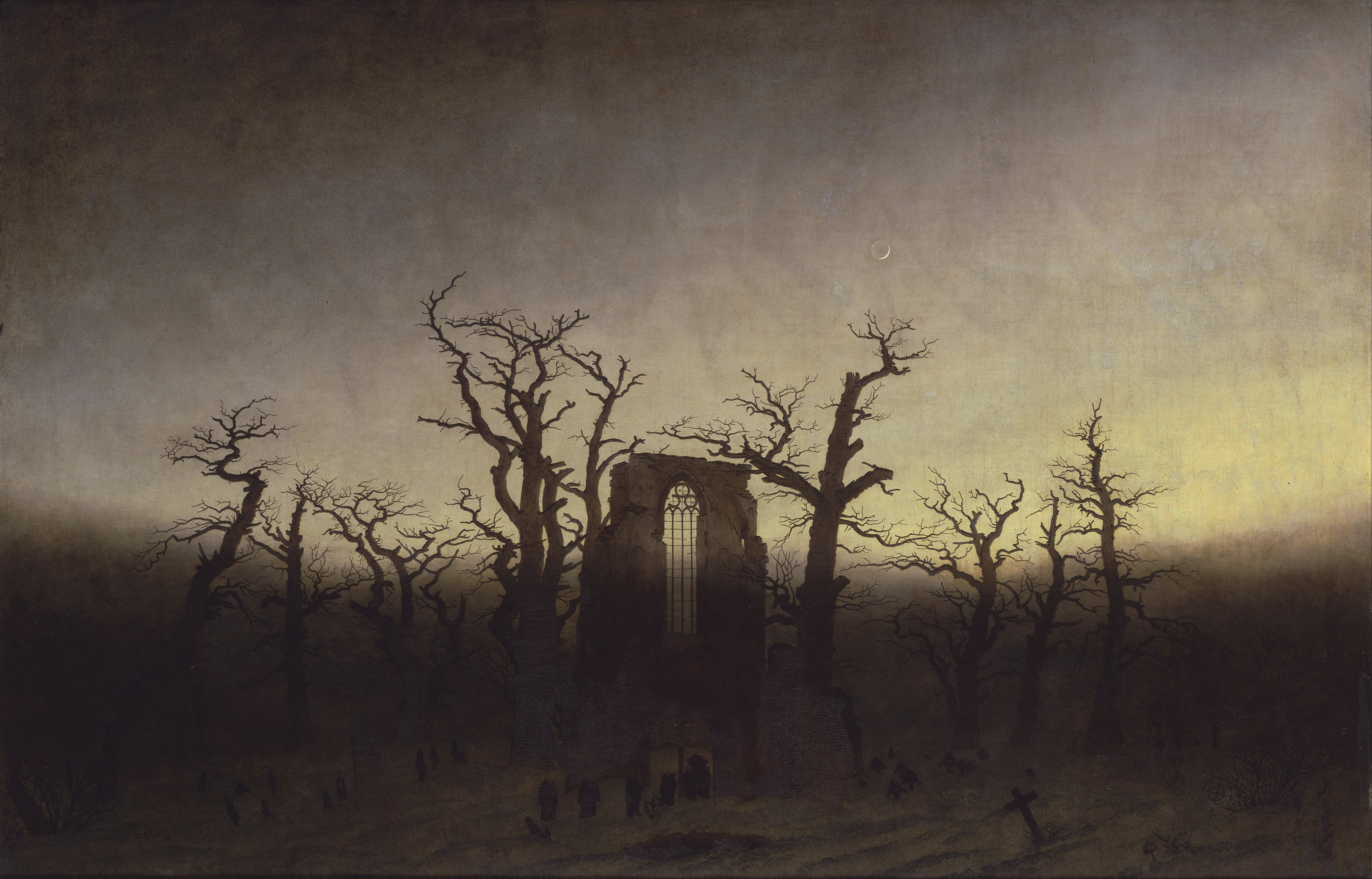
Caspar David Friedrich: Abtei im Eichwald, 1810

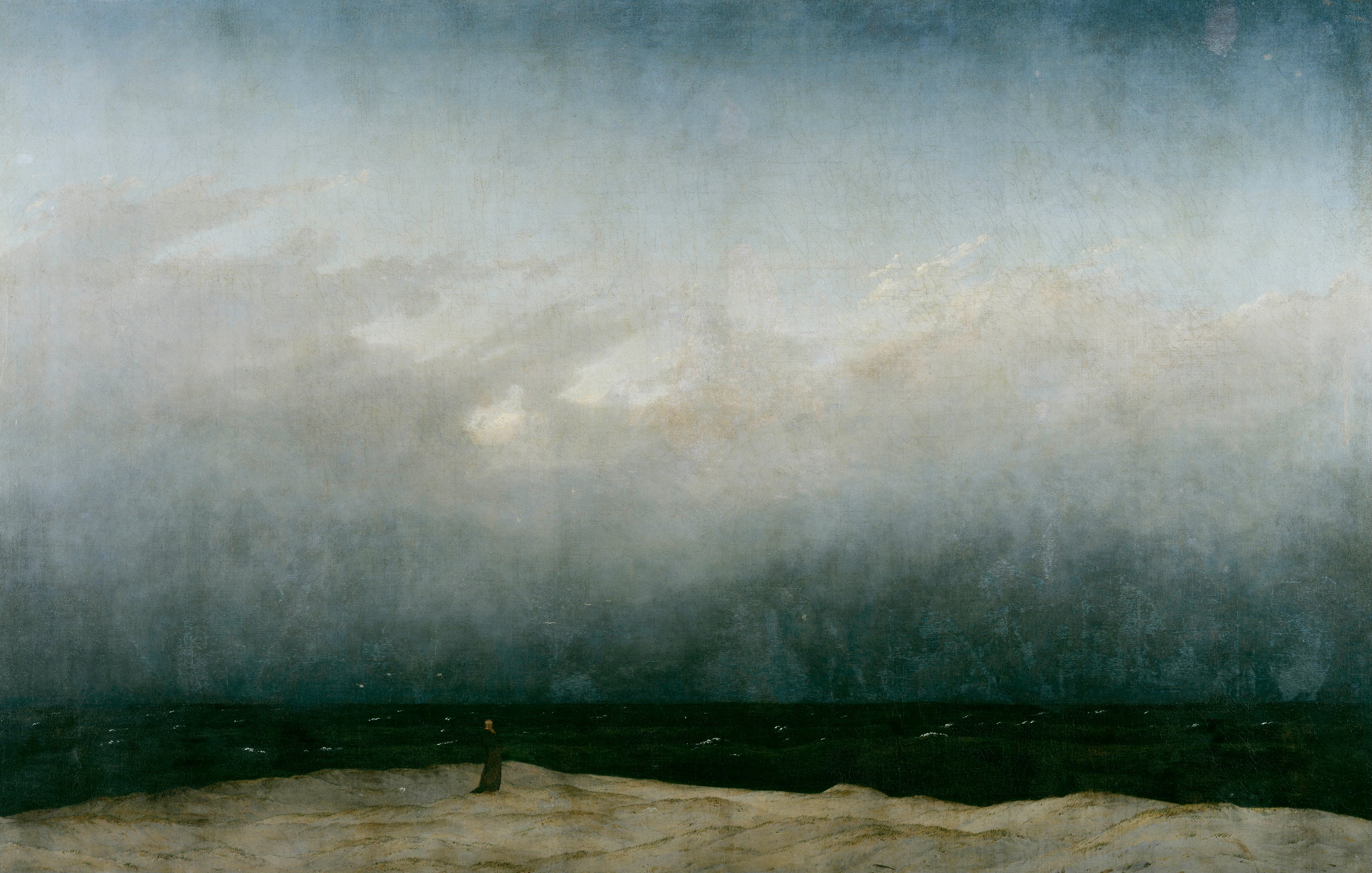
Caspar David Friedrich: Der Mönch am Meer, 1810

In rascher Folge entstanden zwischen 1808 und 1810 Gemälde, die als Programm- oder Manifestbilder bezeichnet werden können. Diese Zeit war die produktivste des Malers. Der Tetschener Altar ist das komplexeste Bild, mit dem der programmatische Schritt von der empirischen Landschaft zur Landschaftsikone erfolgte. Friedrich ikonisierte die Naturerfahrung und brach mit den Traditionen der Landschaftsmalerei. Auch das bisherige Verhältnis von Kunst und Religion wurde infrage gestellt. Das Kreuz im Gebirge entzieht sich der Gattungsdefinition und nimmt einen neuen Platz zwischen Landschaft und Sakralbild ein. Der Ramdohr-Streit löste eine bis dahin in Deutschland noch nicht gekannte heftige Debatte über ein Kunstwerk aus.
Das folgende Bildpaar Der Mönch am Meer und die Abtei im Eichwald war nicht Gegenstand öffentlichen Streits. Ihre Ausstellung in Berlin 1810, ihre begeisterte Besprechung durch Heinrich von Kleist und ihr Ankauf durch das preußische Königshaus erregten dennoch große Aufmerksamkeit und brachten Friedrich den Durchbruch zum Erfolg. Mit dem Mönch und der Abtei hat er jene Strukturen im Bildaufbau gefunden, die der französische Bildhauer Pierre Jean David d’Angers als „tragédie du paysage“, als Tragödie der Landschaft, bezeichnete. Die formalen Grundmotive von horizontalen Schichten und vertikalen Achsen teilen Entfremdung und Entrückung mit, lösen beim Betrachter tiefe Empfindungen aus und machen die religiöse Bilderzählung erlebbar. Beide Gemälde sind Schlüsselbilder für Friedrichs Landschaftsmalerei und Ergebnis einer Verdichtung der bildsprachlichen Mittel in einer Weiterentwicklung der preisgekrönten Weimarer Sepien von 1805.
Florian Illies bezeichnet Mönch am Meer als das „vielleicht kühnste Bild“ Friedrichs. In mehrmonatiger Arbeit habe er es immer radikaler auf das Wesentliche reduziert, um „das Zweifeln an Gott, die Nichtigkeit des Einzelnen und seine Verlorenheit angesichts der Urkräfte der Natur“ kompromisslos darzustellen. Illies sieht in dem Gemälde zugleich den „Urknall der Romantik“ und den Anfang der „abstrakten Malerei“.

#### Patriotische Bilder

Caspar David Friedrich: Grabmale alter Helden, 1812

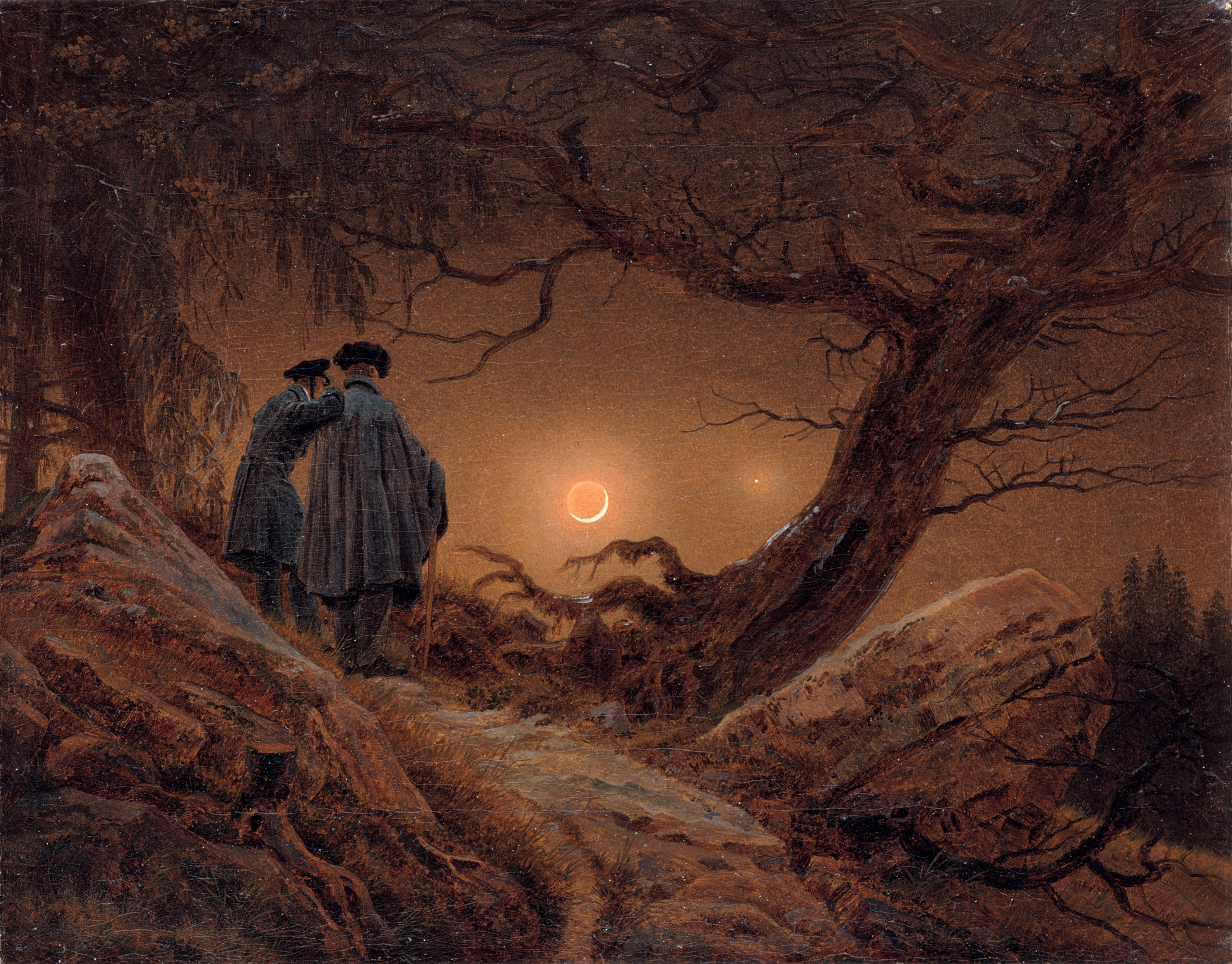
Caspar David Friedrich: Zwei Männer in Betrachtung des Mondes, 1818/1819

Friedrich bekannte sich dazu, mit den Mitteln der Kunst seine antifeudale, nationale und antifranzösische Haltung zum Ausdruck zu bringen und die Helden der Befreiungskriege gegen Napoleon zu würdigen. Dabei verband er die erhofften gesellschaftlichen Veränderungen mit religiöser Erneuerung. Ab 1811 war der Maler auf der Suche nach geeigneten Allegorien und Metaphern, mit denen seine Botschaften konzeptionell umzusetzen waren. Als die ersten beiden Bilder mit einer solchen politischen Botschaft können die Gemälde Winterlandschaft und Winterlandschaft mit Kirche angesehen werden, die Hoffnungslosigkeit und Befreiung aus dieser beschreiben.
Mit den Grabmalen alter Helden entstand 1812 eine Denkmallandschaft, in der dem Bezug auf das deutsche Nationalsymbol Arminius und die sichtbaren französischen Chasseure eine unverschlüsselte Bildaussage zu unterstellen ist. Die Idee, die Franzosen am Sarg mit ihrem militärischen Untergang zu konfrontieren, wird 1813/14 in dem Gemälde Höhle mit Grabmal weiterentwickelt. Der Chasseur im Walde beschreibt 1813 dann nur noch den Niedergang des napoleonischen Heeres. Ab 1815 sind immer wieder Personen mit Altdeutscher Tracht dargestellt, die zu dieser Zeit als Bekenntnis zum deutschen Nationalgefühl galt und 1819 mit den Karlsbader Beschlüssen und der Demagogenverfolgung verboten wurde. Das Bild Zwei Männer in Betrachtung des Mondes von 1819 soll der Maler kommentiert haben mit den Worten „Die machen demagogische Umtriebe“. Huttens Grab beklagt 1823/24 offen den Verrat der Ideale der Befreiungskriege in der politischen Restauration.

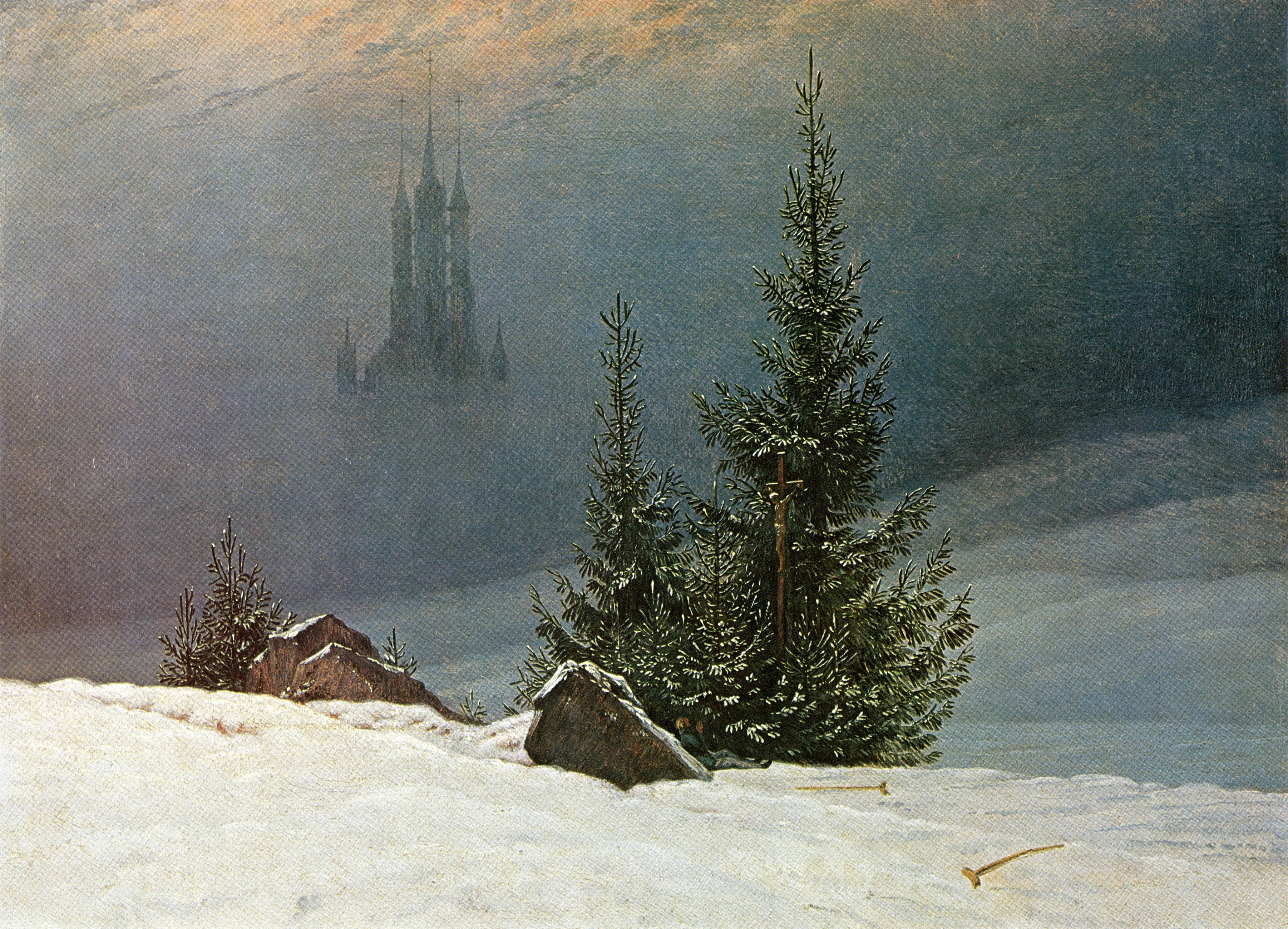
Caspar David Friedrich: Winterlandschaft mit Kirche, 1811
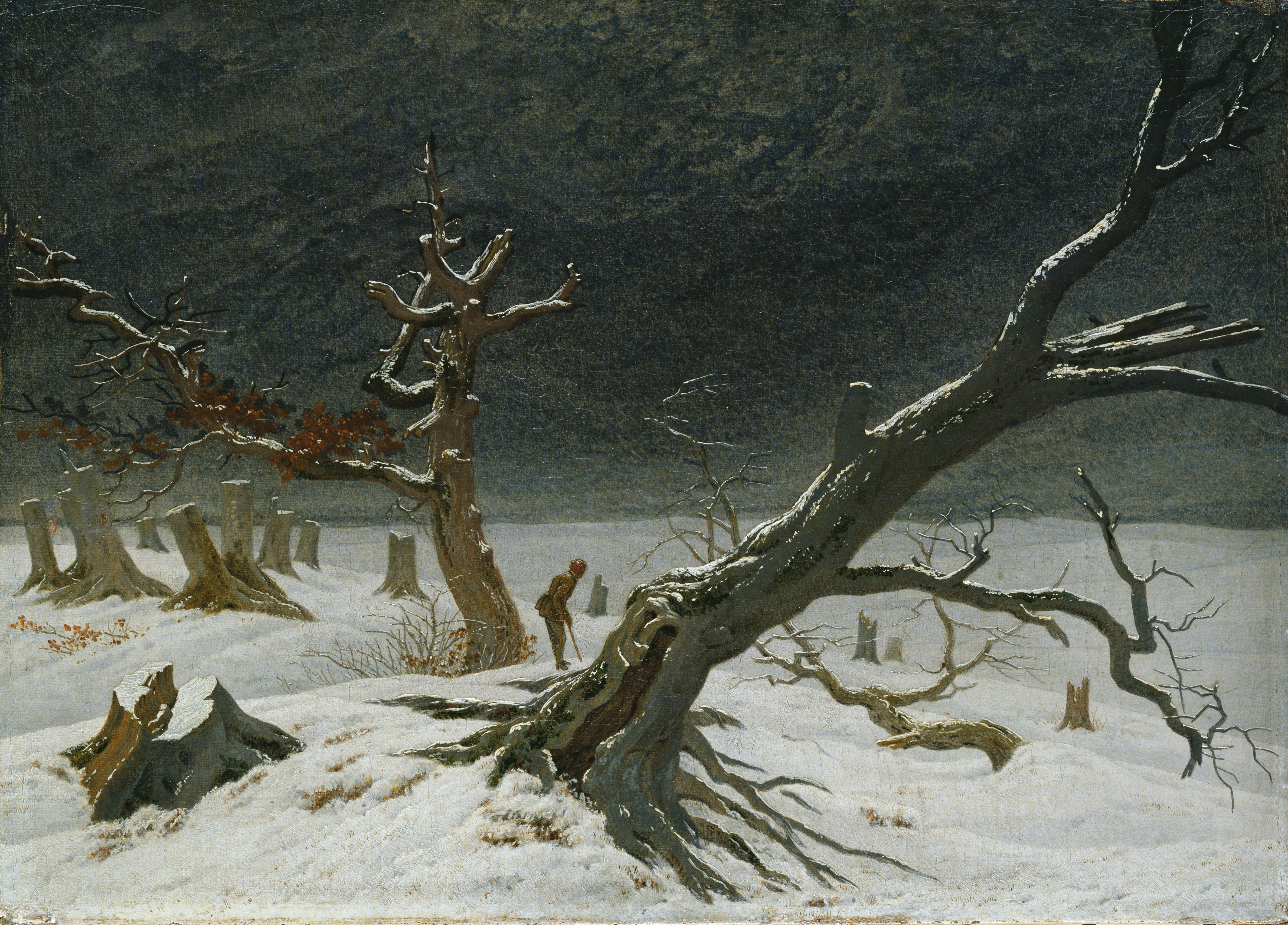
Caspar David Friedrich: Winterlandschaft, 1811
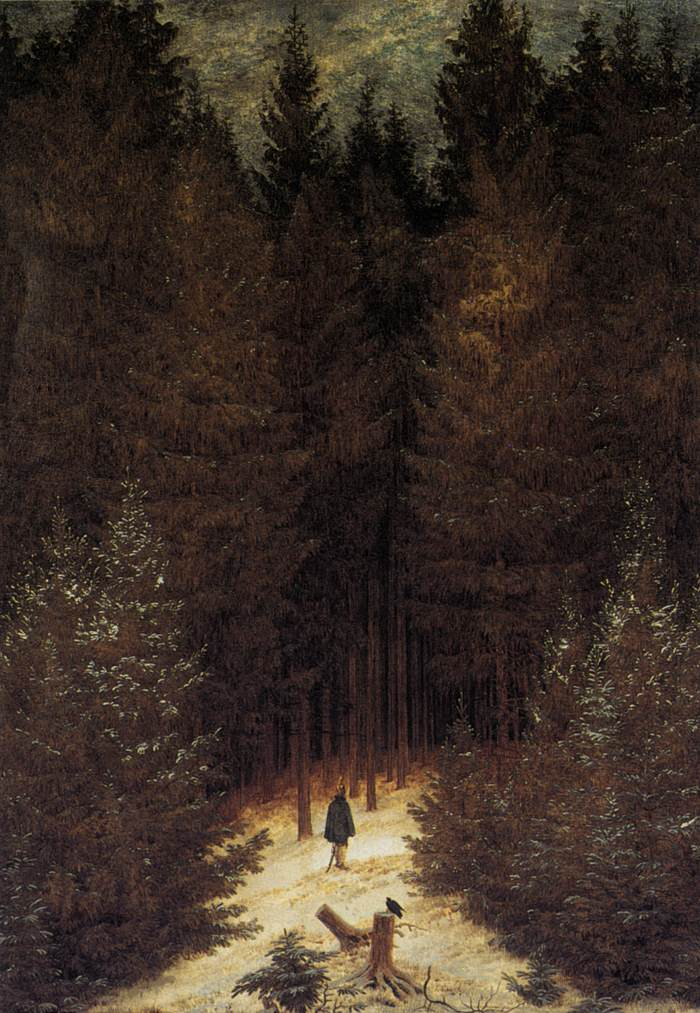
Caspar David Friedrich: Der Chasseur im Walde, 1814
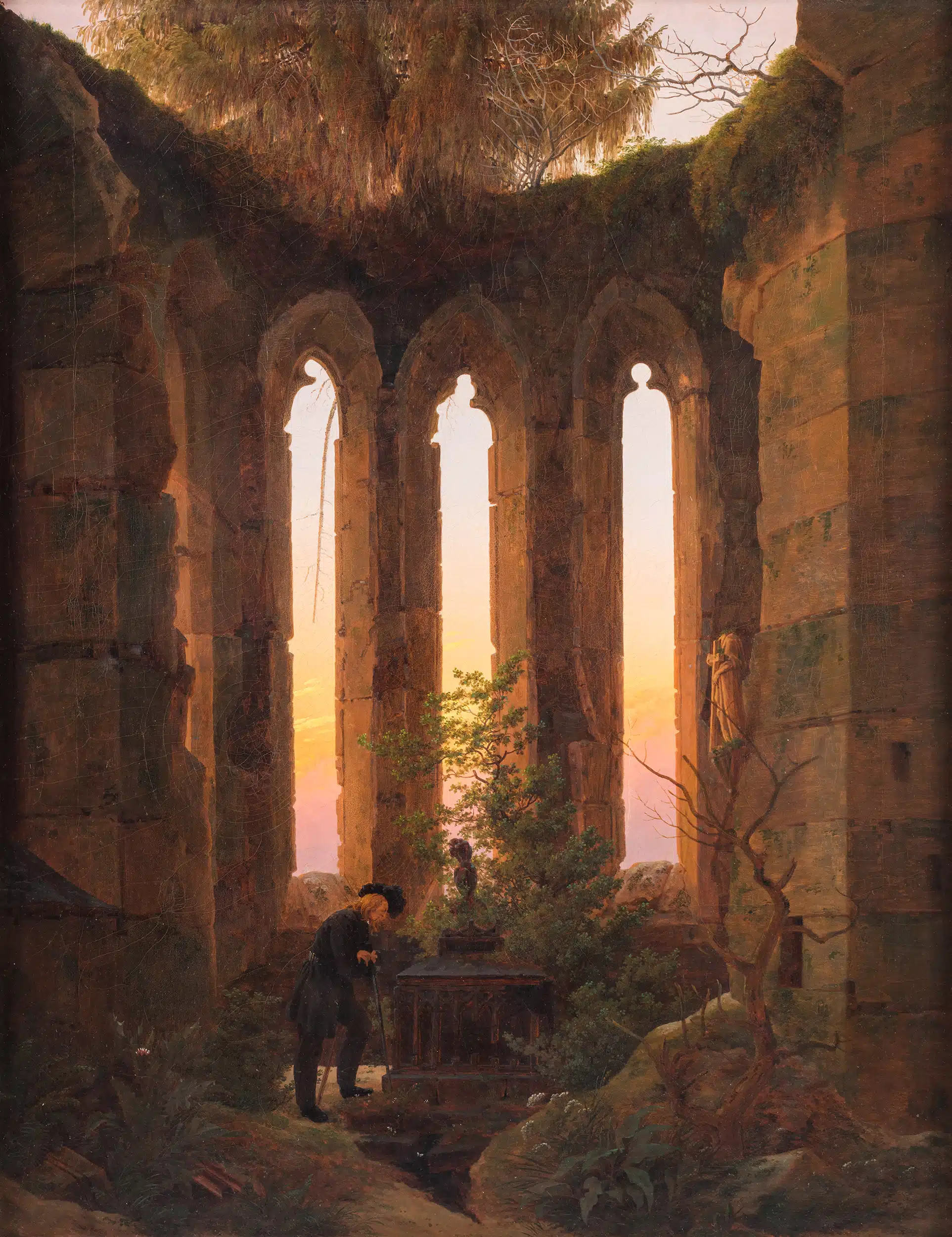
Caspar David Friedrich: Huttens Grab, 1823

#### Städtebilder

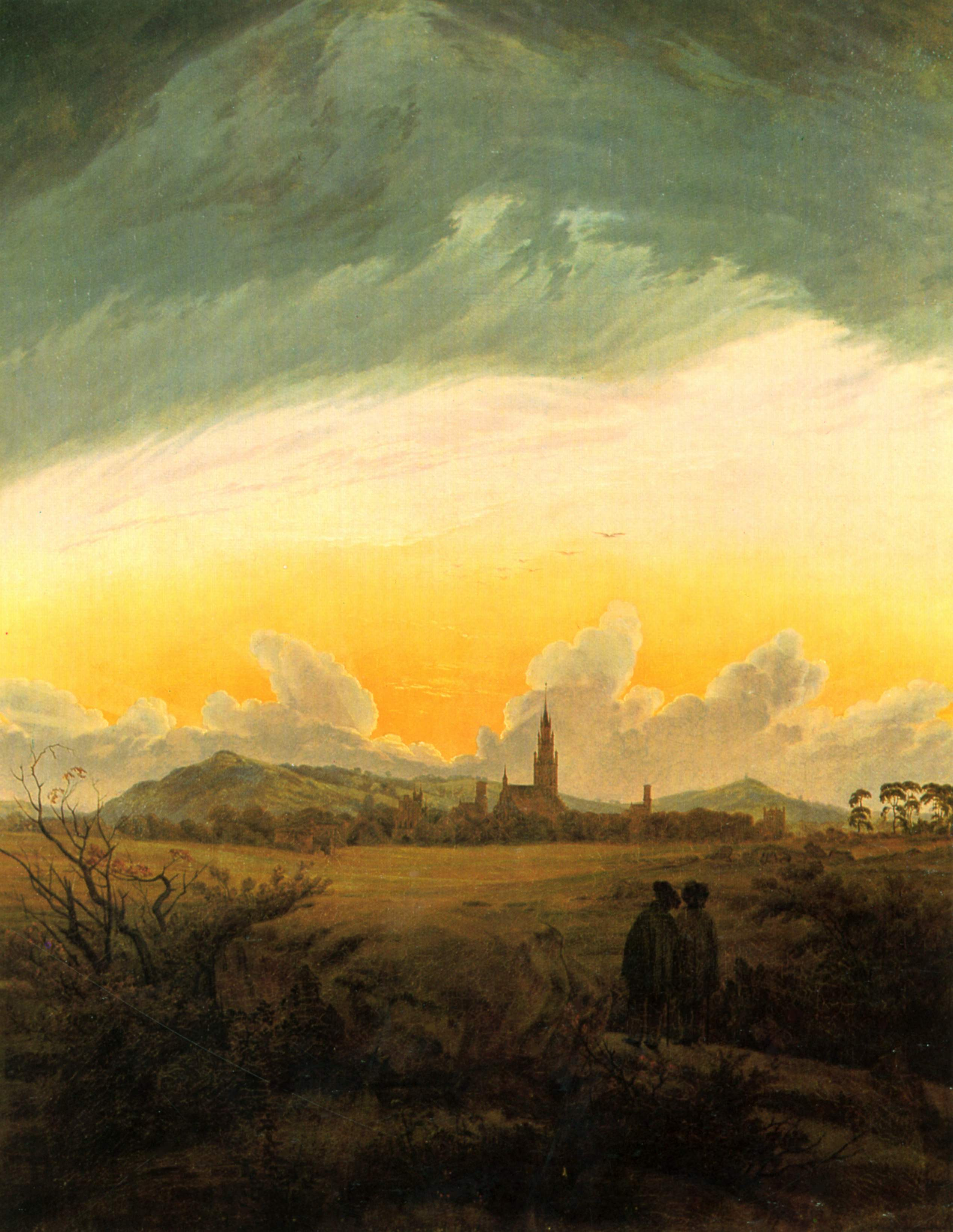
Caspar David Friedrich: Neubrandenburg, 1816

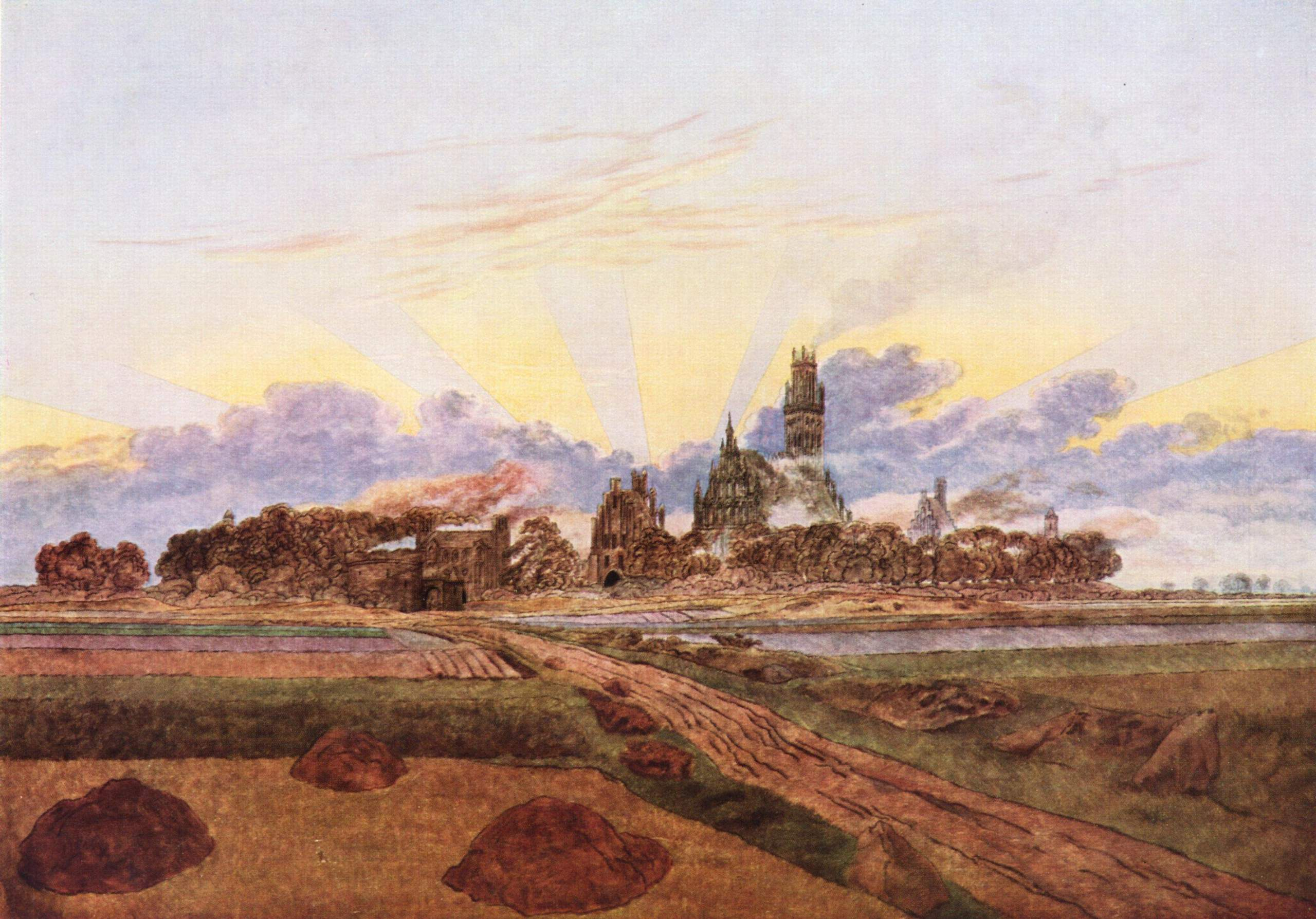
Caspar David Friedrich:
Das brennende Neubrandenburg,
etwa 1835

Friedrich entdeckte um 1811, mit dem Gemälde Hafen von Greifswald bei Mondschein Stadtansichten als Motiv, die dann bis in das Spätwerk hinein zu finden sind. In diesen Städtebildern haben die Städtesilhouetten unterschiedliche Funktionen in der Bilderzählung. Von den biografischen Orten entstanden Ansichten, die augenscheinlich eine innere Beziehung des Malers zu der jeweiligen Stadt offenbaren. Die Darstellungen von Greifswald zeigen eine vedutenhafte Klarheit. Neubrandenburg erscheint verklärt oder brennend. Dresden wird in den Bildkompositionen vorzugsweise hinter einen Hügel oder Bretterzaun gestellt. Meist kann man bei diesen Bildern Naturtreue unterstellen.

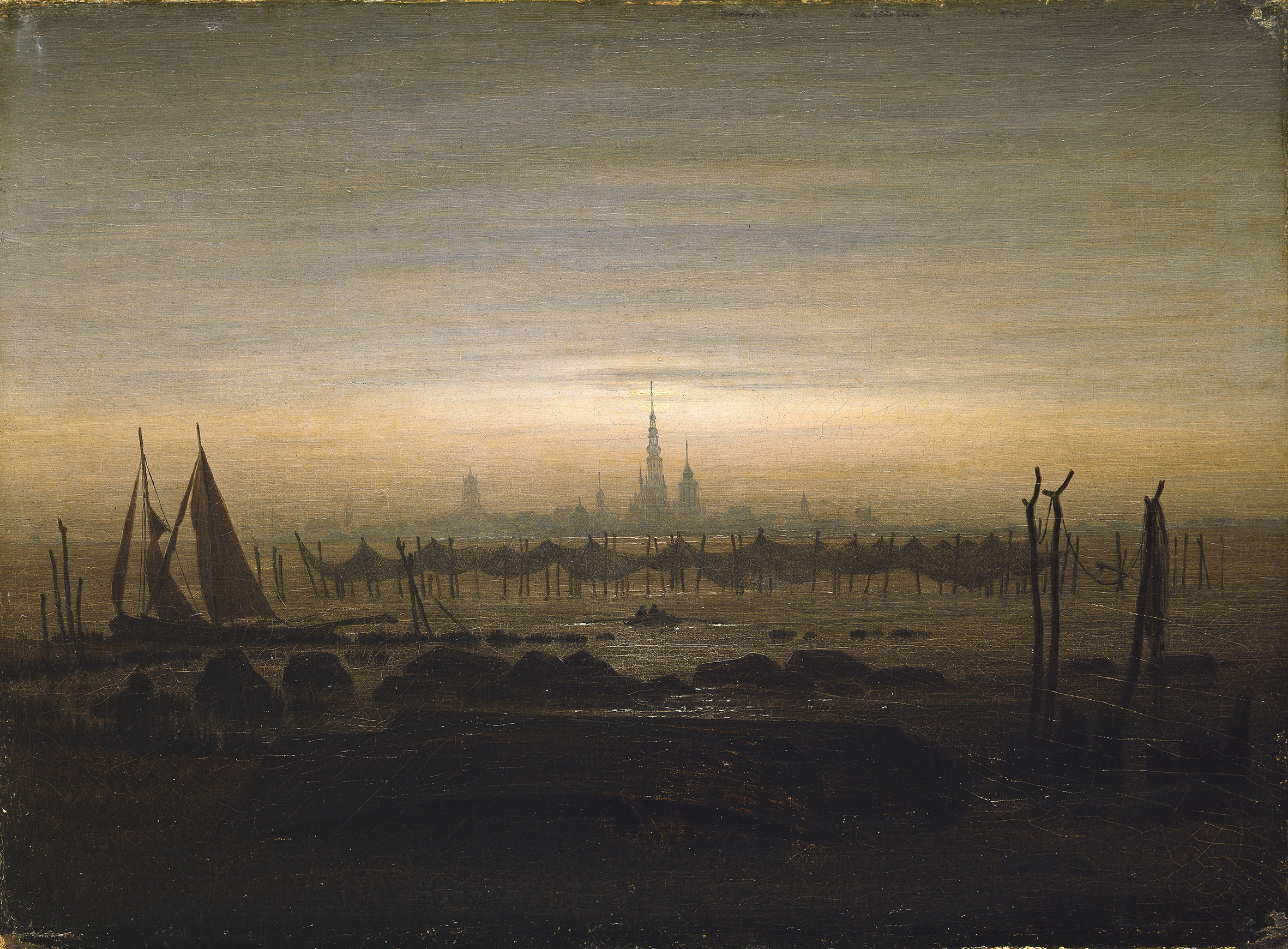
Caspar David Friedrich: Greifswald im Mondschein, 1817
Caspar David Friedrich: Wiesen bei Greifswald, um 1820
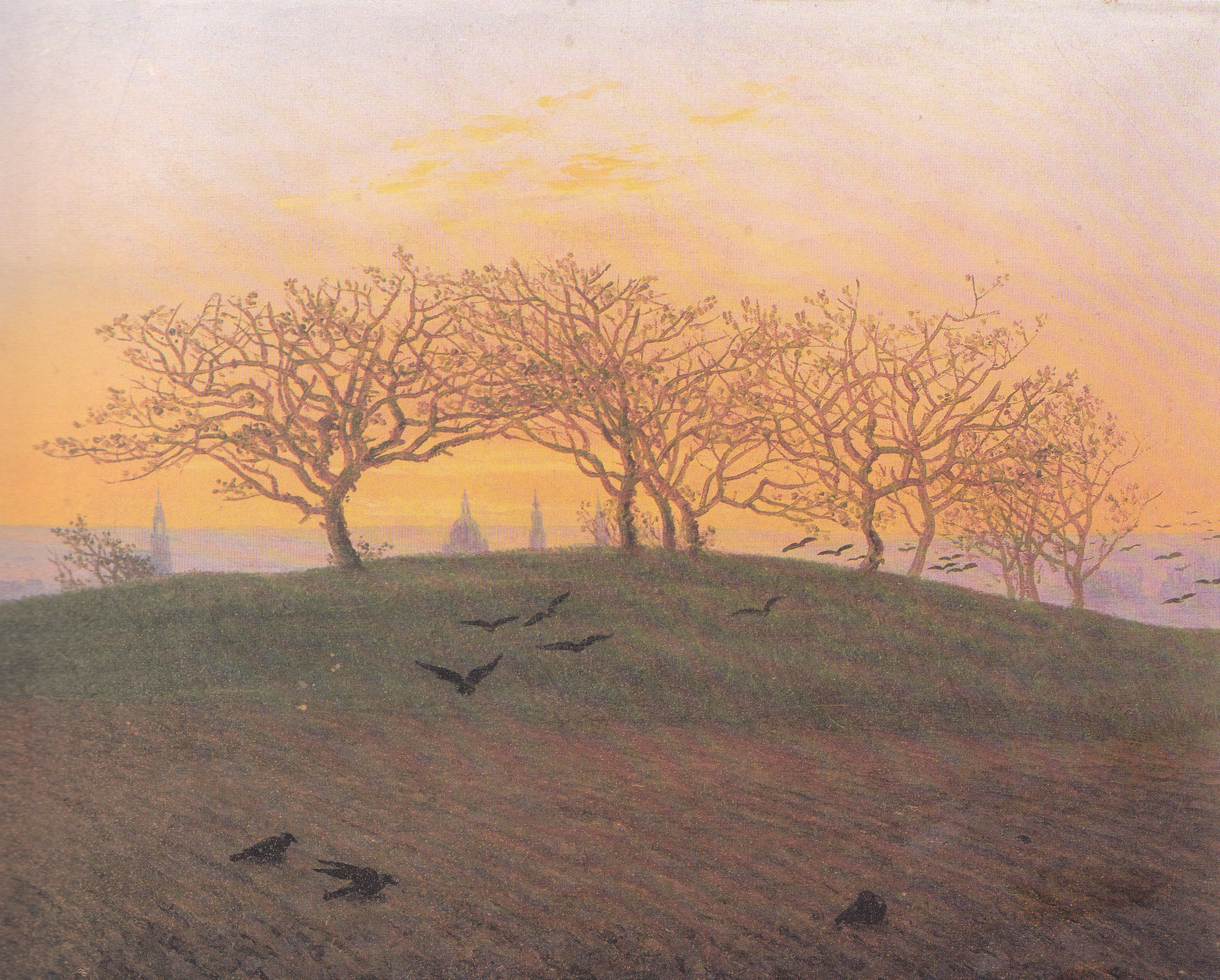
Caspar David Friedrich: Hügel mit Bruchacker bei Dresden, um 1824

Eine zweite Gruppe von Bildern zeigt im Tiefenraum traumhafte Fantasiestädte, wie bei den Gemälden Gedächtnisbild für Johann Emanuel Bremer oder Auf dem Segler. Eine dritte Gruppe setzt das Bildpersonal des Vordergrundes in ein symbolisches Verhältnis zu einer Stadt im Hintergrund wie bei dem Gemälde Die Schwestern auf dem Söller am Hafen. Durch identifizierbare Bildelemente kann man in diesem Fall eine reale Stadt zuordnen.

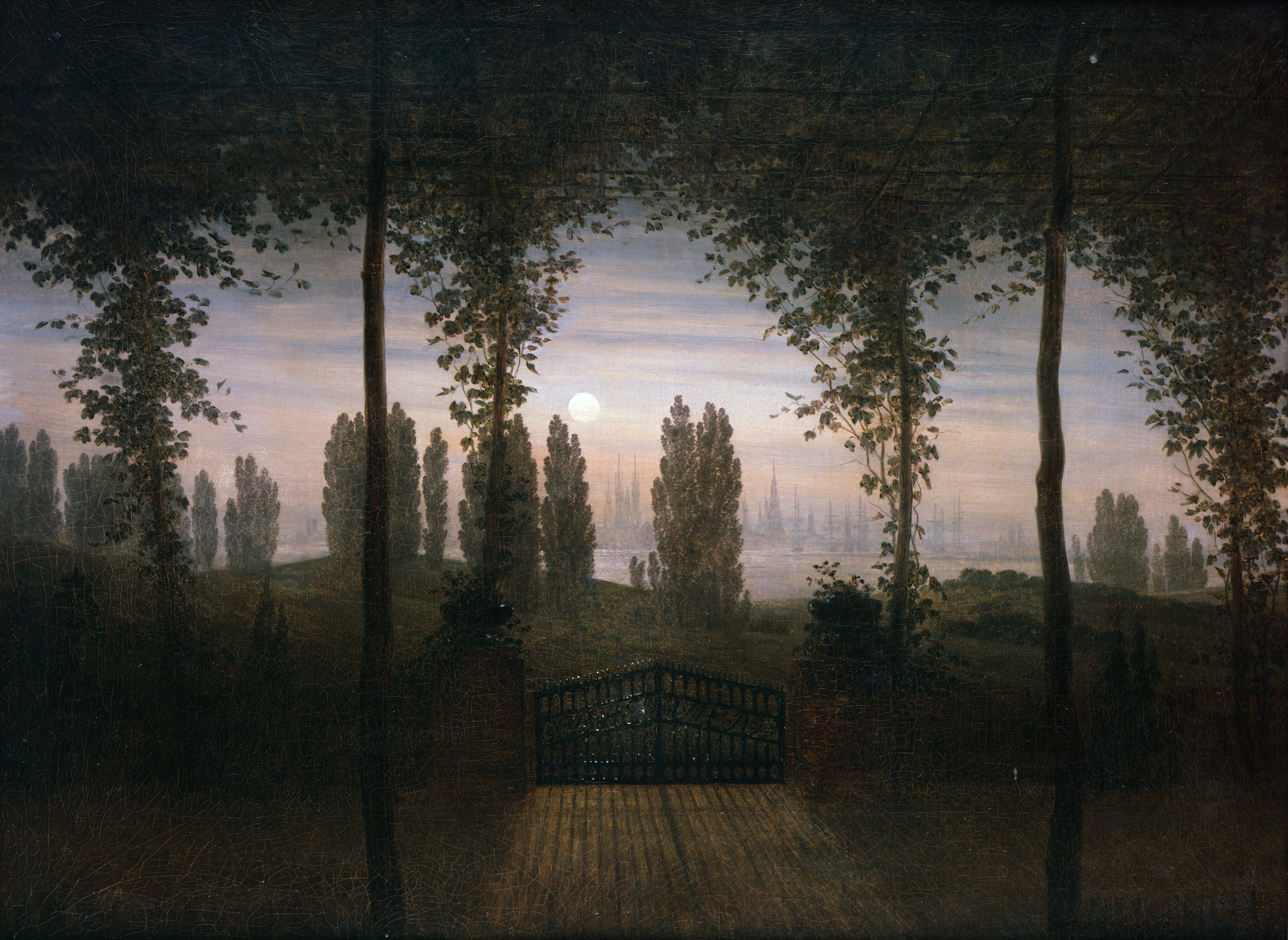
Caspar David Friedrich: Gedächtnisbild für Johann Emanuel Bremer, 1817
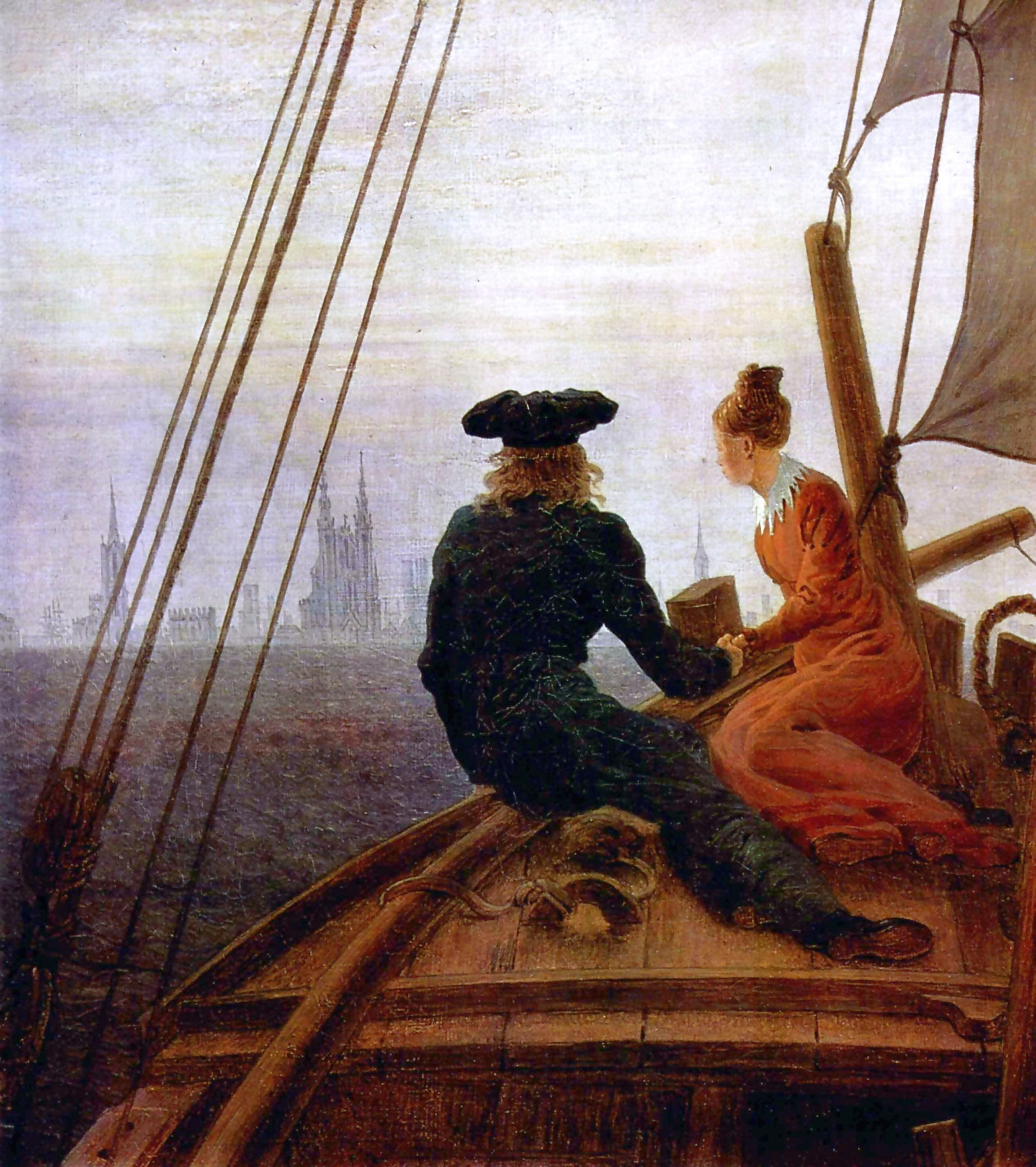
Caspar David Friedrich: Auf dem Segler, 1818
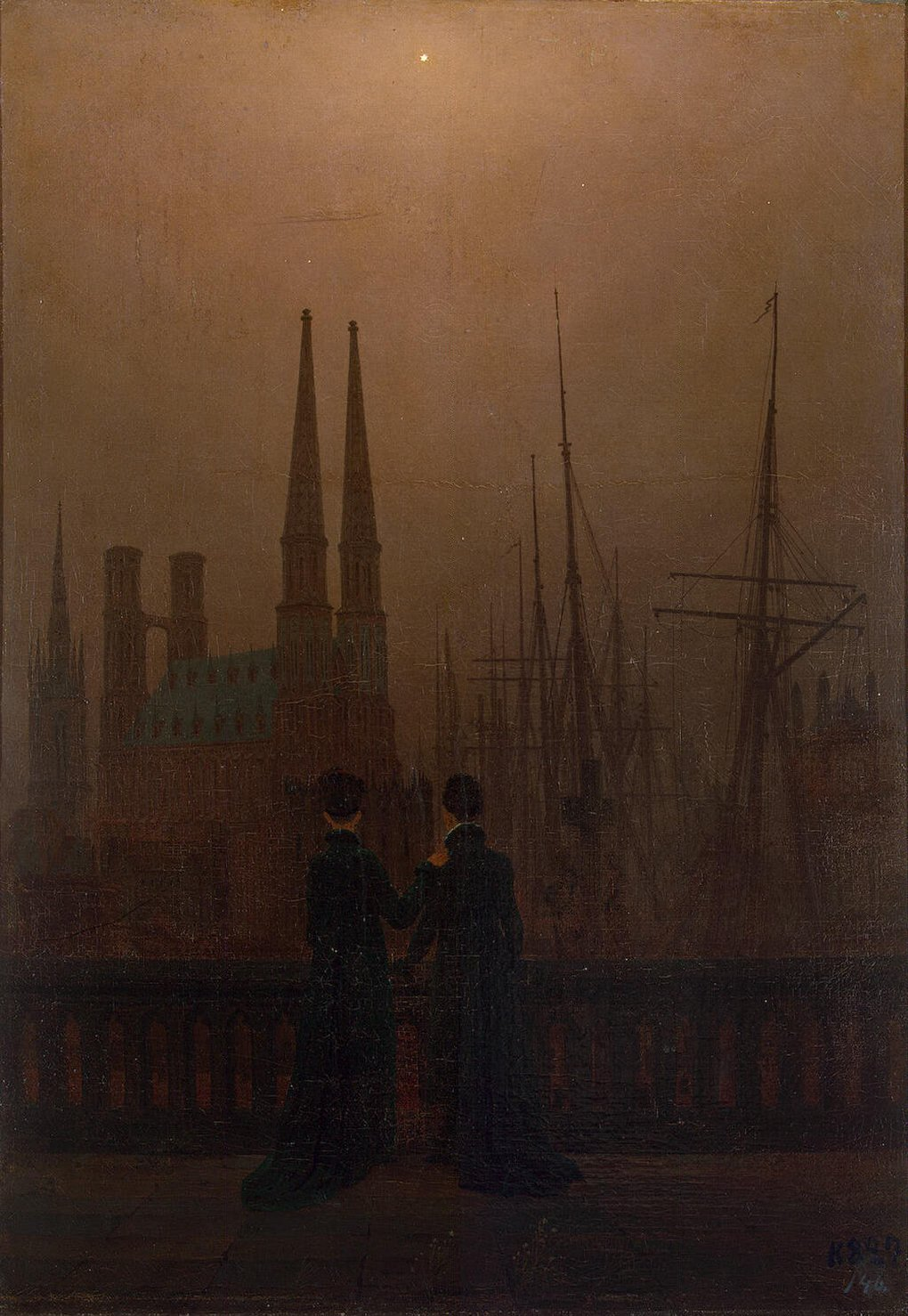
Caspar David Friedrich: Die Schwestern auf dem Söller am Hafen, um 1820

#### Fernmotive

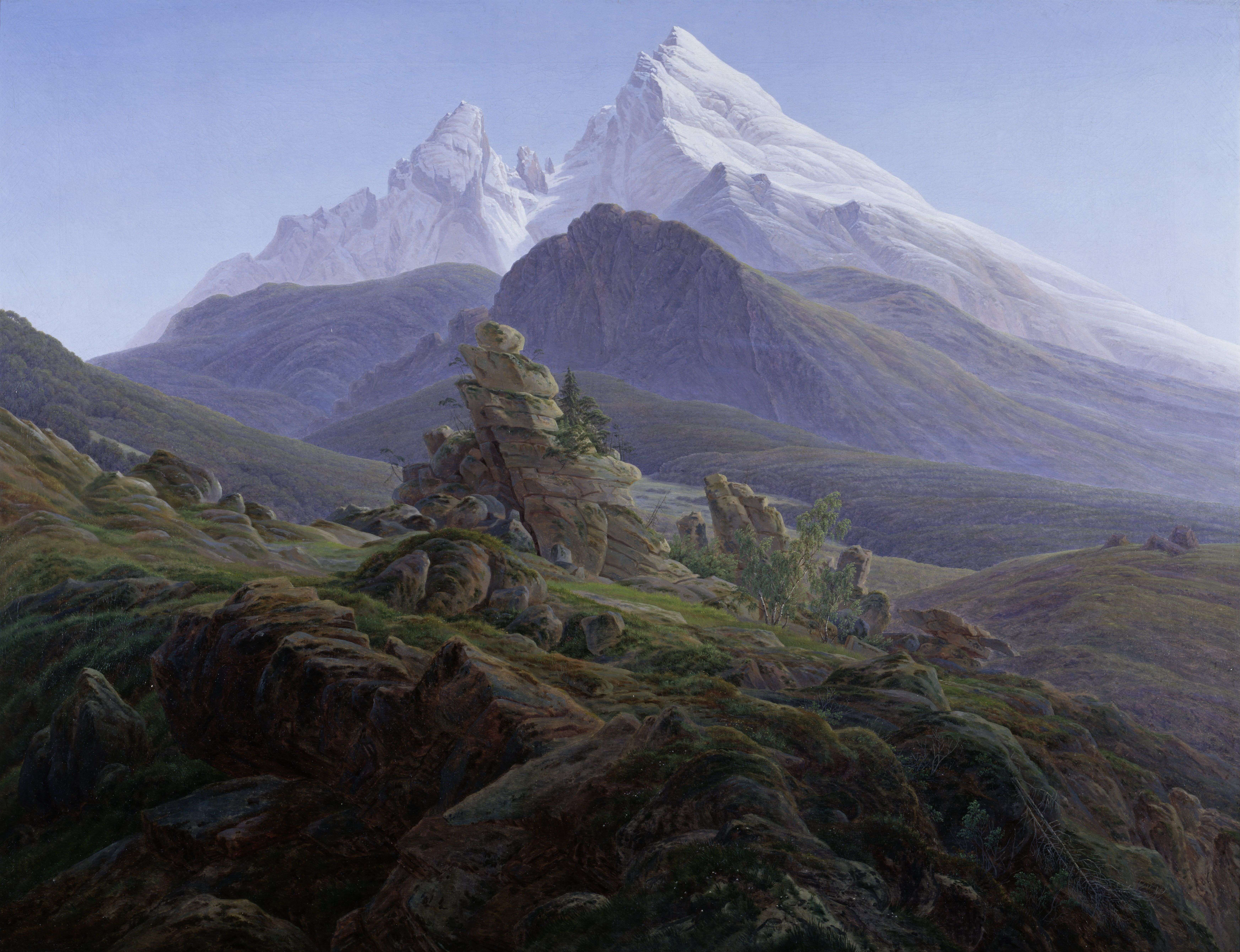
Caspar David Friedrich:
Der Watzmann, 1824/25

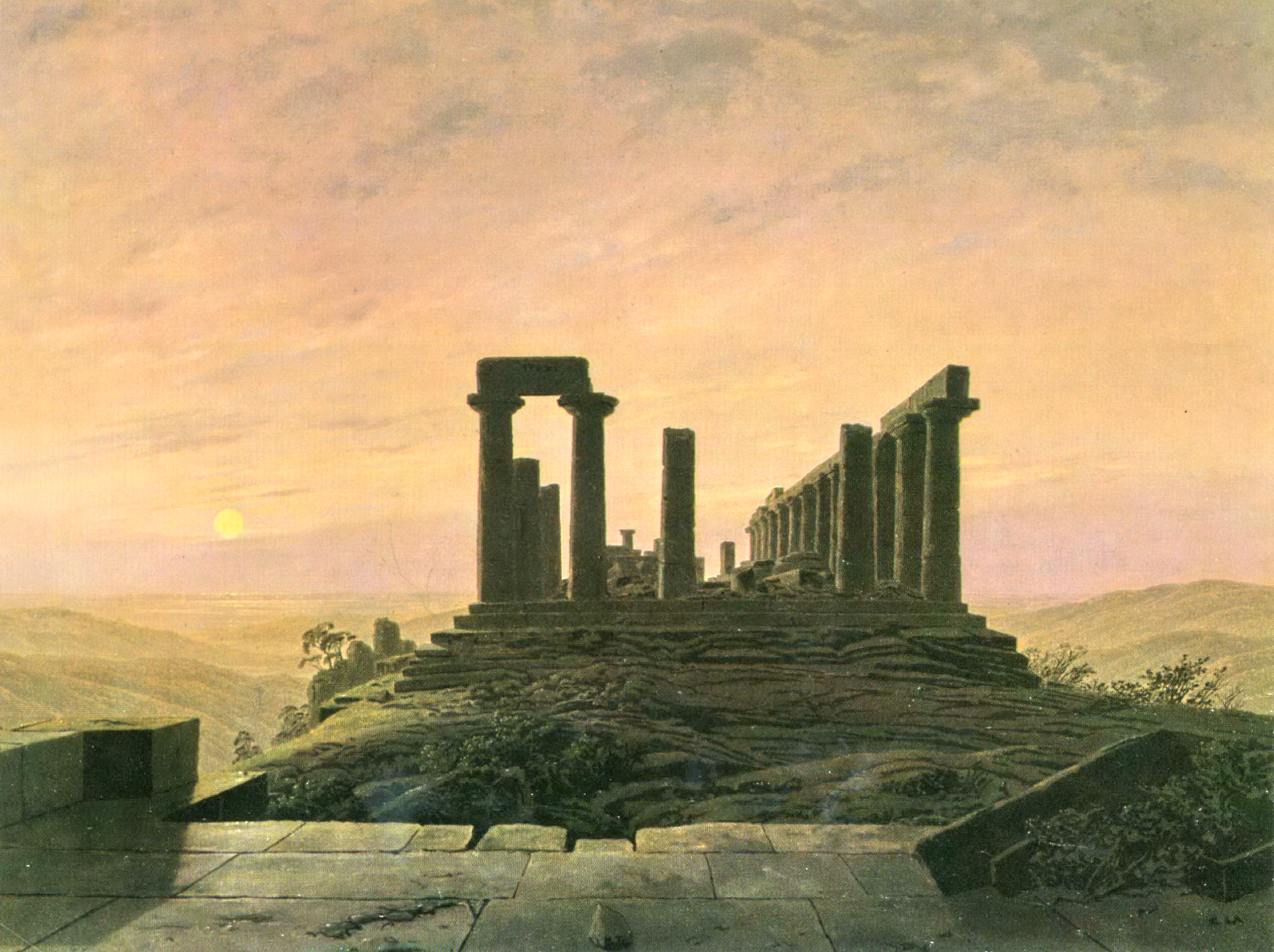
Caspar David Friedrich:
Junotempel in Agrigent, 1828–30

Mit dem Eismeer, dem Watzmann und dem Junotempel in Agrigent schuf Friedrich eine Gruppe von Gemälden, deren Motive er in der Natur – Nordmeer, Alpen und Sizilien – nicht persönlich kennenlernte. Die drei Bilder entstanden bei eng gefasster Datierung in einem biografischen Fenster zwischen 1824 und 1828.
In diesem Zeitraum ist ein motivischer Wandel im Werk zu registrieren. Zwar war der Maler immer ein Meister der Kompilation und Konstruktion, doch in dieser Serie erreicht er noch einmal eine Steigerung der Landschaftsmalerei über den Naturalismus bloßer Naturbeobachtung hinaus zu visionären Bilderfindungen. Auch bricht er völlig mit der staffageorientierten Darstellungsweise und zeigt Bildräume mit absichtsvoller Leere. Die Botschaft der beeindruckenden Bilder ist verschlüsselt und erreicht eine dementsprechende Deutungsbreite. Für die Italienfahrer unter seinen Künstlerkollegen blieb Friedrich nur rätselhaft.

„Caspar David Friedrich fesselt uns an einen abstrakten Gedanken, gebraucht die Naturformen nur allegorisch, als Zeichen und Hieroglyphen, sie sollen das und das bedeuten: in der Natur spricht sich aber jedes Ding für sich selbst aus, ihr Geist, ihre Sprache liegt in jeder Form und Farbe.“

#### Rückenfigur

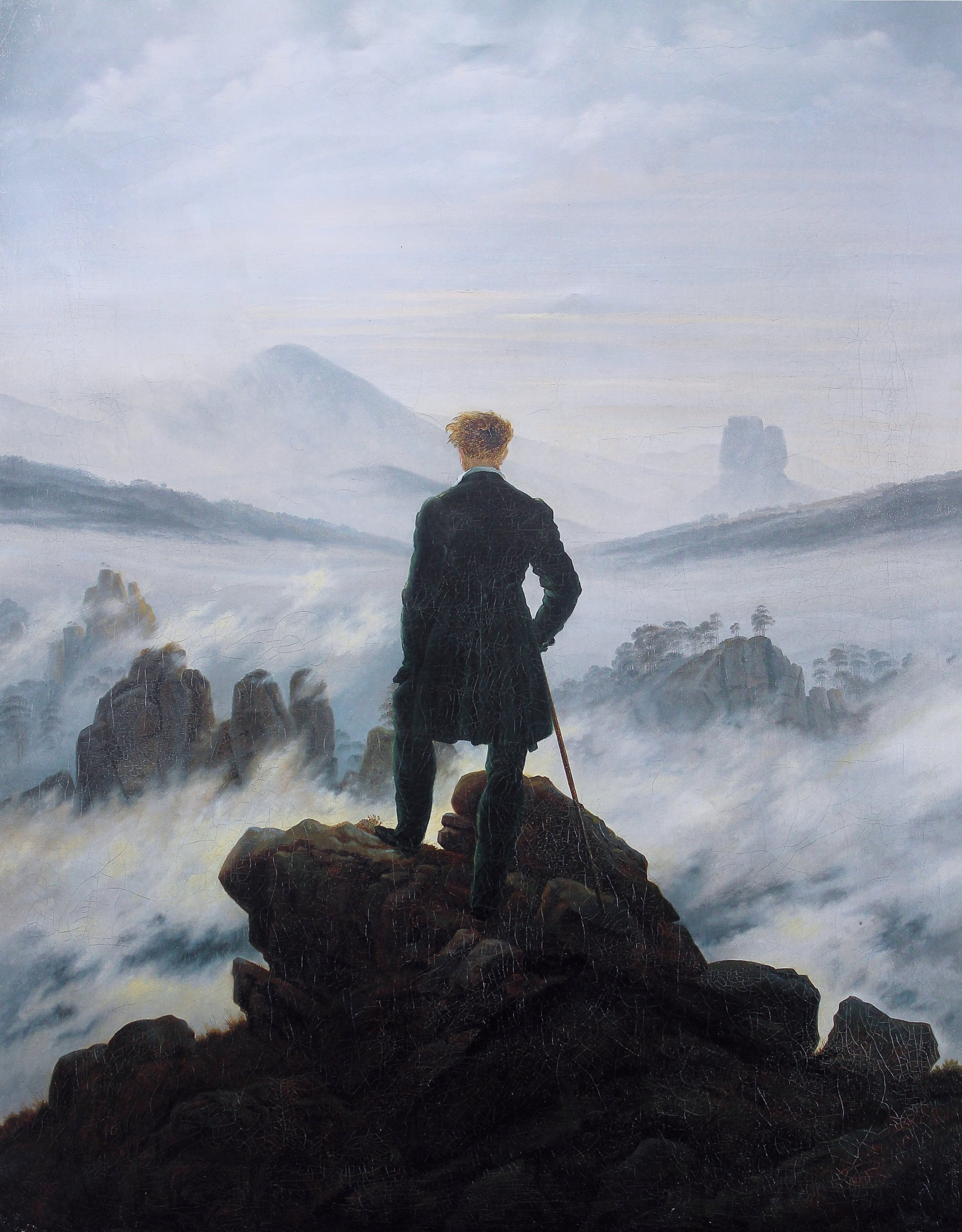
Caspar David Friedrich: Der Wanderer über dem Nebelmeer

Caspar David Friedrich entwickelte die Rückenfigur zum zentralen Thema der Landschaftsmalerei. Der Maler der Romantik ging über ihre bis dahin traditionelle Funktion als Maßstab, Kompositionselement oder Lehrhinweis hinaus. Bei ihm bestimmt die Rückenfigur wesentlich Bildgestalt und Symbolgehalt seiner Gemälde, Aquarelle und Sepien. Es handelt sich dabei weniger um Naturdarstellungen als um konstruktive Kompositionen mit theatralen Zügen.
Der Maler macht damit ein weitgehend sinnoffenes Kontemplationsangebot für den Betrachter. Meist sind es in der Landschaft isolierte Figuren, einzeln oder in kleinen Gruppen, die handlungslos Zwiesprache mit der Natur halten. In diesem Verhältnis von Mensch und Natur tritt in der gängigsten Interpretation das göttliche Universum in seiner transzendentalen Unendlichkeit in Erscheinung, der Friedrich eine aperspektivische und unmessbare Raumqualität verleiht.

#### Gartenlandschaften

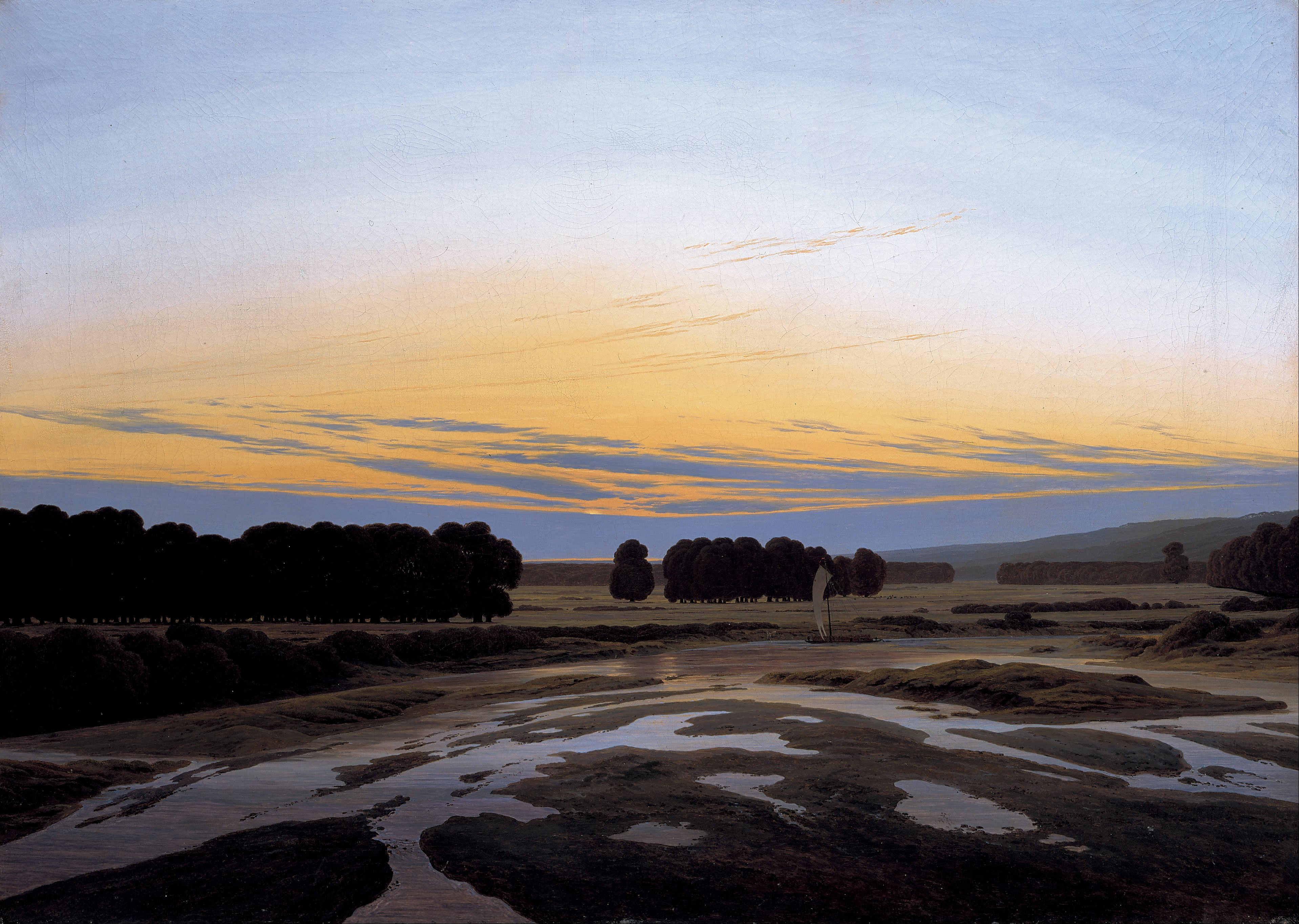
Caspar David Friedrich: Das Große Gehege, etwa 1832

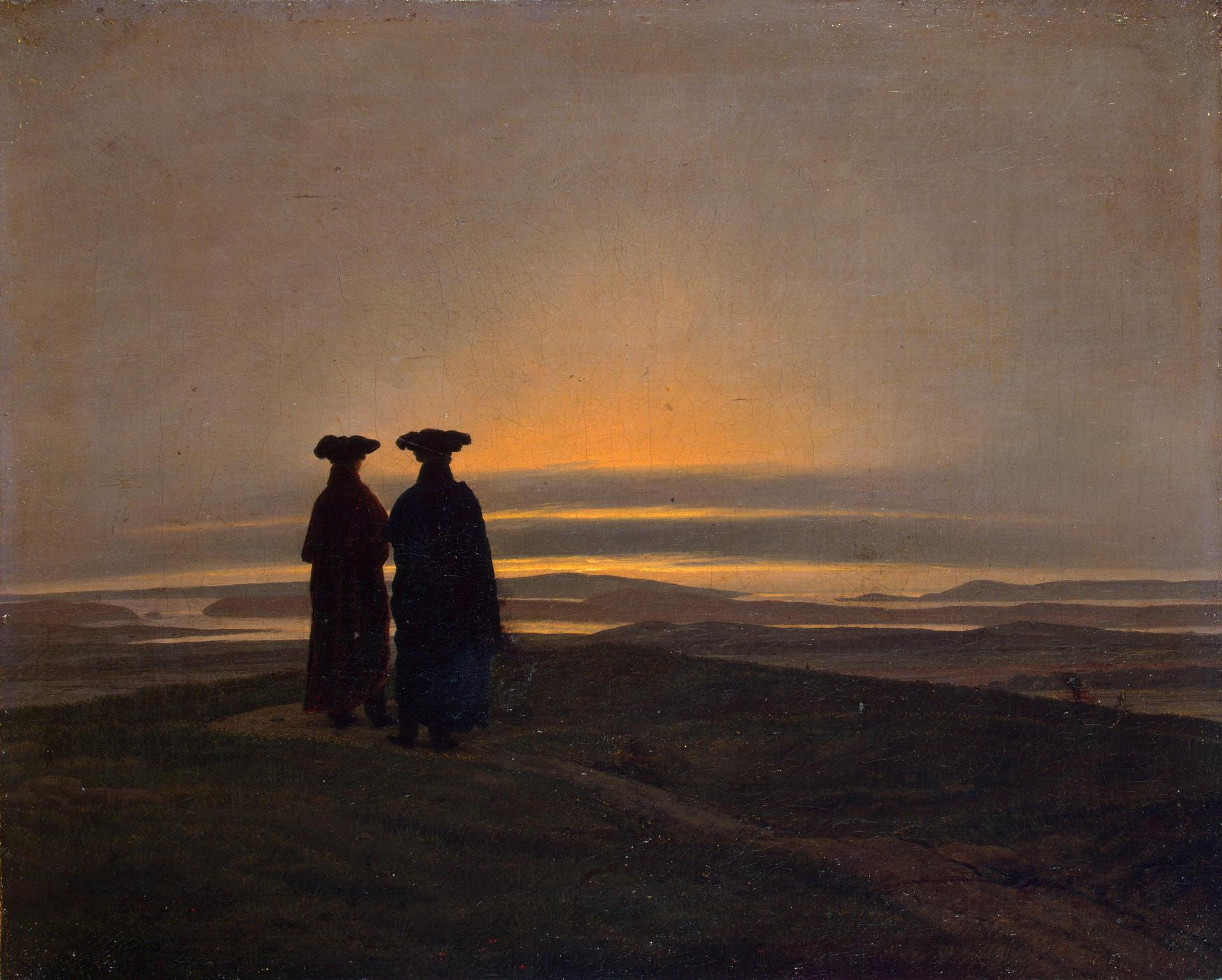
Caspar David Friedrich: Sonnenuntergang, etwa 1830–35

Friedrichs Bildästhetik ist stark vom Englischen Landschaftsgarten beeinflusst. Davon zeugen nicht nur die Motive berühmter Landschaftsgärten aus der Kopenhagener Studienzeit (Luisenquelle in Fredriksdahl) und aus den ersten Dresdner Jahren. Es sind auch in die Landschaftsmalerei übertragene Ansichten und Regeln der Gartenkunst, die für einen Teil der Landschaftsdarstellungen als Anregung für Bildstruktur und Komposition angesehen werden können. Willi Geismeier, Hilmar Frank und Helmut Börsch-Supan haben auf den Landschaftsgarten als geistesgeschichtliche Voraussetzung für Friedrichs Werk hingewiesen und als Quelle die Theorie der Gartenkunst von Christian Cay Lorenz Hirschfeld benannt. Dabei sind es vor allem die Ideen des Kieler Professors der Philosophie und der schönen Künste über das Komponieren von Stimmungen durch das Zusammenführen der verschiedenen Landschaftselemente, die der Maler für seine Arbeit nutzte. Die um 1793 datierte Sepia Ideale Gebirgslandschaft mit Wasserfall kann dafür als frühestes Beispiel gelten. Weitere Werke aus diesem Anregungskontext sind Der Abend, Das große Gehege, die Ruine Eldena im Riesengebirge, der Junotempel in Agrigent, die Grabmale alter Helden oder die Riesengebirgslandschaft.

#### Gotik

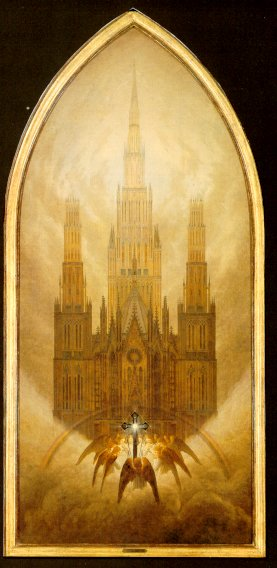
Caspar David Friedrich: Die Kathedrale, 1818

Die gotische Architektur gilt in Friedrichs bildhaften Allegorien als das vielleicht eindeutigste Symbol und erscheint in seinem Werk unversehrt, als Ruine oder Capriccio. Mit der erstmals 1801 gezeichneten Ruine des Klosters Eldena, die immer wieder in Sepien und Gemälden Verwendung findet, beginnt die Hinwendung zur Gotik. Der Maler befand sich damit im Einklang mit dem Zeitgeist, der das deutsche Mittelalter als das ideale Zeitalter romantisch verklärt. Die Gotik wurde als Baustil wiederentdeckt und als deutscher Stil im Gegensatz zum Barock und Klassizismus naturnah und wie der Ausdruck des Göttlichen im Kirchenbau empfunden. Der Baumeister Karl Friedrich Schinkel thematisiert in seinen Gemälden annähernd zeitgleich das Ideal der gotischen Stadt.
Friedrich nahm die gotischen Kirchen von Greifswald, Stralsund und Neubrandenburg ins Bild. Er komponierte aber auch Fantasiearchitekturen aus Elementen realer Kirchbauten (Die Kathedrale, 1818) oder vereinigt symbolhaft gotische Architektur und Natur (Kreuz im Gebirge, 1818). Er verband die Gotik aber auch dezidiert mit einer Vision von einer religiösen Erneuerung der christlichen Kirche (Vision der christlichen Kirche, 1812). In Pommern wurde der Maler als Spezialist für die Gotik angesehen und bekam 1817 den Auftrag für den Entwurf der neuen Innenausstattung und das liturgische Gerät der Stralsunder Marienkirche. So wie die Kirchenbauten in seinen Gemälden ist der Stil dieser Entwürfe neogotisch ausgefallen.

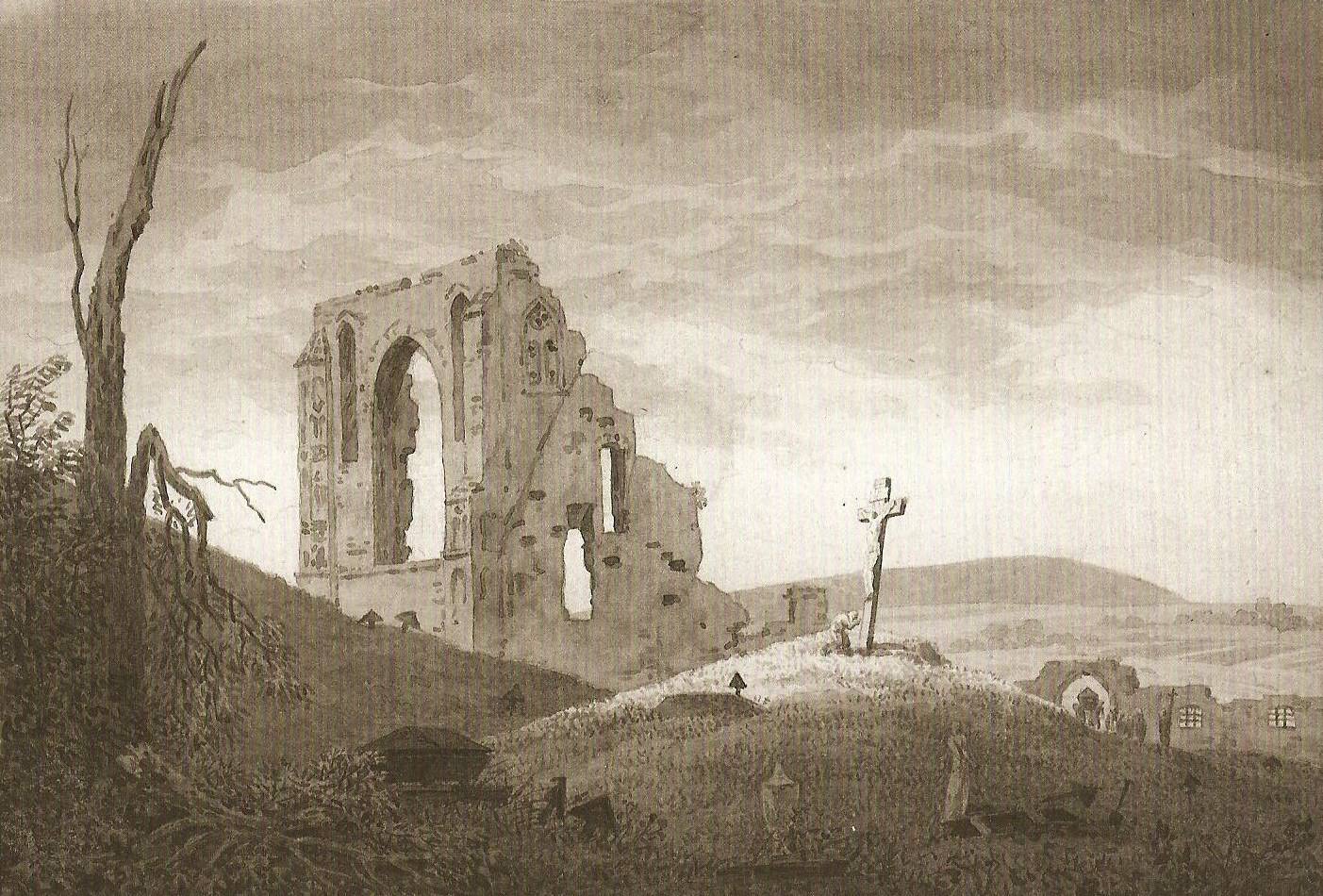
Caspar David Friedrich: Ruine Eldena mit Begräbnis, um 1802/03
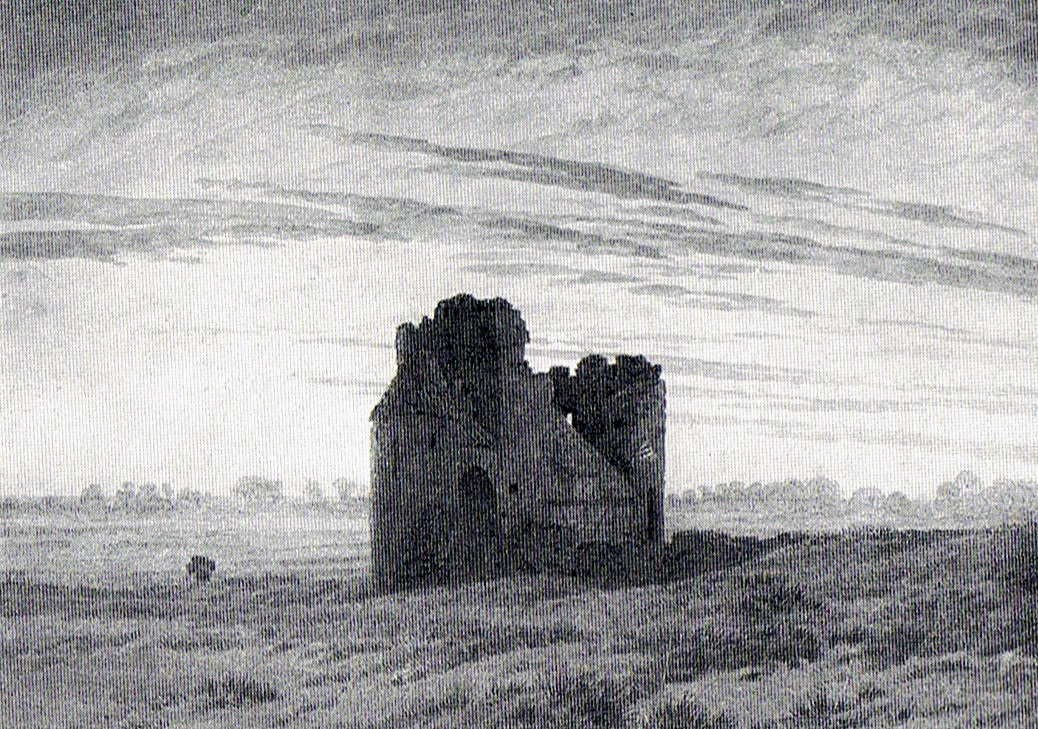
Caspar David Friedrich: Kirchenruine in Wiesenlandschaft (Eigentlich Zingel am Friedländer Tor in Neubrandenburg), um 1835
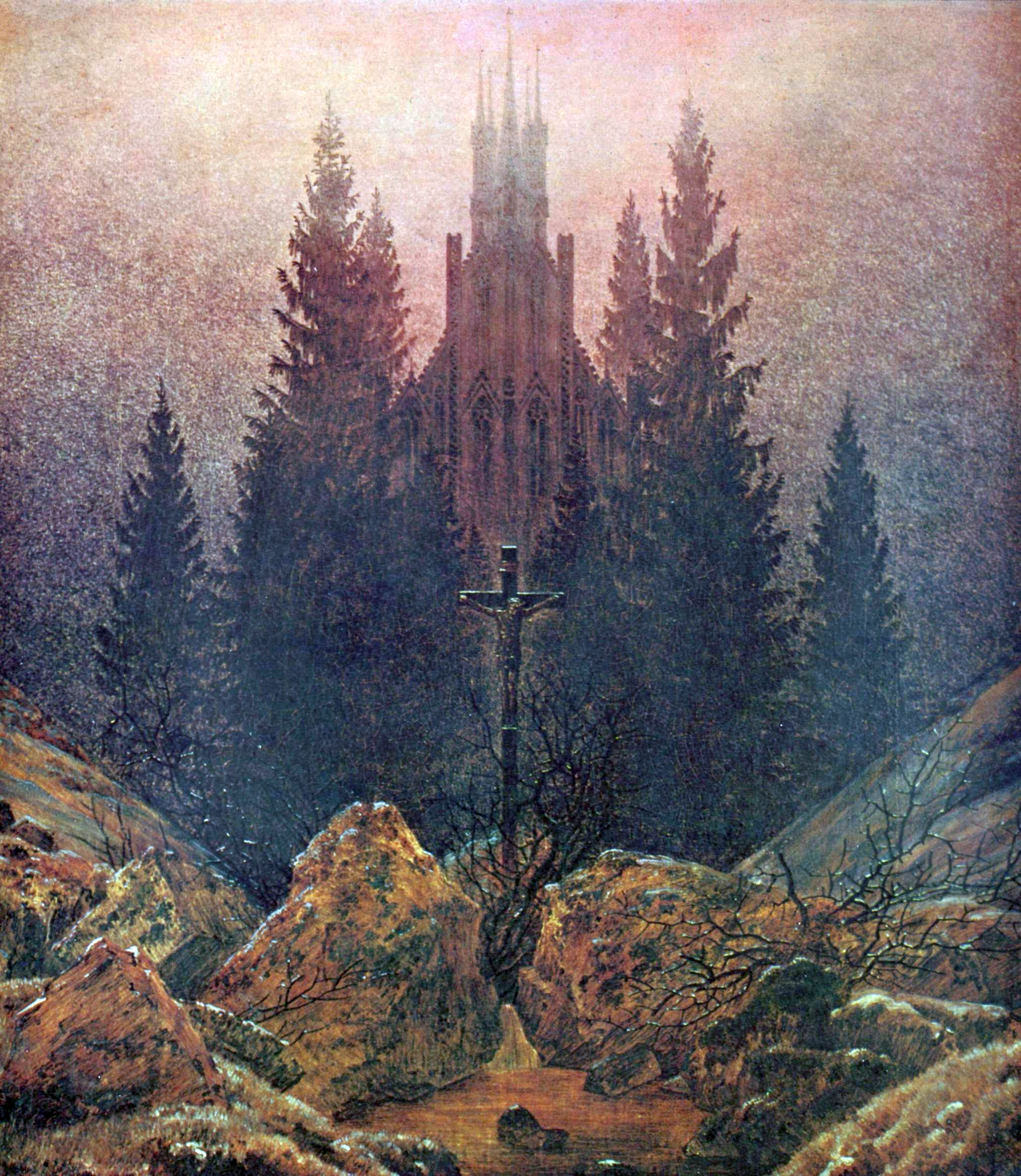
Caspar David Friedrich: Das Kreuz im Gebirge, 1812
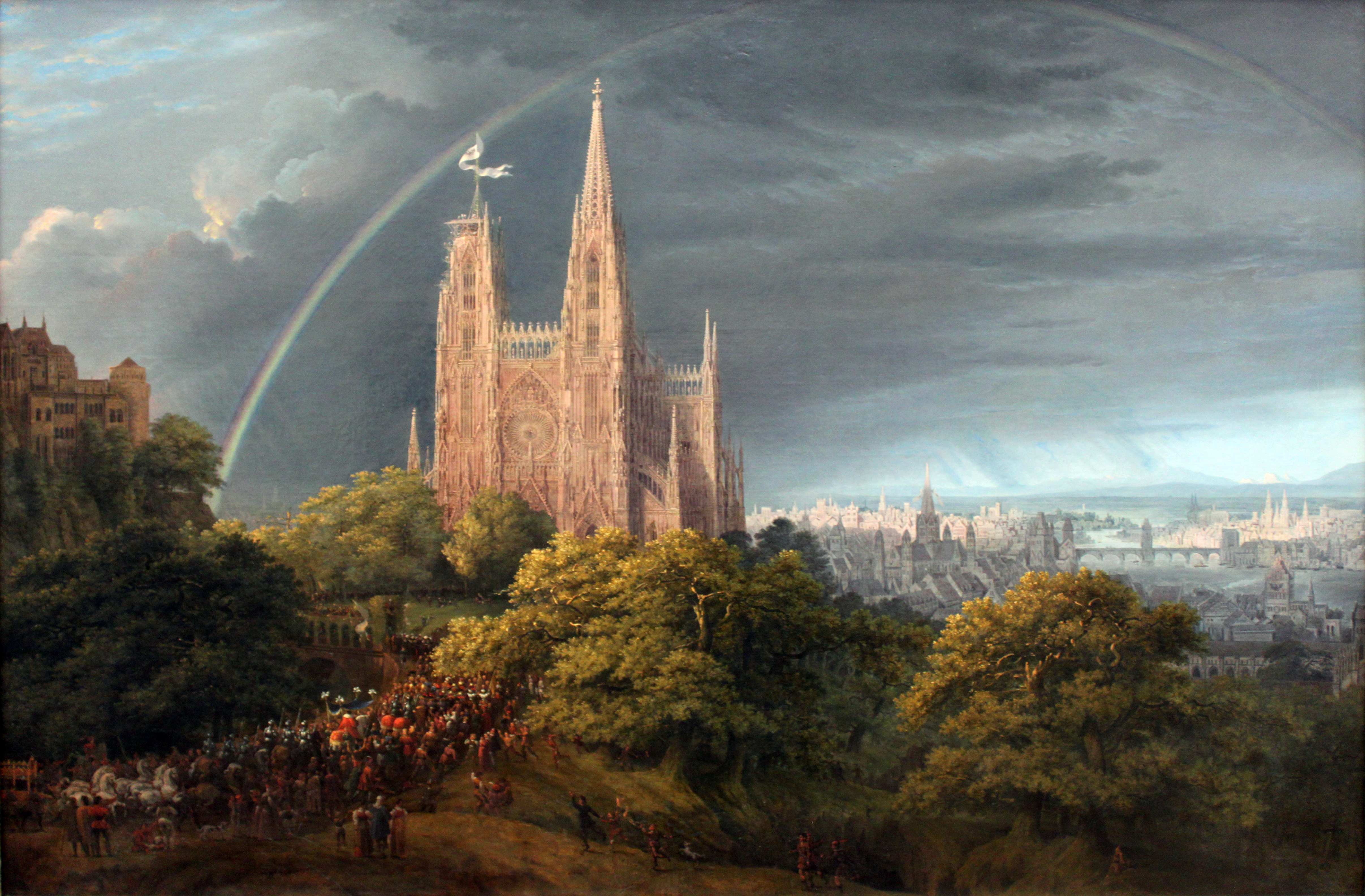
Karl Friedrich Schinkel: Mittelalterliche Stadt am Fluss, 1815

#### Bildpaare und Zyklen

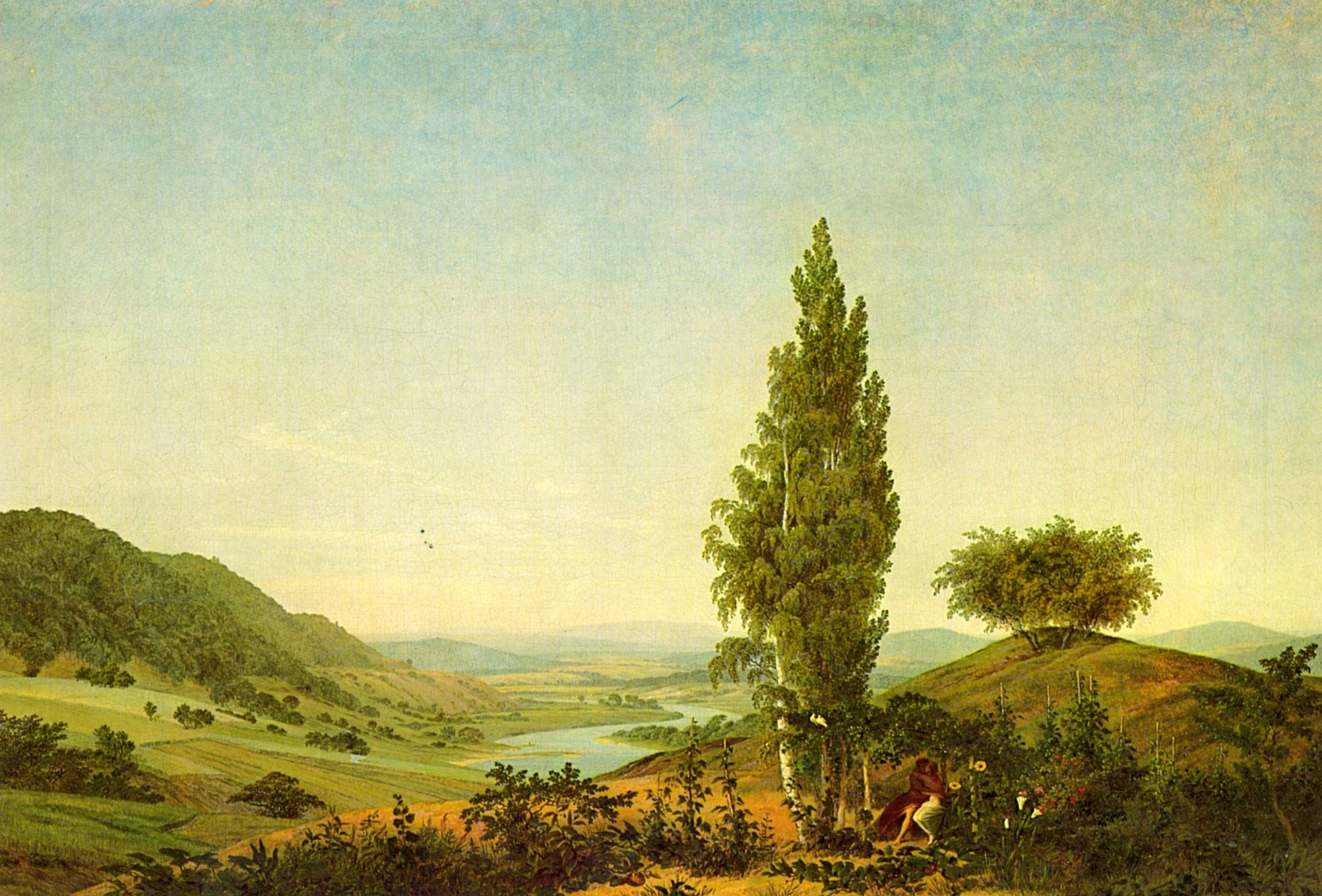
Caspar David Friedrich:
Der Sommer, 1807

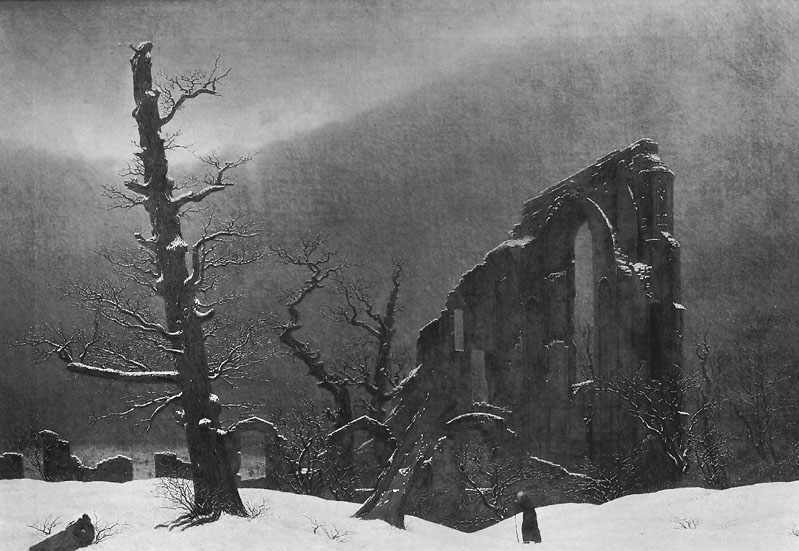
Caspar David Friedrich:
Der Winter, 1808

Im Gesamtwerk findet man eine Vielzahl von Bildpaaren und Bildzyklen, beginnend 1803 bis zum Jahr 1834. Die Pendants können antithetisch aufeinander bezogene Gegensatzpaare sein, die Zyklen, meist vierteilig, beziehen sich auf Jahreszeiten, Tageszeiten oder Lebensalter. Funktional ermöglichen die Gemäldepaare und grafische Gegenstücke, neben der Allegorie, eine zeitliche Dimension des Dargestellten oder verschiedene historische Ebenen deutlich zu machen, was selten nur in einem Bildraum gelingt wie in den Lebensstufen. Dabei sind die Antithesen motivisch, thematisch oder topografisch angelegt. In der Gegenüberstellung von Sommer (1807) und Winter (1808) folgt Friedrich einer langen Tradition der Malerei. Der paradiesischen Fülle der Natur und des menschlichen Daseins ist die Trostlosigkeit einer Ruine im Winter mit einem einsamen Mönch gegenübergestellt.
Verschiedene Bildpaare können auch in einer Motiventwicklung miteinander verbunden sein. Als Beispiel dafür gilt die gedankliche und formale Fortschreibung der Weimarer Sepien (1805) über Meeresstrand mit Fischer und Nebel (1807) bis zum Mönch am Meer und zur Abtei im Eichwald (1809). Ein technisch erzeugtes Bildpaar stellt das Transparentgemälde Gebirgige Flusslandschaft (um 1830–1835) dar, bei dem die unterschiedlichen Landschaftsansichten durch eine variierte Beleuchtung des Bildes entstehen. 1803 begann Friedrich seinen ersten Zyklus in Sepia: Frühling, Sommer, Herbst und Winter, bei dem Jahreszeiten mit den Lebenszeiten dargestellt sind. Eine ähnliche Folge ist auf 1808 datiert. In den 1820er Jahren war der Lebensalterzyklus bereits siebenteilig.
Neben den schlichten Landschaften der Gemälde des Tageszeitenzyklus von 1820 gibt es auch Seestücke. Wie der Maler an Traditionen des 18. Jahrhunderts anknüpft, zeigt das Gemälde Der Abend, das nach Hirschfelds Tageszeiten-Beschreibungen und einem Abend-Gemälde von Claude Lorrain entstanden ist.

„Ein Wort gibt das andere, wie ein Sprichwort sagt, eine Erzählung die andere und so auch ein Bild das andere.“

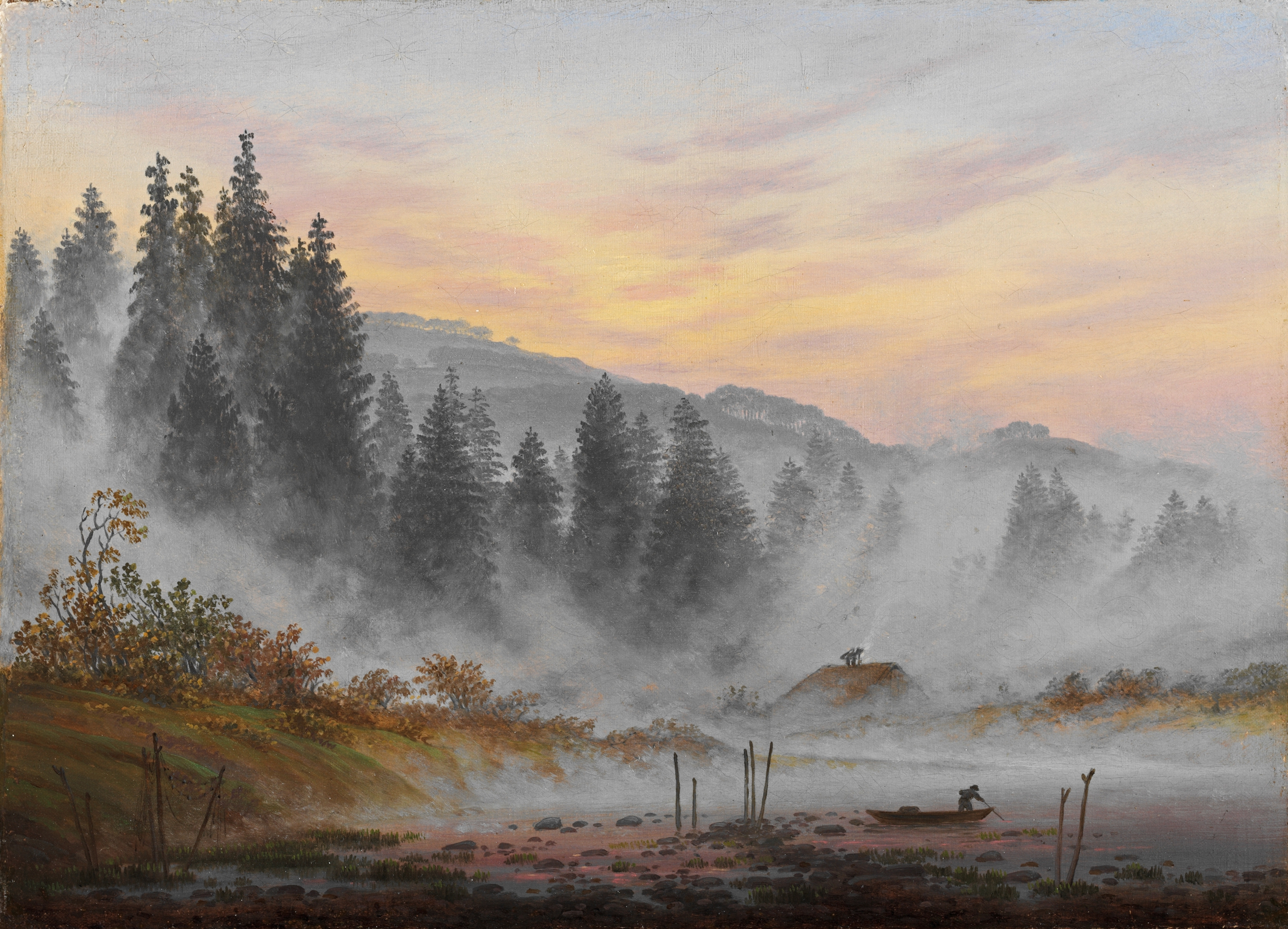
Caspar David Friedrich: Der Morgen, 1821/22
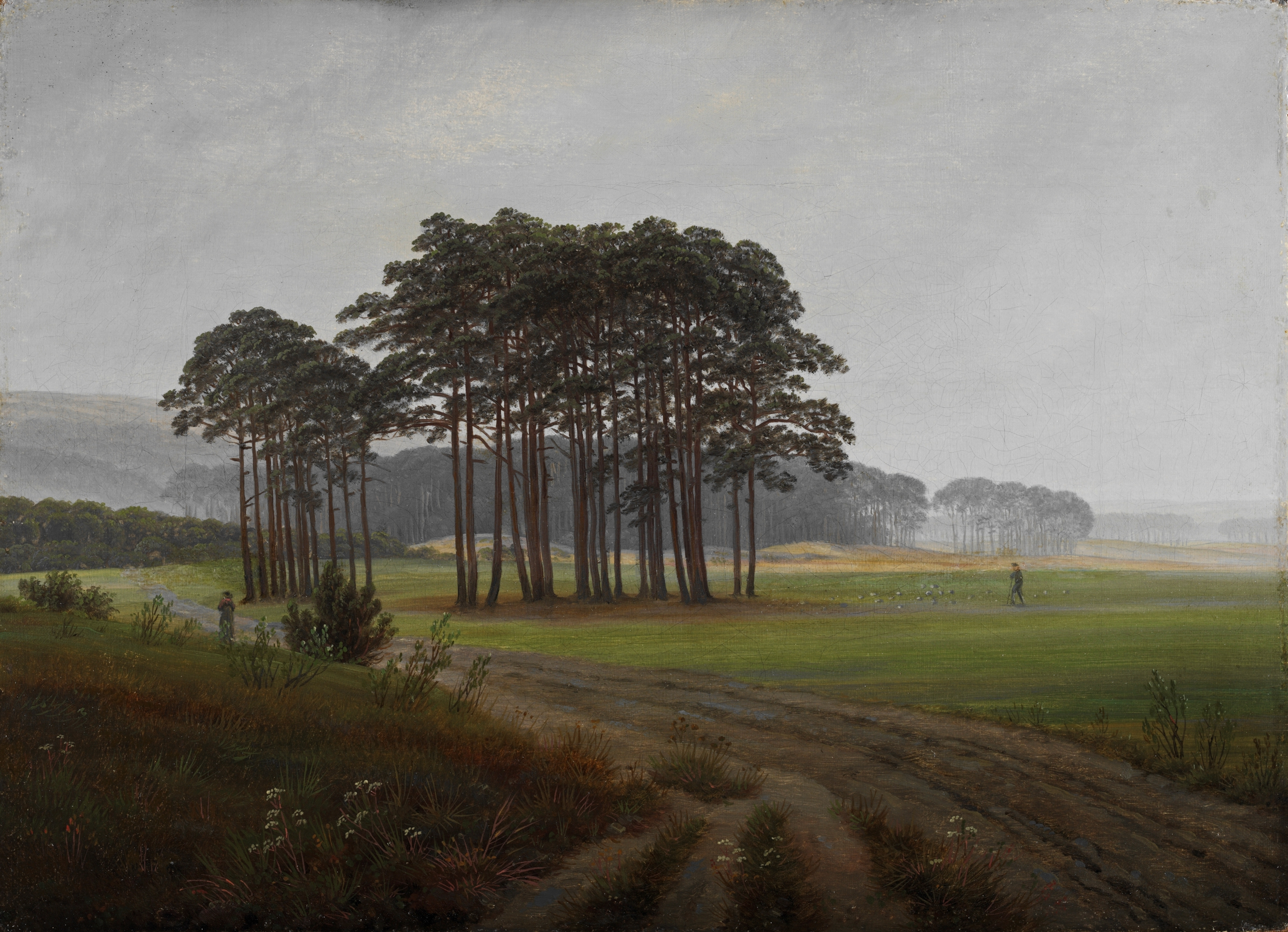
Caspar David Friedrich: Der Mittag, 1821/22
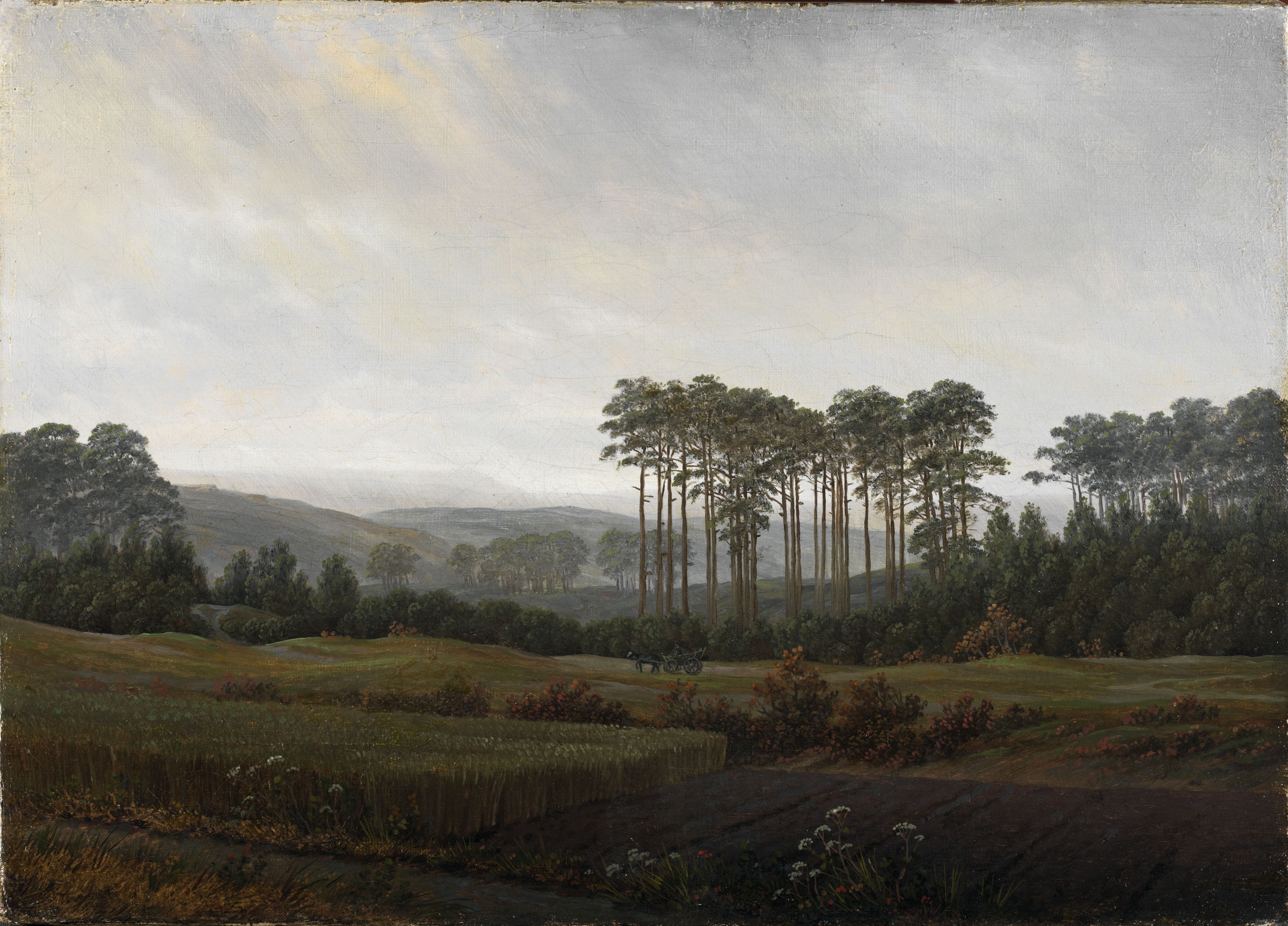
Caspar David Friedrich: Der Nachmittag, 1821/22
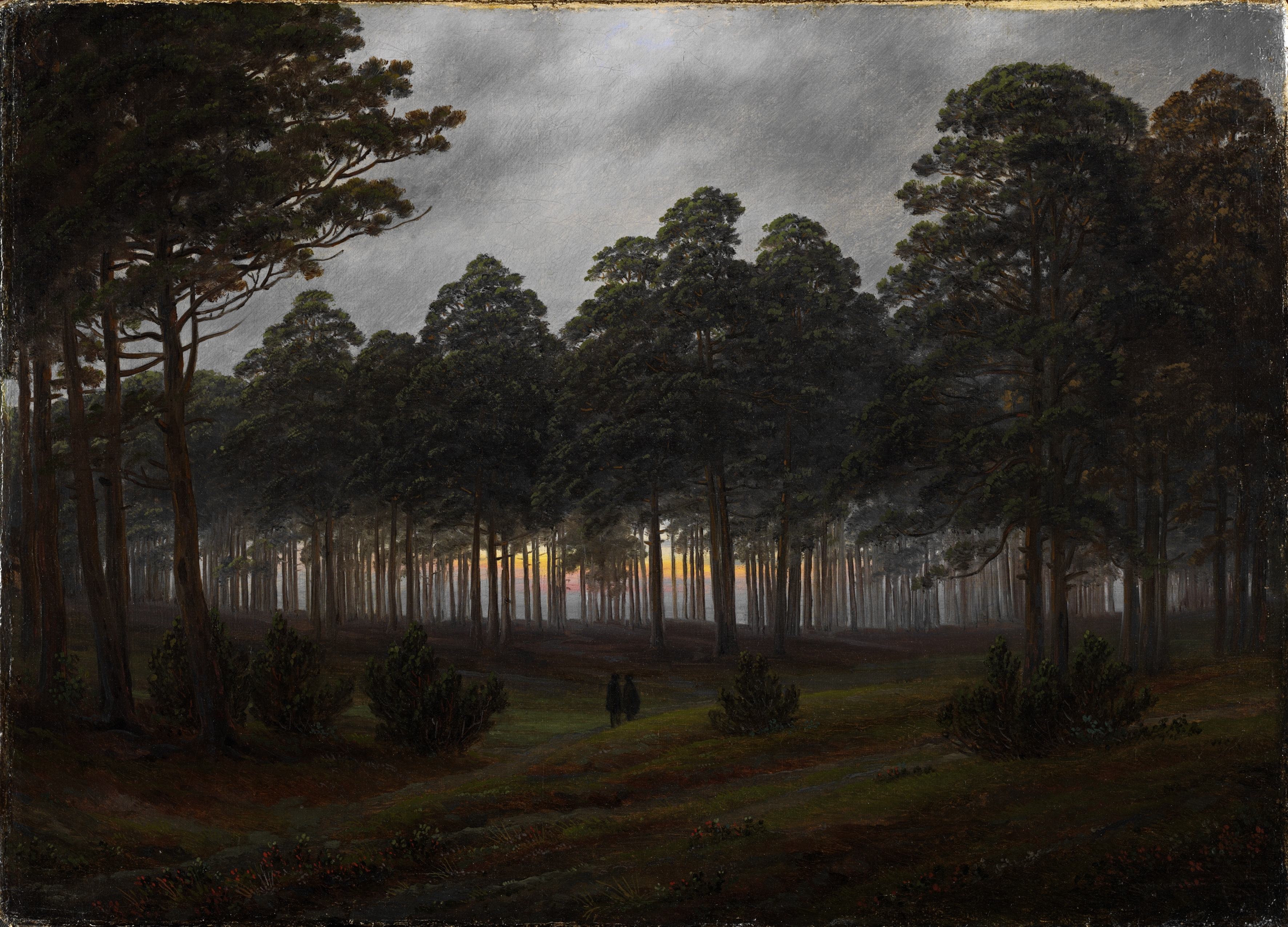
Caspar David Friedrich: Der Abend, 1821/22

#### Entwürfe für Denkmäler und Architektur

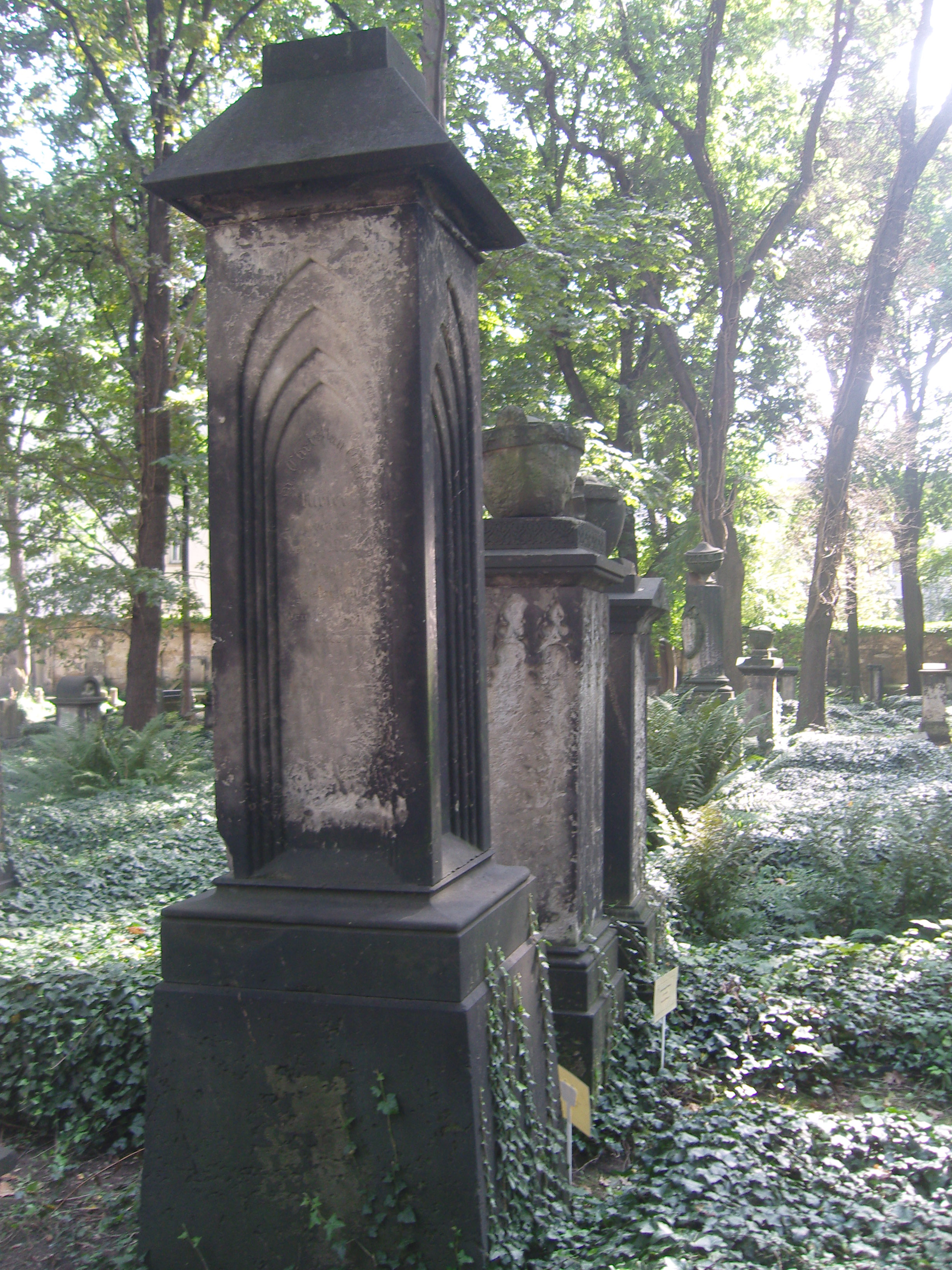
Grabmal nach einem Entwurf von Caspar David Friedrich auf dem Eliasfriedhof in Dresden

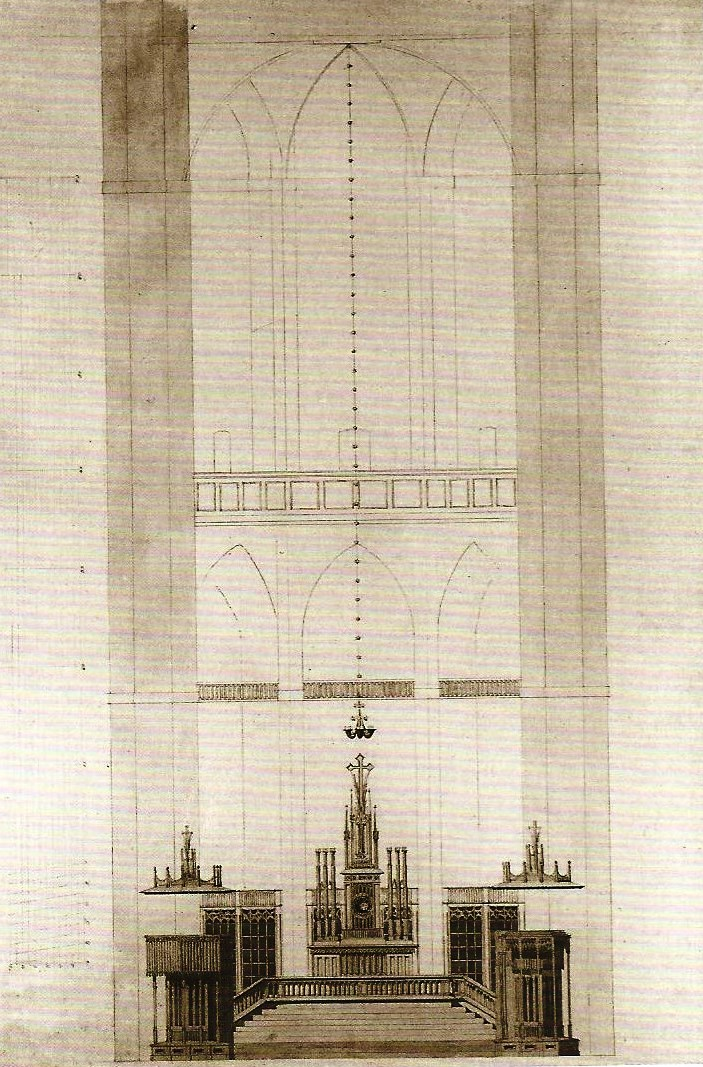
Caspar David Friedrich: Marienkirche Stralsund, Chor, 1818

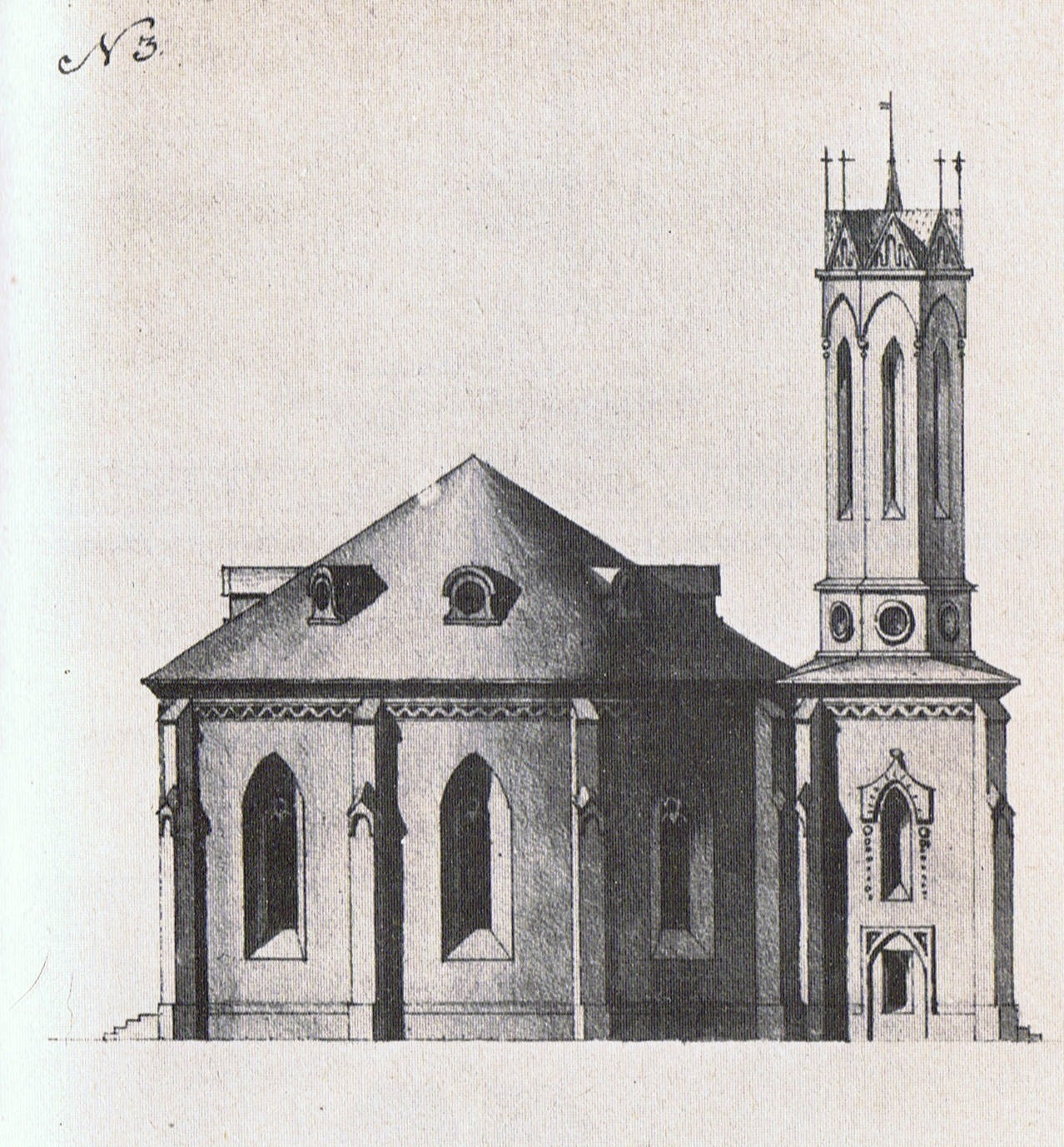
Caspar David Friedrich: Rundbau mit Turmvorbau, 1814–1825

Friedrich entwarf eine Reihe von Denkmalen und Grabdenkmalen. Die plastisch-architektonischen Arbeiten machen jedoch nur einen unbedeutenden Teil des Werkes aus. Von 33 Entwurfszeichnungen wurden lediglich acht ausgeführt. Eine Gruppe dieser Entwurfsarbeiten sind augenscheinlich Denkmale für die Helden der Befreiungskriege. Eine Zeichnung für ein Grabdenkmal mit der Aufschrift Theodor könnte für den 1813 gefallenen Theodor Körner gedacht sein, ein anderes widmete der Maler der 1810 verstorbenen Preußenkönigin Luise.
Dafür gab es keine Auftraggeber, ebenso wenig wie für ein Denkmal für Gerhard von Scharnhorst, das ihm vorschwebte. Es war um 1800 durchaus üblich, Denkmale zu Ehren der neuen bürgerlichen Helden oder Dichter zu entwerfen, als Empfehlung in der Literatur für die Gestaltung von Landschaftsgärten. In der Romantik wurden die Denkmale, die bislang in den Gärten der Fürsten ihren Platz hatten, verbürgerlicht und in den städtischen Arealen aufgestellt. Eine andere Gruppe bilden kleinere Grabmale für Grabanlagen auf Dresdner Friedhöfen, die man als weniger ambitionierte Lohnarbeiten ansehen kann. Das einzige ausgeführte Denkmal ist das für den 1818 verstorbenen Pastor der Neubrandenburger Marienkirche Franz Christian Boll.
Friedrichs Malerei ist in einer großen Zahl der Arbeiten von einem architektonischen Denken geprägt, so liegt die Beschäftigung mit Architekturentwürfen nahe, die über die Tektonik der Denkmale hinaus reichen. 1817 bekam der Maler den Auftrag, die Innenausstattung der Stralsunder Marienkirche zu entwerfen, die während der französischen Besetzung der Stadt zerstört wurde. Bis zum Sommer 1818 entstanden neogotische Entwurfszeichnungen zu Chor, Altar, Kanzel, Leuchter, Fialturm, Messgerät, Kirchengestühl und Taufe, die sich in der Formsprache an die Denkmalsentwürfe anlehnen. Die Pläne kamen vermutlich aus Geldmangel nicht zur Ausführung. Es gibt weitere Altarentwürfe in einer anderen Stilistik und ohne bekannten Bestimmungsort. Ein Entwurf lehnt sich in der Symbolik an den Tetschener Altar an. Ebenfalls um 1818 datiert sind Entwurfszeichnungen für eine kleine neogotische Kirche mit klassizistischen Elementen, inklusive Ausstattung. Gerhard Eimer verweist auf Ähnlichkeiten mit der 1821 errichteten Kirche von Dannenwalde.

### Schriften und Texte

#### Kunsttheorie
Friedrich hat kunsttheoretische Schriften verfasst, die Auskunft zu seinen Überlegungen zur eigenen Kunst und zur zeitgenössischen Kunstentwicklung geben. Zwischen 1829 und 1831 entstandene kunsttheoretische Einlassungen mit dem Titel Äußerungen bei Betrachtung einer Sammlung von Gemälden von größtenteils noch lebenden und unlängst verstorbenen Künstlern. Es handelt sich dabei um 165 nicht datierte und ungeordnete Texte unterschiedlicher Länge im Gesamtumfang von 3215 Zeilen mit Notiz-Charakter.
Die Werke und Künstlernamen, auf die Bezug genommen wird, sind mit Buchstabenfolgen verschlüsselt. Bei Kenntnis der Dresdner Kunstszene und der Kunstentwicklung in Europa jener Jahre kann man die Einlassungen mit großer Sicherheit deuten. Die Mehrzahl der Texte offenbart den Unmut Friedrichs über die Dresdner Akademie und ihre verkrusteten Strukturen sowie die eigene Verbitterung, in der Kunstwelt nicht mehr gefragt zu sein. Gegen die Gefahr der Verflachung der Kunst durch Anpassung an den Geschmack eines breiten Publikums formulierte der Maler seine in der Frühromantik verhafteten Grundsätze und Überzeugungen.

„Die einzig wahre Quelle ist unser Herz, die Sprache des reinen kindlichen Gemütes. Ein Gebilde, so nicht aus diesem Borne entsprungen, kann nur Künstelei sein. Jedes echte Kunstwerk wird in geweihter Stunde empfangen und in glücklicher geboren, oft dem Künstler unbewußt aus innerem Drange des Herzens.“

Bereits 1809 notierte Friedrich unter der Überschrift Über Kunst und Kunstgeist in zehn Geboten Forderungen an den Künstler, die im Kern als die gedankliche Vorstufe zu den „Äußerungen“ interpretiert werden können. Diese Texte orientieren sich formal an den Zehn Geboten Mose.

„Du sollst Gott mehr gehorchen denn den Menschen […] Willst du dich also der Kunst widmen, fühlst du deine Berufung, ihr dein Leben zu weihen, oh, so achte genau auf die Stimme deines Inneren, denn sie ist Kunst in uns.“

#### Gedichte
Bei Friedrichs geringer Affinität zum Schreiben verwundert es, dass der Maler einige Gedichte, Lieder, Gebete und Aphorismen hinterlassen hat. Die Texte verhandeln überwiegend religiöse Themen, haben Bekenntnischarakter und werden bei der Werk-Interpretation herangezogen, etwa zur Beurteilung der oft vorkommenden Todesallegorien.

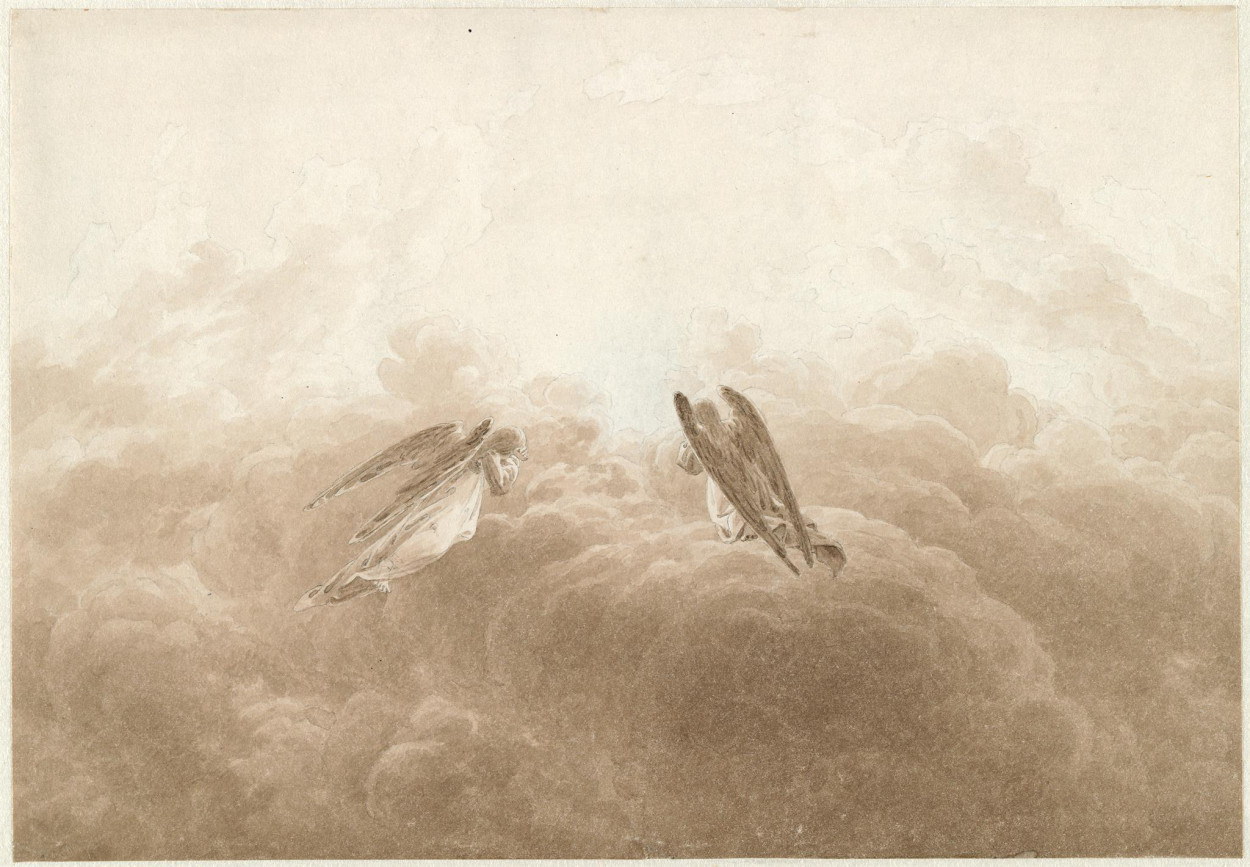
Caspar David Friedrich: Engel in Anbetung, um 1826

In einem Kurzgedicht hat Friedrich zu seiner Motivwahl Stellung genommen:
Warum die Frag ist oft an mich ergangen
Wählst Du zum Gegenstand der Malerei
So oft den Tod, Vergänglichkeit und Grab?
Um ewig einst zu leben,
muß man sich oft dem Tod ergeben.
Ein ähnliches aphoristisches Gedicht:
Ihr nennt mich Menschenfeind,
Weil ich Gesellschaft meide.
Ihr irrt euch,
Ich liebe sie.
Doch um die Menschen nicht zu hassen,
Muß ich den Umgang unterlassen.

#### Briefe
Von Friedrichs Hand sind 105 Briefe aus der Zeit von 1800 bis 1836 veröffentlicht. Man kann davon ausgehen, dass wesentlich mehr existieren bzw. existiert haben. Die Texte sind an Verwandte, Freunde und berühmte Zeitgenossen wie Johann Wolfgang von Goethe gerichtet. Sie dokumentieren Lebensweise, Krankheit und künstlerische Entwicklung oder enthalten Kommentare zu einigen Gemälden wie dem Tetschener Altar, gelten damit als wichtige Quelle für die Werk-Deutung.

## Deutung

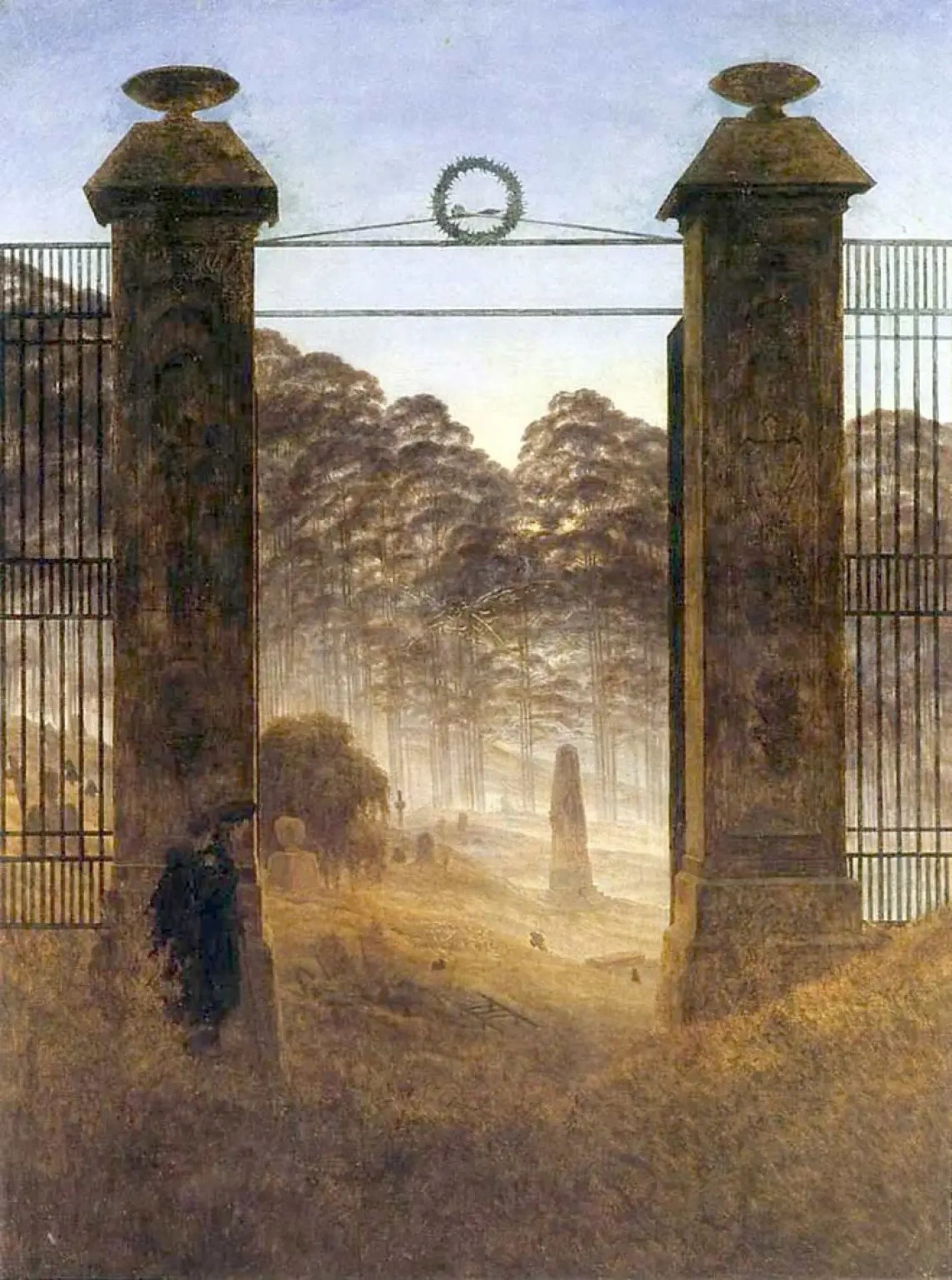
Caspar David Friedrich: Friedhofseingang, unvollendet, um 1825

Die Interpretationen von Friedrichs Werk, die sich meist auf die bedeutendsten seiner Arbeiten beziehen, sind facettenreich und unterscheiden sich in ihren theoretischen Ansätzen oft prinzipiell. Die tendenzielle Sinnoffenheit dieser Kunst sowie die widersprüchlichen Äußerungen und Bekenntnisse des Malers bieten viel Spielraum in der Auslegung. Es lassen sich grundsätzliche Deutungsmuster erkennen, denen die unterschiedlichen Theorien in ihrer Substanz zuzuordnen sind:
- Sinngenerierung zu den Bildern aus Biografie und Werkprozess
- Anwendung der Theorie des Erhabenen und Sublimen auf große Teile des Werkes
- Bezugnahme auf ein vermutetes durchgängiges System religiöser Symbolik und Allegorien
- vordergründige Einordnung der Kunst in einen zeitgeschichtlichen und politischen Kontext
- Beurteilung der Kunstwerke von einem naturmystisch-frühromantischen Standpunkt aus
- Unterstellung einer metaphysisch-transzendenten Tendenz
- mystische Geometrie als Grundstruktur der Bildkomposition
- Verständnis von Biografie und Werk mittels Psychoanalyse
- Friedrich als malender Freimaurer gesehen

Wie bei kaum einem anderen Künstler wird der wissenschaftliche Diskurs zu unterschiedlichen Positionen unversöhnlich geführt. Wobei die Gefahr erkannt ist, Friedrichs Kunst als Diskursmasse zu verwenden oder den Maler zurechtzustutzen, um ihn in ein eigenes Weltbild einzubauen. Auch hat die immer intensivere kunsthistorische, biografische und philosophische Auseinandersetzung mit dem Friedrichschen Bilddenken die Sicht auf das Werk komplizierter, verzweigter, detaillierter und schwieriger gemacht.

### Natur und Religion
Dass Friedrich seine Kunst von einem religiösen Standpunkt aus vertritt, ist evident. Seine protestantisch-pietistische Erziehung hat ihn geprägt. Er verstand bei einem christozentrischen Glauben in seiner Arbeit die Darstellung der Natur als beständigen Gottesdienst, sah Gott in allem, selbst im Sandkorn. Die religiöse Deutung des Werkes leitet von dieser Haltung des Malers christliche Bildaussagen und Bilderzählungen auch dort ab, wo der Bildinhalt eine Sakralisierung der Landschaft nicht augenscheinlich vorgibt. Carl Gustav Carus führte für Friedrichs Naturverhältnis den Begriff des Pantheismus bzw. Entheismus ein, der in der Forschung früh aufgegriffen wurde. Neben der pantheistischen Weltsicht ist die lutherische Kreuzestheologie als zweite wichtige Komponente in der religiösen Ästhetik des Malers akzeptiert.
Helmut Börsch-Supan hat mit dem Werkverzeichnis eine durchgängig religiöse Interpretation vorgegeben und damit die Sichtweise auf das Œuvre nachhaltig geprägt. Dabei wird ein durchgängiges, christlich konnotiertes Symbolsystem unterstellt, darin sind absterbende Bäume oder Pappeln Todessymbole, Fichten die Hoffnung auf ein ewiges Leben, Brücken der Übergang in die jenseitige Welt, trennen Zäune das Paradies vom irdischen Dasein, ist der Fels ein Sinnbild des Glaubens, verkörpern Eichen eine heidnische Lebensauffassung etc. Der Stellenwert dieser Elemente in der Bildkomposition bestimme die Tendenz etwa zu Hoffnung oder Hoffnungslosigkeit. Auch dort, wo die zeitgeschichtliche Aussage unbestritten ist, wie beim Gemälde Grabmale alter Helden, vermischen sich politische und christliche Allegorie, spiele die Harzhöhle auf das Grab Christi an und die frühlingshafte Vegetation auf ein Frühlingsthema.
Breiten Raum in der religiösen Deutung nimmt die Theologie und damit die Fragestellung ein, welche theologischen Lehren bei der Entwicklung der Bildideen Pate gestanden haben können. Dieser Einfluss wird aus der biografischen Nähe von zeitgenössischen Theologen abgeleitet. Börsch-Supan verweist auf den auf der Insel Rügen durch seine Predigten in freier Natur bekannten Ludwig Gotthard Kosegarten. Werner Busch sieht die Ideen von Friedrich Schleiermacher als Schlüssel für Friedrichs Bildverständnis. Willi Geismeier bemerkt bei Friedrich deutlich die Haltung des sich Anfang des 19. Jahrhunderts entwickelnden Erweckungschristentums.

### Politische Bekenntnisse
In der Rezeption des 20. Jahrhunderts gelten Friedrichs Bilder erst seit dem Vorabend des Ersten Weltkrieges als offene politische Bekenntnisse. Seitdem Andreas Aubert einige Landschaften als Verkörperung patriotischen Geistes propagierte, erhielten diese nationalen Symbolwert. Dieses Urteil bezog sich auf die Gemälde Grabmale alter Helden, Felsental (Das Grab des Arminius) und Der Chasseur im Walde. Auch Jost Hermand sieht die Bilder mit der Todes- und Auferstehungsstimmung von 1806 bis 1809 geprägt durch germanisch-christliche „Gesinnungssymbole“, die gegen den „welschen Antichristen“ Napoleon errichtet werden. Die Verschlüsselung sei darauf zurückzuführen, dass Bilder offen demokratischen oder nationalistischen Inhalts keine Chance hatten, die fürstliche oder französische Zensur zu passieren. Die meisten Zeitgenossen dürften jedoch verstanden haben, dass die Werke der Jahre 1806–1813 das „Germanische, Nordische, Osianische, Mittelalterliche, Gotische, Dürerzeitliche, Huttensche und Lutherische“ eines Deutschland beschworen, das momentan in Trümmern lag, aber dereinst aus Ruinen zum neuen Leben erwachsen werde. Ob das „Grab Christi oder das Hünengrab, das Kreuz auf Golgatha oder das Eiserne Kreuz, die Pfeiler und Kreuzrippen gotischer Kirchen oder die Stämme deutscher Eichen“ – die Symbolik, die am deutlichsten im Tetschener Altar erscheint, spiegelt die „deutsche“ Sehnsucht ins Unendliche und eine Naturverbundenheit, die dem romanischen Klassizismus entgegengehalten wird.
Belegen lässt sich bei dem Maler durch Äußerungen in Briefen eine deutliche antifranzösische Haltung in der Zeit der napoleonischen Besetzung Europas, gesteigert zu einem chauvinistischen Franzosenhass sowie antifeudalen Attitüden, sofern es um die bürgerlichen Denkmale geht. Arminius und der preußische Heeresreformer Scharnhorst waren für ihn Symbolfiguren des Kampfes gegen „Fürstenknechte“. 1813 stattete er eine Fichtenstudie mit der Unterschrift aus: „Rüstet Euch heute zum neuen Kampfe, Teutsche Männer, Heil Euren Waffen.“ Unterstellen kann man auch, dass Bilder des Themenkreises zur Erneuerung der Kirche, insbesondere des Protestantismus, gleichsam mehr bürgerliche Freiheiten und politische Erneuerung meinen. Die Idealisierung der gotischen Kathedrale als deutscher Stil vereint als künstlerisches Statement politische und religiöse Aussage.
Friedrichs Patriotismus wird kaum in Zweifel gezogen. Die Beschreibung seiner politischen Haltung und deren Berücksichtigung in der Werkinterpretation sind bei den vorhandenen eher diskreten Hinweisen jedoch meist überambitioniert und im zeitgeschichtlichen Kontext der Interpretation zu lesen. So wurden im Überschwang des Sieges über Napoleon 1814 auch die Felsenlandschaften des Malers als „patriotisch“ gedeutet, mit Wirkung bis in die heutige Rezeption. In der Bundesrepublik rückte im Nachgang der Achtundsechziger-Bewegung und deren antinationalen Haltung bei der Beurteilung von Friedrichs patriotischen Bildern das „Deutschtum“ des Malers und „seine Beziehungen zu den neudeutschen Eiferern wie Ernst Moritz Arndt […] und dem urtümlichen Turnvater Friedrich Ludwig Jahn“ in den Vordergrund. Nach Jens Christian Jensen habe das Eintreten für die Sache der Deutschen im Kampf gegen Napoleon bei Friedrich zur Einengung seines Kunsthorizontes beigetragen.
Doch gab es angesichts der fürstlichen und französischen Zensur vor 1813 (und nach 1815) keine Ausstellungsmöglichkeiten für Bilder mit unverhüllt nationaler oder demokratischer Thematik. Nach eigenem Bekunden mied der Maler die zugespitzte politische Allegorie. Figuren in Altdeutscher Tracht gelten als unterschwelliges patriotisches Bekenntnis. Wenig Verschlüsselung zeigt das Gemälde Huttens Grab von 1823. Hier wird der Verrat der Ideale der Befreiungskriege in der Zeit der Restauration deutlich beklagt.

„Lieber guter Bruder! Vorgestern Abends spat erhielt ich deinen Brief und als ich gedruckt LYON auf der Aufschrift laß und deine Hand erkannte, grollte es mich im Herzen und um mich nicht die Nacht zu verderben laß ich deinen Brief erst gestern. Du fühlest es selbst daß es nicht recht ist, daß Du als Teutscher in Frankreich bist, und das tröstet mich noch einigermaßen; denn sonst würde ich ganz an deiner Teutschheit zweifeln. Indes grollt es mich so sehr, lieber guter Junge, daß ich Dich bitten muß so lange Du in Frankreich bist nicht mehr an mich zu schreiben.“

### Freimaurerisches Bildprogramm
Die verborgene Geometrie in Friedrichs Bildern und die verwendete Metaphernsprache verweist nach Ansicht von Hubertus Gaßner auf die ausgeprägte Symbolik der Freimaurer am Beginn des 19. Jahrhunderts. Beispielsweise seien die in der Landschaft platzierten Rückenfiguren oder ein- und ausfahrende Schiffe auch Grundfiguren freimaurerischen Denkens. Vorausgesetzt wird, Friedrich sei selbst Freimaurer gewesen. Dafür gibt es jedoch keine Belege. Weder in einer Greifswalder noch in einer Dresdner Loge ist der Maler als Mitglied verzeichnet, stand aber in engen Beziehungen zu Freimaurern. Sein Zeichenlehrer Quistorp gehörte der Greifswalder Johannesloge Carl zu den drei Greifen an, Kersting der Dresdner Loge Phoebus Appollo. Der Tetschner Altar trägt im Rahmen das Allsehende Auge als das Symbol der Neustrelitzer Loge „Zur wahren Treue“, ebenso wie der dem Tetschener Altar ähnlich sehende Altarentwurf Kreuz mit Regenbogen von 1816. Diesen soll Friedrich mit ausgesprochener Freimaurer-Symbolik zum Gedenken an den verstorbenen Freimaurer Herzog Karl von Mecklenburg-Strelitz gefertigt haben, der als Auftraggeber für den Tetschener Altar gilt.

### Mystische Geometrie
Werner Sumowski beschreibt bei Friedrich einen mehrstufigen Prozess der Bildentstehung, der mit einer abstrakten Komposition aus Linien und Flächenelementen beginnt und damit einer romantischen Doktrin der mystischen Geometrie folge, die von den landschaftlichen Motiven verhüllt, zu inneren Form des Bildes wird. Somit entstehe ein Gebilde zwischen Natürlichkeit und Naturferne. Der Bezug zur romantischen Mathematik geht vor allem auf Novalis zurück, der konstatierte „Geometrie ist transzendentale Zeichenkunst“ oder „Reine Mathematik ist Religion“. Schelling, Schubert, Steffens, Oken wollten in der geometrischen Figur Gott erkennen. Werner Busch sieht bei Friedrich die Verwendung des hyperbolischen Schemas in Werken wie Der Mönch am Meer  oder Abtei im Eichwald, in denen die nach oben hin öffnende Hyperbel in die Himmelsgestalt eingeschrieben ist und als Metapher für die ahnbare Unendlichkeit gilt.

### Theorie des Erhabenen
Seit den 1970er Jahren wird Friedrichs Werk mit den philosophischen Theorien des Erhabenen in Verbindung gebracht. An diesem Erhabenheitsdiskurs beteiligen sich neben Kunstwissenschaftlern auch Philosophen und Germanisten, Bezug nehmend auf Theorien von Edmund Burke, Immanuel Kant und Friedrich Schiller. Die zahlreichen Publikationen zum Thema lassen sich in einigen exemplarischen Positionen charakterisieren:
- Friedrichs Staffagefiguren, die vor der Natur stehen, werden etwa durch Barbara Ränsch-Trill die kantsche moralische Souveränität und erhabene Empfindungen zugesprochen. Danach verbildliche die Distanz zur Natur die Reflexion des Subjektes.[99] Bei der Assoziation des Unendlichen wie etwa beim Wanderer über dem Nebelmeer komme Kants Aussage über das Mathematisch-Erhabene zur Anwendung.
- Werner Hofmann sieht beim Mönch am Meer Friedrichs anderes Ich den Gefahren der Natur ausgesetzt, somit das Erhabene nicht als physische Bedrohung, sondern als Gegenstand der Vorstellung hervorgebracht wird.[100] Dies decke sich mit Schillers These von der Verbindung zweier widersprechender Empfindungen in einem einzigen Gefühl, das unsere moralische Selbständigkeit beweise.
- Johannes Grave vertritt die These, Friedrich sei ein Kritiker von Kants und Schillers Theorie des Erhabenen gewesen,[101] die ihm spätestens durch einen Auftrag Johann Gottlob von Quandts bekannt geworden sein muss. Am Beispiel des Gemäldes Das Eismeer zeige sich die Infragestellung der Betrachterposition, ein Verlust an Sicherheit sowie Irritation und Befremden – all das mache es unmöglich, dass – wie in der Theorie des Erhabenen gefordert – auf ein anfängliches Gefühl der „Unlust“ eine Empfindung der „Lust“ folge.
- Nina Hinrichs formuliert als Gegenthese zum Erhabenheitsbezug, Friedrichs Bilder verwiesen auf eine religiös konnotierte Naturkontemplation und nicht auf Degradierung der Natur als Objekt zur geistigen Erhebung des Menschen durch seine Vernunft. Die Bilder des Malers seien in der Rezeption des 19. Jahrhunderts zwar als „erhaben“ gekennzeichnet, doch war der Begriff nicht im philosophischen, sondern im allgemeinsprachlichen Sinn verwendet worden. In der Romantik sei die moralische Belegung der erhabenen Empfindung weitestgehend überholt gewesen.[102]
- Kritische Positionen zum Erhabenheitsdiskurs bestreiten, dass dem theoriefernen Friedrich eine Verbildlichung solcher philosophischen Positionen zuzuweisen sei.

### Bildfindung
Friedrich belässt den Prozess der Bildfindung sprichwörtlich im Dunkeln. Er besteht auf der Empfindung des Dargestellten, das ihm gewissermaßen aus dem Nichts vor dem inneren Auge erscheint.

„Schließe dein leibliches Auge, damit du mit dem geistigen Auge zuerst siehest dein Bild. Dann förder zutage, was du im Dunkeln gesehen, daß es zurückwirke auf andere von außen nach innen.“

Dieses Statement trennt die mögliche Verbindung des Werkprozesses von den kunsthistorischen, zeitgeschichtlichen, philosophischen und literarischen Traditionen unvermittelt ab. In der Forschung gibt es sehr verschiedene Theorieansätze, das Phänomen der originären Bildfindung Friedrichs dennoch zu erklären. Im häufigsten Fall wird das Problem ignoriert und der eigentlich theorieferne Maler mit so ziemlich allen für die Romantik relevanten literarischen und philosophischen Quellen seiner Zeit in Verbindung gebracht. Werner Hofmann spricht dem Maler ein strategisches Vorgehen grundsätzlich ab und hält die von Friedrich Schiller begründete „dunkle Totalidee“ für einen tauglichen Begriff, diesen inneren Schöpfungsakt zu beschreiben.
Gemeint ist damit, dass alle Poesie im Bewusstlosen ihren Anfang nimmt und dem Technischen voraus geht. Werner Busch kommt zu dem Schluss, dass Friedrich durchaus naiver gewesen sein könne, als der entfaltete Denkhorizont erwarten lasse. Es entstünden keine geschichtlichen Bilder, die Gegenwartserfahrung sei der Ausgangspunkt. Das Dargestellte beruhe nicht auf Vorgewusstem, nicht auf der bloßen Umsetzung eines vorab existierenden Textes, schon gar nicht auf dem von der Tradition der literarischen Romantik Abgeleitetem. Die gewählte ästhetische Ordnung sei für die Bildgestalt entscheidend.

### Maler der Romantik
Seit dem Tetschener Altar gilt Friedrich nach Werner Busch als eine „Art frühromantische Identifikationsfigur“ sowie der „Inbegriff des frühromantischen Künstlers“, bei Joseph Koerner als „Inbegriff des romantischen Malers“ und im Verständnis Hans von Trotha müsse sich der Romantik-Begriff an dem Maler behaupten. Unbestritten wird auf Friedrich die Definition von Novalis’ zur Anwendung gebracht, das Romantisieren als dem Gemeinen einen hohen Sinn zu geben, dem Gewöhnlichen ein geheimnisvolles Ansehn, dem Bekannten die Würde des Unbekannten sowie dem Endlichen einen unendlichen Schein. Nach Werner Hofmann entwickelte der Maler aus dieser Sicht seine eigene, spezifische Romantik. Viele Aspekte seines Kunstwollens berührten sich mit einem allgemeinen Romantik-Verständnis, ohne sich jedoch mit ihnen zu decken. Friedrich könne nur als Romantiker bezeichnet werden, wenn man nicht von „der Romantik“, sondern eher von „Romantiken“ sprechen wolle.

## Forschung
Der Beginn der Friedrich-Forschung kann um 1890 mit den ersten Texten von Andreas Aubert angesetzt werden, dessen Fragmente einer Studie über den vergessenen Romantiker 1915 der Kunsthistoriker Guido Joseph Kern ins Deutsche übersetzen ließ. In der Folgezeit versuchten Richard Hamann oder Cornelius Gurlitt dem Werk mit dem Begriff der Stimmung beizukommen und den Maler kunstgeschichtlich als Vorläufer des Impressionismus zu verorten.
Einen ersten Versuch, das Werk des Künstlers zu erforschen und ein Werkverzeichnis zu erarbeiten, machte Karl Wilhelm Jähnig im Auftrag des Deutschen Vereins für Kunstwissenschaft. Da er wegen seiner jüdischen Frau in die Schweiz emigrieren musste, war er von wichtigen Quellen abgeschnitten. Im Deutschland des Nationalsozialismus wurde der Maler unter dem Blickwinkel nordischer Rassenideologie vereinnahmt und seine nicht zeitgemäße religiöse Seite verdrängt. Die in dieser Zeit entstandenen Publikationen von Kurt Karl Eberlein Werner Kloos, Kurt Bauch, Kurt Wilhelm-Kästner und Herbert von Einem brachten zwar eine Reihe neuer Erkenntnisse, aber eine wenig taugliche Gesamtsicht auf Werk und Künstler. Eine Distanzierung des Kunstbetriebs von der Romantik in der Zeit nach dem Zweiten Weltkrieg war die Folge.
1958 holte Helmut Börsch-Supan mit seiner Dissertation den Maler unter dem Eindruck der Konjunktur gegenstandsloser Malerei in die kunstwissenschaftliche Forschung zurück. Immer noch grundlegend sind die Stockholmer Vorlesungen von Gerhard Eimer von 1963 zu Friedrichs Gotik-Darstellungen.
Unter den Bedingungen des geteilten Deutschlands entdeckten auch die Kunsthistoriker der DDR das Potenzial des Malers. Sigrid Hinz schuf mit ihrer Greifswalder Dissertation 1963 wichtige Grundlagen für die Werk-Datierungen und Willi Geismeier, Direktor der Deutschen Nationalgalerie Berlin, veröffentlichte 1966 seine heute noch aktuelle Dissertation, die vor allem Quellen von Landschaftsdarstellungen und religiösen Überzeugungen benennt. Im Westen schuf Ende der 1960er Jahre Werner Sumowski mit einer umfangreichen Studie neue Interpretationsansätze für zahlreiche Werke. In der Folge der 68er-Bewegung war eine Politisierung der Kunstgeschichte zu konstatieren, die die Forschung bis heute spaltet. Friedrich wurde von einer jungen Wissenschaftlergeneration als Opfer der Reaktion gesehen, seine religiösen Ansichten weitgehend politisch interpretiert.
Eine solide Forschungsgrundlage ermöglichten 1974 das Werkverzeichnis von Helmut Börsch-Supan unter Verwendung des Archivs von Karl Wilhelm Jähnig, das Verzeichnis des graphischen Werkes von Marianne Bernhard sowie die von Sigrid Hinz herausgegebenen Briefe und Bekenntnisse.
In den folgenden Jahrzehnten entstand eine Flut von wissenschaftlicher Literatur, meist zur Untersuchung von Details des Werkes und vor allem im Umfeld großer Ausstellungen. Die Forschung verlagerte sich tendenziell von der Arbeit mit den Quellen hin zur vielgestaltigen Theoriebildung, verbunden mit Namen wie Hilmar Frank, Werner Busch, Jens Christian Jensen, Werner Hofmann oder Peter Märker. Es gab nun auch interdisziplinäre Theorieansätze, die philosophische, psychologische, psychoanalytische, psychopathographische oder theologische Blickwinkel einschließen. Friedrichs Texte wurden genauer und kritisch ediert. Mehrere Publikationen befassten sich mit der Identifizierung der Reallandschaften des Malers.
2011 schuf Christina Grummt mit dem Verzeichnis sämtlicher Zeichnungen eine deutlich verbesserte Arbeitsgrundlage für die Forschung und Nina Hinrichs publizierte erstmals eine Geschichte der Friedrich-Rezeption im 19. Jahrhundert sowie im Nationalsozialismus.
In seinem 2012 erschienenen Band (2017 in englischer Übersetzung) über den Maler setzt sich der Kunsthistoriker Johannes Grave mit der jüngeren Forschung zu Caspar David Friedrichs Werk auseinander und arbeitet heraus, inwiefern der Künstler von den Darstellungsmustern der Landschaftsmalerei im frühen 19. Jahrhundert abweicht. Die Monographie enthält u. a. neue Erkenntnisse zu Friedrichs frühen Zeichnungen, zu seinen Verbindungen zum Weimarer Hof und zur lutherischen Frömmigkeit des Malers sowie neue Deutungen von Hauptwerken. Im Zentrum steht die Frage, warum es Friedrich wichtig war, dass sich seine Landschaften „als Bild, als Menschenwerk“ zu erkennen geben, „nicht aber als Natur täuschen sollen“.

## Rezeption

### 19. Jahrhundert
Von seinen Zeitgenossen wurde Friedrich überwiegend als der Maler des Nordens wahrgenommen, sowohl in Bezug auf seine zurückhaltende und verschlossene Art wie auf die Motivik seiner Kunst. Durch die Theorien des Erhabenen und Sublimen von Edmund Burke, Immanuel Kant und Friedrich Schiller führte eine veränderte Naturwahrnehmung zur Vorstellung von einem „erhabenen Norden“ als Gegenbild zum „schönen klassizistischen Süden“. Verbildlicht haben diesen Gegensatz die Arkadienmalereien des Klassizismus einerseits und Friedrichs Polarbilder wie Das Eismeer andererseits.

„[Friedrichs Fantasie] ist nicht durch einen südlichen heiteren warmen Himmel, durch üppige, reiche, lachende Gegenden gebildet worden, sondern durch nordische Erhabenheit und Größe […].“

Der Rügener Pastor Theodor Schwarz schrieb 1834 unter dem Pseudonym Theodor Melas den Roman Erwin von Steinbach oder der Geist der deutschen Baukunst. Der Autor stellt der Romanfigur, dem Dombaumeister Erwin von Steinbach, einen Maler namens Kaspar zu Seite, der in seinem Charakter und in seiner Biografie dicht bei Caspar David Friedrich ist. Maler und Pastor waren gute Freunde. Schwarz entwickelt die Reise der Protagonisten in den hohen Norden bis hinter den Polarkreis als Gegenprogramm zur obligatorischen Grand Tour der Künstler in Italien.
In der Empfindungswelt um 1800 war durch die Ossian-Dichtungen von James Macpherson der nordischen Natur eine melancholische Gemütsstimmung zugewiesen. Friedrich erfüllte gewissermaßen die Erwartungshaltung an die nördlichen Bildwelten, vor allem mit seinen Motiven von der Insel Rügen, deren Landschaft die Gedichte Kosegartens ossianische Züge zusprachen.

„Seine [Friedrich] beiden kleineren Stücke, die verfallene Hütte unter dem Schnee, und das dunkle Gewölbe sind in demselben Geist [wie die Mondscheinlandschaft an der Ostsee] gedichtet und mahnen an ähnliche kurze Episoden in Ossians Gesängen.“

Friedrichs patriotisches Engagement fand während der napoleonischen Besetzung kaum Beachtung, umso mehr nach dem Ende der Befreiungskriege. Die Eichen, Hünengräber und gotische Bauwerke wurden in der romantischen Hinwendung zu einer germanischen Kultur als nationale Symbole gelesen. Jedoch bereits zur Mitte des 19. Jahrhunderts geriet Friedrich als Maler in Vergessenheit.

### Nationalsozialismus
In der Zeit des Nationalsozialismus erfolgte die propagandistische Vereinnahmung von Friedrichs Werk. Die Zahl der Publikationen stieg sprunghaft an. Seine Kunst galt als vorbildhaft für die nationalsozialistische Landschaftsmalerei und Lebensführung. Der Topos des Nordischen wurde im Sinn des rassisch orientierten Ariermythos funktionalisiert. Dabei hatte die selektive politische Interpretation bereits mit der Wiederentdeckung des Malers zu Beginn des 20. Jahrhunderts begonnen. Seine Bilder standen im Kontext der nationalsozialistischen Verherrlichung der Befreiungskriege von 1813 und der Sicht auf die Romantik als „das nationale Wiedererwachen Deutschlands zu sich selbst.“
Seine naturalistische Weise der Landschaftsdarstellung und die klare Technik setzte sich von den Kriterien ab, die für die als entartet diffamierten Künstler zutrafen. Die landsmannschaftliche Politik nahm die Werke des Pommern für die Visualisierung von Sinnbildern der Blut-und-Boden-Ideologie in Anspruch. Die augenscheinliche christliche Frömmigkeit des Künstlers erfuhr die Umdeutung in einen Pantheismus als „Frömmigkeit nordischer Art“ mit der Zuschreibung germanisch-mythischer Naturverbundenheit. Der 100-jährige Todestag Friedrichs wurde mit zahlreichen Publikationen gefeiert und dessen Wiederentdeckung durch den Nationalsozialismus hervorgehoben. Das Kunstwissenschaftliche Institut der Ernst-Moritz-Arndt-Universität Greifswald erhielt die Bezeichnung Caspar-David-Friedrich-Institut. Die Lehrenden des Institutes publizierten ein Gedenkbuch, in dem Vaterlandsliebe und Patriotismus des Künstlers einen Bezug zu den aktuellen Kriegsereignissen bekamen.

„Dies Leben [Friedrichs Leben] nenne ich ein Heldenleben. Denn dieser Einsame blieb Sieger gegen alles Leid und gegen alle Widerstände der Welt. Er litt und lebte und wurde uns Gestalt. Er, Caspar David Friedrich, blieb, als alles versank, und er bleibt. Seine Kunst ist die große Kunst der Romantik. In ihm lebt das alte Erbgut germanischer Art noch einmal auf, der nordische Kunstgeist, der unter der Asche fortglüht. Seine Seelenkunst ist die Widerstandskunst des Nordens gegen alle Darstellungskunst des Südens. Dieser treue Maler rettete eine ganze Welt. Er verteidigte Deutschlands Kunstgeist gegen das Westische. […] ‚Der Rembrandtdeutsche‘, den Langbehn suchte, ist tot; aber „der Friedrichdeutsche“ lebt und wird leben in der Kunst.“

Auf den Missbrauch von Maler und Werk durch die Nationalsozialisten folgte in den Jahren nach 1945 die Vernachlässigung Friedrichs und der Romantik durch die Museen. In Großbritannien hält sich hartnäckig die Vorstellung von einer geraden Linie von der Romantik zu Hitler.

### Rezeption in der DDR
Zwar beschäftigte sich auch die kunsthistorische Forschung der DDR mit Friedrich, doch die staatliche Kulturpolitik tat sich anfangs schwer, für den unangepassten Landschaftsmaler einen angemessenen Platz im kunstgeschichtlichen Kanon zu finden. Der Verweis auf die Vereinnahmung der Romantik im Nationalsozialismus sowie der staatliche Kult um Goethe und den Klassizismus waren der Friedrich-Rezeption nicht förderlich.
Ungeachtet dessen begannen Anfang der 1970er Jahre wie auch in der Bundesrepublik breite Schichten der Bevölkerung, die Romantik wiederzuentdecken. Die Bilder Friedrichs wurden zur Projektionsfläche für Freiheit und Ungebundensein. In der Literatur löste 1979 Christa Wolf mit dem Roman Kein Ort. Nirgends über Heinrich von Kleist und Karoline von Günderode eine begleitende Debatte zum Konflikt zwischen Freiheit und Anpassung des Künstlers aus. Der Wanderer über dem Nebelmeer galt als Metapher für den auf sich gestellten freien Menschen, der seinen Utopien nachsinnt, während der Nebel die Mühen des Alltags verbirgt. Bücher und Drucke zu Werk und Biografie des Malers erreichten hohe Auflagen. Zur Dresdner Ausstellung zum 200. Geburtstag Friedrichs im Jahr 1974 kamen 260.000 Besucher, zum Gegenstück in der Hamburger Kunsthalle 200.000.
Nach diesem Ausstellungserfolg erkannte die DDR-Führung das kulturpolitische Potenzial des Romantikers. 1974 fand im Rahmen der Caspar-David-Friedrich-Ehrung der DDR die 1. Greifswalder Romantik-Konferenz an der Ernst-Moritz-Arndt-Universität statt. Es brauchte jedoch noch bis zur Mitte der 1980er Jahre, dass der Maler in Dresden als der große Genius der Stadt gefeiert wurde und 1988 ein Denkmal in einer abstrakten Bildsprache bekam.

### 21. Jahrhundert
Um die Jahrtausendwende hat der Maler eine zuvor nie gekannte auch internationale Popularität erreicht. Friedrich ist in den vergangenen 30 Jahren zum berühmtesten deutschen Maler nach Albrecht Dürer aufgestiegen. Ab 1990 gibt es eine dichte Folge von großen und kleineren Ausstellungen sowie jedes Jahr neue Publikationen. Die große Retrospektive Caspar David Friedrich – Die Erfindung der Romantik im Folkwang Museum Essen 2006 und in der Hamburger Kunsthalle 2007 zählt mit insgesamt 682.000 Besuchern zu den modernen kommerziell erfolgreichen Blockbuster-Ausstellungen. Gleichzeitig setzte eine Trivialisierung bedeutender Werke ein. So ist der Wanderer über dem Nebelmeer wie Eugène Delacroixs Freiheit führt das Volk zu einem Passe-partout-Symbol geworden, dessen man sich zu unterschiedlichen Zwecken bedient.
Durch die Randsituation, die Gipfelerfahrung, die Bedrohung durch den Abgrund, das physische Ende eines Entdeckungsweges oder die Sinnoffenheit des Motivs lässt sich der Wanderer auf verschiedene Kontexte projizieren oder dafür vereinnahmen. Auf Zeitschriftentiteln, Plattencovern, Bucheinbänden und in der Werbung hat der Wanderer Platz gefunden. Karikaturen persiflieren das Motiv. Auf dem Titelbild des Nachrichtenmagazins Der Spiegel Nr. 19 vom 18. Mai 1995 blickt der städtisch gekleidete Bergsteiger auf ein Sammelsurium von Bildsymbolen unter einem schwarz-rot-goldenen Regenbogen, die für das Unheil deutscher Geschichte stehen sollen. Heute gilt diese Bildmontage als Trivial-Ikone des deutschen Bewusstseins.

### Film
Der Kinofilm Caspar David Friedrich – Grenzen der Zeit (1986) unter der Regie von Peter Schamoni beschäftigt sich mit der Rezeption der Werke Friedrichs. Der Maler selbst kommt darin persönlich nicht vor, sein Leben und seine Arbeit werden ausschließlich über andere Figuren erzählt, insbesondere über seinen Freund, den Arzt und Künstler Carl Gustav Carus.
Die im Auftrag des NDR entstandene historische Dokumentation Caspar David Friedrich – Der Gedankenmaler der Romantik (Regie Thomas Frick, 2007) beleuchtet die Wechselwirkung zwischen seelischem Leiden und dem Werk des Malers. Das ZDF produzierte 2020 die Dokumentation Caspar David Friedrich – Wanderer zwischen den Welten (Regie: Frauke Schlieckau und Nicola Graef).

### Theater
Das Bild Zwei Männer in Betrachtung des Mondes soll Samuel Beckett 1936 auf seiner sechsmonatigen Deutschlandreise für sein Theaterstück Warten auf Godot inspiriert haben, wie er 40 Jahre später dem Theaterwissenschaftler Ruby Cohn gestand: This was the source of Waiting for Godot, you know. Die beiden Figuren des Gemäldes verwandelten sich auf der Theaterbühne in die Landstreicher Wladimir und Estragon. Beckett ersetzte Friedrichs Einladung an den Betrachter zur Kontemplation durch eine Provokation, bei der es nicht um den Inhalt der Erwartung geht, sondern um die Fragwürdigkeit des Wartens.

## Wirkungen in der Kunst

### 19. Jahrhundert

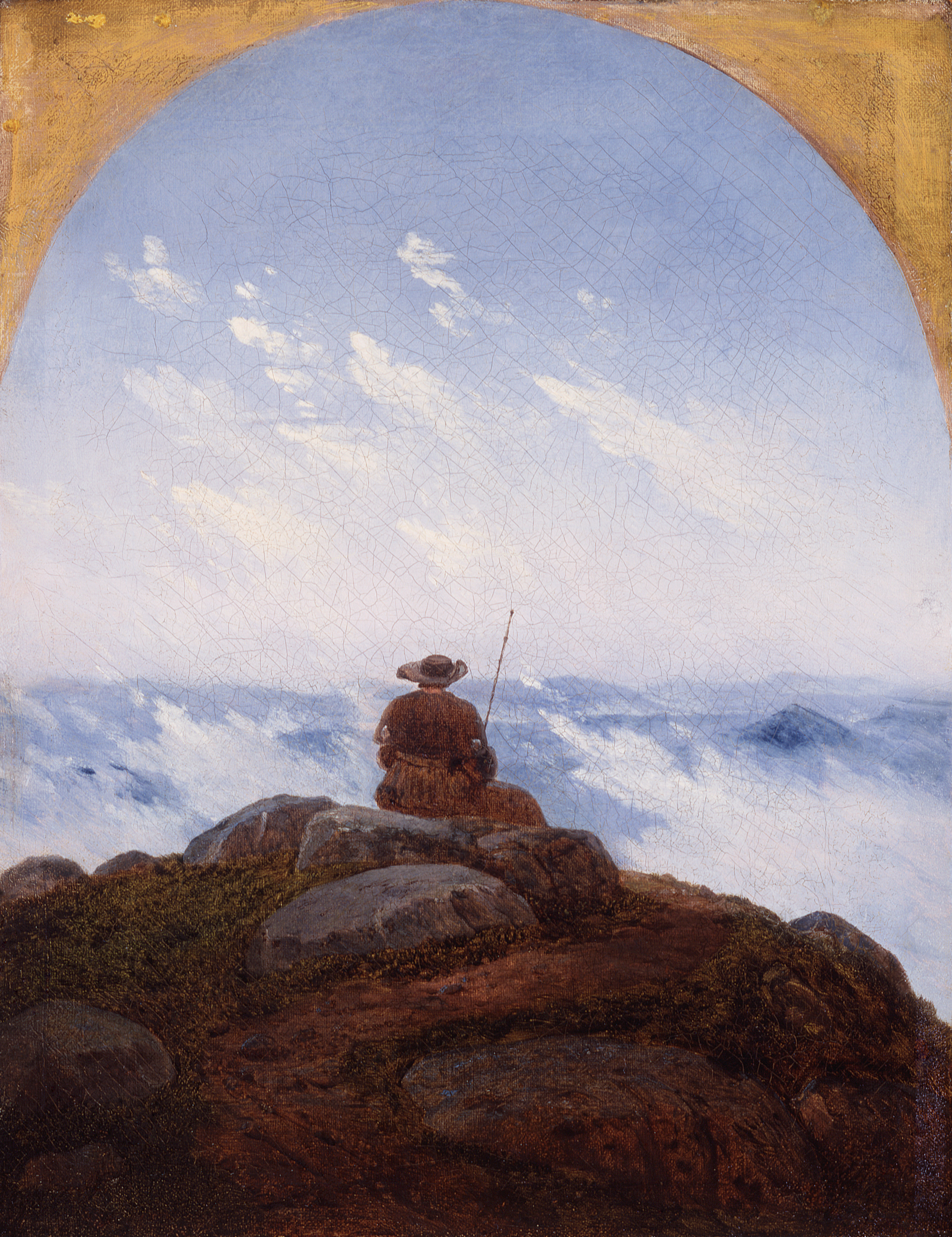
Carl Gustav Carus: Die Ruhe eines Pilgers, 1818

Friedrich hat der Landschaft in der Kunst der Moderne einen Platz als bedeutendes Genre erobert. Die Wirkung unter seinen Zeitgenossen blieb auf Schüler und Malerfreunde wie Carl Gustav Carus, Johan Christian Clausen Dahl, Ernst Ferdinand Oehme oder Carl Wilhelm Götzloff beschränkt. Anregungspotenzial hatten vor allem Der Mönch am Meer, die Abtei im Eichwald und der Wanderer über dem Nebelmeer.
In der zweiten Hälfte des 19. Jahrhunderts entdeckten Maler des Realismus und des Symbolismus die radikalen Bildkonzepte des Romantikers für die Weiterentwicklung ihrer Landschaften. Das trifft insbesondere zu auf James Abbott McNeill Whistler, Gustave Courbet, Arnold Böcklin und Edvard Munch. Die starke Präsenz von Friedrichs Werken in Petersburger Sammlungen zeigte deutlichen Einfluss bei den russischen Landschaftern des Realismus Archip Iwanowitsch Kuindschi und Iwan Iwanowitsch Schischkin. Für die mystischen Allegorien des Romantikers interessierten sich die Amerikaner Albert Pinkham Ryder und Ralph Albert Blakelock sowie die Künstler der Hudson River School und der New England Luministen.

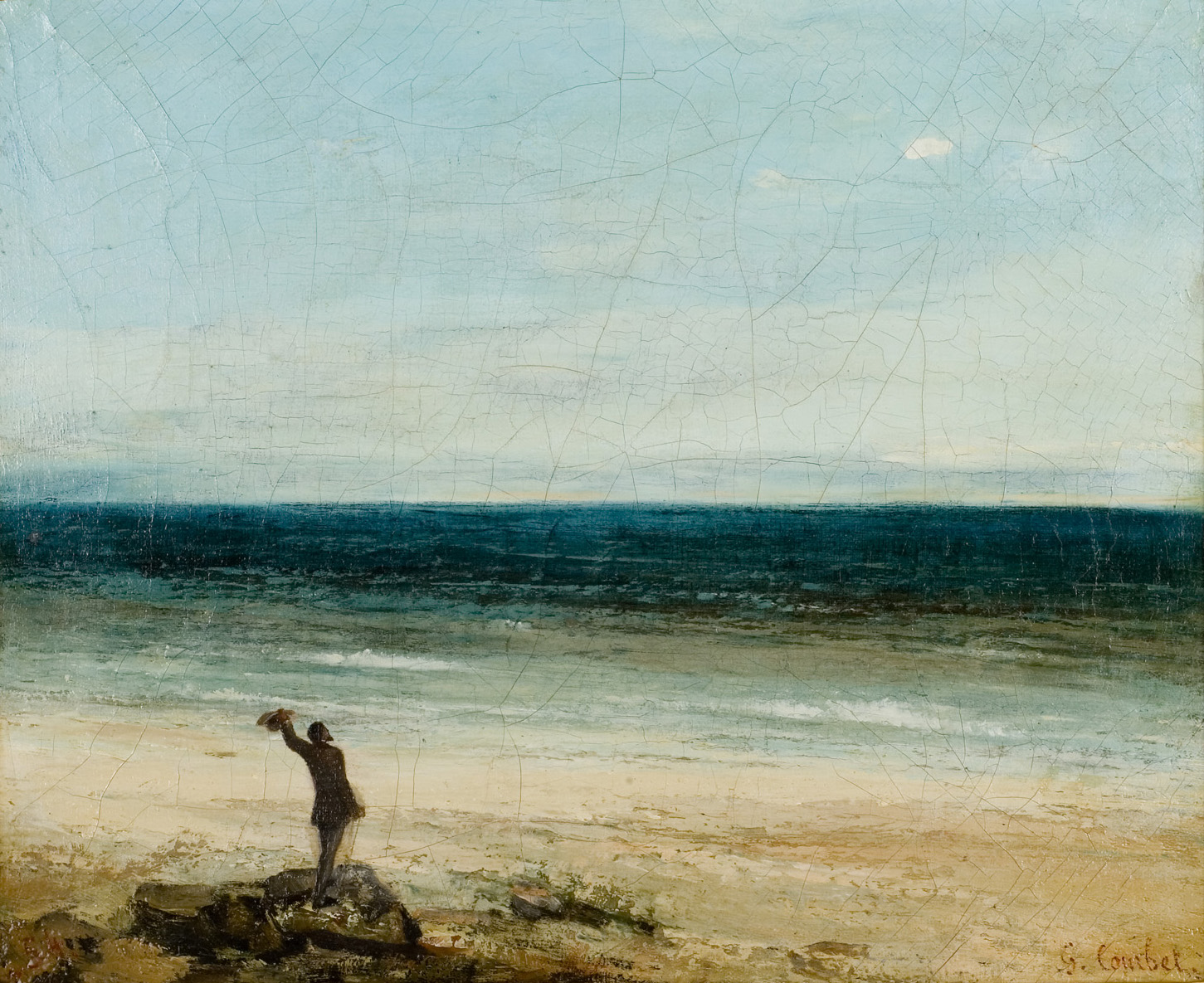
Gustave Courbet: Le bord de mer à Palavas, 1854
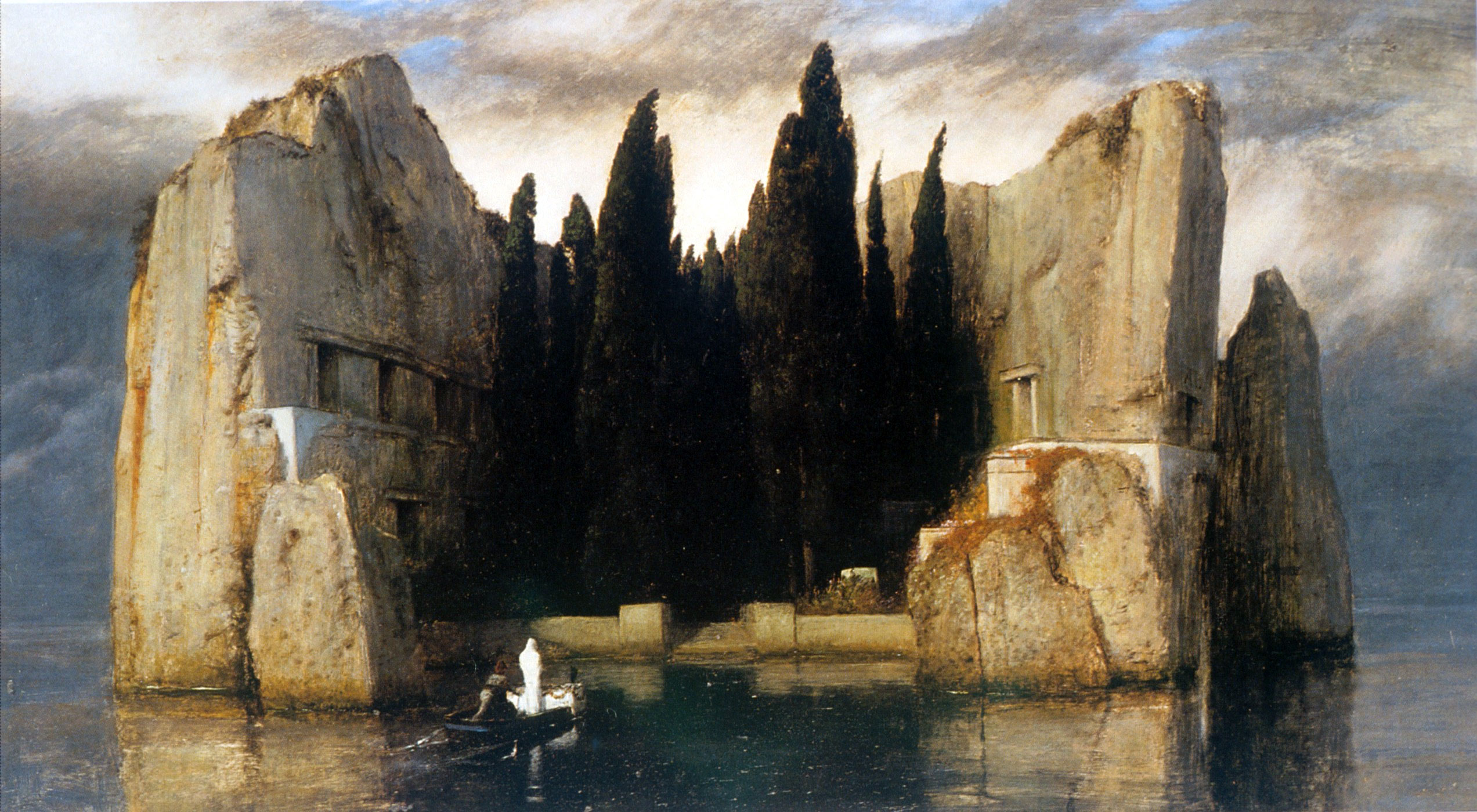
Arnold Böcklin: Die Toteninsel, dritte Version, 1883
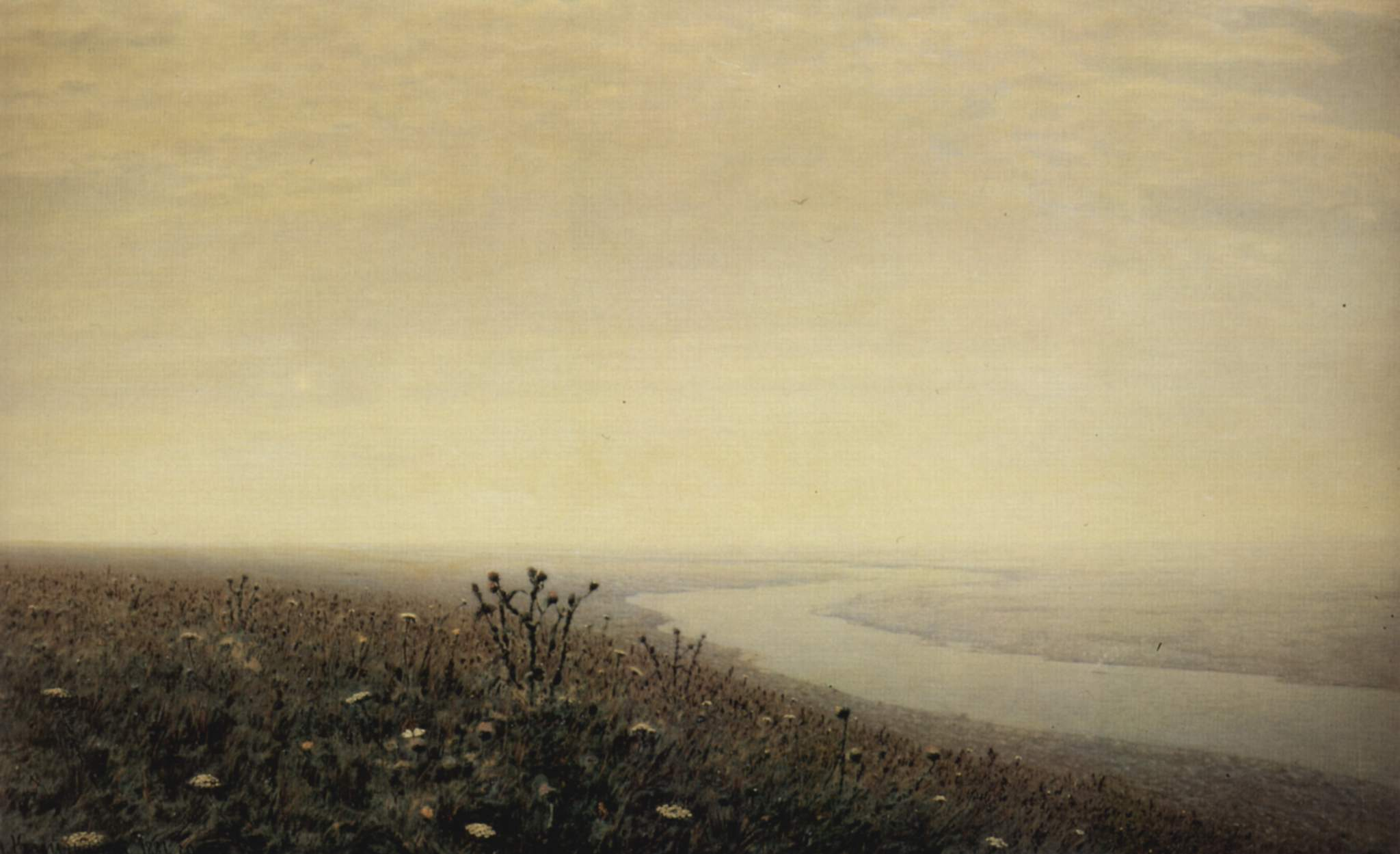
Archip Iwanowitsch Kuindshi: Der Dnjepr am Morgen 1881
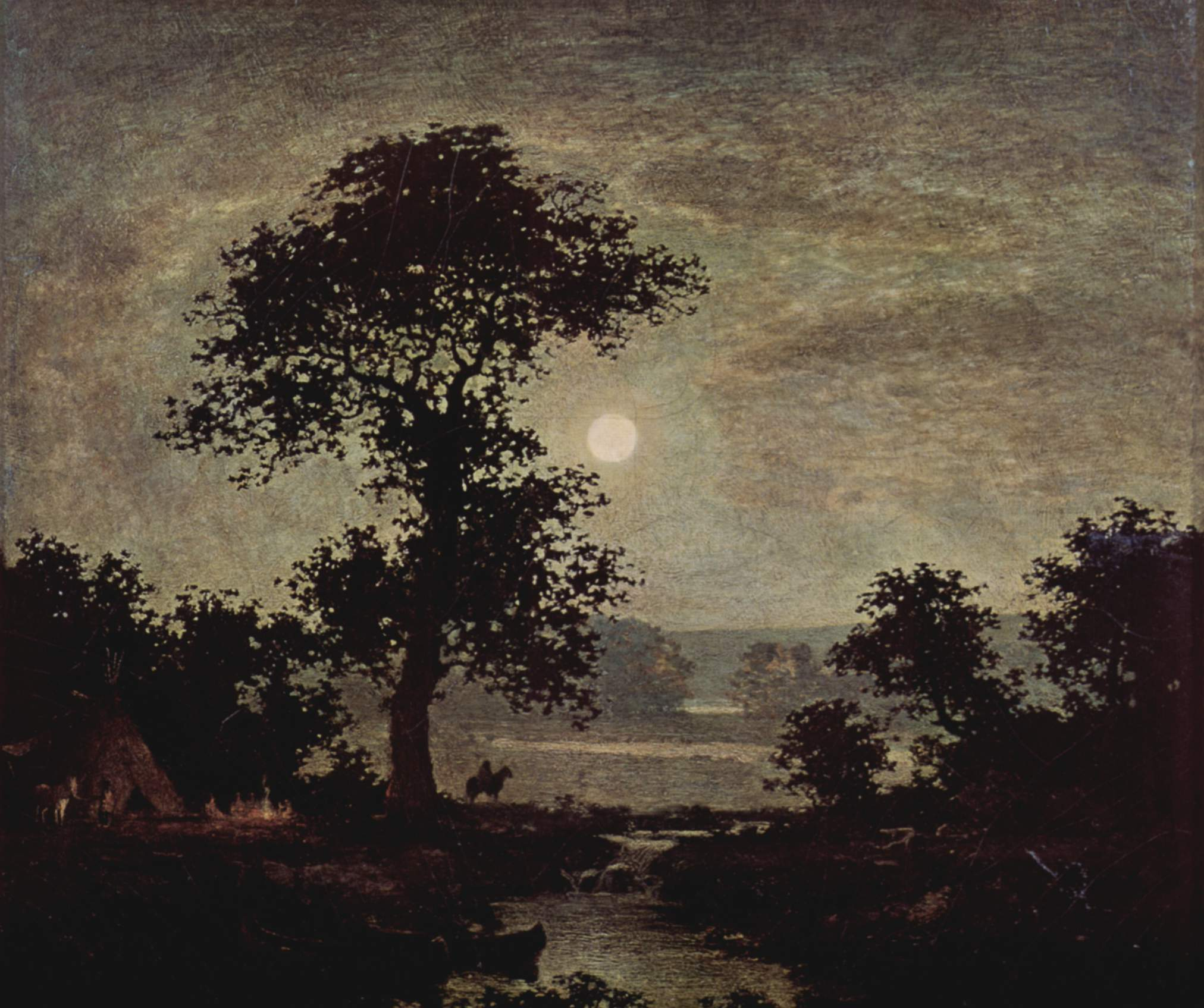
Ralph Albert Blakelock: Mondlicht, 1885

### 20. und 21. Jahrhundert
Die Surrealisten sahen in Friedrich mit seiner Montagetechnik und kontrastierenden Rückenfiguren einen Vorläufer ihrer künstlerischen Bewegung. Max Ernst und René Magritte wähnten sich bei Fragen der Bildwahrnehmung und der Einbeziehung des Betrachters in den Werkprozess in der Tradition des Romantikers. Paul Nash paraphrasierte mit seinem Bild Totes Meer das Gemälde Das Eismeer. Als Lyonel Feininger in den 1920er Jahren zeichnend und malend an der Ostseeküste unterwegs war, bezog er sich mit seiner prägnanten Bildgeometrie auf die Seestücke und gotischen Motive des Pommern. In der zweiten Hälfte des 20. Jahrhunderts wurden Künstler wie Mark Rothko, Gerhard Richter und Anselm Kiefer von exemplarischen Werken Friedrichs inspiriert.
Auch im 21. Jahrhundert greifen zeitgenössische Künstler auf Motive Friedrichs zurück, wie der britische Künstler Christopher Winter, der sie adaptiert und in seine Bildsprache überträgt.

## Ausstellungen (Auswahl)

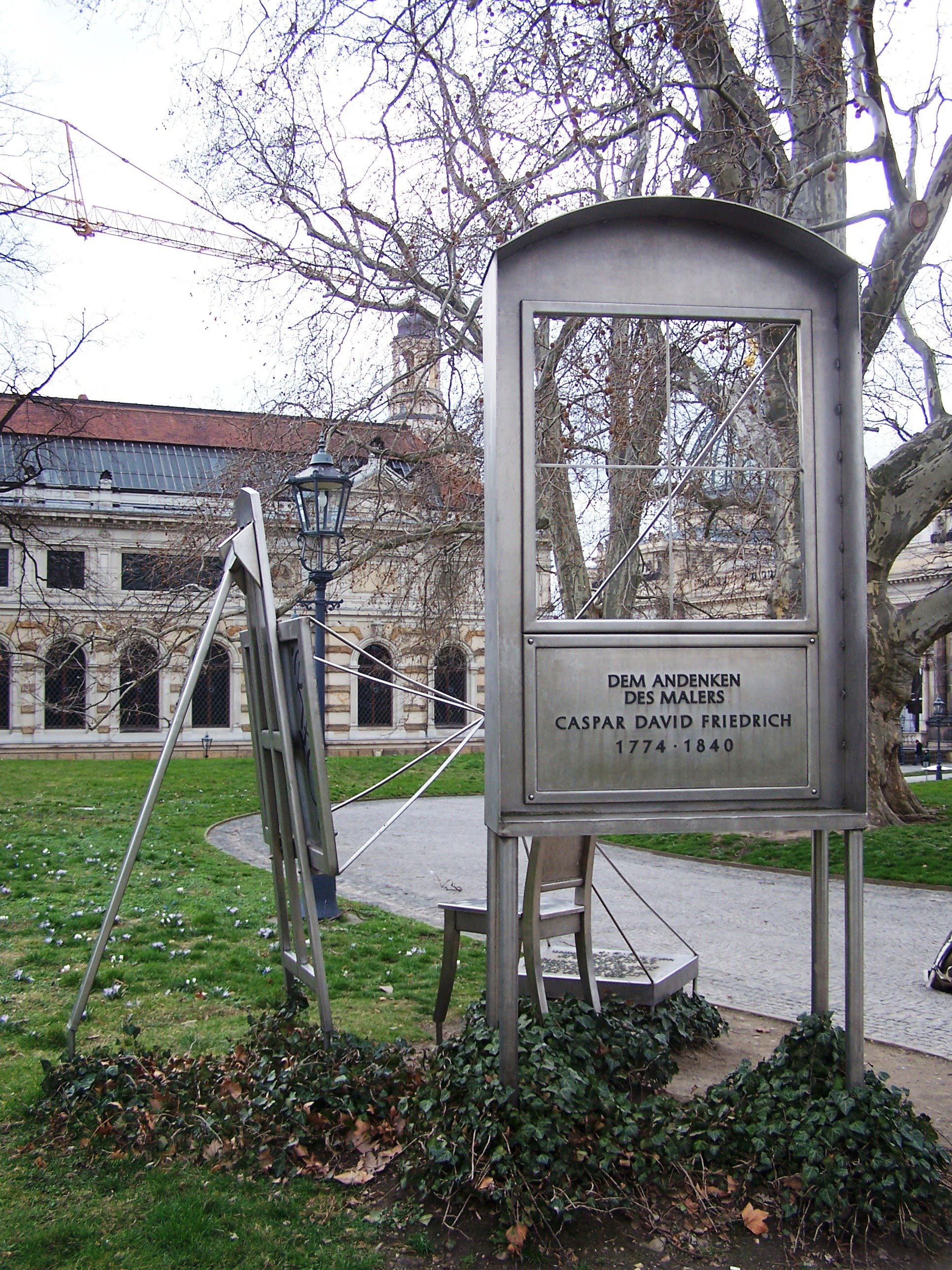
Denkmal für Caspar David Friedrich in Dresden

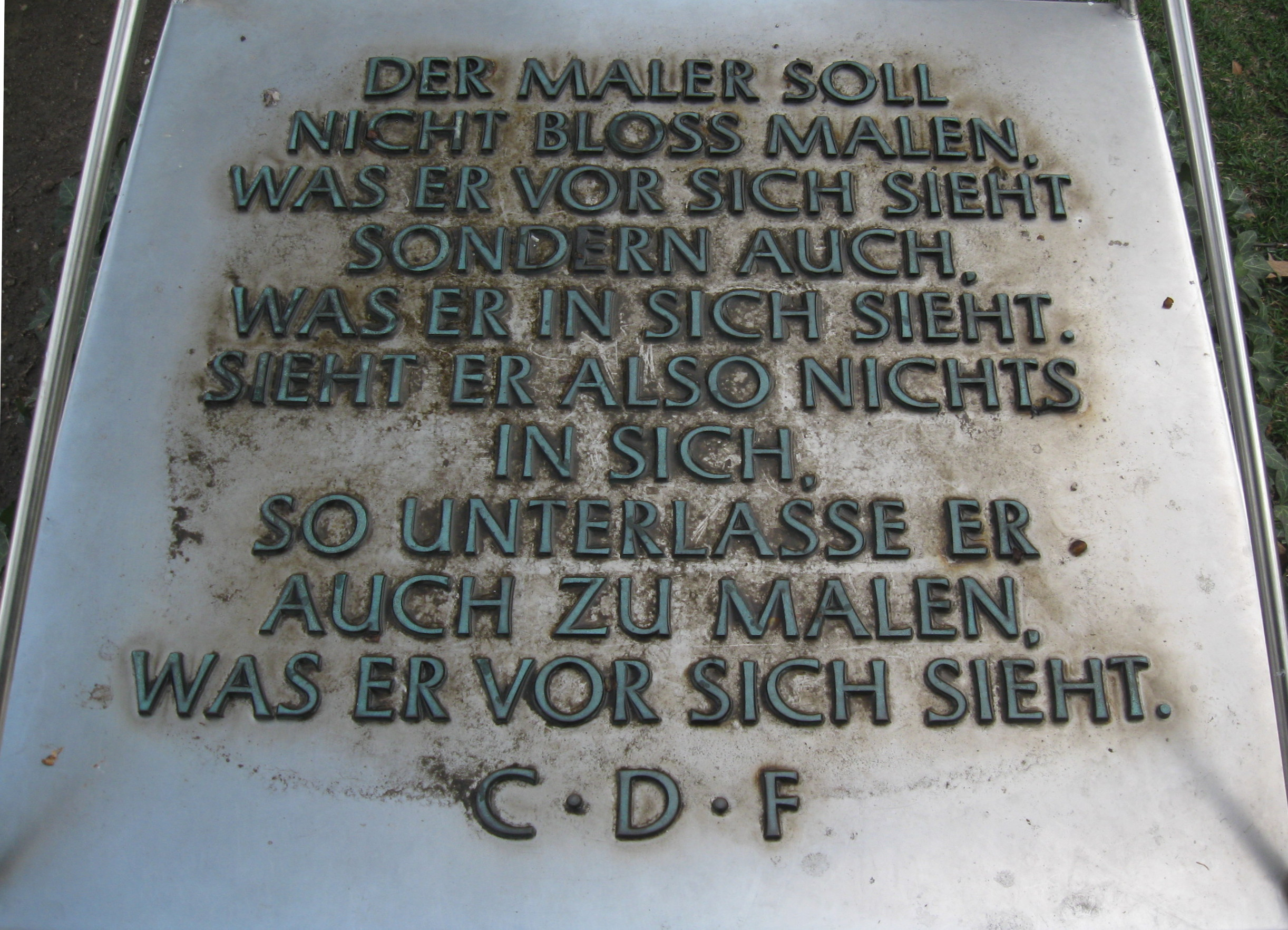
Denkmal-Inschrift

- 1931: Werke deutscher Romantiker von Caspar David Friedrich bis Moritz von Schwind. Glaspalast in München. Durch einen Brand wurden 9 Werke von Friedrich zerstört.
- 1972: Romantic Landscape Painting in Dresden. Tate Gallery, London.[152]
- 1974: Caspar David Friedrich 1774–1840, Kunst um 1800. Hamburger Kunsthalle.[153]
- 1974: Caspar David Friedrich und sein Kreis. Gemäldegalerie Neue Meister, Dresden.[154]
- 1974: Caspar David Friedrich und sein Kreis. Museum der bildenden Künste Leipzig.[155]
- 1984: Caspar David Friedrich: 10 Gemälde. Neue Pinakothek, München.[156]
- 1990: Caspar David Friedrich: Winterlandschaften. Museum für Kunst und Kulturgeschichte Dortmund.[157]
- 1990/1991: The Romantic Vision of Caspar David Friedrich: Paintings and Drawings from the U.S.S.R. Art Institute of Chicago / Metropolitan Museum of Art, New York.[158]
- 1991: Von Lucas Cranach bis Caspar David Friedrich – Deutsche Malerei aus der Ermitage. Schirn Kunsthalle Frankfurt.[159]
- 1992: Caspar David Friedrich – pinturas y dibujos. Museo del Prado, Madrid.[160]
- 1993: Caspar David Friedrich und Künstler seiner Zeit. Museum der Hansestadt Greifswald.[161]
- 1993: Von Caspar David Friedrich bis Ferdinand Hodler: Meisterwerke aus dem Museum Stiftung Oskar Reinhart Winterthur. Nationalgalerie, Staatliche Museen zu Berlin.[162]
- 1996: Philipp Otto Runge, Caspar David Friedrich: im Lauf der Zeit. Van Gogh Museum, Amsterdam.[163]
- 1998: Caspar David Friedrich: der künstlerische Weg. Kunsthalle Bielefeld[164]
- 1999: Von Caspar David Friedrich bis Manet, Meisterwerke der Nationalgalerie Berlin. Nationalgalerie Berlin.[165]
- 2000: De Caspar David Friedrich a Picasso. Obras maestras sobre papel del Museo Von der Heydt de Wuppertal. Fundación Juan March, Madrid.[166]
- 2001: Caspar David Friedrich. Johan Christian Dahl. Zeichnungen der Romantik. Staatliches Museum Schwerin.[167]
- 2005: Caspar David Friedrichs study years at the Royal Danish Academy of Fine Arts and his importance for Danish Art, particularly for the painters of the Golden Age an the present day. The Royal Danish Academy of Fine Arts, Copenhagen.[168]
- 2005: Seestücke. Von Caspar David Friedrich bis Emil Nolde. Hamburger Kunsthalle.[169]
- 2006/2007: Caspar David Friedrich – Die Erfindung der Romantik. Museum Folkwang / Hamburger Kunsthalle.[170]
- 2010: Caspar David Friedrich: Arte de Dibujar. Fundación Juan March, Madrid.[171]
- 2010: Die Geburt der Romantik. Friedrich. Runge. Klinkowström. Pommersches Landesmuseum Greifswald.[172]
- 2014: Die Künstler in der Familie Friedrich. Sonderausstellung im Caspar-David-Friedrich-Zentrum Greifswald zum 240. Geburtstag Caspar David Friedrichs.[173]
- 2014/2015: Dahl und Friedrich. Romantische Landschaften. Eine Ausstellung des Nasjonalmuseet, Oslo und der Staatlichen Kunstsammlungen Dresden in der Nationalgalerie, Oslo, 10. Oktober 2014 bis 5. Januar.[174] und im Albertinum, Dresden 6. Februar bis 17. Mai 2015[175][176]
- 15. Oktober 2020 bis 24. Mai 2021 / 9. Oktober 2021 bis 9. Januar 2022: Caspar David Friedrich und die Düsseldorfer Romantiker. Kunstpalast (Düsseldorf) und Museum der bildenden Künste Leipzig.[177][178]
- 2. April bis 2. Juli 2023 / 26. August bis 19. November 2023: Caspar David Friedrich und die Vorboten der Romantik. Museum Georg Schäfer / Kunst Museum Winterthur.[179][180]
- 15. Dezember 2023 bis 1. April 2024: Caspar David Friedrich – Kunst für eine neue Zeit. Hamburger Kunsthalle.
- 19. April bis 4. August 2024: Caspar David Friedrich. Unendliche Landschaften. Alte Nationalgalerie, Berlin. Ausstellungsbilder auf commons
- 28. April bis 4. August 2024: Caspar David Friedrich. Lebenslinien, Eine Wanderung in Zeichnungen & Bildern. Sonderausstellung Vorpommerisches Landesmuseum Greifswald.
- 18. August bis 6. Oktober 2024: Caspar David Friedrich. Sehnsuchtsorte, Originale „Kreidefelsen auf Rügen“ und „Greifswalder Hafen“. Sonderausstellung Vorpommerisches Landesmuseum Greifswald.
- 24. August bis 17. November 2024: Caspar David Friedrich. Wo alles begann. „Der Zeichner“. Staatliche Kunstsammlungen Dresden, Kupferstich-Kabinett.
- 24. August 2024 bis 5. Januar 2025: Caspar David Friedrich. Wo alles begann. „Der Maler“. Staatliche Kunstsammlungen Dresden, Albertinum.[181]
- 22. November 2024 bis 2. März 2025: Caspar David Friedrich, Goethe und die Romantik in Weimar, Klassikstiftung Weimar Schiller-Museum[182]
- 7. Februar bis 11. Mai 2025: Caspar David Friedrich. The Soul of Nature, Metropolitan Museum, New York

## Ehrungen

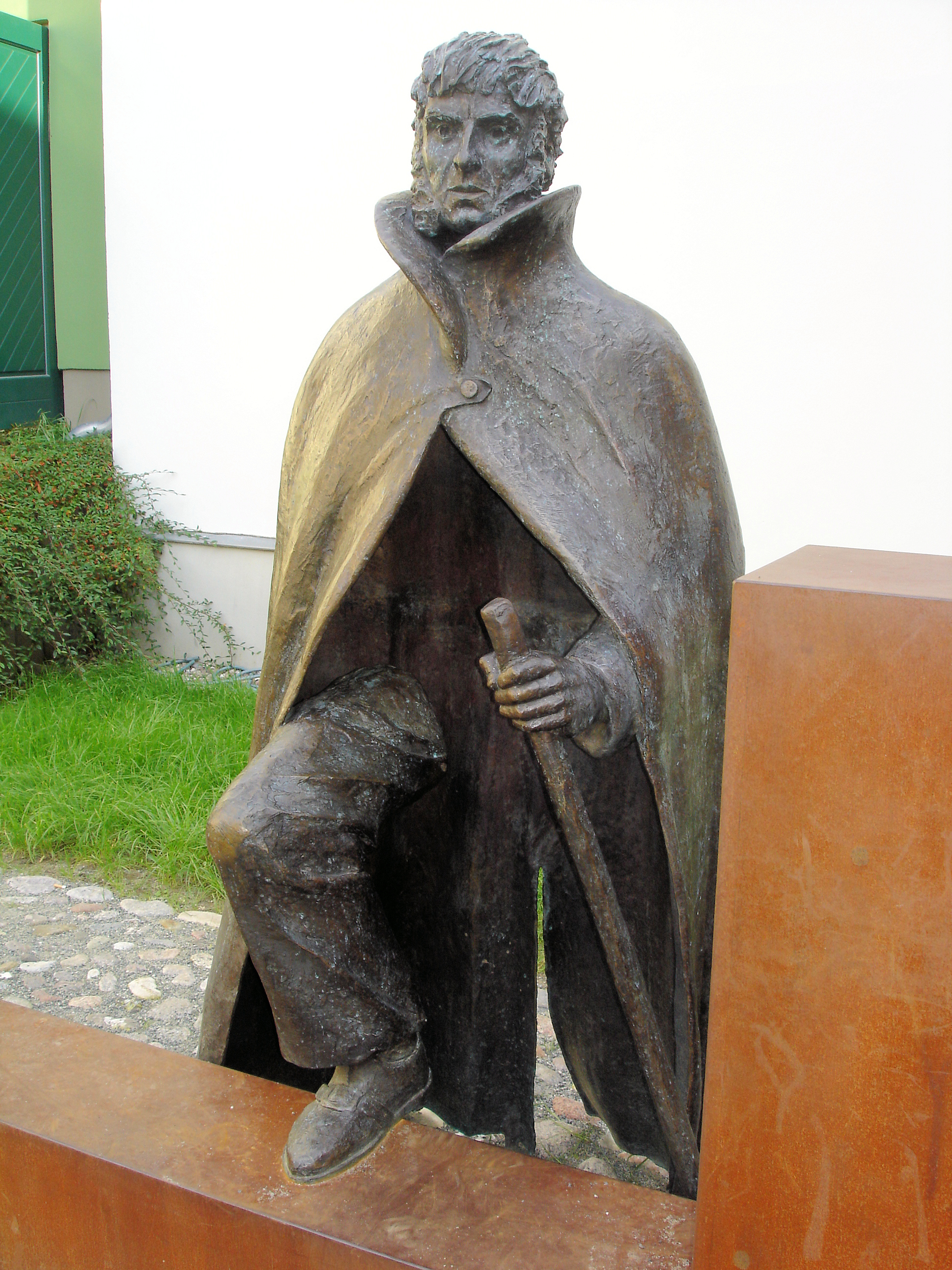
Caspar-David-Friedrich-Denkmal in Greifswald

### Denkmäler und Caspar-David-Friedrich-Wege
Wolf-Eike Kuntsche schuf 1990 ein Denkmal für Caspar David Friedrich auf der Brühlschen Terrasse in Dresden nach Kerstings Gemälde Caspar David Friedrich in seinem Atelier. Es sind insbesondere zum Caspar-David-Friedrich-Jahr 2024 weitere Caspar-David-Friedrich-Denkmale entstanden.
Im Jahre 2000/1 wurde von der Stadt Bad Schandau in Sachsen der markierte Caspar-David-Friedrich-Weg eingerichtet, der von Krippen an der Elbe zum Hirschgrund und zur Kaiserkrone und dann über den Wolfsberg und Reinhardtsdorf zurückführt. Auf dem Weg sind elf Informationstafeln zu Caspar David Friedrich und zum Wanderweg aufgestellt.
In Friedrichs Geburtsstadt Greifswald wurde 2008 ein Caspar-David-Friedrich-Bildweg eröffnet und im Jahre 2010 ein Denkmal für den Maler auf einem Privatgrundstück errichtet. Die Bronzeskulptur hat der Bildhauer Claus-Martin Görtz geschaffen. Ein offizielles Denkmal für den Maler existiert in Greifswald nicht. 1998 hatte die Bürgerschaft der Hansestadt beschlossen, dass ein Friedrich-Denkmal auf dem Marktplatz aufgestellt werden sollte, jedoch aus finanziellen Gründen bis heute keine Realisierungschancen gesehen.
Zur Erinnerung an den berühmten Maler existiert seit 1997 die Route der Norddeutschen Romantik. Der 54 km lange Lehrpfad verbindet von Greifswald bis nach Wolgast insgesamt zehn Lebens- und Motivstationen frühromantischer Maler der Region.

Das bekannte Bild „Kreuz im Gebirge“ hing über 100 Jahre im Schloss Decin, ehe es 1921 nach Dresden verkauft wurde. Der Intendant der Richard-Wagner-Festspiele Graupa Johannes Gärtner hatte die Idee, dieses Bild kopieren zu lassen und es dem Schloss in Decin als Dauerleihgabe zu überlassen. Es fanden sich Sponsoren, der Kunstmaler André Bytomski fertigte eine Kopie, so konnte dieses Vorhaben im Juli 2017 realisiert werden.

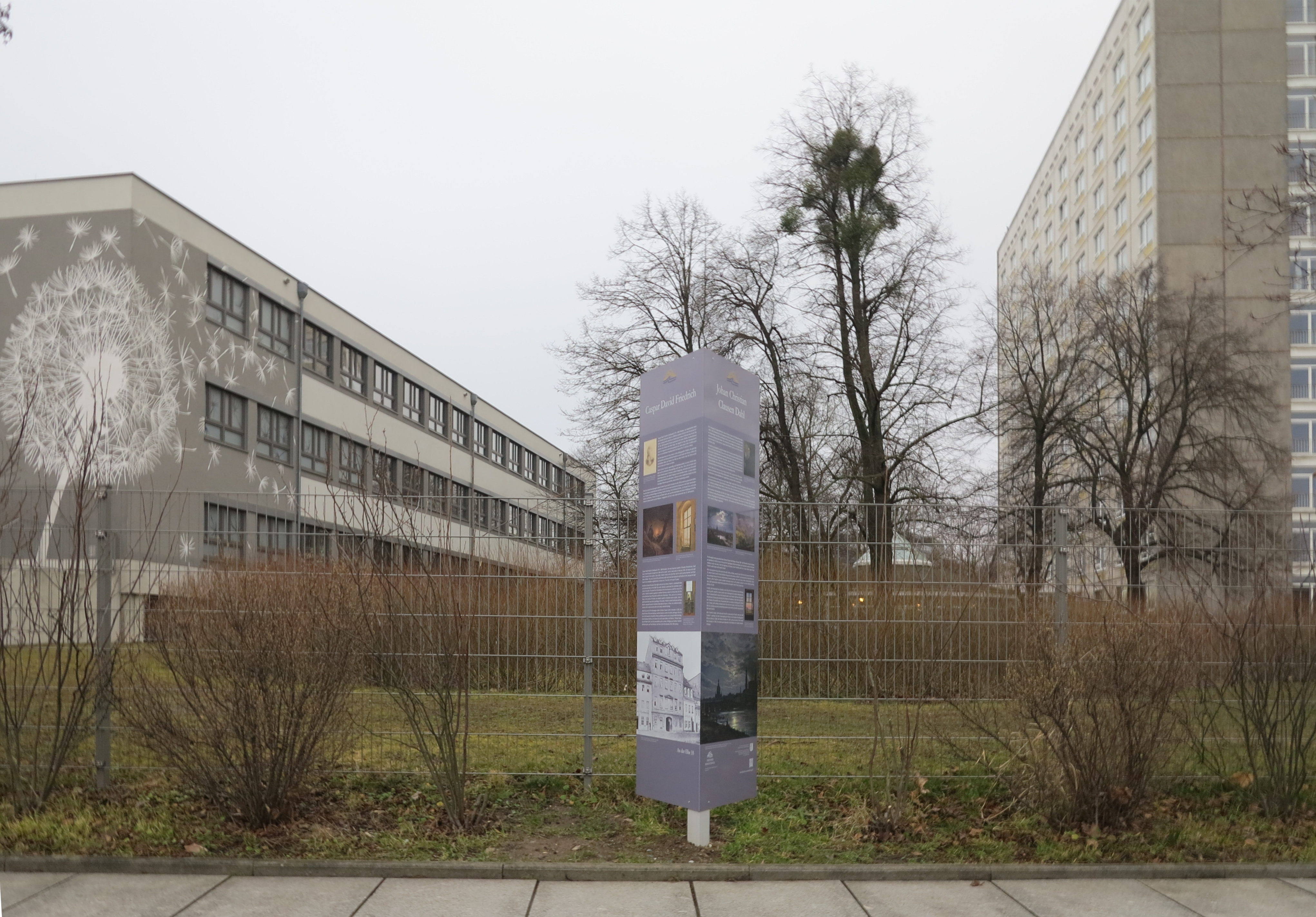
Gedenkstele für Caspar David Friedrich (linke Seite) und Johan Christian Clausen Dahl (rechte Seite) in Dresden, ehemals An der Elbe 33, heutiges Terrassenufer 15.

Am 22. November 2024 wurde am Orte seiner ehemaligen Wohnung zusammen mit Johan Christian Clausen Dahl in Dresden „An der Elbe 33“ eine Gedenkstele eingeweiht.

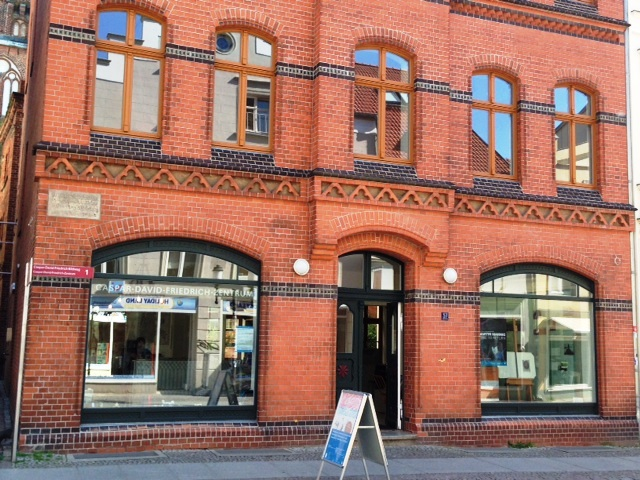
Caspar-David-Friedrich-Zentrum in Greifswald

### Caspar-David-Friedrich-Gesellschaft
Die in Greifswald beheimatete Caspar-David-Friedrich-Gesellschaft vergibt seit 2001 jährlich den Caspar-David-Friedrich-Preis für innovative Ansätze in der zeitgenössischen Kunst. Seit 2004 betreibt sie in der ehemaligen Seifensiederei und Kerzenzieherei der Familie Friedrich das Caspar-David-Friedrich-Zentrum, das 2011 um das ehemalige, zur Lange Straße hin gelegene Wohn- und Geschäftshaus der Friedrichs erweitert wurde. Leben und Werk werden dort umfangreich dokumentiert und wechselnde Ausstellungen zur zeitgenössischen Kunst finden statt.

### Briefmarken, Gedenkmünze

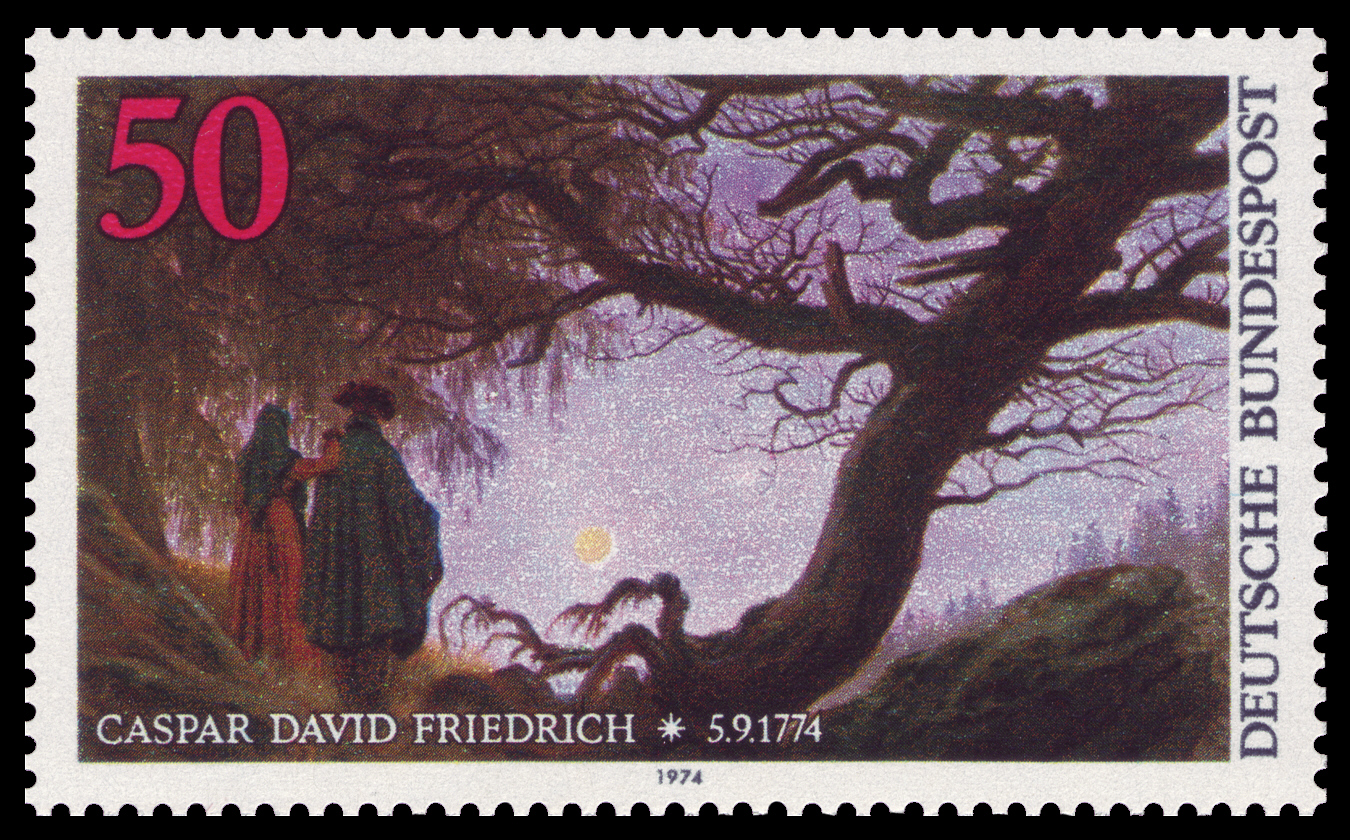
Briefmarke Bundesrepublik Deutschland 1974: Mann und Frau den Mond betrachtend

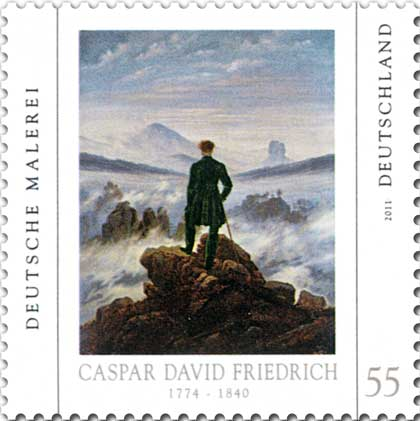
Briefmarke Bundesrepublik Deutschland 2011: Der Wanderer über dem Nebelmeer

- 29. März 1967, Sondermarke der Deutschen Post der DDR aus der Serie „Staatliche Kunstsammlungen Dresden, Galerie Neue Meister“
- 21. Mai 1974, 4 Sondermarken und ein Briefmarkenblock der Deutschen Post der DDR zum 200. Geburtstag, inklusive Ersttagsbrief
- 16. August 1974, Sondermarke der Deutschen Bundespost (BRD) zum 200. Geburtstag
- 8. November 1974, 10-Mark-Gedenkmünze der DDR zum 200. Geburtstag
- 3. Januar 2011, Sondermarke der Bundesrepublik Deutschland aus der Serie Deutsche Malerei

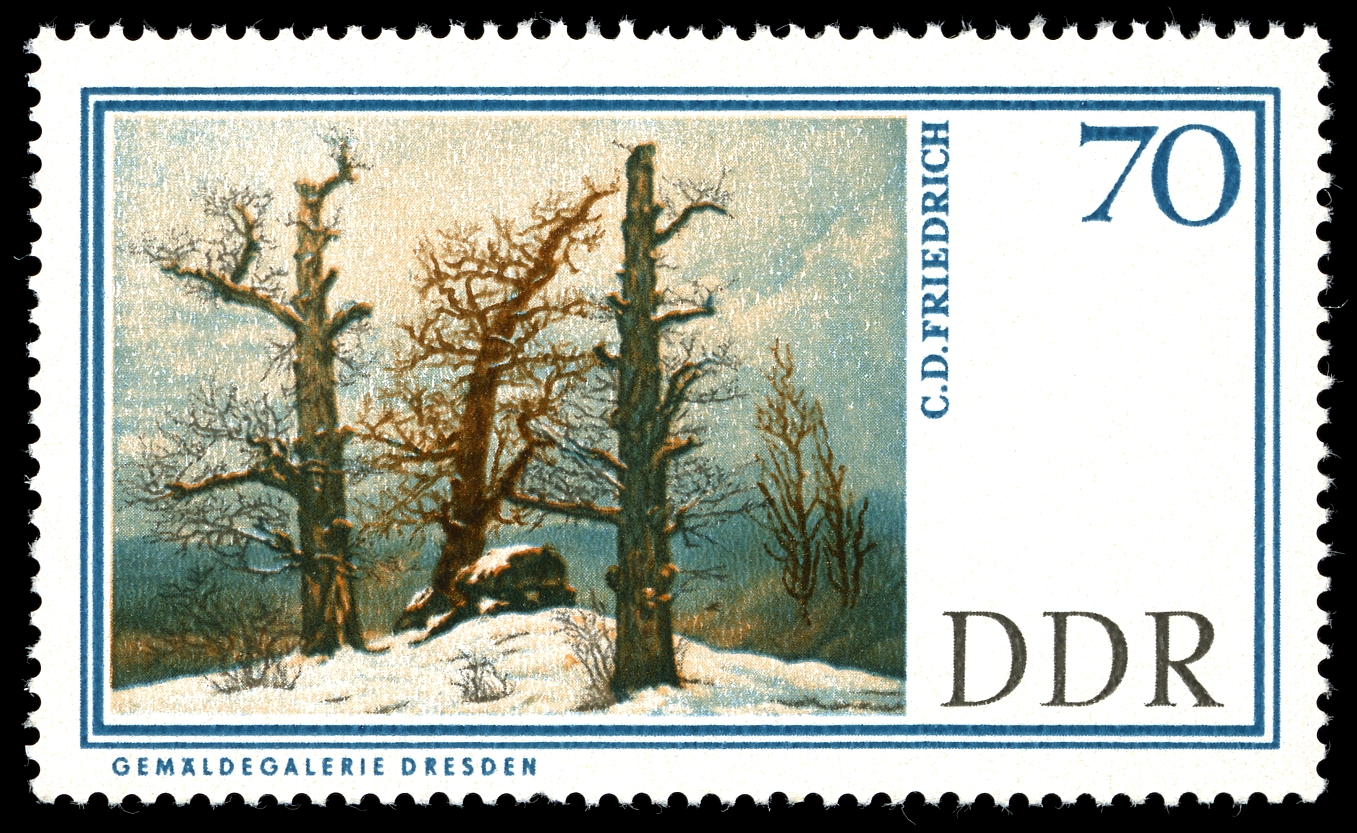
Briefmarke DDR 1967, Motiv Hünengrab im Schnee

Motive der DDR-Sondermarken nebst Block vom 21. Mai 1974:

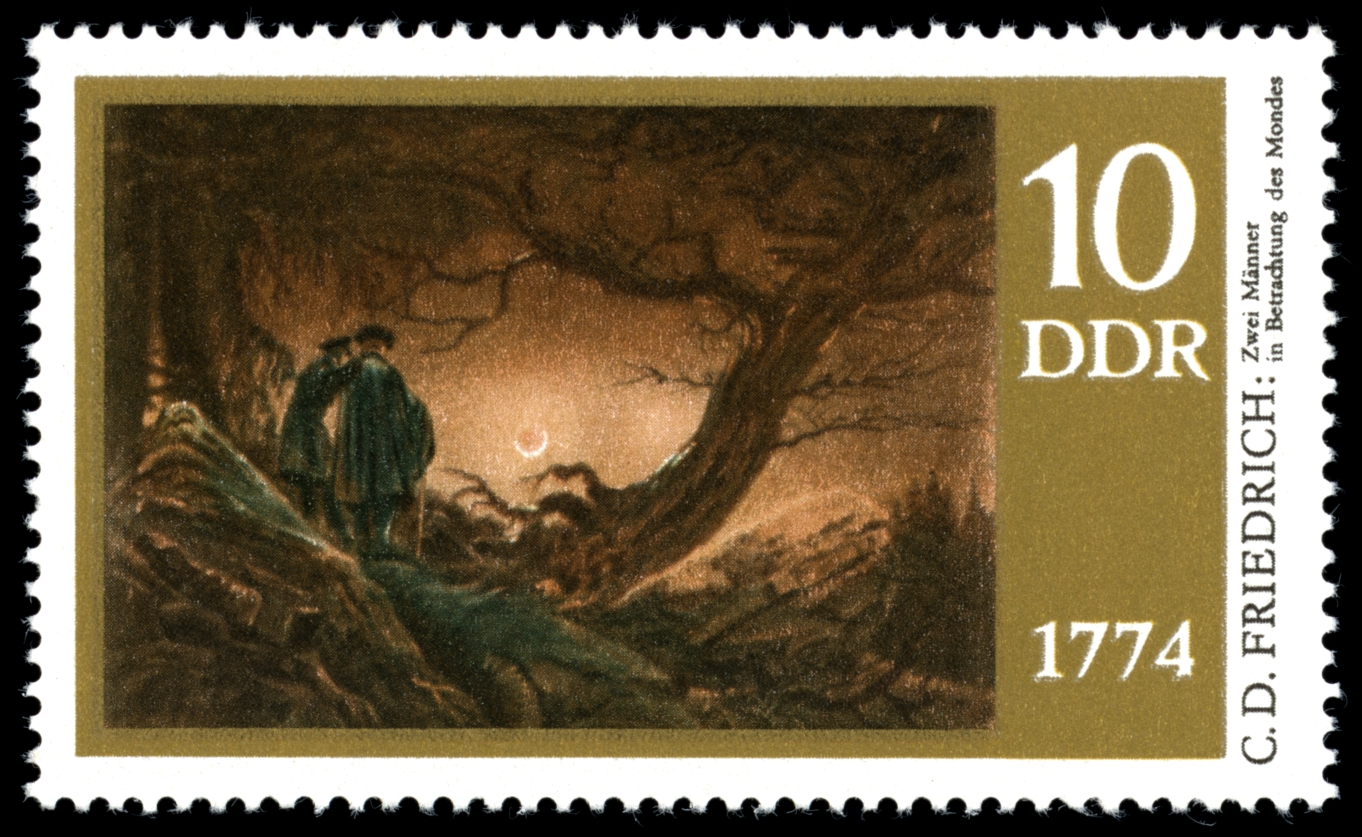
Zwei Männer in Betrachtung des Mondes
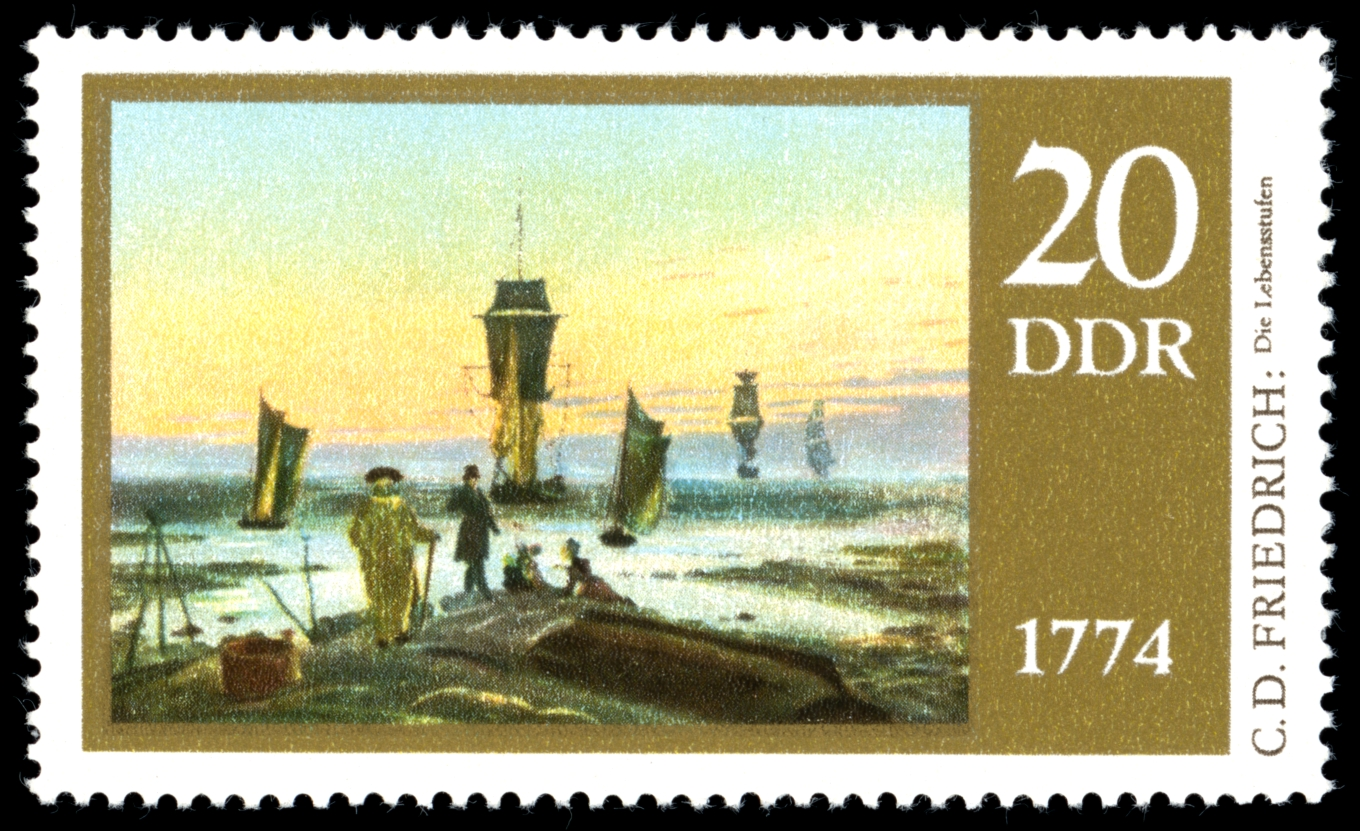
Die Lebensstufen
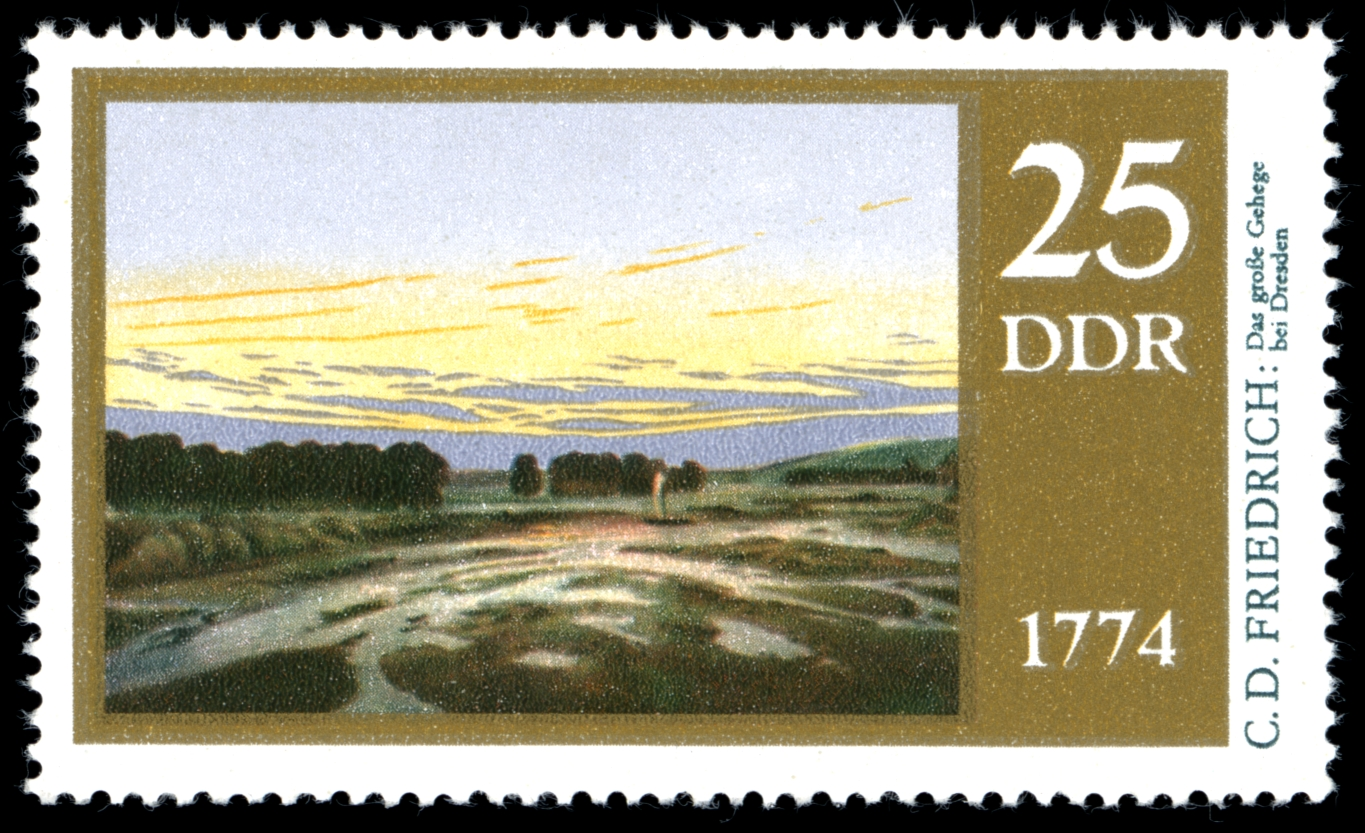
Das große Gehege bei Dresden
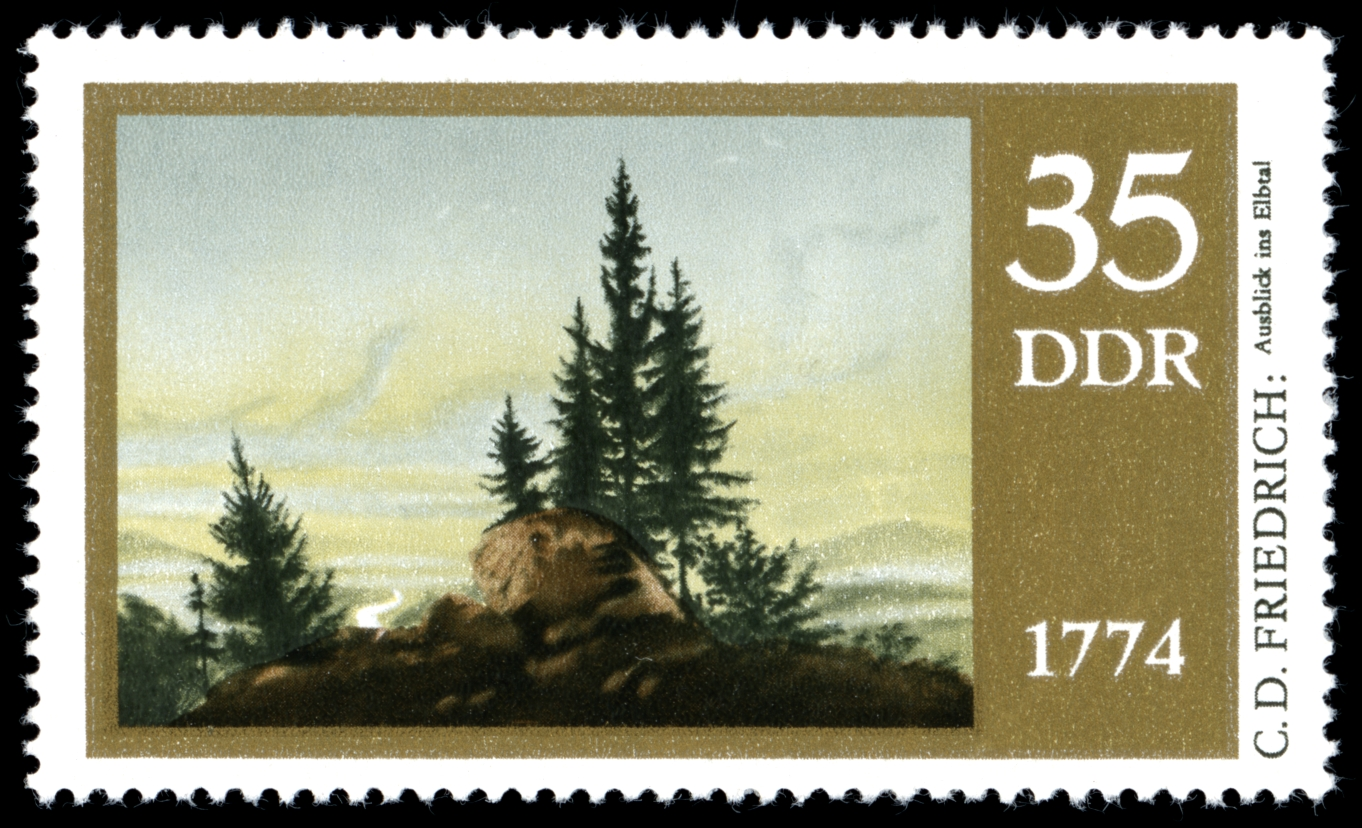
Ausblick ins Elbtal
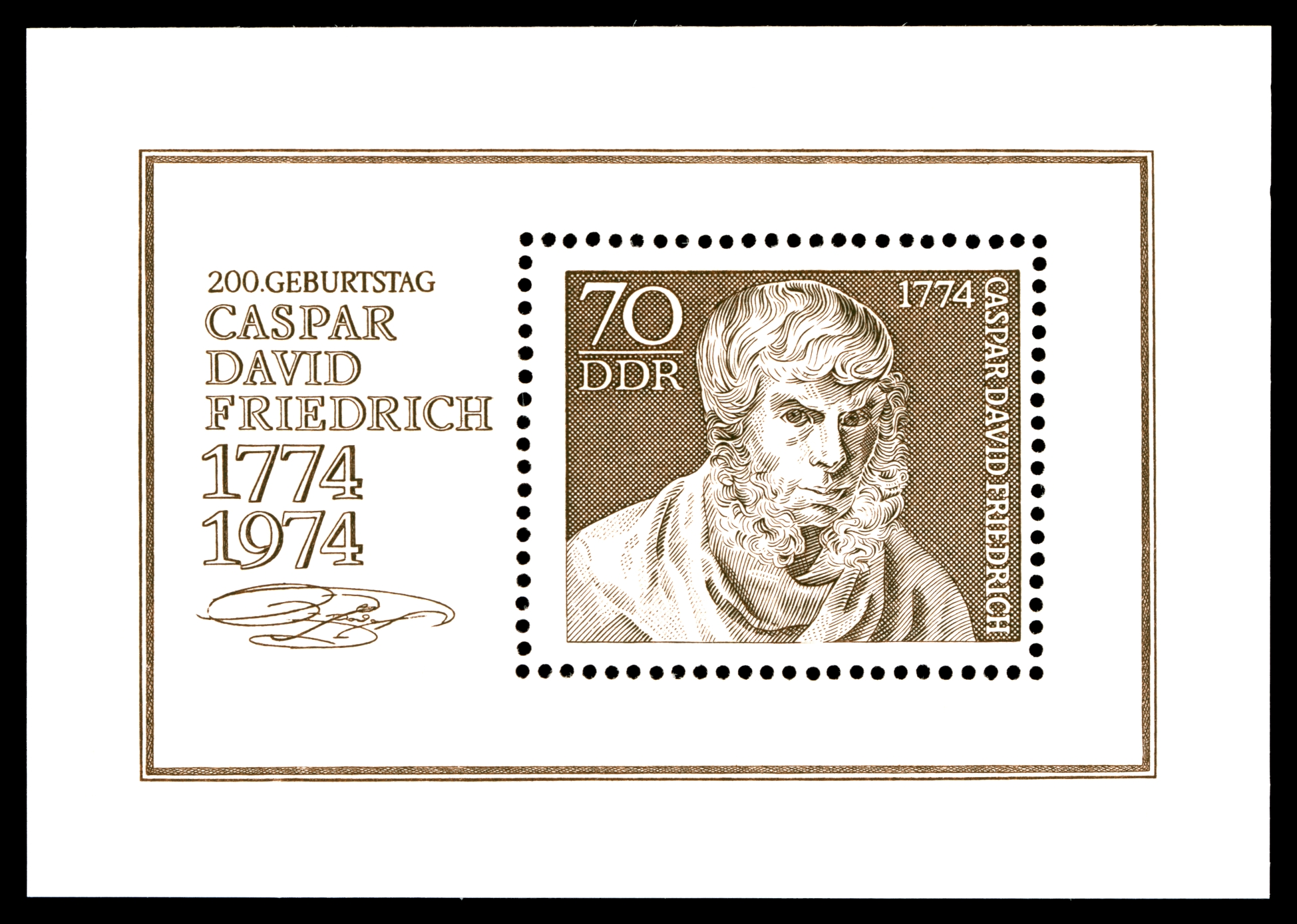
Caspar David Friedrich

## Werke (Auswahl)
| Bild | Titel                                                                                      | Jahr          | Größe / Material                                                 | Ausstellung/Sammlung/Besitzer                                                                        |
| ---- | ------------------------------------------------------------------------------------------ | ------------- | ---------------------------------------------------------------- | --- |
|      | Wrack im Eismeer                                                                           | 1798          | 31,4 × 23,6 cm, Öl auf Leinwand                                  | Hamburg, Kunsthalle (Zuschreibung an Friedrich wird angezweifelt)                                    |
|      | Kreuz im Wald                                                                              | 1812          | Höhe: 42,20 cm; Breite: 32,60 cm; Tiefe: 2,20 cm Öl auf Leinwand | Staatsgalerie Stuttgart                                                                              |
|      | Felsentor im Uttewalder Grund                                                              | 1801          | 70,5 × 50,3 cm, Sepia                                            | Essen, Museum Folkwang                                                                               |
|      | Blick auf Arkona mit aufgehendem Mond und Netzen                                           | 1806          |                                                                  | Wien, Albertina (2001 vom Schweizer Galeristen Jan Krugier (1928–2008) erworben)                     |
|      | Westfassade der Ruine Eldena mit Backhaus und Scheune                                      | 1806          |                                                                  | Angers, Musée des Beaux-Arts                                                                         |
|      | Der Sommer                                                                                 | 1807          | 71,4 × 103,6 cm, Öl auf Leinwand                                 | München, Neue Pinakothek                                                                             |
|      | Hünengrab im Schnee                                                                        | 1807          | 62 × 80 cm, Öl auf Leinwand                                      | Dresden, Galerie Neue Meister                                                                        |
|      | Meeresstrand im Nebel                                                                      | um 1807       | 34,2 × 50,2 cm, Öl auf Leinwand                                  | Wien, Belvedere, Inv. Nr. 3700                                                                       |
|      | Meeresstrand mit Fischer                                                                   | um 1807       | 34,5 × 51 cm, Öl auf Leinwand                                    | Wien, Belvedere, Inv. Nr. 3701                                                                       |
|      | Ausblick ins Elbtal                                                                        | um 1807       | 81,5 × 80 cm, Öl auf Leinwand                                    | Dresden, Galerie Neue Meister                                                                        |
|      | Das Kreuz im Gebirge (Tetschener Altar)                                                    | 1808          | 115 × 110,5 cm, Öl auf Leinwand                                  | Dresden, Galerie Neue Meister                                                                        |
|      | Morgennebel im Gebirge                                                                     | 1808          | 71 × 104 cm, Öl auf Leinwand                                     | Rudolstadt, Museum Schloss Heidecksburg                                                              |
|      | Winter (Klosterruine Eldena)                                                               | 1808          |                                                                  | 1931 im Münchner Glaspalast verbrannt                                                                |
|      | Der Mönch am Meer                                                                          | 1809/1810     | 110 × 171,5 cm, Öl auf Leinwand                                  | Berlin, Alte Nationalgalerie                                                                         |
|      | Abtei im Eichwald                                                                          | 1809/1810     | 110,4 × 171 cm, Öl auf Leinwand                                  | Berlin, Alte Nationalgalerie                                                                         |
|      | Gebirgslandschaft mit Regenbogen                                                           | 1810          | 70 × 102 cm, Öl auf Leinwand                                     | Essen, Museum Folkwang                                                                               |
|      | Böhmische Landschaft mit dem Milleschauer                                                  | um 1810       | 71 × 104 cm, Öl auf Leinwand                                     | Dresden, Galerie Neue Meister                                                                        |
|      | Landschaft mit Regenbogen                                                                  | um 1810       | 59 × 84,5 cm, Öl auf Leinwand                                    | seit 1945 verschollen                                                                                |
|      | Gartenterrasse                                                                             | 1811          | 53,5 × 70 cm, Öl auf Leinwand                                    | Berlin, Stiftung Preußische Schlösser und Gärten Berlin-Brandenburg, Neuer Pavillon, Inv. GK I 7878  |
|      | Felspartie im Harz                                                                         | 1811          | 32 × 45 cm                                                       | Dresden, Galerie Neue Meister                                                                        |
|      | Winterlandschaft                                                                           | 1811          | 32,5 × 45 cm, Öl auf Leinwand                                    | Schwerin, Staatliches Museum                                                                         |
|      | Winterlandschaft mit Kirche                                                                | 1811          |                                                                  | Dortmund, Museum für Kunst und Kulturgeschichte                                                      |
|      | Kreuz und Kathedrale im Gebirge                                                            | 1812          | 45 × 38,5 cm, Öl auf Leinwand                                    | Düsseldorf, Kunstmuseum                                                                              |
|      | Grabmale alter Helden                                                                      | 1812          | 49,5 × 70,5 cm, Öl auf Leinwand                                  | Hamburg, Kunsthalle                                                                                  |
|      | Kreuz im Wald                                                                              | 1813          | 42 × 32 cm, Öl auf Leinwand                                      | Stuttgart, Staatsgalerie, Inv. Nr. L 569                                                             |
|      | Kreuz an der Ostsee                                                                        | 1813 ??       | 45 × 33,5 cm, Öl auf Leinwand                                    | Berlin, Stiftung Preußische Schlösser und Gärten Berlin-Brandenburg, Neuer Pavillon, Inv. GK I 30203 |
|      | Der Chasseur im Walde                                                                      | 1814          | 65,7 × 46,7 cm, Öl auf Leinwand                                  | Privatbesitz                                                                                         |
|      | Morgen (Ausfahrende Boote) Teil eines heute verstreuten vierteiligen Zyklus                | nach 1815     | 22 × 30,5 cm, Öl auf Leinwand                                    | Hannover, Niedersächsisches Landesmuseum                                                             |
|      | Neubrandenburg                                                                             | 1816/1817     | 91 × 72 cm, Öl auf Leinwand                                      | Greifswald, Pommersches Landesmuseum                                                                 |
|      | Greifswald im Mondschein                                                                   | 1816/1817     | 22,5 × 30,5 cm                                                   | Oslo, Nationalgalerie                                                                                |
|      | Küstenlandschaft in der Dämmerung (Küstenlandschaft im Morgenlicht)                        | 1816–1818     | 22 × 31 cm, Öl auf Leinwand                                      | Lübeck, Museum Behnhaus Drägerhaus                                                                   |
|      | Der Wanderer über dem Nebelmeer                                                            | wohl 1817     | 98,4 × 74,8 cm, Öl auf Leinwand                                  | Hamburg, Kunsthalle                                                                                  |
|      | Zwei Männer am Meer                                                                        | 1817          | 51 × 60 cm, Öl auf Leinwand                                      | Berlin, Alte Nationalgalerie                                                                         |
|      | Gartenlaube                                                                                | 1818          |                                                                  | München, Neue Pinakothek                                                                             |
|      | Nacht im Hafen (Schwestern)                                                                | 1818          | 74 × 52 cm, Öl auf Leinwand                                      | St. Petersburg, Eremitage                                                                            |
|      | Frau vor der untergehenden Sonne (Sonnenuntergang, Sonnenaufgang, Frau in der Morgensonne) | um 1818       | 22 × 30 cm, Öl auf Leinwand                                      | Essen, Museum Folkwang                                                                               |
|      | Kreidefelsen auf Rügen                                                                     | um 1818       | 90,5 × 71 cm, Öl auf Leinwand                                    | Winterthur, Museum Oskar Reinhart                                                                    |
|      | Auf dem Segler                                                                             | 1818/1819     | 71 × 56 cm, Öl auf Leinwand                                      | St. Petersburg, Eremitage                                                                            |
|      | Greifswalder Hafen                                                                         | 1818–1820     | 90 × 70 cm, Öl auf Leinwand                                      | Berlin, Alte Nationalgalerie                                                                         |
|      | Nebelschwaden                                                                              | 1818–1820     | 32,5 × 42,5 cm, Öl auf Leinwand                                  | Hamburg, Kunsthalle                                                                                  |
|      | Zwei Männer in Betrachtung des Mondes                                                      | 1819          | 35 × 44 cm, Öl auf Leinwand                                      | Dresden, Galerie Neue Meister                                                                        |
|      | Klosterfriedhof im Schnee                                                                  | 1819          | 121 × 170 cm                                                     | 1945 zerstört                                                                                        |
|      | Hünengrab im Herbst                                                                        | um 1820       | 55 × 71 cm, Öl auf Leinwand                                      | Dresden, Galerie Neue Meister                                                                        |
|      | Schwäne im Schilf beim ersten Morgenrot                                                    | um 1819/1820  | 38 × 44 cm, Öl auf Leinwand                                      | Frankfurt am Main, Freies Deutsches Hochstift – Frankfurter Goethe-Museum                            |
|      | Ziehende Wolken                                                                            | wohl 1820     | 18,3 × 24,5 cm, Öl auf Leinwand                                  | Hamburg, Kunsthalle                                                                                  |
|      | Nebel im Elbtal; auch: Nebel im Elbtal bei Schandau                                        | um 1820       | 33 × 42,5 cm, Öl auf Leinwand                                    | Berlin, Alte Nationalgalerie                                                                         |
|      | Kügelgens Grab                                                                             | 1821/1822     | 41,5 × 55 cm, Öl auf Leinwand                                    | Lübeck, Museum Behnhaus Drägerhaus                                                                   |
|      | Frau am Fenster                                                                            | 1822          | 44 × 37 cm, Öl auf Leinwand                                      | Berlin, Alte Nationalgalerie, Inv. Nr. A I 918                                                       |
|      | Der Morgen (1. Bild des Tageszeitenzyklus)                                                 | um 1821       | 22 × 30,5 cm, Öl auf Leinwand                                    | Hannover, Niedersächsisches Landesmuseum                                                             |
|      | Der Mittag (2. Bild des Tageszeitenzyklus)                                                 | um 1821       | 22 × 30,5 cm, Öl auf Leinwand                                    | Hannover, Niedersächsisches Landesmuseum                                                             |
|      | Der Nachmittag (3. Bild des Tageszeitenzyklus)                                             | um 1821       | 22 × 30,5 cm, Öl auf Leinwand                                    | Hannover, Niedersächsisches Landesmuseum                                                             |
|      | Der Abend (4. Bild des Tageszeitenzyklus)                                                  | um 1821       | 22 × 30,5 cm, Öl auf Leinwand                                    | Hannover, Niedersächsisches Landesmuseum                                                             |
|      | Wiesen bei Greifswald                                                                      | 1820–1822     | 35 × 49 cm, Öl auf Leinwand                                      | Hamburg, Kunsthalle                                                                                  |
|      | Abend am Fluss                                                                             | um 1820–1825  | 44 × 34,5 cm, Öl auf Leinwand                                    | Köln, Wallraf-Richartz-Museum, Inv. Nr. 2668                                                         |
|      | Flussufer im Nebel (Elbschiff im Frühnebel)                                                | um 1820–1825  | 22,5 × 30,8 cm, Öl auf Leinwand                                  | Köln, Wallraf-Richartz-Museum, Inv. Nr. 2667                                                         |
|      | Mondaufgang am Meer                                                                        | 1822          | 55 × 71 cm, Öl auf Leinwand                                      | Berlin, Alte Nationalgalerie                                                                         |
|      | Dorflandschaft bei Morgenbeleuchtung                                                       | 1822          | 55 × 71 cm, Öl auf Leinwand                                      | Berlin, Alte Nationalgalerie                                                                         |
|      | Krähen auf einem Baum                                                                      | 1822          | 54 × 71 cm, Öl auf Leinwand                                      | Paris, Louvre                                                                                        |
|      | Kreuz im Gebirge                                                                           | 1822          | 128 × 71 cm, Öl auf Leinwand                                     | Gotha, Schlossmuseum auf Friedenstein, Inv. Nr. 449/407                                              |
|      | Felsenlandschaft im Elbsandsteingebirge                                                    | 1822/1823     | 91 × 74 cm, Öl auf Leinwand                                      | Wien, Belvedere, Inv. Nr. 2859                                                                       |
|      | Am Stadtrand von Greifswald                                                                | 1822/1823     |                                                                  | Berlin, Schloss Charlottenburg                                                                       |
|      | Mondaufgang am Meer                                                                        | 1822          | 135 × 170 cm, Öl auf Leinwand                                    | St. Petersburg, Eremitage                                                                            |
|      | Am Ryck in Greifswald mit Blick auf die Mühlen vor der Steinbecker Schanze                 | 1822/1823     |                                                                  | Berlin, Schloss Charlottenburg                                                                       |
|      | Das Eismeer                                                                                | 1823/1824     | 96,7 × 126,9 cm, Öl auf Leinwand                                 | Hamburg, Kunsthalle                                                                                  |
|      | Huttens Grab                                                                               | 1823/1824     | 93,7 × 73,4 cm                                                   | Weimar, Klassik Stiftung                                                                             |
|      | Waldinneres bei Mondschein, vorne Leute bei hellem Feuer                                   | 1823 bis 1830 | 71 × 50 cm, Öl auf Leinwand                                      | Berlin, Alte Nationalgalerie                                                                         |
|      | Abend mit Wolken                                                                           | 1824          | 14 × 22,5 cm, Öl auf Karton                                      | Mannheim, Kunsthalle                                                                                 |
|      | Der Watzmann                                                                               | 1824/1825     | 133 × 170 cm, Öl auf Leinwand                                    | Berlin, Alte Nationalgalerie                                                                         |
|      | Klosterruine Eldena bei Greifswald                                                         | 1824/1825     | 35 × 49 cm, Öl auf Leinwand                                      | Berlin, Alte Nationalgalerie, Inv. Nr. A II 574                                                      |
|      | Zwei Männer in Betrachtung des Mondes                                                      | 1825–1830     | 34,9 × 43,8 cm, Öl auf Leinwand                                  | New York City, Metropolitan Museum of Art, Inv. Nr. 2000.51                                          |
|      | Bäume und Sträucher im Schnee                                                              | um 1825       | 31 × 25,5 cm                                                     | Dresden, Galerie Neue Meister                                                                        |
|      | Uttewalder Grund                                                                           | um 1825       | 91,5 × 70,5 cm, Öl auf Leinwand                                  | Linz, Neue Galerie, Inv. Nr. 105                                                                     |
|      | Friedhofseingang (unvollendet)                                                             | 1825          | 143 × 110 cm, Öl auf Leinwand                                    | Dresden, Galerie Neue Meister                                                                        |
|      | Hügel mit Bruchacker bei Dresden                                                           | 1825          | 22,2 × 30,5 cm, Öl auf Leinwand                                  | Hamburg, Kunsthalle                                                                                  |
|      | Friedhof im Schnee                                                                         | 1826          | 31 × 25 cm, Öl auf Leinwand                                      | Leipzig, Museum der bildenden Künste                                                                 |
|      | Schiffe im Hafen am Abend                                                                  | 1827/1828     | 31 × 25 cm, Öl auf Leinwand                                      | Dresden, Galerie Neue Meister                                                                        |
|      | Toreingang in Meißen                                                                       | 1827          | 31 × 25 cm, Öl auf Leinwand                                      | Dresden, Galerie Neue Meister                                                                        |
|      | Verschneite Hütte (Hütte im Schnee)                                                        | um 1827       | 31 × 25 cm, Öl auf Leinwand                                      | Berlin, Alte Nationalgalerie                                                                         |
|      | Tannenwald mit Wasserfall                                                                  | 1828          |                                                                  | Hamburg, Kunsthalle                                                                                  |
|      | Fichtendickicht im Walde                                                                   | 1828          |                                                                  | München, Neue Pinakothek                                                                             |
|      | Eichbaum im Schnee                                                                         | 1829          | 71 × 48 cm, Öl auf Leinwand                                      | Berlin, Alte Nationalgalerie                                                                         |
|      | Mondschein auf dem Meer                                                                    | 1830          |                                                                  | Berlin, Alte Nationalgalerie                                                                         |
|      | Abend am Ostseestrand                                                                      | um 1830       |                                                                  | Dresden, Galerie Neue Meister                                                                        |
|      | Mann und Frau in Betrachtung des Mondes                                                    | 1830–1835     | 34 × 44 cm                                                       | Berlin, Alte Nationalgalerie                                                                         |
|      | Sturzacker                                                                                 | um 1830       |                                                                  | Hamburg, Kunsthalle                                                                                  |
|      | Berglandschaft in Böhmen                                                                   | um 1830       |                                                                  | Hamburg, Kunsthalle                                                                                  |
|      | Ruine Eldena im Riesengebirge                                                              | 1830/1835     | 73 × 103 cm, Öl auf Leinwand                                     | Greifswald, Pommersches Landesmuseum                                                                 |
|      | Flachlandschaft am Greifswalder Bodden                                                     | 1830–1834     | 25,7 × 31,5 cm, Öl auf Leinwand                                  | Schweinfurt, Museum Georg Schäfer                                                                    |
|      | Sumpfiger Strand                                                                           | 1832          |                                                                  | München, Neue Pinakothek                                                                             |
|      | Das Große Gehege (Ostra-Gehege) bei Dresden                                                | um 1832       | 73,5 × 102,5 cm, Öl auf Leinwand                                 | Dresden, Galerie Neue Meister                                                                        |
|      | Junotempel in Agrigent                                                                     | um 1828–1830  | 53,3 × 71,5 cm, Öl auf Leinwand                                  | Dortmund, Museum Ostwall, Inv. Nr. C 5022                                                            |
|      | Weidengebüsch bei tiefstehender Sonne                                                      | um 1832/1835  | 31 × 32 cm, Öl auf Leinwand                                      | Frankfurter Goethe-Museum                                                                            |
|      | Eule auf schmucklosem Baum                                                                 | 1834          | 25,2 × 31 cm, Öl auf Leinwand                                    | Privatbesitz, Frankreich                                                                             |
|      | Die Lebensstufen                                                                           | um 1834       | 72,5 × 94 cm, Öl auf Leinwand                                    | Leipzig, Museum der Bildenden Künste, Inv. Nr. 1217                                                  |
|      | Erinnerungen an das Riesengebirge                                                          | vor 1835      | 73,5 × 102,5 cm, Öl auf Leinwand                                 | St. Petersburg, Eremitage                                                                            |
|      | Riesengebirgslandschaft                                                                    | um 1835       | 73,5 × 102,5 cm, Öl auf Leinwand                                 | Oslo, Nationalgalerie                                                                                |
|      | Das brennende Neubrandenburg (unvollendet)                                                 | 1830–1835     | 72 × 101 cm, Öl auf Leinwand                                     | Hamburg, Kunsthalle                                                                                  |
|      | Landschaft mit dem Rosenberg in der böhmischen Schweiz                                     | um 1835       | 34,9 × 48,5 cm, Öl auf Leinwand                                  | Frankfurt am Main, Städelsches Kunstinstitut, Inv. Nr. 1821                                          |
|      | Wald im Spätherbst (Waldwasser, Herbstwald)                                                | 1835          | 35 × 44 cm, Öl auf Leinwand                                      | Erfurt, Angermuseum, Inv. Nr. 3626                                                                   |
|      | Landschaft im Charakter des böhmischen Mittelgebirges (Riesengebirge)                      | um 1830–1835  | 72 × 103 cm                                                      | Berlin, Alte Nationalgalerie                                                                         |
|      | Sonnenuntergang                                                                            | um 1830–35    |                                                                  | |
|      | Der Träumer (Klosterruine Oybin)                                                           | 1820–1840     | 27 × 21 cm, Öl auf Leinwand                                      | St. Petersburg, Eremitage                                                                            |
|      | Meeresufer im Mondschein                                                                   | 1835          | 135 × 170 cm                                                     | Hamburg, Kunsthalle                                                                                  |